# Lassie (Fernsehserie, 1954)
Lassie ist eine US-amerikanische Fernsehserie, die von 1954 bis 1973 von CBS ausgestrahlt wurde. Es ist die erste Fernsehserie um den berühmten Filmhund Lassie. Mit 591 Folgen in 19 Staffeln ist sie nach Die Simpsons, Rauchende Colts, Law & Order und Law & Order: Special Victims Unit die fünftlängste Serie im US-amerikanischen Fernsehen.

## Inhalt
Die ersten zehn Staffeln begleiten Lassie bei ihren Abenteuern auf einer Farm in Calverton. Der elfjährige Jeff Miller, seine verwitwete Mutter Ellen und sein Großvater George, genannt „Gramps“, sind Lassies erste Begleiter. Nach einigen Jahren ziehen die Millers in die Stadt und überlassen Lassie ab der vierten Staffel dem siebenjährigen Timmy, der von Ruth und Paul Martin adoptiert worden ist. Zur Familie gehört noch Onkel Petrie. Neben Boomer Bates, der Timmys bester Freund ist, ist er auch dem alten Cully Wilson freundschaftlich verbunden.
Lassies Heldentaten auf der Farm enden mit der 10. Staffel, als die Martins nach Australien ziehen und es Lassie nicht zumuten wollen, eine sechsmonatige Quarantäne durchstehen zu müssen. So lebt Lassie ab der 11. Staffel bei dem Wald-Ranger Corey Stewart und später bei den Rangern Scott Turner und Bob Erickson in der Wildnis der Forstverwaltung United States Forest Service, wo das treue Tier neue Abenteuer erlebt.
Nachdem Lassie nahezu ein ganzes Jahr alleine auf sich gestellt und unterwegs war, findet das Tier ein neues Zuhause auf der Ranch von Keith Garth Holden, wo sie Freundschaft mit der gehörlosen kleinen Lucy Baker schließt, die ganz in der Nähe lebt.

## Produktion

### Produktionsnotizen, Hintergrund
Die Serie wurde zunächst in Schwarzweiß, beginnend mit der 12. Staffel 1965 in Farbe produziert und ist eine Kreation des Produzenten Robert Maxwell und des Tiertrainers Rudd Weatherwax, von dem Lassie auch trainiert wurde. Die Schauspielerin Bonita Granville, Jack Wrathers Frau, war die stellvertretende Produzentin der Serie. Sie erzählte im amerikanischen Original während der gesamten Laufzeit der Serie zahlreiche Episoden, normalerweise den Anfang und/oder das Ende mehrteiliger Episoden.
Lassie, eigentlich ein weiblicher Langhaarcollie, wurde ausnahmslos von männlichen Hunden gespielt. Der Hund Pal, der Lassie im Film Heimweh spielte, stellte Lassie auch in der Pilotfolge der Serie dar. Es war sein letzter Auftritt.
Aus einigen der mehrteiligen Folgen entstanden Zusammenschnitte zu Fernsehfilmen. In der Folge Die Friedenswächter (Staffel 5, Folge 36) hat Clayton Moore in seiner Paraderolle als Lone Ranger einen Gastauftritt.
In der nicht in Deutschland gezeigten zweiteiligen Folge Holocaust (Staffel 15, Folgen 3 und 4) werden Corey Stuart und sein Partner von einem Feuer eingeschlossen, wobei sie schwere Verbrennungen davontragen. Die Forstbehörde muss daraufhin über Lassies Schicksal entscheiden, nachdem sie festgestellt hat, dass Coreys Genesung Monate dauern wird.

### Synchronisation
| Figur                      | Darsteller       | Deutscher Sprecher           |
| -------------------------- | ---------------- | ---------------------------- |
| Jeff Miller                | Tommy Rettig     | Simon Jäger                  |
| Ellen Miller               | Jan Clayton      | Renate Danz                  |
| George „Gramps“ Miller     | George Cleveland | Hans Nitschke                |
| Timmy Martin               | Jon Provost      | Eva Mattes, Sebastian Schulz |
| Ruth Martin (Staffel 4)    | Cloris Leachman  | Karin David                  |
| Ruth Martin (Staffel 5–11) | June Lockhart    | Inge Landgut                 |
| Paul Martin (Staffel 4)    | Jon Shepodd      | Helmut Gauß                  |
| Paul Martin (Staffel 5–11) | Hugh Reilly      | Eberhard Mondry              |
| Bob Erickson               | Jack De Mave     | Manfred Seipold              |
| Scott Turner               | Jed Allan        | Christian Wolff              |

## Ausstrahlung
Lassie wurde erstmals am 12. September 1954 vom US-amerikanischen Sender CBS ausgestrahlt. In Deutschland, wo fast 600 Folgen gezeigt wurden, war die Serie ab dem 21. Juni 1958 zunächst in der ARD (1958–1966), später im ZDF (1967–1977) zu sehen. Das ZDF zeigte 300 Folgen unter vier verschiedenen Titeln: Alle Folgen mit Jeff und Timmy hießen Lassie, die Folgen mit Corey Stewart Lassies Abenteuer, die mit Scott und Bob Lassies neue Freunde und die mit Lassie allein Lassie unterwegs. Darüber hinaus entstanden mehr als zehn Spielfilme. Auf dem ersten dieser Filme mit dem deutschen Titel Heimweh (Lassie Come Home; 1943) nach einem Roman von Eric Knight basiert die Fernsehserie. In den USA entstand zudem Mitte der 1970er-Jahre eine Zeichentrickserie über Lassie.
Die Titel variierten dabei entsprechend dem Hauptcast. Von 1991 bis 1994 zeigte ProSieben über 100 bis dahin in Deutschland nicht ausgestrahlte Folgen. Die Serie wurde in Teilen von diversen Sendern wiederholt, darunter KiKA und Sat.1. 15 Jahre nach dem Ende der Serie entstand eine Neuauflage, die von RTL unter dem ursprünglichen deutschen Titel Lassie gezeigt wurde.

## Episodenliste

### Erste 103 Folgen (Lassie bei den Millers)
| \| Staffel \| Folge \| Erstausstrahlung \| deutscher Titel \| Originaltitel \| Kurzfassung der Handlung \| \| 1 \| 01 \| 12. September 1954 \| Die Erbschaft \| Inheritance \| Der kleine Jeff Miller erbt Lassie von Homer Carey, der gestorben ist. Der noch sehr junge Hund scheint nicht gewillt zu sein, das Anwesen von Carey zu verlassen. Er rennt immer wieder von der Farm der Millers weg und kehrt auf die Farm von Carey zurück. Jeffs Großvater, den alle Gramps nennen, meint, Jeff müsse Lassie ihre eigene Entscheidung treffen lassen. \| \| 1 \| 02 \| 19. September 1954 \| Mathematik \| Arithmetic \| Jeff hat Probleme in der Schule, da ihm Bruchrechnen schwerfällt. Gerade ist der Zirkus in der Stadt, den die Familie eigentlich besuchen wollte. Jeffs Mutter Ellen meint jedoch, dass es sein könne, dass Jeff nicht mit in den Zirkus dürfe, wenn er seinen nächsten Rechentest nicht bestehe. Ellen ist besorgt, da Jeff seine Fehler so leicht nimmt und bereits zwei Tests nicht bestanden hat. \| \| 1 \| 03 \| 26. September 1954 \| Das Fohlen \| The Colt \| Nachdem Jeffs Großvater ein Hengstfohlen mit auf die Farm gebracht hat, tauft Jeff es Domino. In seiner Begeisterung für das junge Pferd, kümmert der Junge sich zusehends weniger um Lassie, ignoriert das treue Tier sogar hin und wieder völlig. Als Lassie dann aber nicht nach Hause kommt, macht Jeff sich besorgt auf die Suche nach ihr. \| \| 1 \| 04 \| 03. Oktober 1954 \| Das Gewehr \| The Gun \| Der elfjährige Jeff möchte gern die Waffe seines verstorbenen Vaters benutzen, jedoch hat seine Mutter Ellen große Bedenken, ihr Kind mit einer Schusswaffe in Berührung zu bringen. Jeffs Großvater ist allerdings der Meinung, dass der Junge lernen sollte, mit einer Waffe umzugehen. Als Jeff mehr zufällig etwas Munition in die Hände bekommt, ist die Lektion hart, die er über die Sicherheit von Schusswaffen lernen muss. \| \| 1 \| 05 \| 10. Oktober 1954 \| Mister Peabody \| Mr. Peabody \| Gramps Miller heuert einen Landstreicher an, der einige Arbeiten auf der Farm erledigen soll. Der alte Mann reagiert jedoch mit Eifersucht, als sein Enkel Jeff den Geschichten des alten Landstreichers mit Begeisterung folgt und sich dem Alten immer mehr anzuschließen scheint. Zudem kommt es Gramps seltsam vor, als er den Landstreicher, der schon Feierabend hat, noch im Haus herumschleichen sieht. \| \| 1 \| 06 \| 17. Oktober 1954 \| Der Sträfling \| The Convict \| Jeff und Lassie sind im Wald unterwegs, als sie in der Nähe des Sees auf einen entflohenen Sträfling treffen. Er droht damit, Ellen und Gramps etwas anzutun, wenn Jeff ihm kein Essen und andere Kleidung besorge. Also versteckt Jeff den Mann in einer geheimen Höhle. Gaststar: Dabbs Greer: Joe Baker \| \| 1 \| 07 \| 24. Oktober 1954 \| Die Streithähne \| Feud \| Gramps Miller spielt mit Matt Brockway das Spiel Dame. Sie geraten darüber in einen heftigen Streit, der damit endet, dass Gramps Jeff und Matt seinem Sohn Porky verbietet, weiterhin miteinander zu spielen. Der Versuch der beiden Jungen, das Problem zu lösen, geht schief, sodass sie beschließen, sich im Wald zu verstecken in der Hoffnung, dass Gramps und Matt in ihrer Sorge um sie, und bei der gemeinsamen Suche nach ihnen, wieder Freunde werden. \| \| 1 \| 08 \| 31. Oktober 1954 \| Der Löwe \| The Lion \| Gramps und Ellen Miller sind für einen Tag nicht auf der Farm, da sie anderweitig zu tun haben. Jeff und sein Freund Porky wollen es sich ohne Erwachsene gut gehen lassen. Dann dringt jedoch ein entflohener Zirkuslöwe auf das Farmgelände ein, und die Jungen wissen nicht, wie sie sich nun verhalten sollen. Sie sind überzeugt, dass ihnen niemand glauben wird, wenn sie Hilfe erbitten. \| \| 1 \| 09 \| 07. November 1954 \| Sorge um Großvater \| Gramps \| Gramps hat heftige Schmerzen in der Brust, will das jedoch ignorieren. Seine Familie ist besorgt und versucht ihn davon abzuhalten, sich Anstrengungen auszusetzen. Gramps will Einschränkungen jedoch nicht akzeptieren und schleicht sich nach Anbruch der Dunkelheit nach draußen, was ihm fast zum Verhängnis wird. \| \| 1 \| 10 \| 14. November 1954 \| Lassie wird Mutter \| Lassie’s Pups \| Lassie wird bald Mutter und Jeff glaubt, dass es besser ist, wenn ihr im entscheidenden Moment ein Tierarzt beisteht. Als es soweit ist, braut sich ein Sturm zusammen, der ein Kommen des Arztes unmöglich macht. Gramps beruhigt seinen Großsohn und meint, Hunde würden mit einer solchen Situation fertigwerden. \| \| 1 \| 11 \| 21. November 1954 \| Der Job \| The Job \| Nachdem der Kaufhausbesitzer Phineas Monroe, der fürs Radio arbeitet, Ellen Miller in der Kirche hat singen hören, bietet er ihr einen Job als Sängerin im Radio an. Um den Job annehmen zu können, muss sich Ellen jedoch eine Wohnung in der Stadt nehmen, sodass auch Jeff die Farm verlassen und Lassie in Gramps Obhut zurücklassen muss. \| \| 1 \| 12 \| 28. November 1954 \| Jahrmarkttrubel \| The Carnival \| Nachdem Jeff Lassie dem Show-Veranstalter Clegg vorgestellt hat, erkennt dieser die ungewöhnliche Qualität des Tieres und will sich diese zunutze machen. Gemeinsam mit seiner Partnerin stiehlt er das Tier bei passender Gelegenheit. \| \| 1 \| 13 \| 05. Dezember 1954 \| Lassie wird verkauft \| Sale of Lassie \| Jeff belauscht zufällig ein Gespräch, das nicht für seine Ohren bestimmt ist und zieht die falschen Schlüsse. Überzeugt davon, dass sein Großvater dringend eine teure Operation benötige, versucht er Lassie zu verkaufen, um so an Geld zu kommen. \| \| 1 \| 14 \| 12. Dezember 1954 \| Viehdiebe \| The Rustlers \| Ein Kalb, das von Jeff aufgezogen wird, verschwindet eines Nachts. Es ist die Nacht, als Lassie verletzt und schlammverschmutzt nach Hause kommt. Seltsam ist, dass die Hündin danach versucht, Ellens Auto sowie einen Lastwagen, der vom Vorarbeiter der Staples-Farm gefahren wird, zu jagen. Der Vorarbeiter beichtet Gramps kurz darauf, dass er das vermisste Kalb versehentlich geschlachtet habe. \| \| 1 \| 15 \| 19. Dezember 1954 \| Der Boxer \| The Fighter \| Jeff ist beeindruckt von Pete, einem berühmten Preisboxer, den er auf der Straße getroffen hat und der sein Fahrrad reparieren konnte. Als er dann erfährt, dass Pete Gramps während der Ernte auf der Farm unterstützen wird, ist er begeistert. Als Pete dann jedoch gegen einen Gegner nicht antreten will, glaubt Jeff, er sei ein Feigling. Dass Petes ins Auge gefasster Gegner einen schlechten Ruf hat und als unfair gilt, weiß Jeff nicht. \| \| 1 \| 16 \| 26. Dezember 1954 \| Der Wettbewerb \| The Contest \| Während Jeff damit beschäftigt ist, sich auf einen Jahrmarktsbesuch vorzubereiten, besucht Melanie, die Tochter von Ellens altem Freund Tom McLaughlin, ein verwöhntes kleines Mädchen, die Farm und hat nichts Besseres zu tun, als immer wieder zu versuchen, Lassie weh zu tun. Eigentlich will sie Jeff verletzen, geht aber den Weg über Lassie. Sie bringt das Tier dazu vor einem Hunderennen Fleisch zu fressen, weiß allerdings nicht, dass es verdorben ist und gefährliche Keime enthält. \| \| 1 \| 17 \| 02. Januar 1955 \| Der kleine Ausreißer \| Runaways \| Als Lassie aufgrund einer falschen Beobachtung verdächtigt wird, Tollwut zu haben, und ins Tierheim gebracht werden soll, rennt Jeff mit der Hündin zusammen weg, um schließlich mit ihr in einem Güterwagen außerhalb der Stadt zu landen. \| \| 1 \| 18 \| 09. Januar 1955 \| Ein kleiner Schlingel \| The Brat \| Ellen Miller bittet ihren Sohn und dessen Freund Porky, auf einen kleinen Jungen aufzupassen, da sie schnell eine Besorgung machen müsse. Sie verspricht beiden, dass sie dafür auch etwas Schönes erhalten würden. Der kleine Junge ist jedoch äußerst schwierig im Umgang und stellt Jeff und Porky vor Probleme, die sie nicht bewältigen können. \| \| 1 \| 19 \| 16. Januar 1955 \| Ohne Vater \| Father \| Die Kirche hat zu einer Vater-Sohn-Veranstaltung eingeladen. Jeff will jedoch nicht, dass Gramps für seinen toten Vater einspringt. Als seine Mutter Ellen ihn daraufhin begleiten will, findet er das noch peinlicher, zumal man ihn zuvor als Muttersöhnchen bezeichnet hat. \| \| 1 \| 20 \| 23. Januar 1955 \| Das verwaiste Hirschkalb \| The Fawn \| Jeff findet ein verwaistes Kitz im Wald und möchte es gern auf der Farm aufziehen. Gramps ist jedoch der Meinung, dass wild lebende Tiere nicht auf einer Farm heimisch werden sollten. Er erlaubt Jeff dann zwar, das Tier aufzuziehen, bis es allein zurechtkommen kann, besteht aber darauf, dass Lassie von dem Kitz ferngehalten wird, da wilde Tiere und Haustiere keinen zu engen Kontakt haben sollten. \| \| 1 \| 21 \| 30. Januar 1955 \| Der blinde Soldat \| Blind Soldier \| Die Eltern eines blinden Korea-Kriegsveteranen möchten Lassie gern für ihren Sohn kaufen. Der Collie des jungen Mannes ist gestorben und sie befürchten, dass ihr Sohn wieder in Depressionen verfallen könnte, wenn er vom Tod seines Tieres erfahren müsste. Eher widerwillig leiht Jeff ihnen Lassie für zwei Wochen, so ist es abgemacht, aus. Dann wollen sie ihrem Sohn die Wahrheit sagen. \| \| 1 \| 22 \| 06. Februar 1955 \| Die Höhle \| The Cave \| Jeff und Lassie sind von Ben Braggart, einem bösartigen Klassenkameraden von Jeff, in eine Höhle gelotst wurden und finden den Weg zurück ans Tageslicht nicht. Die Lage spitzt sich plötzlich dramatisch zu. \| \| 1 \| 23 \| 13. Februar 1955 \| Die Verletzung \| The Injury \| Ein Mann, der bei einem Autounfall verletzt worden ist, wird auf die Farm der Millers gebracht. Er murmelt etwas davon, dass er einen Collie angefahren habe – und Lassie verhält sich seltsam, so dreht sie sich beispielsweise immer mal wieder im Kreis. \| \| 1 \| 24 \| 20. Februar 1955 \| Der Brunnen \| The Well \| Ein neugieriger Inspektor vom Wasseramt besteht darauf, sich den Brunnen der Millers näher anzusehen. Hintergrund ist, dass ein Geschäftsmann diesen für eine Wassergesellschaft nutzen möchte. Da Gramps damit ganz und gar nicht einverstanden ist, plant man, auf andere Weise an das begehrte Wasser zu gelangen. Das Problem ist, dass Gramps den halben Morgen Land, auf dem sich der Brunnen befindet, vor circa vierzig Jahren für ein Kuhkalb eingetauscht hatte, sich die Rechte an dem Land jedoch nie hat übertragen lassen. \| \| 1 \| 25 \| 27. Februar 1955 \| Der Schlangenbiss \| The Snake \| Jeff wird von einer Klapperschlange gebissen. Gramps und Ellen setzen alles daran, ihn rechtzeitig zu einem Arzt zu bringen. Unterwegs zum Arzt bricht die Achse des Trucks, als Gramps eine Abkürzung nimmt, sodass man zu Fuß weitergehen muss. \| \| 1 \| 26 \| 06. März 1955 \| Der Bär \| The Bear \| Jeff freut sich darüber, dass er mit Gramps einen Angelausflug machen darf. Lange hat er darauf gewartet. Zusammen haben sie eine tolle Zeit, bis Gramps sich den Rücken verdreht. Gerade jetzt taucht auch noch ein Bär auf, der keine Ruhe geben will. \| \| 2.01 \| 27 \| 11. September 1955 \| Das Lieblingskind \| The Runt \| Lassie hat Junge bekommen, die sie jedoch nicht behalten darf. Als sie erfahren muss, dass man ihr auch ihr letztes Junges wegnehmen will, das körperlich schwächer ist als seine Geschwister, versteckt sie ihr Lieblingskind Laddie in einem verlassenen Minenschacht in der Hoffnung, Laddie behalten zu können. \| \| 2.02 \| 28 \| 18. September 1955 \| Der Hundekampf \| The Pit \| Als Jeff und Porky Pitbullterrier sehen, von denen einer Lassie angreift, und Gramps davon erzählen, vermutet er, dass in der Gegend illegale Hundekämpfe veranstaltet werden. \| \| 2.03 \| 29 \| 25. September 1955 \| Die Kätzchen \| The Kittens \| Als Jeff und Lassie durch den Wald streifen, finden sie einen Wurf verlassener kleiner Kätzchen. Als sie Gramps davon erzählen, meint er, sie sollten die Tiere in Ruhe lassen, da sie sowieso nicht zu retten seien und wahrscheinlich verhungern würden. \| \| 2.04 \| 30 \| 02. Oktober 1955 \| Der erste Preis \| The Dog Show \| Porky will mit Lassie an den Gehorsamkeitsprüfungen der Capitol City Dog Show teilnehmen, weiß aber nicht, was überhaupt gefordert wird. Jeff findet jedoch heraus, worum es geht und trainiert entsprechend mit Lassie. Während der Veranstaltung freundet sich Porky mit einem Basset Hound an, der ebenfalls am Wettbewerb teilnimmt. \| \| 2.05 \| 31 \| 09. Oktober 1955 \| Die neue Lehrerin \| The School \| Eine neue Lehrerin in Jeffs Schule, von der die Kinder erst begeistert sind, untersagt ihnen jedoch, Hunde mit ins Klassenzimmer zu bringen. Das ändert die Meinung der Kinder über Miss Vernon grundlegend, da ihre Tiere früher unter ihren Tischen liegen durfen. Woody, einer von Jeffs Mitschülern, will das nicht hinnehmen, und schleicht sich zu nachtschlafener Zeit ins Schulhaus, um eine Schlange in Miss Vernons Pult zu verstecken. \| \| 2.06 \| 32 \| 16. Oktober 1955 \| Der Geigenunterricht \| The Violin \| Jeffs Mutter Ellen möchte, dass er das Geigenspiel erlernt. In der Hoffnung, dass seine Mutter sich anders besinnt, bringt Jeff Lassie bei, laut zu heulen, sobald er mit dem Geigenspiel anfängt. Seine Mutter durchschaut seinen Plan jedoch sehr schnell. Allerdings glaubt Jeffs Geigenlehrer nicht an Jeffs Talent, da seine Leistung zu schlecht ist. Auch Gramps hat Mitleid mit Jeff und versichert ihm, dass er ihm helfen werde. Diese Hilfe fällt jedoch anders aus, als von Jeff erwartet. \| \| 2.07 \| 33 \| 23. Oktober 1955 \| Das Monster \| The Monster \| Vom nahegelegenen See zur Miller-Farm dringen seit kurzem unheimliche Geräusche bis zu den Bewohnern vor, haust dort etwa ein Monster? Als sich herausstellt, dass es sich um eine heimatvertriebene Robbe handelt, ist Jeff sofort Feuer und Flamme und will das Tier, das er Joe nennt, „adoptieren“. \| \| 2.08 \| 34 \| 30. Oktober 1955 \| Die Hexe \| The Witch \| Als Lassie von einer seltsamen Krankheit befallen wird, sind die Kinder überzeugt, dass eine gruselige alte Damen, die sie die Hexenfrau nennen, den Hund verzaubert hat. \| \| 2.09 \| 35 \| 06. November 1955 \| Die Wildente \| The Wild Duck \| Jeff kümmert sich rührend um eine verletzte Wildente, die er nach ihrer Heilung wieder aussetzen muss. Er hat jedoch große Angst, dass Ducky Medwick, wie er das Tier genannt hat, Opfer von Wilderern wird, die die Gegend unsicher machen. \| \| 2.10 \| 36 \| 13. November 1955 \| Der Rivale \| The Rival \| Als Clay Horton Jeffs Mutter Ellen zu einem Date ausführt, ist nicht nur Jeff eifersüchtig, auch Gramps scheint das nicht zu gefallen. \| \| 2.11 \| 37 \| 20. November 1955 \| Tüchtige Reporter \| The Newspaper \| Jeff und Porky finden zufällig eine alte Vervielfältigungsmaschine und kommen auf die Idee, eine Zeitung zu erstellen, um ihr Taschengeld aufzubessern. Tatsächlich haben sie alsbald eine Story, indem sie zwei Betrüger entlarven, die sich am Bau des städtischen Kriegerdenkmals bereichern wollen. \| \| 2.12 \| 38 \| 27. November 1955 \| Der Clown \| The Clown \| Tops, ein mit seinem Terrier Squeaks umherziehender Clown, unterhält die Leute bei einem von der Kirche veranstalteten Fest. Kurz darauf beschuldigt man ihn, einen von Millers Nachbarn ausgeraubt zu haben. Da gibt es aber auch noch den mürrischen Higgy, der sich für den Job des Zirkusdirektors beworben hatte und abgelehnt wurde und seinem Ärger danach lautstark Luft machte. \| \| 2.13 \| 39 \| 04. Dezember 1955 \| Der Sturm \| The Twister \| Die Millers machen ihre Farm wetterfest, als sich ein schwerer Sturm ankündigt. Seltsame Geräusche und Nachrichten über eine zusammengebrochene Stromleitung nötigen Gramps dann doch noch einmal dazu, sich nach draußen zu begeben, wo das Unwetter schon tobt. \| \| 2.14 \| 40 \| 11. Dezember 1955 \| Die Geburtstagsfeier \| Gramps’ Birthday \| Jeff und Ellen planen für Gramps anstehenden Geburtstag eine Überraschungsparty. Sie halten ihre Vorbereitungen so geheim, dass Gramps annehmen muss, sie hätten seinen Geburtstag vergessen. Der alte Herr fühlt sich vernachlässigt und beschließt, den Tag wo anders zu verbringen. \| \| 2.15 \| 41 \| 18. Dezember 1955 \| Die Zigeuner \| The Gypsies \| Die Millers erlauben dem Zigeunermädchen Tina und dessen Familie auf ihrem Grund und Boden zu zelten. Sie haben sich entschlossen, den Diebstahlsmeldungen ihrer Nachbarn keine Beachtung zu schenken. \| \| 2.16 \| 42 \| 25. Dezember 1955 \| Das neumodische Geschenk \| The Gift \| Zur Überraschung der Millers liefert man bei ihnen ein Fernsehgerät ab. Es stellt sich heraus, dass das Gerät eigentlich für ihren Nachbarn Brockway bestimmt war. Gramps will sich nicht anmerken lassen, dass er von dem Fernsehapparat fasziniert ist und schaltet ihn heimlich ein, wenn Ellen und Jeff nicht da sind. Lassie erregt das Geschehen auf dem Bildschirm so sehr, dass sie den Bildschirm anspringt und dadurch kaputt macht. \| \| 2.17 \| 43 \| 01. Januar 1956 \| Das Briefmarkenalbum \| The Stamp Album \| Jeff und sein Freund Porky Brockway sind auf der Suche nach einer wertvollen Briefmarke und geraten darüber in einen hitzigen Streit. Es geht um eine Marke, die eventuell 200 Dollar wert sein könnte. Lassie fühlt sich von Jeff vernachlässigt, schnappt sich das Album und läuft damit davon. Als Ellen mitbekommt, dass Jeff Lassie droht, dass sie erst zurück ins Haus dürfe, wenn sie ihm das Album zurückgebracht habe, ist sie fassungslos. \| \| 2.18 \| 44 \| 08. Januar 1956 \| Hundefänger \| The Dog Catcher \| Als Lassie in Capitol City wegen einer fehlenden Marke und einer Leine beschlagnahmt wird und Jeff sie abholt, erfährt er, dass die meisten der ins Tierheim verbrachten fünfzehn Hunde in Kürze getötet werden sollen. Kurzentschlossen nimmt er sie mit zur Farm, was bei seiner Mutter für Bestürzung sorgt. \| \| 2.19 \| 45 \| 15. Januar 1956 \| Pokey \| Pokey \| Als Matt Brockway seinem Sohn Porky sagt, dass er dessen Hund Pokey für nutzlos halte und weggeben will, ist der Junge am Boden zerstört. Sein Vater will ihm stattdessen einen, wie er sagt, „echten Hund“, einen Irish Setter besorgen. Sollten Porky und Timmy es allerdings schaffen, Pokey etwas beizubringen, dürfe er bleiben. Die Bemühungen der Jungen insoweit scheitern jedoch immer wieder. \| \| 2.20 \| 46 \| 22. Januar 1956 \| Lassie vor Gericht \| The Trial \| Emmet Carey ist ein böser Mann. Er hat beschlossen, die Farm der Millers zu kaufen, kommt jedoch bei Gramps nicht weiter, der sich beharrlich weigert. So bringt Emmet seinen Sohn Edgar dazu, eine Verletzung, die er sich an einem Stacheldrahtzaun zugezogen hat, als einen Biss von Lassie auszugeben. Er ist davon überzeugt, dass die Millers eher ihre Farm aufgeben, als sich von Lassie zu trennen. \| \| 2.21 \| 47 \| 29. Januar 1956 \| Der Bussard \| The Hawk \| Jeff und Porky versuchen, einen von Lassie verletzt gefundenen Rotschwanzbussard zu zähmen und als Jagdfalken auszugeben. Gramps kommt ihnen nach einem ersten Schreck aber auf die Schliche. \| \| 2.22 \| 48 \| 05. Februar 1956 \| Das Baumhaus \| The Tree House \| Zwischen Jeff und Porky bricht ein Streit darüber aus, ob Porkys Hund Pokey im neu errichteten Baumhaus der Jungen schlafen dürfem da Jeff es störend findet, dass der Hund den Mond anheult. So wirft er seinen besten Freund mit Hund hinaus. Als Jeff einige Zeit später das Baumhaus in Trümmern vorfindet, glaubt er, dass Porky, der ihm Rache geschworen hatte, es zerstört habe. \| \| 2.23 \| 49 \| 12. Februar 1956 \| Das Ferienkind \| The Visitor \| Die Millers nehmen Haru, einen japanischen Austauschschüler, auf und heißen ihn herzlich willkommen. Einigen ihrer Nachbarn ist der Junge ein Dorn im Auge, da die Männer die Ereignisse im Zweiten Weltkrieg nie überwunden haben. \| \| 2.24 \| 50 \| 19. Februar 1956 \| Auf Schatzsuche \| The Raft \| Jeff und Porky unternehmen einen Ausflug auf ihrem neuen Floß zu einer örtlichen Insel, auf der angeblich ein Piratenschatz vergraben ist, die Tatsache, dass Porky nicht schwimmen kann, wohlweislich ignorierend. Ein heftiges Gewitter macht aus ihrem imaginären Abenteuer urplötzlich ein reales. \| \| 2.25 \| 51 \| 26. Februar 1956 \| Der Arztbesuch \| The Journey \| Als Gramps und Ellen Jeff sagen, dass Lassie wohl erblinden wird, begibt sich der Junge mit seinem Hund auf eine längere Reise, um nach einem Arzt zu suchen, der Lassies Augenlicht erhalten kann. \| \| 2.26 \| 52 \| 04. März 1956 \| Der Tierarzt \| The Vet \| Jeff beschließt, Tierarzt zu werden, sein erster Patient ist ausgerechnet eine Kuh der Miller-Farm. Wohlweislich verschweigt er seiner Mutter, dass er das Tier so sehr erschreckt hat, dass es nun keine Milch mehr gibt. Allerdings verschlimmert er die Sache durch seine Versuche, sein Verhalten wieder gutzumachen, noch weiter. \| \| 2.27 \| 53 \| 11. März 1956 \| Ellens Irrtum \| Lassie’s Double \| Ellen unterliegt bei einem Kirchenbasar einem Irrtum und bringt statt Lassie Chester, einen wertvollen Champion-Collie, mit nach Hause. Als der Hund kurz darauf wegläuft, bezichtigt man Ellen des Diebstahls. \| \| 2.28 \| 54 \| 18. März 1956 \| Janies Babysitter \| The Child \| Jeff und Porky sollen auf die kleine Janie Taylor aufpassen. Um dabei zuzusehen, wie Baumaschinen ihre Arbeit verrichten, überlassen sie die Kleine Gramps und Lassie. Der Hund kann jedoch nicht verhindern, dass das kleine Mädchen hinter den Jungen herläuft. \| \| 2.29 \| 55 \| 25. März 1956 \| An der Leine \| The Leash \| Als die Mutter eines Freundes von Jeff in einen schweren Autounfall verwickelt ist, sorgt Jeff sich so sehr um Lassie, dass er dem Tier gegenüber überfürsorglich reagiert, um Lassie zu beschützen. \| \| 2.30 \| 56 \| 01. April 1956 \| Die Sonntagsschule \| Sunday School \| Jeff ist für das Sammeln von Geldern für die Sonntagsschule zuständig. Als er das eingesammelte Geld verliert, ist die Not groß, da er aus eigener Kraft nicht in der Lage ist, es zu ersetzen. \| \| 2.31 \| 57 \| 08. April 1956 \| Der Wilderer \| The Deer Hunter \| Jeff entdeckt, dass der Vater eines neuen Klassenkameraden widerrechtlich handelt, er wildert und erlegt Hirsche. \| \| 2.32 \| 58 \| 15. April 1956 \| Domino \| Domino \| Ein anrüchiger Pferdehändler will Jeffs Fohlen möglichst billig kaufen und will Gramps weismachen, das Tier sei bösartig. Dabei schreckt er vor Manipulationen nicht zurück. \| \| 2.33 \| 59 \| 22. April 1956 \| Der Räuber \| The Marauder \| Comet, einer von Lassies ehemaligen Welpen, wurde von seinem neuen Besitzer mehr als einmal misshandelt und reagiert daher entsprechend misstrauisch auf Menschen. \| \| 2.34 \| 60 \| 29. April 1956 \| Das Kalb \| The Calf \| Jeff und Porky nehmen ein Kalb vom Jahrmarkt mit nach Hause, um es nach Aufzucht zu verkaufen. Von dem erwirtschafteten Geld wollen sie sich einen Außenbordmotor kaufen. In ihrer Obhut wächst das Tier tatsächlich zu einer preisgekrönten Färse heran. \| \| 2.35 \| 61 \| 06. Mai 1956 \| Vergiftet \| The Crop Duster \| Lassies Sohn Laddie ist krank, Gramps glaubt, dass das Sprühmittel eines örtlichen Erntemaschinenherstellers dafür ursächlich ist. \| \| 2.36 \| 62 \| 13. Mai 1956 \| Der Kriegshund \| War Dog \| Jeff überredet einen Nachbarn, einen rehabilitierten Kriegshund zu kaufen. Er will wissen, ob das Tier sein aggressives Verhalten wirklich abgelegt hat. \| \| 2.37 \| 63 \| 20. Mai 1956 \| Eine haarige Sache \| The Haircut \| Jeffs Mutter Ellen will, dass ihr Sohn sich die Haare schneiden lässt, was fast zum Kampf zwischen beiden ausartet. Dann jedoch geschieht etwas völlig Unerwartetes. \| \| 2.38 \| 64 \| 27. Mai 1956 \| Diane \| Diane \| Ein neues Mädchen ist in der Stadt. Jeff und Porky streiten sich um ihre Gunst. Die junge Dame versteht es jedoch, einen Jungen gegen den anderen auszuspielen. \| \| 2.39 \| 65 \| 3. Juni 1956 \| Der Frosch \| The Frog \| Als Jeff und Porky entdecken, dass ihr Wettkampf-Springfrosch weiblich ist und kurz davor ist, Eier zu legen, wollen sie das Prozedere beschleunigen und bringen Gramps und Ellen fast zur Weißglut mit ihrer Ungeduld. \| \| 3.01 \| 66 \| 9. September 1956 \| Der Bienenkorb \| Bee Hive \| Jeff und sein Freund Porky versuchen, Bienen für eine bevorstehende Vier-Stunden-Show zu züchten und vorzubereiten. Als ein wilder Waschbär auftaucht, befürchten die Jungen, dass er ihre bisherige Arbeit ruinieren könnte. \| \| 3.02 \| 67 \| 16. September 1956 \| Der Eigenbrötler \| Friendship \| Der etwas schrullige alte Daniel Mueller umzäunt eine Weide, die die Kinder bisher als Abkürzung für ihren Weg zur Schule und zurück nutzen konnten. Vor allem die Jungs schwören dem Alten Rache. Lassie scheint jedoch mehr zu wissen und versucht, die Kinder von ihren Plänen abzubringen. Eines Nachts entdeckt Lassie Mueller, der schwer erkrankt ist und versucht, Hilfe herbeizuholen. \| \| 3.03 \| 68 \| 23. September 1956 \| Unter Quarantäne \| Quarantine \| Porkys Hund Pokey wird vorübergehend unter Quarantäne gestellt, die er auf der Farm der Millers verbringen soll. Als der Hund bei passender Gelegenheit jedoch davonläuft, droht einer der Nachbarn der Millers, das Tier sofort zu erschießen, sollte es sich seinem Vieh nähern. \| \| 3.04 \| 69 \| 30. September 1956 \| Der Knochen \| Bone \| Lassie entdeckt einen Knochen, der das Interesse eines örtlichen Archäologen erweckt. Pokey hat jedoch nichts anderes zu tun, als den Knochen zu stibitzen, um ihn zu verbuddeln. \| \| 3.05 \| 70 \| 07. Oktober 1956 \| Die Uhr \| The Watch \| Ellen Miller versucht ihrem Sohn Jeff eine Lektion in Sachen Pünktlichkeit zu erteilen, was jedoch nach hinten losgeht. \| \| 3.06 \| 71 \| 14. Oktober 1956 \| Ausgetrickst \| Hoax \| Jeff und Porky machen sich einen Spaß daraus, Lassie einen falschen Hilferuf zu übermitteln. Dann jedoch verletzt Jeff sich ernsthaft und benötigt Hilfe. Die Menschen, bei denen Lassie Hilfe holen will, zeigen sich nach dieser Aktion der Jungen allerdings skeptisch, und zweifeln daran, ob die Kinder diesmal wirklich in Not sind. \| \| 3.07 \| 72 \| 21. Oktober 1956 \| Lassies größter Fang \| The Fish Story \| Jeff und Porky nehmen an einem Angelwettbewerb teil, bei dem es einen Masten zu gewinnen gibt. Allerdings ist es Lassie, die den größten Fisch fängt. \| \| 3.08 \| 73 \| 28. Oktober 1956 \| Die Blutspenderin \| Transfusion \| Porkys Hund Pokey braucht dringend eine Bluttransfusion. Nur so kann man das Leben des Hundes retten. Einzig Lassie hat das für eine Transfusion benötigte Blut. \| \| 3.09 \| 74 \| 04. November 1956 \| Wer die Wahl hat \| Local Elections \| Es stehen Kommunalwahlen an. Ausgerechnet an diesem Tag geht Gramps zum Angeln. Ellen ist besorgt, dass die Abwesenheit ihres Schwiegervaters bei der Wahl dazu führen könnte, dass ein Mann die Wahl gewinnt, der keine Hunde mag und Tierfänger unterstützt. \| \| 3.10 \| 75 \| 11. November 1956 \| Klatsch \| Gossip \| Jeff versteht einen Mann falsch, der ihn daraufhin bittet, mit ihm zu kommen. Da es die Runde in der Stadt macht, dass der Neuankömmling ein Ex-Sträfling ist, unterstellt man ihm sofort böse Absichten. \| \| 3.11 \| 76 \| 18. November 1956 \| Fischaufbereitung \| Fish Conservation \| Während einer Dürreperiode ist auch die Verfügbarkeit von Fisch stark zurückgegangen. Zwei Restaurantbesitzer nutzen die Großzügigkeit der Millers aus, indem sie Fische aus deren Gewässern entnehmen, ohne dafür eine Gegenleistung zu erbringen. \| \| 3.12 \| 77 \| 25. November 1956 \| Die Herausforderung \| Challenge \| Jeff muss seiner Mutter Ellen versprechen, sich nicht mehr so viele Aufgaben von anderen Leuten aufdrücken zu lassen. Jeffs seiner Mutter gegebenes Versprechen wird jedoch auf eine harte Probe gestellt, als ein boshafter Junge Jeff sein Zeugnis entreißt und hoch oben auf einem Telefonmast platziert. \| \| 3.13 \| 78 \| 02. Dezember 1956 \| Der neue Traktor \| Tractor \| Bei einem Wettbewerb gewinnt Gramps überraschend einen Traktor. Er weigert sich jedoch beharrlich, zu lernen, wie man ihn nutzt und einsetzt, da seine ersten Versuche insoweit schlecht verlaufen sind. \| \| 3.14 \| 79 \| 09. Dezember 1956 \| Die Ziegen \| Goats \| Um Geld für einen Motor für sein Fahrrad zu verdienen, willigt Jeff ein, sich um die Ziegen von Jim Teals zu kümmern, während Teal selbst eine neue Weide für die Tiere einzäunt. Das Unterfangen gestaltet sich jedoch weitaus schwieriger für Jeff sowie für Lassie, Porky und den Rest der Familienmitglieder als gedacht, da die Tiere ziemlich bockig und eigensinnig sind. \| \| 3.15 \| 80 \| 16. Dezember 1956 \| Ordnung ist das halbe Leben \| A Place For Everything \| Ellen Miller bittet Lassie, ihr dabei zu helfen, dass Jeff ordentlicher wird, und sie nicht immer alles hinter ihm herräumen muss. Allerdings geht ihr Plan nicht auf, die Dinge entwickeln sich anders als gedacht. \| \| 3.16 \| 81 \| 23. Dezember 1956 \| Party Line \| Party Line \| Jeffs Mitschülerin Jenny ist seit einiger Zeit ziemlich mürrisch und in sich gekehrt. Jeff findet den Grund dafür heraus. Niemand hat an Jennys Geburtstag gedacht. \| \| 3.17 \| 82 \| 30. Dezember 1956 \| Abergläubisch \| Superstition \| Porky ärgert sich, als eine schwarze Katze erst Lassies Weg kreuzt und dann auch noch unter einer Leiter hindurchgeht, da er abergläubisch ist. Ellen und Jeff versichern ihm, dass Aberglauben dumm sei. Als in der Folge jedoch immer wieder missliche Dinge passieren, gerät Jeffs Meinung ins Wanken. \| \| 3.18 \| 83 \| 06. Januar 1957 \| Auf Wiedersehen für immer \| Goodbye Forever \| Nachdem Jeffs Freund Porky für etwas bestraft worden ist, das er nicht getan hat, erklärt er Jeff, dass er weglaufen werde. Jeff versucht seinen Freund davon zu überzeugen nicht zu gehen und hofft, dass er die richtigen Worte gefunden hat. \| \| 3.19 \| 84 \| 13. Januar 1957 \| Das Familienporträt \| Lassie’s Vanity \| Nach einem Besuch in einem Tiersalon wird Lassie hinsichtlich ihres Aussehens sehr gelobt. Diese Komplimente steigen der Hundedame etwas zu sehr zu Kopf. \| \| 3.20 \| 85 \| 20. Januar 1957 \| Ein toller Schütze \| Champion \| Jeff kann seinen Großvater dazu überreden, an einem Truthahnschießen teilzunehmen, obwohl Gramps glaubt, dass sein Sehvermögen dafür nicht mehr ausreicht. \| \| 3.21 \| 86 \| 27. Januar 1957 \| Ein treuer Hund \| Vigil \| Seit kurzem befindet sich ein kleiner Hund in Jeffs Obhut, dem man jedoch deutlich anmerkt, dass er sich nach seinem vermissten Herrchen sehnt. \| \| 3.22 \| 87 \| 03. Februar 1957 \| Ein lustiger Schimpanse \| Chimp \| Jeff und Porky haben sich einen Hamster bestellt, erhalten von der Post jedoch stattdessen einen Schimpansen. Sie versuchen nun das Tier vor allen zu verstecken, da sie glauben, dass man es ihnen sonst wegnehmen werde. Schnell merken die Jungen jedoch, dass es sehr viel schwieriger ist, geheimzuhalten, dass sie einen Schimpansen haben, als sie sich das vorgestellt hatten. \| \| 3.23 \| 88 \| 10. Februar 1957 \| Ein erlebnisreicher Tag \| Lassie’s Day \| Während die Millers und die Brockways zu Gast auf einer Hochzeit sind, erleben Lassie und Pokey, die Hunde der Familien, einen abenteuerlichen Tag. \| \| 3.24 \| 89 \| 17. Februar 1957 \| Der schönste Stein \| Rock \| Während eines Schulausflugs, bei dem die Kinder Steine für eine Schulausstellung sammeln sollen, kommt ein Baseball abhanden, was zu Schwierigkeiten zwischen Jeff und Porky führt. \| \| 3.25 \| 90 \| 24. Februar 1957 \| Die Partnerschaftsvermittlung \| The Artist \| Jeff bringt seinen Großvater mit einer Künstlerin zusammen, die in einem nahe gelegenen Cottage wohnt, in der Hoffnung, dass beide Gefallen aneinander finden. \| \| 3.26 \| 91 \| 03. März 1957 \| Überlebenstraining \| Survival \| Jeff und Porky wollen gemeinsam eine Nacht im Wald verbringen. Als in ihrer Nähe ein Wohnmobil in Brand gerät, das dort abgestellt worden zu sein scheint, ist die nächtliche Ruhe dahin und Gefahr droht ihnen ebenfalls. \| \| 3.27 \| 92 \| 10. März 1957 \| Mutter wider Willen \| Bird Watchers \| Während Jeff und Porky losziehen, um Vögel für ein Schulprojekt zu identifizieren, bewacht Lassie Vogeleier, da die Mutter der noch nicht geschlüpften Vogeljungen von einem Frettchen getötet worden ist. \| \| 3.28 \| 93 \| 17. März 1957 \| Die Hundehütte \| The Dog House \| Als Lassie draußen in einer von Gramps gebauten Hundehütte schlafen muss, fühlt sie sich bestraft, ohne zu wissen, was der Grund sein könnte. \| \| 3.29 \| 94 \| 24. März 1957 \| Alles geht schief \| The Search \| Gramps ist gerade auf einem von ihm geheimgehaltenen Angelausflug, als ein schlimmer Sturm losbricht. \| \| 3.30 \| 95 \| 31. März 1957 \| Die Polizisten \| Boy’s Day \| In Calverton findet der jährliche „Jungentag“ statt, bei dem Jeff und Porky diesmal als Sheriffs agieren. Um beiden ein wenig Nervenkitzel zu verschaffen, fingiert Gramps einen gefälschten Raubüberfall. \| \| 3.31 \| 96 \| 07. April 1957 \| Geld ist nicht alles \| The Snob \| Die Powells sind mit ihrem Sohn Timmy nach Calverton gezogen. Die Familie pflegt einen luxuriösen Lebensstil. Nach einem Besuch im Sommerhaus der Powells ist Jeff neidisch auf all die wunderbaren Dinge, die er bei der wohlhabenden Familie zu sehen bekommen hat und schaut auf sein eigenes Zuhause und das seines Freundes Porky herab. Als die Powells übers Wochenende verreisen, darf Timmy bei den Millers bleiben. Als der Junge jedoch schwer erkrankt, ist es nur Ellens unermüdlicher Fürsorge zu danken, dass es Timothy schnell wieder besser geht. Jeff erkennt, dass Geld nicht alles ist und findet außerdem heraus, dass Timmy glaubt, dass er der Glückliche sein müsse. \| \| 3.32 \| 97 \| 14. April 1957 \| Geisterstunde \| Haunted House \| Jeff und Porky fühlen sich herausgefordert, sich in ein vermeintliches Spukhaus wagen zu müssen. Kaum sind sie dort eingedrungen, müssen sie überrascht zur Kenntnis nehmen, dass dort ein echter Geist zu sein scheint. \| \| 3.33 \| 98 \| 21. April 1957 \| Das Nest \| The Nest \| Da schlechtes Wetter droht, ist Gramps entschlossen, seinen Mäher vorher noch einmal einzusetzen. Dumm ist nur, dass Jeff und Porky genauso entschlossen sind, ein Nest, das sich ein seltener Vogel auf dem Gerät eingerichtet hat, zu (be)schützen. \| \| 3.34 \| 99 \| 28. April 1957 \| Vaterpflichten \| Father Ellen \| Um ihren Sohn aufzuheitern, der sich in einem Stimmungstief befindet, versucht Ellen, ihn bei verschiedenen Aktivitäten an der frischen Luft zu unterstützen und zu begleiten. Allerdings glaubt Jeff, dass seine Mutter ihn gerade besonders braucht und sich deshalb soviel in seiner Nähe aufhält. \| \| 3.35 \| 100 \| 05. Mai 1957 \| Lügen haben kurze Beine \| Poverty \| Jeff glaubt, dass die Familienfarm kurz vor der Zwangsvollstreckung steht und versucht zu sparen, wo immer es möglich ist. \| \| 3.36 \| 101 \| 12. Mai 1957 \| Die Apfelbäume \| The Apple Tree \| Gramps erwägt, die Farm zu verkaufen, wobei auch eine Rolle spielt, dass der Apfelgarten von Kaninchen nahezu zerstört worden ist. \| \| 3.37 \| 102 \| 19. Mai 1957 \| Die Einwanderer \| The Harvesters \| Hausbesetzer in der Nähe von Jud Perkins sind entschlossen, ihn loszuwerden. Jeff will ihm und seiner Familie helfen. \| \| 3.38 \| 103 \| 26. Mai 1957 \| Jeffs Schnurrbart \| Jeff’s Moustache \| Jeff redet davon, sich einen Schnurrbart wachsen zu lassen und verhält sich nicht mehr seinem Alter entsprechend, sondern so, als sei er schon erwachsen. Gramps beschließt daraufhin, ihm eine Lektion zu erteilen. \| |       |                    |                               |                        | |
| Staffel | Folge | Erstausstrahlung   | deutscher Titel               | Originaltitel          | Kurzfassung der Handlung |
| 1 | 01    | 12. September 1954 | Die Erbschaft                 | Inheritance            | Der kleine Jeff Miller erbt Lassie von Homer Carey, der gestorben ist. Der noch sehr junge Hund scheint nicht gewillt zu sein, das Anwesen von Carey zu verlassen. Er rennt immer wieder von der Farm der Millers weg und kehrt auf die Farm von Carey zurück. Jeffs Großvater, den alle Gramps nennen, meint, Jeff müsse Lassie ihre eigene Entscheidung treffen lassen. |
| 1 | 02    | 19. September 1954 | Mathematik                    | Arithmetic             | Jeff hat Probleme in der Schule, da ihm Bruchrechnen schwerfällt. Gerade ist der Zirkus in der Stadt, den die Familie eigentlich besuchen wollte. Jeffs Mutter Ellen meint jedoch, dass es sein könne, dass Jeff nicht mit in den Zirkus dürfe, wenn er seinen nächsten Rechentest nicht bestehe. Ellen ist besorgt, da Jeff seine Fehler so leicht nimmt und bereits zwei Tests nicht bestanden hat. |
| 1 | 03    | 26. September 1954 | Das Fohlen                    | The Colt               | Nachdem Jeffs Großvater ein Hengstfohlen mit auf die Farm gebracht hat, tauft Jeff es Domino. In seiner Begeisterung für das junge Pferd, kümmert der Junge sich zusehends weniger um Lassie, ignoriert das treue Tier sogar hin und wieder völlig. Als Lassie dann aber nicht nach Hause kommt, macht Jeff sich besorgt auf die Suche nach ihr. |
| 1 | 04    | 03. Oktober 1954   | Das Gewehr                    | The Gun                | Der elfjährige Jeff möchte gern die Waffe seines verstorbenen Vaters benutzen, jedoch hat seine Mutter Ellen große Bedenken, ihr Kind mit einer Schusswaffe in Berührung zu bringen. Jeffs Großvater ist allerdings der Meinung, dass der Junge lernen sollte, mit einer Waffe umzugehen. Als Jeff mehr zufällig etwas Munition in die Hände bekommt, ist die Lektion hart, die er über die Sicherheit von Schusswaffen lernen muss. |
| 1 | 05    | 10. Oktober 1954   | Mister Peabody                | Mr. Peabody            | Gramps Miller heuert einen Landstreicher an, der einige Arbeiten auf der Farm erledigen soll. Der alte Mann reagiert jedoch mit Eifersucht, als sein Enkel Jeff den Geschichten des alten Landstreichers mit Begeisterung folgt und sich dem Alten immer mehr anzuschließen scheint. Zudem kommt es Gramps seltsam vor, als er den Landstreicher, der schon Feierabend hat, noch im Haus herumschleichen sieht. |
| 1 | 06    | 17. Oktober 1954   | Der Sträfling                 | The Convict            | Jeff und Lassie sind im Wald unterwegs, als sie in der Nähe des Sees auf einen entflohenen Sträfling treffen. Er droht damit, Ellen und Gramps etwas anzutun, wenn Jeff ihm kein Essen und andere Kleidung besorge. Also versteckt Jeff den Mann in einer geheimen Höhle. Gaststar: Dabbs Greer: Joe Baker |
| 1 | 07    | 24. Oktober 1954   | Die Streithähne               | Feud                   | Gramps Miller spielt mit Matt Brockway das Spiel Dame. Sie geraten darüber in einen heftigen Streit, der damit endet, dass Gramps Jeff und Matt seinem Sohn Porky verbietet, weiterhin miteinander zu spielen. Der Versuch der beiden Jungen, das Problem zu lösen, geht schief, sodass sie beschließen, sich im Wald zu verstecken in der Hoffnung, dass Gramps und Matt in ihrer Sorge um sie, und bei der gemeinsamen Suche nach ihnen, wieder Freunde werden. |
| 1 | 08    | 31. Oktober 1954   | Der Löwe                      | The Lion               | Gramps und Ellen Miller sind für einen Tag nicht auf der Farm, da sie anderweitig zu tun haben. Jeff und sein Freund Porky wollen es sich ohne Erwachsene gut gehen lassen. Dann dringt jedoch ein entflohener Zirkuslöwe auf das Farmgelände ein, und die Jungen wissen nicht, wie sie sich nun verhalten sollen. Sie sind überzeugt, dass ihnen niemand glauben wird, wenn sie Hilfe erbitten. |
| 1 | 09    | 07. November 1954  | Sorge um Großvater            | Gramps                 | Gramps hat heftige Schmerzen in der Brust, will das jedoch ignorieren. Seine Familie ist besorgt und versucht ihn davon abzuhalten, sich Anstrengungen auszusetzen. Gramps will Einschränkungen jedoch nicht akzeptieren und schleicht sich nach Anbruch der Dunkelheit nach draußen, was ihm fast zum Verhängnis wird. |
| 1 | 10    | 14. November 1954  | Lassie wird Mutter            | Lassie’s Pups          | Lassie wird bald Mutter und Jeff glaubt, dass es besser ist, wenn ihr im entscheidenden Moment ein Tierarzt beisteht. Als es soweit ist, braut sich ein Sturm zusammen, der ein Kommen des Arztes unmöglich macht. Gramps beruhigt seinen Großsohn und meint, Hunde würden mit einer solchen Situation fertigwerden. |
| 1 | 11    | 21. November 1954  | Der Job                       | The Job                | Nachdem der Kaufhausbesitzer Phineas Monroe, der fürs Radio arbeitet, Ellen Miller in der Kirche hat singen hören, bietet er ihr einen Job als Sängerin im Radio an. Um den Job annehmen zu können, muss sich Ellen jedoch eine Wohnung in der Stadt nehmen, sodass auch Jeff die Farm verlassen und Lassie in Gramps Obhut zurücklassen muss. |
| 1 | 12    | 28. November 1954  | Jahrmarkttrubel               | The Carnival           | Nachdem Jeff Lassie dem Show-Veranstalter Clegg vorgestellt hat, erkennt dieser die ungewöhnliche Qualität des Tieres und will sich diese zunutze machen. Gemeinsam mit seiner Partnerin stiehlt er das Tier bei passender Gelegenheit. |
| 1 | 13    | 05. Dezember 1954  | Lassie wird verkauft          | Sale of Lassie         | Jeff belauscht zufällig ein Gespräch, das nicht für seine Ohren bestimmt ist und zieht die falschen Schlüsse. Überzeugt davon, dass sein Großvater dringend eine teure Operation benötige, versucht er Lassie zu verkaufen, um so an Geld zu kommen. |
| 1 | 14    | 12. Dezember 1954  | Viehdiebe                     | The Rustlers           | Ein Kalb, das von Jeff aufgezogen wird, verschwindet eines Nachts. Es ist die Nacht, als Lassie verletzt und schlammverschmutzt nach Hause kommt. Seltsam ist, dass die Hündin danach versucht, Ellens Auto sowie einen Lastwagen, der vom Vorarbeiter der Staples-Farm gefahren wird, zu jagen. Der Vorarbeiter beichtet Gramps kurz darauf, dass er das vermisste Kalb versehentlich geschlachtet habe. |
| 1 | 15    | 19. Dezember 1954  | Der Boxer                     | The Fighter            | Jeff ist beeindruckt von Pete, einem berühmten Preisboxer, den er auf der Straße getroffen hat und der sein Fahrrad reparieren konnte. Als er dann erfährt, dass Pete Gramps während der Ernte auf der Farm unterstützen wird, ist er begeistert. Als Pete dann jedoch gegen einen Gegner nicht antreten will, glaubt Jeff, er sei ein Feigling. Dass Petes ins Auge gefasster Gegner einen schlechten Ruf hat und als unfair gilt, weiß Jeff nicht. |
| 1 | 16    | 26. Dezember 1954  | Der Wettbewerb                | The Contest            | Während Jeff damit beschäftigt ist, sich auf einen Jahrmarktsbesuch vorzubereiten, besucht Melanie, die Tochter von Ellens altem Freund Tom McLaughlin, ein verwöhntes kleines Mädchen, die Farm und hat nichts Besseres zu tun, als immer wieder zu versuchen, Lassie weh zu tun. Eigentlich will sie Jeff verletzen, geht aber den Weg über Lassie. Sie bringt das Tier dazu vor einem Hunderennen Fleisch zu fressen, weiß allerdings nicht, dass es verdorben ist und gefährliche Keime enthält. |
| 1 | 17    | 02. Januar 1955    | Der kleine Ausreißer          | Runaways               | Als Lassie aufgrund einer falschen Beobachtung verdächtigt wird, Tollwut zu haben, und ins Tierheim gebracht werden soll, rennt Jeff mit der Hündin zusammen weg, um schließlich mit ihr in einem Güterwagen außerhalb der Stadt zu landen. |
| 1 | 18    | 09. Januar 1955    | Ein kleiner Schlingel         | The Brat               | Ellen Miller bittet ihren Sohn und dessen Freund Porky, auf einen kleinen Jungen aufzupassen, da sie schnell eine Besorgung machen müsse. Sie verspricht beiden, dass sie dafür auch etwas Schönes erhalten würden. Der kleine Junge ist jedoch äußerst schwierig im Umgang und stellt Jeff und Porky vor Probleme, die sie nicht bewältigen können. |
| 1 | 19    | 16. Januar 1955    | Ohne Vater                    | Father                 | Die Kirche hat zu einer Vater-Sohn-Veranstaltung eingeladen. Jeff will jedoch nicht, dass Gramps für seinen toten Vater einspringt. Als seine Mutter Ellen ihn daraufhin begleiten will, findet er das noch peinlicher, zumal man ihn zuvor als Muttersöhnchen bezeichnet hat. |
| 1 | 20    | 23. Januar 1955    | Das verwaiste Hirschkalb      | The Fawn               | Jeff findet ein verwaistes Kitz im Wald und möchte es gern auf der Farm aufziehen. Gramps ist jedoch der Meinung, dass wild lebende Tiere nicht auf einer Farm heimisch werden sollten. Er erlaubt Jeff dann zwar, das Tier aufzuziehen, bis es allein zurechtkommen kann, besteht aber darauf, dass Lassie von dem Kitz ferngehalten wird, da wilde Tiere und Haustiere keinen zu engen Kontakt haben sollten. |
| 1 | 21    | 30. Januar 1955    | Der blinde Soldat             | Blind Soldier          | Die Eltern eines blinden Korea-Kriegsveteranen möchten Lassie gern für ihren Sohn kaufen. Der Collie des jungen Mannes ist gestorben und sie befürchten, dass ihr Sohn wieder in Depressionen verfallen könnte, wenn er vom Tod seines Tieres erfahren müsste. Eher widerwillig leiht Jeff ihnen Lassie für zwei Wochen, so ist es abgemacht, aus. Dann wollen sie ihrem Sohn die Wahrheit sagen. |
| 1 | 22    | 06. Februar 1955   | Die Höhle                     | The Cave               | Jeff und Lassie sind von Ben Braggart, einem bösartigen Klassenkameraden von Jeff, in eine Höhle gelotst wurden und finden den Weg zurück ans Tageslicht nicht. Die Lage spitzt sich plötzlich dramatisch zu. |
| 1 | 23    | 13. Februar 1955   | Die Verletzung                | The Injury             | Ein Mann, der bei einem Autounfall verletzt worden ist, wird auf die Farm der Millers gebracht. Er murmelt etwas davon, dass er einen Collie angefahren habe – und Lassie verhält sich seltsam, so dreht sie sich beispielsweise immer mal wieder im Kreis. |
| 1 | 24    | 20. Februar 1955   | Der Brunnen                   | The Well               | Ein neugieriger Inspektor vom Wasseramt besteht darauf, sich den Brunnen der Millers näher anzusehen. Hintergrund ist, dass ein Geschäftsmann diesen für eine Wassergesellschaft nutzen möchte. Da Gramps damit ganz und gar nicht einverstanden ist, plant man, auf andere Weise an das begehrte Wasser zu gelangen. Das Problem ist, dass Gramps den halben Morgen Land, auf dem sich der Brunnen befindet, vor circa vierzig Jahren für ein Kuhkalb eingetauscht hatte, sich die Rechte an dem Land jedoch nie hat übertragen lassen. |
| 1 | 25    | 27. Februar 1955   | Der Schlangenbiss             | The Snake              | Jeff wird von einer Klapperschlange gebissen. Gramps und Ellen setzen alles daran, ihn rechtzeitig zu einem Arzt zu bringen. Unterwegs zum Arzt bricht die Achse des Trucks, als Gramps eine Abkürzung nimmt, sodass man zu Fuß weitergehen muss. |
| 1 | 26    | 06. März 1955      | Der Bär                       | The Bear               | Jeff freut sich darüber, dass er mit Gramps einen Angelausflug machen darf. Lange hat er darauf gewartet. Zusammen haben sie eine tolle Zeit, bis Gramps sich den Rücken verdreht. Gerade jetzt taucht auch noch ein Bär auf, der keine Ruhe geben will. |
| 2.01 | 27    | 11. September 1955 | Das Lieblingskind             | The Runt               | Lassie hat Junge bekommen, die sie jedoch nicht behalten darf. Als sie erfahren muss, dass man ihr auch ihr letztes Junges wegnehmen will, das körperlich schwächer ist als seine Geschwister, versteckt sie ihr Lieblingskind Laddie in einem verlassenen Minenschacht in der Hoffnung, Laddie behalten zu können. |
| 2.02 | 28    | 18. September 1955 | Der Hundekampf                | The Pit                | Als Jeff und Porky Pitbullterrier sehen, von denen einer Lassie angreift, und Gramps davon erzählen, vermutet er, dass in der Gegend illegale Hundekämpfe veranstaltet werden. |
| 2.03 | 29    | 25. September 1955 | Die Kätzchen                  | The Kittens            | Als Jeff und Lassie durch den Wald streifen, finden sie einen Wurf verlassener kleiner Kätzchen. Als sie Gramps davon erzählen, meint er, sie sollten die Tiere in Ruhe lassen, da sie sowieso nicht zu retten seien und wahrscheinlich verhungern würden. |
| 2.04 | 30    | 02. Oktober 1955   | Der erste Preis               | The Dog Show           | Porky will mit Lassie an den Gehorsamkeitsprüfungen der Capitol City Dog Show teilnehmen, weiß aber nicht, was überhaupt gefordert wird. Jeff findet jedoch heraus, worum es geht und trainiert entsprechend mit Lassie. Während der Veranstaltung freundet sich Porky mit einem Basset Hound an, der ebenfalls am Wettbewerb teilnimmt. |
| 2.05 | 31    | 09. Oktober 1955   | Die neue Lehrerin             | The School             | Eine neue Lehrerin in Jeffs Schule, von der die Kinder erst begeistert sind, untersagt ihnen jedoch, Hunde mit ins Klassenzimmer zu bringen. Das ändert die Meinung der Kinder über Miss Vernon grundlegend, da ihre Tiere früher unter ihren Tischen liegen durfen. Woody, einer von Jeffs Mitschülern, will das nicht hinnehmen, und schleicht sich zu nachtschlafener Zeit ins Schulhaus, um eine Schlange in Miss Vernons Pult zu verstecken. |
| 2.06 | 32    | 16. Oktober 1955   | Der Geigenunterricht          | The Violin             | Jeffs Mutter Ellen möchte, dass er das Geigenspiel erlernt. In der Hoffnung, dass seine Mutter sich anders besinnt, bringt Jeff Lassie bei, laut zu heulen, sobald er mit dem Geigenspiel anfängt. Seine Mutter durchschaut seinen Plan jedoch sehr schnell. Allerdings glaubt Jeffs Geigenlehrer nicht an Jeffs Talent, da seine Leistung zu schlecht ist. Auch Gramps hat Mitleid mit Jeff und versichert ihm, dass er ihm helfen werde. Diese Hilfe fällt jedoch anders aus, als von Jeff erwartet. |
| 2.07 | 33    | 23. Oktober 1955   | Das Monster                   | The Monster            | Vom nahegelegenen See zur Miller-Farm dringen seit kurzem unheimliche Geräusche bis zu den Bewohnern vor, haust dort etwa ein Monster? Als sich herausstellt, dass es sich um eine heimatvertriebene Robbe handelt, ist Jeff sofort Feuer und Flamme und will das Tier, das er Joe nennt, „adoptieren“. |
| 2.08 | 34    | 30. Oktober 1955   | Die Hexe                      | The Witch              | Als Lassie von einer seltsamen Krankheit befallen wird, sind die Kinder überzeugt, dass eine gruselige alte Damen, die sie die Hexenfrau nennen, den Hund verzaubert hat. |
| 2.09 | 35    | 06. November 1955  | Die Wildente                  | The Wild Duck          | Jeff kümmert sich rührend um eine verletzte Wildente, die er nach ihrer Heilung wieder aussetzen muss. Er hat jedoch große Angst, dass Ducky Medwick, wie er das Tier genannt hat, Opfer von Wilderern wird, die die Gegend unsicher machen. |
| 2.10 | 36    | 13. November 1955  | Der Rivale                    | The Rival              | Als Clay Horton Jeffs Mutter Ellen zu einem Date ausführt, ist nicht nur Jeff eifersüchtig, auch Gramps scheint das nicht zu gefallen. |
| 2.11 | 37    | 20. November 1955  | Tüchtige Reporter             | The Newspaper          | Jeff und Porky finden zufällig eine alte Vervielfältigungsmaschine und kommen auf die Idee, eine Zeitung zu erstellen, um ihr Taschengeld aufzubessern. Tatsächlich haben sie alsbald eine Story, indem sie zwei Betrüger entlarven, die sich am Bau des städtischen Kriegerdenkmals bereichern wollen. |
| 2.12 | 38    | 27. November 1955  | Der Clown                     | The Clown              | Tops, ein mit seinem Terrier Squeaks umherziehender Clown, unterhält die Leute bei einem von der Kirche veranstalteten Fest. Kurz darauf beschuldigt man ihn, einen von Millers Nachbarn ausgeraubt zu haben. Da gibt es aber auch noch den mürrischen Higgy, der sich für den Job des Zirkusdirektors beworben hatte und abgelehnt wurde und seinem Ärger danach lautstark Luft machte. |
| 2.13 | 39    | 04. Dezember 1955  | Der Sturm                     | The Twister            | Die Millers machen ihre Farm wetterfest, als sich ein schwerer Sturm ankündigt. Seltsame Geräusche und Nachrichten über eine zusammengebrochene Stromleitung nötigen Gramps dann doch noch einmal dazu, sich nach draußen zu begeben, wo das Unwetter schon tobt. |
| 2.14 | 40    | 11. Dezember 1955  | Die Geburtstagsfeier          | Gramps’ Birthday       | Jeff und Ellen planen für Gramps anstehenden Geburtstag eine Überraschungsparty. Sie halten ihre Vorbereitungen so geheim, dass Gramps annehmen muss, sie hätten seinen Geburtstag vergessen. Der alte Herr fühlt sich vernachlässigt und beschließt, den Tag wo anders zu verbringen. |
| 2.15 | 41    | 18. Dezember 1955  | Die Zigeuner                  | The Gypsies            | Die Millers erlauben dem Zigeunermädchen Tina und dessen Familie auf ihrem Grund und Boden zu zelten. Sie haben sich entschlossen, den Diebstahlsmeldungen ihrer Nachbarn keine Beachtung zu schenken. |
| 2.16 | 42    | 25. Dezember 1955  | Das neumodische Geschenk      | The Gift               | Zur Überraschung der Millers liefert man bei ihnen ein Fernsehgerät ab. Es stellt sich heraus, dass das Gerät eigentlich für ihren Nachbarn Brockway bestimmt war. Gramps will sich nicht anmerken lassen, dass er von dem Fernsehapparat fasziniert ist und schaltet ihn heimlich ein, wenn Ellen und Jeff nicht da sind. Lassie erregt das Geschehen auf dem Bildschirm so sehr, dass sie den Bildschirm anspringt und dadurch kaputt macht. |
| 2.17 | 43    | 01. Januar 1956    | Das Briefmarkenalbum          | The Stamp Album        | Jeff und sein Freund Porky Brockway sind auf der Suche nach einer wertvollen Briefmarke und geraten darüber in einen hitzigen Streit. Es geht um eine Marke, die eventuell 200 Dollar wert sein könnte. Lassie fühlt sich von Jeff vernachlässigt, schnappt sich das Album und läuft damit davon. Als Ellen mitbekommt, dass Jeff Lassie droht, dass sie erst zurück ins Haus dürfe, wenn sie ihm das Album zurückgebracht habe, ist sie fassungslos. |
| 2.18 | 44    | 08. Januar 1956    | Hundefänger                   | The Dog Catcher        | Als Lassie in Capitol City wegen einer fehlenden Marke und einer Leine beschlagnahmt wird und Jeff sie abholt, erfährt er, dass die meisten der ins Tierheim verbrachten fünfzehn Hunde in Kürze getötet werden sollen. Kurzentschlossen nimmt er sie mit zur Farm, was bei seiner Mutter für Bestürzung sorgt. |
| 2.19 | 45    | 15. Januar 1956    | Pokey                         | Pokey                  | Als Matt Brockway seinem Sohn Porky sagt, dass er dessen Hund Pokey für nutzlos halte und weggeben will, ist der Junge am Boden zerstört. Sein Vater will ihm stattdessen einen, wie er sagt, „echten Hund“, einen Irish Setter besorgen. Sollten Porky und Timmy es allerdings schaffen, Pokey etwas beizubringen, dürfe er bleiben. Die Bemühungen der Jungen insoweit scheitern jedoch immer wieder. |
| 2.20 | 46    | 22. Januar 1956    | Lassie vor Gericht            | The Trial              | Emmet Carey ist ein böser Mann. Er hat beschlossen, die Farm der Millers zu kaufen, kommt jedoch bei Gramps nicht weiter, der sich beharrlich weigert. So bringt Emmet seinen Sohn Edgar dazu, eine Verletzung, die er sich an einem Stacheldrahtzaun zugezogen hat, als einen Biss von Lassie auszugeben. Er ist davon überzeugt, dass die Millers eher ihre Farm aufgeben, als sich von Lassie zu trennen. |
| 2.21 | 47    | 29. Januar 1956    | Der Bussard                   | The Hawk               | Jeff und Porky versuchen, einen von Lassie verletzt gefundenen Rotschwanzbussard zu zähmen und als Jagdfalken auszugeben. Gramps kommt ihnen nach einem ersten Schreck aber auf die Schliche. |
| 2.22 | 48    | 05. Februar 1956   | Das Baumhaus                  | The Tree House         | Zwischen Jeff und Porky bricht ein Streit darüber aus, ob Porkys Hund Pokey im neu errichteten Baumhaus der Jungen schlafen dürfem da Jeff es störend findet, dass der Hund den Mond anheult. So wirft er seinen besten Freund mit Hund hinaus. Als Jeff einige Zeit später das Baumhaus in Trümmern vorfindet, glaubt er, dass Porky, der ihm Rache geschworen hatte, es zerstört habe. |
| 2.23 | 49    | 12. Februar 1956   | Das Ferienkind                | The Visitor            | Die Millers nehmen Haru, einen japanischen Austauschschüler, auf und heißen ihn herzlich willkommen. Einigen ihrer Nachbarn ist der Junge ein Dorn im Auge, da die Männer die Ereignisse im Zweiten Weltkrieg nie überwunden haben. |
| 2.24 | 50    | 19. Februar 1956   | Auf Schatzsuche               | The Raft               | Jeff und Porky unternehmen einen Ausflug auf ihrem neuen Floß zu einer örtlichen Insel, auf der angeblich ein Piratenschatz vergraben ist, die Tatsache, dass Porky nicht schwimmen kann, wohlweislich ignorierend. Ein heftiges Gewitter macht aus ihrem imaginären Abenteuer urplötzlich ein reales. |
| 2.25 | 51    | 26. Februar 1956   | Der Arztbesuch                | The Journey            | Als Gramps und Ellen Jeff sagen, dass Lassie wohl erblinden wird, begibt sich der Junge mit seinem Hund auf eine längere Reise, um nach einem Arzt zu suchen, der Lassies Augenlicht erhalten kann. |
| 2.26 | 52    | 04. März 1956      | Der Tierarzt                  | The Vet                | Jeff beschließt, Tierarzt zu werden, sein erster Patient ist ausgerechnet eine Kuh der Miller-Farm. Wohlweislich verschweigt er seiner Mutter, dass er das Tier so sehr erschreckt hat, dass es nun keine Milch mehr gibt. Allerdings verschlimmert er die Sache durch seine Versuche, sein Verhalten wieder gutzumachen, noch weiter. |
| 2.27 | 53    | 11. März 1956      | Ellens Irrtum                 | Lassie’s Double        | Ellen unterliegt bei einem Kirchenbasar einem Irrtum und bringt statt Lassie Chester, einen wertvollen Champion-Collie, mit nach Hause. Als der Hund kurz darauf wegläuft, bezichtigt man Ellen des Diebstahls. |
| 2.28 | 54    | 18. März 1956      | Janies Babysitter             | The Child              | Jeff und Porky sollen auf die kleine Janie Taylor aufpassen. Um dabei zuzusehen, wie Baumaschinen ihre Arbeit verrichten, überlassen sie die Kleine Gramps und Lassie. Der Hund kann jedoch nicht verhindern, dass das kleine Mädchen hinter den Jungen herläuft. |
| 2.29 | 55    | 25. März 1956      | An der Leine                  | The Leash              | Als die Mutter eines Freundes von Jeff in einen schweren Autounfall verwickelt ist, sorgt Jeff sich so sehr um Lassie, dass er dem Tier gegenüber überfürsorglich reagiert, um Lassie zu beschützen. |
| 2.30 | 56    | 01. April 1956     | Die Sonntagsschule            | Sunday School          | Jeff ist für das Sammeln von Geldern für die Sonntagsschule zuständig. Als er das eingesammelte Geld verliert, ist die Not groß, da er aus eigener Kraft nicht in der Lage ist, es zu ersetzen. |
| 2.31 | 57    | 08. April 1956     | Der Wilderer                  | The Deer Hunter        | Jeff entdeckt, dass der Vater eines neuen Klassenkameraden widerrechtlich handelt, er wildert und erlegt Hirsche. |
| 2.32 | 58    | 15. April 1956     | Domino                        | Domino                 | Ein anrüchiger Pferdehändler will Jeffs Fohlen möglichst billig kaufen und will Gramps weismachen, das Tier sei bösartig. Dabei schreckt er vor Manipulationen nicht zurück. |
| 2.33 | 59    | 22. April 1956     | Der Räuber                    | The Marauder           | Comet, einer von Lassies ehemaligen Welpen, wurde von seinem neuen Besitzer mehr als einmal misshandelt und reagiert daher entsprechend misstrauisch auf Menschen. |
| 2.34 | 60    | 29. April 1956     | Das Kalb                      | The Calf               | Jeff und Porky nehmen ein Kalb vom Jahrmarkt mit nach Hause, um es nach Aufzucht zu verkaufen. Von dem erwirtschafteten Geld wollen sie sich einen Außenbordmotor kaufen. In ihrer Obhut wächst das Tier tatsächlich zu einer preisgekrönten Färse heran. |
| 2.35 | 61    | 06. Mai 1956       | Vergiftet                     | The Crop Duster        | Lassies Sohn Laddie ist krank, Gramps glaubt, dass das Sprühmittel eines örtlichen Erntemaschinenherstellers dafür ursächlich ist. |
| 2.36 | 62    | 13. Mai 1956       | Der Kriegshund                | War Dog                | Jeff überredet einen Nachbarn, einen rehabilitierten Kriegshund zu kaufen. Er will wissen, ob das Tier sein aggressives Verhalten wirklich abgelegt hat. |
| 2.37 | 63    | 20. Mai 1956       | Eine haarige Sache            | The Haircut            | Jeffs Mutter Ellen will, dass ihr Sohn sich die Haare schneiden lässt, was fast zum Kampf zwischen beiden ausartet. Dann jedoch geschieht etwas völlig Unerwartetes. |
| 2.38 | 64    | 27. Mai 1956       | Diane                         | Diane                  | Ein neues Mädchen ist in der Stadt. Jeff und Porky streiten sich um ihre Gunst. Die junge Dame versteht es jedoch, einen Jungen gegen den anderen auszuspielen. |
| 2.39 | 65    | 3. Juni 1956       | Der Frosch                    | The Frog               | Als Jeff und Porky entdecken, dass ihr Wettkampf-Springfrosch weiblich ist und kurz davor ist, Eier zu legen, wollen sie das Prozedere beschleunigen und bringen Gramps und Ellen fast zur Weißglut mit ihrer Ungeduld. |
| 3.01 | 66    | 9. September 1956  | Der Bienenkorb                | Bee Hive               | Jeff und sein Freund Porky versuchen, Bienen für eine bevorstehende Vier-Stunden-Show zu züchten und vorzubereiten. Als ein wilder Waschbär auftaucht, befürchten die Jungen, dass er ihre bisherige Arbeit ruinieren könnte. |
| 3.02 | 67    | 16. September 1956 | Der Eigenbrötler              | Friendship             | Der etwas schrullige alte Daniel Mueller umzäunt eine Weide, die die Kinder bisher als Abkürzung für ihren Weg zur Schule und zurück nutzen konnten. Vor allem die Jungs schwören dem Alten Rache. Lassie scheint jedoch mehr zu wissen und versucht, die Kinder von ihren Plänen abzubringen. Eines Nachts entdeckt Lassie Mueller, der schwer erkrankt ist und versucht, Hilfe herbeizuholen. |
| 3.03 | 68    | 23. September 1956 | Unter Quarantäne              | Quarantine             | Porkys Hund Pokey wird vorübergehend unter Quarantäne gestellt, die er auf der Farm der Millers verbringen soll. Als der Hund bei passender Gelegenheit jedoch davonläuft, droht einer der Nachbarn der Millers, das Tier sofort zu erschießen, sollte es sich seinem Vieh nähern. |
| 3.04 | 69    | 30. September 1956 | Der Knochen                   | Bone                   | Lassie entdeckt einen Knochen, der das Interesse eines örtlichen Archäologen erweckt. Pokey hat jedoch nichts anderes zu tun, als den Knochen zu stibitzen, um ihn zu verbuddeln. |
| 3.05 | 70    | 07. Oktober 1956   | Die Uhr                       | The Watch              | Ellen Miller versucht ihrem Sohn Jeff eine Lektion in Sachen Pünktlichkeit zu erteilen, was jedoch nach hinten losgeht. |
| 3.06 | 71    | 14. Oktober 1956   | Ausgetrickst                  | Hoax                   | Jeff und Porky machen sich einen Spaß daraus, Lassie einen falschen Hilferuf zu übermitteln. Dann jedoch verletzt Jeff sich ernsthaft und benötigt Hilfe. Die Menschen, bei denen Lassie Hilfe holen will, zeigen sich nach dieser Aktion der Jungen allerdings skeptisch, und zweifeln daran, ob die Kinder diesmal wirklich in Not sind. |
| 3.07 | 72    | 21. Oktober 1956   | Lassies größter Fang          | The Fish Story         | Jeff und Porky nehmen an einem Angelwettbewerb teil, bei dem es einen Masten zu gewinnen gibt. Allerdings ist es Lassie, die den größten Fisch fängt. |
| 3.08 | 73    | 28. Oktober 1956   | Die Blutspenderin             | Transfusion            | Porkys Hund Pokey braucht dringend eine Bluttransfusion. Nur so kann man das Leben des Hundes retten. Einzig Lassie hat das für eine Transfusion benötigte Blut. |
| 3.09 | 74    | 04. November 1956  | Wer die Wahl hat              | Local Elections        | Es stehen Kommunalwahlen an. Ausgerechnet an diesem Tag geht Gramps zum Angeln. Ellen ist besorgt, dass die Abwesenheit ihres Schwiegervaters bei der Wahl dazu führen könnte, dass ein Mann die Wahl gewinnt, der keine Hunde mag und Tierfänger unterstützt. |
| 3.10 | 75    | 11. November 1956  | Klatsch                       | Gossip                 | Jeff versteht einen Mann falsch, der ihn daraufhin bittet, mit ihm zu kommen. Da es die Runde in der Stadt macht, dass der Neuankömmling ein Ex-Sträfling ist, unterstellt man ihm sofort böse Absichten. |
| 3.11 | 76    | 18. November 1956  | Fischaufbereitung             | Fish Conservation      | Während einer Dürreperiode ist auch die Verfügbarkeit von Fisch stark zurückgegangen. Zwei Restaurantbesitzer nutzen die Großzügigkeit der Millers aus, indem sie Fische aus deren Gewässern entnehmen, ohne dafür eine Gegenleistung zu erbringen. |
| 3.12 | 77    | 25. November 1956  | Die Herausforderung           | Challenge              | Jeff muss seiner Mutter Ellen versprechen, sich nicht mehr so viele Aufgaben von anderen Leuten aufdrücken zu lassen. Jeffs seiner Mutter gegebenes Versprechen wird jedoch auf eine harte Probe gestellt, als ein boshafter Junge Jeff sein Zeugnis entreißt und hoch oben auf einem Telefonmast platziert. |
| 3.13 | 78    | 02. Dezember 1956  | Der neue Traktor              | Tractor                | Bei einem Wettbewerb gewinnt Gramps überraschend einen Traktor. Er weigert sich jedoch beharrlich, zu lernen, wie man ihn nutzt und einsetzt, da seine ersten Versuche insoweit schlecht verlaufen sind. |
| 3.14 | 79    | 09. Dezember 1956  | Die Ziegen                    | Goats                  | Um Geld für einen Motor für sein Fahrrad zu verdienen, willigt Jeff ein, sich um die Ziegen von Jim Teals zu kümmern, während Teal selbst eine neue Weide für die Tiere einzäunt. Das Unterfangen gestaltet sich jedoch weitaus schwieriger für Jeff sowie für Lassie, Porky und den Rest der Familienmitglieder als gedacht, da die Tiere ziemlich bockig und eigensinnig sind. |
| 3.15 | 80    | 16. Dezember 1956  | Ordnung ist das halbe Leben   | A Place For Everything | Ellen Miller bittet Lassie, ihr dabei zu helfen, dass Jeff ordentlicher wird, und sie nicht immer alles hinter ihm herräumen muss. Allerdings geht ihr Plan nicht auf, die Dinge entwickeln sich anders als gedacht. |
| 3.16 | 81    | 23. Dezember 1956  | Party Line                    | Party Line             | Jeffs Mitschülerin Jenny ist seit einiger Zeit ziemlich mürrisch und in sich gekehrt. Jeff findet den Grund dafür heraus. Niemand hat an Jennys Geburtstag gedacht. |
| 3.17 | 82    | 30. Dezember 1956  | Abergläubisch                 | Superstition           | Porky ärgert sich, als eine schwarze Katze erst Lassies Weg kreuzt und dann auch noch unter einer Leiter hindurchgeht, da er abergläubisch ist. Ellen und Jeff versichern ihm, dass Aberglauben dumm sei. Als in der Folge jedoch immer wieder missliche Dinge passieren, gerät Jeffs Meinung ins Wanken. |
| 3.18 | 83    | 06. Januar 1957    | Auf Wiedersehen für immer     | Goodbye Forever        | Nachdem Jeffs Freund Porky für etwas bestraft worden ist, das er nicht getan hat, erklärt er Jeff, dass er weglaufen werde. Jeff versucht seinen Freund davon zu überzeugen nicht zu gehen und hofft, dass er die richtigen Worte gefunden hat. |
| 3.19 | 84    | 13. Januar 1957    | Das Familienporträt           | Lassie’s Vanity        | Nach einem Besuch in einem Tiersalon wird Lassie hinsichtlich ihres Aussehens sehr gelobt. Diese Komplimente steigen der Hundedame etwas zu sehr zu Kopf. |
| 3.20 | 85    | 20. Januar 1957    | Ein toller Schütze            | Champion               | Jeff kann seinen Großvater dazu überreden, an einem Truthahnschießen teilzunehmen, obwohl Gramps glaubt, dass sein Sehvermögen dafür nicht mehr ausreicht. |
| 3.21 | 86    | 27. Januar 1957    | Ein treuer Hund               | Vigil                  | Seit kurzem befindet sich ein kleiner Hund in Jeffs Obhut, dem man jedoch deutlich anmerkt, dass er sich nach seinem vermissten Herrchen sehnt. |
| 3.22 | 87    | 03. Februar 1957   | Ein lustiger Schimpanse       | Chimp                  | Jeff und Porky haben sich einen Hamster bestellt, erhalten von der Post jedoch stattdessen einen Schimpansen. Sie versuchen nun das Tier vor allen zu verstecken, da sie glauben, dass man es ihnen sonst wegnehmen werde. Schnell merken die Jungen jedoch, dass es sehr viel schwieriger ist, geheimzuhalten, dass sie einen Schimpansen haben, als sie sich das vorgestellt hatten. |
| 3.23 | 88    | 10. Februar 1957   | Ein erlebnisreicher Tag       | Lassie’s Day           | Während die Millers und die Brockways zu Gast auf einer Hochzeit sind, erleben Lassie und Pokey, die Hunde der Familien, einen abenteuerlichen Tag. |
| 3.24 | 89    | 17. Februar 1957   | Der schönste Stein            | Rock                   | Während eines Schulausflugs, bei dem die Kinder Steine für eine Schulausstellung sammeln sollen, kommt ein Baseball abhanden, was zu Schwierigkeiten zwischen Jeff und Porky führt. |
| 3.25 | 90    | 24. Februar 1957   | Die Partnerschaftsvermittlung | The Artist             | Jeff bringt seinen Großvater mit einer Künstlerin zusammen, die in einem nahe gelegenen Cottage wohnt, in der Hoffnung, dass beide Gefallen aneinander finden. |
| 3.26 | 91    | 03. März 1957      | Überlebenstraining            | Survival               | Jeff und Porky wollen gemeinsam eine Nacht im Wald verbringen. Als in ihrer Nähe ein Wohnmobil in Brand gerät, das dort abgestellt worden zu sein scheint, ist die nächtliche Ruhe dahin und Gefahr droht ihnen ebenfalls. |
| 3.27 | 92    | 10. März 1957      | Mutter wider Willen           | Bird Watchers          | Während Jeff und Porky losziehen, um Vögel für ein Schulprojekt zu identifizieren, bewacht Lassie Vogeleier, da die Mutter der noch nicht geschlüpften Vogeljungen von einem Frettchen getötet worden ist. |
| 3.28 | 93    | 17. März 1957      | Die Hundehütte                | The Dog House          | Als Lassie draußen in einer von Gramps gebauten Hundehütte schlafen muss, fühlt sie sich bestraft, ohne zu wissen, was der Grund sein könnte. |
| 3.29 | 94    | 24. März 1957      | Alles geht schief             | The Search             | Gramps ist gerade auf einem von ihm geheimgehaltenen Angelausflug, als ein schlimmer Sturm losbricht. |
| 3.30 | 95    | 31. März 1957      | Die Polizisten                | Boy’s Day              | In Calverton findet der jährliche „Jungentag“ statt, bei dem Jeff und Porky diesmal als Sheriffs agieren. Um beiden ein wenig Nervenkitzel zu verschaffen, fingiert Gramps einen gefälschten Raubüberfall. |
| 3.31 | 96    | 07. April 1957     | Geld ist nicht alles          | The Snob               | Die Powells sind mit ihrem Sohn Timmy nach Calverton gezogen. Die Familie pflegt einen luxuriösen Lebensstil. Nach einem Besuch im Sommerhaus der Powells ist Jeff neidisch auf all die wunderbaren Dinge, die er bei der wohlhabenden Familie zu sehen bekommen hat und schaut auf sein eigenes Zuhause und das seines Freundes Porky herab. Als die Powells übers Wochenende verreisen, darf Timmy bei den Millers bleiben. Als der Junge jedoch schwer erkrankt, ist es nur Ellens unermüdlicher Fürsorge zu danken, dass es Timothy schnell wieder besser geht. Jeff erkennt, dass Geld nicht alles ist und findet außerdem heraus, dass Timmy glaubt, dass er der Glückliche sein müsse. |
| 3.32 | 97    | 14. April 1957     | Geisterstunde                 | Haunted House          | Jeff und Porky fühlen sich herausgefordert, sich in ein vermeintliches Spukhaus wagen zu müssen. Kaum sind sie dort eingedrungen, müssen sie überrascht zur Kenntnis nehmen, dass dort ein echter Geist zu sein scheint. |
| 3.33 | 98    | 21. April 1957     | Das Nest                      | The Nest               | Da schlechtes Wetter droht, ist Gramps entschlossen, seinen Mäher vorher noch einmal einzusetzen. Dumm ist nur, dass Jeff und Porky genauso entschlossen sind, ein Nest, das sich ein seltener Vogel auf dem Gerät eingerichtet hat, zu (be)schützen. |
| 3.34 | 99    | 28. April 1957     | Vaterpflichten                | Father Ellen           | Um ihren Sohn aufzuheitern, der sich in einem Stimmungstief befindet, versucht Ellen, ihn bei verschiedenen Aktivitäten an der frischen Luft zu unterstützen und zu begleiten. Allerdings glaubt Jeff, dass seine Mutter ihn gerade besonders braucht und sich deshalb soviel in seiner Nähe aufhält. |
| 3.35 | 100   | 05. Mai 1957       | Lügen haben kurze Beine       | Poverty                | Jeff glaubt, dass die Familienfarm kurz vor der Zwangsvollstreckung steht und versucht zu sparen, wo immer es möglich ist. |
| 3.36 | 101   | 12. Mai 1957       | Die Apfelbäume                | The Apple Tree         | Gramps erwägt, die Farm zu verkaufen, wobei auch eine Rolle spielt, dass der Apfelgarten von Kaninchen nahezu zerstört worden ist. |
| 3.37 | 102   | 19. Mai 1957       | Die Einwanderer               | The Harvesters         | Hausbesetzer in der Nähe von Jud Perkins sind entschlossen, ihn loszuwerden. Jeff will ihm und seiner Familie helfen. |
| 3.38 | 103   | 26. Mai 1957       | Jeffs Schnurrbart             | Jeff’s Moustache       | Jeff redet davon, sich einen Schnurrbart wachsen zu lassen und verhält sich nicht mehr seinem Alter entsprechend, sondern so, als sei er schon erwachsen. Gramps beschließt daraufhin, ihm eine Lektion zu erteilen. |

### Folgen 104 bis 352 (Lassie bei den Martins)
| \| Staffel \| Folge \| Erstausstrahlung \| deutscher Titel \| Originaltitel \| Kurzfassung der Handlung \| \| 4.01 \| 104 \| 08. September 1957 \| Der Ausreißer \| The Runaway \| Lassie entdeckt einen kleinen, verlassenen Jungen, der sich in der Scheune versteckt hat. Der Junge spricht kein Wort. Die Millers finden heraus, dass es sich bei dem Kind um Timmy handelt, der bei seinen älteren Verwandten, Jed und Abby Clausen, Onkel und Tante des Kleinen, in Olive Branch lebt. Timmys Eltern sind bei einem Unfall ums Leben gekommen. \| \| 4.02 \| 105 \| 15. September 1957 \| Der neue Anzug \| The Suit \| Timmy hat von Ellen einen neuen Anzug bekommen und ist begeistert. So erlaubt Ellen ihm, ihn zu tragen, um ihn Jeff zu zeigen, sobald dieser nach Hause kommt. Dann passiert Timmy jedoch ein Missgeschick und der neue Anzug nimmt Schaden. Aus Angst, dass Ellen ihn nun zu seiner Tante und seinem Onkel zurückschicken wird, lügt Timmy sie an und gibt Lassie die Schuld an dem Riss. Ellen hat sein Manöver jedoch durchschaut und will nun, dass er darüber entscheidet, wie Lassies Bestrafung aussehen soll. Sie ist sich sicher, dass er seine Schuld eher eingestehen wird als zuzulassen, dass Lassie bestraft wird. \| \| 4.03 \| 106 \| 22. September 1957 \| Graduation \| Graduation \| Jeff ist begeistert, den Sommer über in Doc Weavers Büro arbeiten zu dürfen. Als er seine Pflichten allerdings nur kurz vernachlässigt, wird ein potenziell tollwütiger Hund losgelassen. \| \| 4.04 \| 107 \| 29. September 1957 \| Ein glücklicher Esel \| The Burro \| Bei ihren gemeinsamen Streifzügen stoßen Timmy und Lassie auf einen kranken Esel, der offensichtlich von seinen Besitzern verlassen wurde. Als Timmy Ellen davon erzählt, glaubt sie erst, der Kleine übertreibe. Als sie dem Esel dann gegenübersteht, weiß sie jedoch, dass sie helfend eingreifen muss. Timmys Glaube und Ellens Pflege machen es möglich, dass das Tier wieder gesund wird. Dann aber kommen die ehemaligen Besitzer des Maultiers zurück. \| \| 4.05 \| 108 \| 06. Oktober 1957 \| Die Beerensammler \| The Berry Pickers \| Nachdem Timmy mit Jeff beim Zahnarzt war, geht er mit Gramps in den Wald, wo beide Heidelbeeren pflücken wollen. Am Abend soll ein Abendessen in der Kirche stattfinden, zu dem es auch Heidelbeerpasteten geben soll. Als Gramps zwischendurch ein kleines Nickerchen macht, glaubt Timmy, er sei krank. Es ist jedoch Timmy, der sich in Gefahr befindet, ohne es zu wissen, er hat nämlich von den giftigen Nachtschattenbeeren genascht. \| \| 4.06 \| 109 \| 13. Oktober 1957 \| Ein ungebetener Gast \| The Raccoon \| Jeff und Timmy pflegen einen verletzten Waschbären, obwohl Gramps dagegen ist. Sam, so haben sie das Tier getauft, „revanchiert“ sich, indem er in der Küche, in der Scheune und im Hühnerstall Chaos anrichtet. Nachdem die Millers das Tier wieder in die Wildnis entlassen haben, kehrt Sam jedoch zurück und stiehlt Dinge aus dem Haus. \| \| 4.07 \| 110 \| 20. Oktober 1957 \| Die Ballerina \| The Ballerina \| Als Jeff Debbie, die Tochter von Ellens College-Mitbewohnerin Lucy Hopkins, tanzen sieht, sieht er sie mit anderen Augen, obwohl er zuvor mit allen Mitteln versucht hatte, sie nicht zu treffen. Jeffs Freund Porky hingegen spottet darüber, wie Debbie tanzt, daraufhin schimpft Debbie mit beiden Jungen und lässt sie stehen. \| \| 4.08 \| 111 \| 27. Oktober 1957 \| Das Elefantenbaby \| The Elephant \| Jeff und Timmy wollen einen großen Elefanten bei sich aufnehmen. Ellen und Gramps sind jedoch dagegen auch im Interesse von Lassie. \| \| 4.09 \| 112 \| 03. November 1957 \| Wie die Spartaner \| The Spartan \| Jeff und Porky überreden Timmy ruhig zu bleiben. Der Junge hat sich allerdings eine Erkältung geholt und schleicht sich zum Baumhaus, da er beschlossen hat, seine schlimmer gewordene Krankheit zu ertragen, wie die spartanischen Jungen, von denen ihm ältere Kinder erzählt haben. Als man Timmy endlich findet, hat er eine Lungenentzündung. \| \| 4.10 \| 113 \| 10. November 1957 \| Mich laust der Affe \| Happy \| Gramps nimmt Jeff, Porky und Timmy mit in den Zoo, um Happy, einen kleinen Schimpansen, zu besuchen. Als der Pfleger kurz Happys Käfigtür offenstehen lässt, entkommt das Tier und versteckt sich im Auto der Millers. Timmy, der Happy entdeckt hat, schweigt aber, aus Angst des Diebstahls bezichtigt zu werden, und versteckt den kleinen Affen im Baumhaus. Als der kleine Schimpanse sich dann allerdings Gramps’ Pfeife aneignet, bedeutet das Gefahr für Lassie. \| \| 4.11 \| 114 \| 17. November 1957 \| Der Wolf \| The Wolf \| Timmy fühlt sich ziemlich einsam, als Lassie und Jeff Porky auf einer Expedition begleiten. Er wünscht sich einen eigenen Hund. Als er anderentags mit Lassie im Wald spazierengeht, findet er einen Welpen, der ganz allein zu sein scheint. Er nimmt den Kleinen mit und versteckt ihn in der Scheune. Lassie ist allerdings klar, dass es sich bei dem kleinen Tier um ein Wolfsjunges handelt. Als die Familie dann von dem Fund erfährt, versucht sie Timmy klarzumachen, dass es dringend geboten sei, das Tier freizulassen. Gramps bereitet indes vorsorglich eine Falle vor, da die Wolfsmutter auf der Suche nach ihrem Baby bereits die Umgebung der Scheune durchstreift. \| \| 4.12 \| 115 \| 24. November 1957 \| Zahn verloren \| The Tooth \| Die Familie freut sich auf eine totale Sonnenfinsternis und trifft entsprechende Vorbereitungen. Da man so beschäftigt ist, wird Timmys lockerer Zahn – sein allererster – von Lassie gezogen und geht verloren. In dieser Nacht hat Timmy einen bizarren Traum, der auch mit seinem verlorenen Zahn zu tun hat. \| \| 4.13 \| 116 \| 01. Dezember 1957 \| Neue Pächter \| Transition \| Niemand sagt direkt, dass Gramps gestorben ist, aber alle reden davon, wie sehr sie ihn vermissen werden. Als Jeff nach Timmy schaut, betet der kleine Junge zu Gott, dass dieser im Himmel nett zu Gramps sein möge. Ellen und Jeff müssen nun eine Entscheidung darüber treffen, was mit der Farm geschehen soll. Obwohl sie eigentlich nicht verkaufen möchten, sprechen zwei Dinge besonders dafür: Jeffs bessere Schulmöglichkeiten in Capitol City und dass Ellen es dort leichter haben wird, Musikunterricht zu erteilen. Zudem soll Timmy zu seiner Tante und seinem Onkel zurückkehren, was der Kleine keinesfalls möchte. Ellen verschafft ihm beim Jugendamt eine weitere Frist für einen vorübergehenden Aufschub. Möglich ist das dadurch geworden, dass die Martins, ein junges Ehepaar, ein Kind adoptieren möchten und außerdem einen kleineren Bauernhof suchen. Jeff und Ellen hängen zwar sehr an Timmy, fühlen aber, dass es besser für ihn ist, eine Mutter und einen Vater zu haben. Bevor Timmy Paul und Ruth Martin als seine neuen Eltern akzeptiert, kommt es noch zu allerlei Verwicklungen. Dann jedoch schlägt die Stunde der Trennung. Als Jeff Lassie zu sich ins Auto ruft, ist das treue Tier hin- und hergerissen zwischen dem Jungen, mit dem es aufgewachsen ist und dem Jungen, den Lassie inzwischen ebenfalls in ihr Herz geschlossen hat. Jeff löst ihr Dilemma, indem er Lassie bei Timmy lässt, damit sie sich „um ihn kümmern kann, wie du dich um mich gekümmert hast“. \| \| 4.14 \| 117 \| 08. Dezember 1957 \| Timmy’s Family \| Timmy’s Family \| Timmy, der inzwischen von den Martins adoptiert worden ist, steigert sich in die Vorstellung hinein, dass er und auch Lassie von den Martins nicht geliebt werden und unerwünscht sind. Daraufhin schickt er Lassie zu den Millers, die inzwischen in Capitol City leben. Ellen Miller, die weiß, dass Timmy sich irrt und liebevolle Adoptiveltern gefunden hat, kehrt mit Lassie auf die Farm zurück, um Timmy davon zu überzeugen, dass seine neuen Eltern ihn wirklich lieben und auch Lassie für sie ein vollwertiges Familienmitglied ist. \| \| 4.15 \| 118 \| 15. Dezember 1957 \| Das Fahrrad \| The Bike \| Timmy leiht sich ein Fahrrad, um darauf zu üben und zu lernen, wie man gut Fahrrad fährt. Er hat zwar selbst ein neues Rad, will damit aber erst fahren, wenn er es richtig kann. Als man ihm das alte Rad stiehlt, soll er dafür sein neues Fahrrad hergeben. Der Langfinger hat jedoch nicht mit Lassie gerechnet, die Detektiv spielt und den Dieb des gestohlenen Rades ausfindig macht. \| \| 4.16 \| 119 \| 22. Dezember 1957 \| Die Gans \| The Goose \| Als sie wegen der Party, die Roys Cousine gibt, nicht wandern können, geloben Timmy und Roy, nie wieder mit Mädchen sprechen zu wollen. Eine Besucherin der Party will die Farm sehen und ausgerechnet Timmy ist gezwungen, sie ihr zu zeigen. Dabei zeigt er dem Gast auch Melody, eine Gans, die im Haus ein- und ausgeht. Kurz darauf gerät Melody in einen Schwarm von Gänsen, die auf dem Weg zum Markt sind. \| \| 4.17 \| 120 \| 29. Dezember 1957 \| Babysitter \| The Baby-Sitter \| Ruth und Paul haben etwas in der Stadt zu tun und bitten Mrs. Grimes, derweil ein Auge auf Timmy zu haben. Timmy möchte seinen neuen Eltern jedoch beweisen, dass er sehr gut auf sich selbst aufpassen kann \| \| 4.18 \| 121 \| 05. Januar 1958 \| Schwierige Rettung \| The Crisis \| Timmy, Paul und Lassie sind unterwegs und stranden auf einer verlassenen Straße, als Paul bemerkt, dass Timmy ernsthafte gesundheitliche Probleme hat. Lassie riskiert daraufhin ihr eigenes Leben, um dem erkrankten Kind zu helfen. \| \| 4.19 \| 122 \| 12. Januar 1958 \| Das Geschäft \| The Business \| Timmy und sein Freund Scott beschließen Köderwürmer im größeren Umfang zu verkaufen. Ihr einziger potentieller Kunde macht ihnen jedoch einen Strich durch die Rechnung und zeigt kein Interesse. Als Lassie ihn jedoch rettet, als er zu ertrinken droht, ändert er seine Meinung. \| \| 4.20 \| 123 \| 19. Januar 1958 \| Willkommen Onkel Petrie \| The Ring \| Timmys Onkel Petrie erzählt gern Geschichten und Timmy glaubt ihm jedes Wort. Als er jedoch feststellen muss, dass nicht alles stimmt, was Onkel Petrie erzählt, zieht er sich verletzt zurück. Mit einem selbst gefertigten Freundschaftsring gelingt es Onkel Petrie jedoch, Timmy wieder für sich einzunehmen. \| \| 4.21 \| 124 \| 26. Januar 1958 \| Ein treuer Windhund \| The Greyhound \| Paul überfährt fast einen Windhund, der seinem Besitzer entkommen ist. Vorsichtshalber stellt er das Tier Doc Weaver vor, der ihn jedoch beruhigt und meint, der Hund sei unverletzt. Dann entdeckt er jedoch, dass man das Tier eingefärbt hat und es sich um bei ihm höchstwahrscheinlich um Queenie handelt, einen Hund mit dem Windhundrennen veranstaltet werden, und der um die 20.000 Dollar wert ist. \| \| 4.22 \| 125 \| 02. Februar 1958 \| Die Impfung \| Inoculation \| Nachdem ein Klassenkamerad Timmy und Scott Schauergeschichten über die bevorstehende Polio-Impfung erzählt hat, fürchtet sich Timmy, zur Schule zu gehen. Als die Martins hinter sein Geheimnis kommen, versuchen sie, ihn davon zu überzeugen, dass eine Impfung nichts ist, wovor er Angst haben müsste. Auf dem Weg zur Schule überkommt Timmy jedoch erneut eine tiefe Furcht, sodass er sich in einer alten Mine versteckt, wo Lassie in einen rostigen Nagel tritt. Hinweis: In dieser Episode hat Miss Hazlit als Timmys Lehrerin ihren ersten Auftritt. \| \| 4.23 \| 126 \| 09. Februar 1958 \| Das Pony \| The Pony \| Timmy erzählt beim Nachhausekommen, dass er ein Pony gesehen habe, das gerade mal die Größe eines Kaninchens erreiche – natürlich glaubt ihm diese Geschichte niemand. \| \| 4.24 \| 127 \| 16. Februar 1958 \| Sindbad \| Sindbad \| Da Onkel Petries Gitarre kaputt gegangen ist, nimmt Timmy mit einem geliehenen Papagei an einem Wettbewerb teil, bei dem der erste Preis eine neue Gitarre ist. \| \| 4.25 \| 128 \| 23. Februar 1958 \| The Square Dance \| The Square Dance \| Timmy weigert sich, am Grange Square Dance teilzunehmen, da er Angst hat, mit einem Mädchen tanzen zu müssen. Erst nachdem Onkel Petrie ihm versichert hat, dass das nicht passieren werde, gibt er nach. Der Kindertanz wird dann aber zum Fiasko, da zur Überraschung aller ein Feuer ausbricht und Lassie wieder einmal den Tag aller Beteiligten retten muss. \| \| 4.26 \| 129 \| 03. März 1958 \| Der Garten \| The Garden \| Als eine Dürre die Gegend, in der Timmy lebt, ziemlich hart trifft, kämpft der Junge verzweifelt darum, seinen eigenen kleinen Garten vor dem Untergang zu bewahren. \| \| 4.27 \| 130 \| 09. März 1958 \| Die Gehirnerschütterung \| Concussion \| Als Timmy, Lassies Protest ignorierend, darauf besteht, zu einem Sprengplatz zu gehen, wird das Tier von einer durch Dynamit ausgelösten Sprengung von einem Stein am Kopf getroffen. Lassie scheint nicht mehr zu wissen, wer sie ist und wo sie hingehört. Wenig später verlässt die Hündin die Farm. \| \| 4.28 \| 131 \| 16. März 1958 \| Der hungrige Hirsch \| The Hungry Deer \| Etliche Mitglieder der Gemeinde schließen sich zusammen, um Hirsche zu jagen, die sich auf ihren Feldern bedienen und drohen, die kommende Ernte zu vernichten. Timmy und sein Freund Scott suchen nach einem Ausweg, der nicht die Tötung der Hirsche zur Folge hat, aber verhindert, dass sie sich weiter auf den Feldern bedienen. \| \| 4.29 \| 132 \| 23. März 1958 \| Bauchweh \| The Hospital \| Timmy hat plötzlich starke Magenkrämpfe gepaart mit Fieber und ruft in seinem Fieberwahn immer wieder nach Lassie. \| \| 4.30 \| 133 \| 30. März 1958 \| Der Pinguin \| The Penguin \| Als auf dem Weg zum Zoo in Capitol City eine Kiste mit einem Pinguin von einem Lieferwagen fällt, beschließen Timmy und Scott, das Tier in ihre Obhut zu nehmen. \| \| 4.31 \| 134 \| 06. April 1958 \| Das Vogelhaus \| The Bird House \| Timmy hat einen verletzten Spatz gefunden, den er hingebungsvoll pflegt. \| \| 4.32 \| 135 \| 13. April 1958 \| Der Blindenhund \| Seeing Eye Dog \| Lassie findet einen verletzten Blindenhund und sucht nach dem Besitzer beziehungsweise der Familie des Tieres. Die Suche gestaltet sich jedoch schwierig und scheint nahezu hoffnungslos. Lassie ist es, die das fehlende Halsband des fremden Hundes sucht und findet, woraufhin ein Anruf im Capitol City Hospital Hund und Besitzer wieder vereint. \| \| 4.33 \| 136 \| 20. April 1958 \| Es brennt \| Junior Firemen \| Timmy übertreibt seine Bemühungen, eventuelle Brandgefahren zu erkennen, um einen Wettbewerb für sich zu entscheiden. Er möchte um jeden Preis für einen Tag Junior Fire Marshal werden. \| \| 4.34 \| 137 \| 27. April 1958 \| Die Decke \| The Blanket \| Ruth versucht, Lassies schäbige alte Decke durch eine neue zu ersetzen, wovon Lassie aber nichts wissen will. \| \| 4.35 \| 138 \| 04. Mai 1958 \| Die Kaninchen \| The Rabbits \| Als Timmy neue Hasen bekommt, ist er davon so fasziniert, dass Lassie bei ihm das Nachsehen hat. Die unglückliche Hündin entlässt die Tiere schließlich in die Freiheit. \| \| 4.36 \| 139 \| 11. Mai 1958 \| Pfadfinder \| The Cub Scout \| Timmys Freund Scott bekommt Besuch von seinen Cousins aus der Stadt, die sich über das Interesse der beiden an den Club Scouts lustig machen. \| \| 4.37 \| 140 \| 18. Mai 1958 \| Tinti, die Krähe \| The Crow \| Timmy kümmert sich um eine verletzte Krähe und gibt ihr den Namen Peck. Als das Tier wieder gesund ist, wird es zu einer Plage auf der Farm. \| \| 4.38 \| 141 \| 25. Mai 1958 \| Die Mutter \| The Mother \| Lassie ist viel unterwegs, niemand ahnt, dass sie sich heimlich um einige verwaiste Welpen kümmert. \| \| 4.39 \| 142 \| 01. Juni 1958 \| Feine Sitten \| The House Guest \| Timmy ärgert sich über einen Hausgast seiner Adoptivmutter, da die Frau Ruth weismachen will, was sie alles verpasse, weil sie auf einem Bauernhof lebe. \| \| 4.40 \| 143 \| 08. Juni 1958 \| Freunde im Wald \| The Sermon \| Durch die Geschichten von Onkel Petrie über einen Jungen, der mit den Tieren spricht, wird Timmy inspiriert, selbst einmal zu versuchen, sich mit fremden Tieren anzufreunden und zu versuchen, mit ihnen zu reden. Das führt dazu, dass er einigen Menschen neue Wege aufzeigt. Durch deren Freundschaft und Hilfsbereitschaft wird Lassie kurz darauf aus einer prekären Situation gerettet. \| \| 5.01 \| 144 \| 07. September 1958 \| Kleiner Hund im Wind \| The Storm \| Timmy und sein Freund Boomer versuchen, Boomers neuem kleinen Hund Mike, einem zurückhaltenden Terrier, einige Dinge die Landwirtschaft betreffend beizubringen. Auf den ersten Blick sieht es allerdings so aus, als sei Mike nicht in der Lage, sich entsprechend zu verhalten und das Gelernte umzusetzen. \| \| 5.02 \| 145 \| 14. September 1958 \| Timmys größter Wunsch \| Wishing \| Onkel Petrie erlaubt Timmy, bei einem Ponyreitbetrieb auf dem Pony Star zu reiten, das Timmy sofort ins Herz schließt. Lassie will Timmy helfen, schleicht sich nachts davon und bringt Star mit auf die Farm. \| \| 5.03 \| 146 \| 21. September 1958 \| Die Lehrerin \| The Teacher \| Timmy und seine Klassenkameraden sind froh, eine Lehrerin wie Miss Hazlit zu haben. Als die herausfinden, dass sie wegen Budgetbeschränkungen die Schule verlassen soll, versuchen sie, Geld aufzutreiben, damit Miss Hazlit bleiben kann. Auf dem Weg zur Schulbehörde geht das mühsam verdiente Geld verloren. \| \| 5.04 \| 147 \| 28. September 1958 \| Die Eule \| The Owl \| Timmy und Boomer wollen sich unbedingt nützlich machen, sodass Ruth ihrem Adoptivsohn und dessen Freund eine Lieferung frischer Eier anvertraut. Die Jungen werden jedoch an der Scheune von einer aggressiven Eule derart abgelenkt, dass zwei der Eier zu Bruch gehen. Als sie versuchen, diese zu ersetzen, wird alles noch schlimmer. \| \| 5.05 \| 148 \| 05. Oktober 1958 \| Die Goldsucher \| The Crash \| Timmy und Boomer werden durch Lassie zu einem abgestürzten Flugzeug gelotst. Als sie den verletzten Piloten in der stark beschädigten Maschine entdecken, wissen sie nicht, wie sie sich verhalten oder was sie tun sollen. Aber der Verletzte gibt ihnen Anweisungen. Sie schicken Lassie, um Hilfe zu holen. Eine durch den Piloten versehentlich abgefeuerte Leuchtrakete löst kleine Feuer nahe der Unfallstelle aus, welche die beiden Jungen versuchen zu löschen. Derweil trifft Lassie mit Hilfe ein. \| \| 5.06 \| 149 \| 12. Oktober 1958 \| Der Schaukelstuhl \| The Rocking Chair \| Für eine Wohltätigkeitsaktion wollen die Martins einen älteren Schaukelstuhl spenden. Lassie liebt diesen Stuhl jedoch und will ihn behalten. Wenn er wirklich verkauft werden sollte, ist das Tier entschlossen, ihn zurückzubekommen. \| \| 5.07 \| 150 \| 19. Oktober 1958 \| Der klügste Hund der Welt \| Fish Out of Water \| Timmy bringt eine Regenbogenforelle mit nach Hause, die er als Haustier halten möchte. Das bringt alle möglichen Schwierigkeiten mit sich, die Timmy nicht bedacht hatte. \| \| 5.08 \| 151 \| 26. Oktober 1958 \| In der Falle \| Trapped \| Timmy und Boomer freuen sich auf eine Halloween-Party. Weniger gut finden sie es, dass dort auch Mädchen sein werden. Auf der Suche nach Foxfire, um sich ihre Gesichter zu beschmieren, damit die Mädchen nicht auf die Idee kommen, sie küssen zu wollen, verirren sie sich in ein verlassenes Haus, dessen Tür ins Schloss fällt, sodass sie darin gefangen sind. \| \| 5.09 \| 152 \| 02. November 1958 \| Käthie, das Borstenvieh \| Our Gal \| Nachbar Paul hat eine teure neue Sau gekauft, die die Kinder Käthie, das Borstenvieh, taufen. Leider findet Käthie immer wieder eine Möglichkeit wegzulaufen. Selbst eine verstärkte Einzäunung sowie von ihr geworfene Ferkel ändern daran nichts. \| \| 5.10 \| 153 \| 09. November 1958 \| Der Angsthase \| Lassie’s Decision \| Henry, Timmy neuer Freund, hat Angst vor Hunden. So fasst Timmy den Plan, Lassie als Vermittler einzusetzen. Henry missversteht Lassies Zuwendung jedoch und steigert sich in die Vorstellung hinein, dass Lassie lieber bei ihm bleiben will. \| \| 5.11 \| 154 \| 16. November 1958 \| Der Silberreiher \| The Egret \| Die Kinder befinden sich auf einer von der Schule geforderten Expedition, um Vögel zu beobachten. Als Timmy einen sehr seltenen Schneereiher sichtet, will ihm das niemand glauben. Schließlich schickt man einen Professor für Vogelkunde los, der überprüfen soll, ob Timmy die Wahrheit gesagt hat. \| \| 5.12 \| 155 \| 23. November 1958 \| Die Bogenschützen \| The Archers \| Nachdem Jäger ein Bärenjunges mit einem Bogen angeschossen und im Wald sterbend zurückgelassen haben, versuchen die Martins, die das junge Tiere finden, es zu retten. \| \| 5.13 \| 156 \| 30. November 1958 \| Besuch aus England \| The Bundle From Britain \| Timmys Freund Boomer reagiert eifersüchtig als dieser die Gesellschaft des zu Besuch bei den Martins weilenden Robin und seines kleinen Cairn-Terriers Basil seiner vorzuziehen scheint. So sucht er nach einem Grund, sich über Robin lustig zu machen und nimmt gemeinsam mit einem Klassenkameraden Robins kurz Hose und seine Schulkrawatte zum Anlass, den Jungen zu hänseln. \| \| 5.14 \| 157 \| 07. Dezember 1958 \| Die Rauchzeichen \| The Black Woods \| Onkel Petrie gerät in Schwierigkeiten, als er in den Wald zurückkehrt, in dem er bei einer Wanderung mit Timmy Zuckerahorne gesehen hat. Er will weitere Nachforschungen anstellen, trifft dann jedoch auf zwei Männer, die den Bankpräsidenten Robert Hanson in ihre Gewalt gebracht haben und dort als Geisel halten. Petrie erinnert sich, dass er Timmy auf der gemeinsamen Wanderung die Bedeutung von Rauchzeichen beigebracht hat und hofft in seiner Verzweiflung darauf, dass Timmy sich erinnert, während er einem der Kriminellen dabei hilft, ein Feuer zu entzünden. \| \| 5.15 \| 158 \| 14. Dezember 1958 \| Das Lotterielos \| The Raffle \| Während einer Tombola, deren Hauptgewinn ein Klavier ist, wählt Lassie, die die Glücksbringerin spielt, ausgerechnet Ruths Ticket als Gewinnerlos aus, was in der Nachbarschaft gemischte Reaktionen hervorruft. Als wahrer Verlierer empfindet sich allerdings Timmy, der nun Klavierunterricht bekommen soll. \| \| 5.16 \| 159 \| 21. Dezember 1958 \| Der Weihnachtswunsch \| The Christmas Story \| Einige Tage vor Weihnachten rettet Lassie ein dreijähriges kleines Mädchen und wird dabei selbst von einem Lastwagen erfasst und so schwer verletzt, dass ein auf solche Verletzungen spezialisierter Tierarzt sie operieren muss. \| \| 5.17 \| 160 \| 28. Dezember 1958 \| Der Marienkäfer \| The Lady Bugs \| Timmy und Boomer planen, zehn Dollar für Marienkäfer auszugeben, um diese bei der Bekämpfung von Blattläusen, die in Apfelgärten unterwegs sind, einzusetzen. Sie brauchen jedoch noch einen Platz von dem aus sie ihre Aktivitäten starten können und wollen ein zuvor von Lassie entdecktes Versteck dafür nutzen. Doch der Collie hält so gar nichts von dieser Idee. \| \| 5.18 \| 161 \| 04. Januar 1959 \| Junior GI’s \| Junior GI’s \| Die Armee führt Kriegsübungen ganz in der Nähe der Farm der Martins durch. Aufgeregt planen Timmy, Boomer und weitere Kinder eigene Manöver durchzuführen. Allerdings wird aus dem Spiel blutiger Ernst als „Späher“ Timmy und sein „Kriegshund“ Lassie in ein scharfes Minenfeld geraten. \| \| 5.19 \| 162 \| 11. Januar 1959 \| Ein Kostüm mit Trick \| The Big Cat \| Ruth ist zum Abendessen auf einer anderen Farm eingeladen und wählt mit ihrem Wagen eine Abkürzung, die ein Stück durch den Wald führt. Als sie einen der Reifen des Autos ersetzen muss, gerät sie in eine Falle, die von einem beim Staat angestellten Jäger aufgestellt worden ist, um einen räuberischen Puma einzufangen. \| \| 5.20 \| 163 \| 18. Januar 1959 \| Der Apfelbaum \| The Tree \| Für ein Clubprojekt adoptieren Timmy und Boomer einen Baum, der angeblich noch von Johnny Appleseed gepflanzt wurde. Als sie wenig später feststellen müssen, dass dieser alte Baum gefällt werden soll, um Platz für eine Autobahn zu machen, wendet sich Timmy mit einem Brief an den Präsidenten der Vereinigten Staaten. \| \| 5.21 \| 164 \| 25. Januar 1959 \| Der kleine Millionär \| Timmy, The Oil Millionaire \| Als Lassie immer wieder mit fettigem Dreck an den Beinen nach Hause kommt, erkunden Timmy und Boomer, was es damit auf sich hat und entdecken eine Öllache auf ihrem Grundstück. Als Onkel Petrie der Sache dann genauer nachgehen will, wird ihm das fast zum Verhängnis. \| \| 5.22 \| 165 \| 01. Februar 1959 \| Die kleinen Detektive \| Beholden \| Asa Winkler ist ein ziemlich gerissener und hinterhältiger Handwerker. Nachdem er einen Auftrag bei den Martins ausgeführt hat, behauptet er, Lassie habe ihn gebissen und ihm die Hose zerrissen. Um weiter auf der Farm der Martins tätig sein zu können, arrangiert er angebliche Unfälle, um daraus Nutzen zu ziehen. \| \| 5.23 \| 166 \| 08. Februar 1959 \| Der Stammbaum \| Tartan Queen \| Auf einer Hundeausstellung wendet sich ein Züchter an Timmy und sagt ihm, dass Lassie möglicherweise von einem berühmten preisgekrönten Hund abstammt. Er drängt den Jungen dazu, seinen Hund nicht wild herumlaufen zu lassen, sondern besonders auf ihn zu achten. Das bedeutet für Lassie, dass sie brav an der Seitenlinie sitzen muss, während Boomers Terrier Mike herumtollen kann. \| \| 5.24 \| 167 \| 15. Februar 1959 \| Der bockige Lucky \| The Horse Show \| Timmy ist enttäuscht, dass der Jahrmarkt keine Wettbewerbe anbietet, die auch für kleine Jungen geeignet sind. So entschließt er sich, mit seinem Esel Lucky an einem Wettbewerb teilzunehmen, der für Farmpferde vorgesehen ist. \| \| 5.25 \| 168 \| 22. Februar 1959 \| Das Kätzchen \| The Cat Who Came To Dinner \| Die Martins adoptieren eine Katze, die sie vor ihrer Farm gefunden haben, die offensichtlich jemand ertränken wollte. Timmy tauft das Tier aufgrund ihrer Farbe Marmalade. Der neue Hausgenosse versteht es jedoch, Lassie sofort in Schwierigkeiten zu bringen. \| \| 5.26 \| 169 \| 01. März 1959 \| Der neue Hut \| The Bonnet \| Da Paul bewusst ist, dass Ruth sich seit fast vier Jahren keinen neuen Hut mehr leisten konnte, kauft er ihr einen besonders schönen Frühlingshut. Er hat mitbekommen, dass sie sich genau diesen Hut sehnlichst gewünscht hat. Dann jedoch ruinieren Timmy und Lassie das gute Stück versehentlich beim Spielen. \| \| 5.27 \| 170 \| 08. März 1959 \| Hundekinder \| The Puppy Story \| Lassie hat Junge bekommen, die verkauft werden sollen. Nicht nur Timmy und Boomer sind tieftraurig darüber, sondern vor allem Lassie, die ihre Welpen in einem alten Gehege im Wald versteckt. Die aberwitzigen kleinen Hunde finden jedoch einen Weg, das Gehege zu verlassen. \| \| 5.28 \| 171 \| 15. März 1959 \| Der Drachen \| The Young Flyers \| Die gesamte Familie packt mit an, um Timmy dabei zu helfen, den Drachen-Wettbewerb seiner Cub Scout-Truppe zu gewinnen. Nachdem sein ursprünglicher Drachen verloren gegangen ist, ist das allen noch wichtiger. \| \| 5.29 \| 172 \| 22. März 1959 \| Der Schimpanse \| The Watch Dog \| Die Martins lassen Lassie bei ihren Nachbarn, den Collins, während sie einen Jahrmarktsbesuch machen. Als Chipper, ein Schimpanse, der von Mrs. Collins gepflegt wird, Schaden anrichtet, machen die Collins Lassie dafür verantwortlich. \| \| 5.30 \| 173 \| 29. März 1959 \| Die Puppe \| Rock Hound \| Lassie verliebt sich in Suzy, eine Hunde-Handpuppe, die einem Bauchredner gehört, der eher glücklos agiert. \| \| 5.31 \| 174 \| 05. April 1959 \| Der Bankräuber \| The Puppet \| Timmy und Boomer sind überzeugt, dass es sich bei ihrem neuen Nachbarn um einen Bankräuber handelt. \| \| 5.32 \| 175 \| 12. April 1959 \| Der Talisman \| The Charm \| Timmy und Boomer leihen sich Onkel Petries Katzenaugenanhänger aus, der ihnen beim Laubsammelprojekt für die Schule Glück bringen soll. Allerdings verliert Boomer ihn im Wald. Tatsächlich gerät Onkel Petrie sofort in eine unangenehme Situation \| \| 5.33 \| 176 \| 19. April 1959 \| Die Höhle im Wald \| Teamwork \| Timmy und Boomer sind sich nicht einig über die Aufgabenverteilung beim Bau einer Höhle und darüber welche Methode am besten ist. Als die Jungen dann jedoch gemeinsam mit Lassie Boomers zu Besuch weilenden Cousin Millicent von einem Höhlenvorsprung retten müssen, lernen sie, dass es gut ist, sich gegenseitig zu unterstützen. \| \| 5.34 \| 177 \| 26. April 1959 \| Stallgefährten \| Stablemates \| Lassie freundet sich mit einem umherstreunenden Hund an und findet außerdem ein wildes, außer Kontrolle geratenes Showpferd. Er bringt die beiden Tiere in einem Stall zusammen, was dazu führt, dass beide ruhiger werden, weil ihnen das Miteinander gut tut. \| \| 5.35 \| 178 \| 03. Mai 1959 \| Der neue Fotoapparat \| The Camera \| Während Paul und Onkel Petrie damit beschäftigt sind, Bilder für einen Fotowettbewerb zu knipsen, an dem Timmy teilnehmen will, treffen sie auf einen Mann, der auf dem Grundstück der Martins Fasane jagt. Als sie ihn höflich darauf hinweisen, dass er ihr Land verlassen müsse, zeigt er sich dazu nicht gewillt, sondern beharrt stur auf seinem Willen. \| \| 5.36 \| 179 \| 10. Mai 1959 \| Die Friedenswächter \| Peace Patrol \| Timmy möchte, dass seine Schule am Lone Ranger Peace Patrol-Programm teilnimmt, das Kinder dazu ermutigt, ihr Geld zu sparen, um Sparanleihen zu kaufen mit denen man die Vereinigten Staaten unterstützen will. \| \| 5.37 \| 180 \| 17. Mai 1959 \| Der Wahrsager \| Swami \| Zum Kirchenkarneval haben Timmy und Boomer Lassie als Wahrsagerin verkleidet. Allerdings laufen die Dinge nicht so, wie die Jungen es sich vorgestellt beziehungsweise geplant haben. \| \| 5.38 \| 181 \| 24. Mai 1959 \| Die Wildnis ruft \| Campout \| Ein Großstadtjunge, der bei seinem Onkel zu Besuch ist, ist nach einem Streit beider, davongelaufen. Da er keine Erfahrungen hat, wie man sich im Wald zu verhalten hat, bringt er Timmy und Boomer, die in einer Scheune der Martins campen, in Gefahr. \| \| 5.39 \| 182 \| 31. Mai 1959 \| Der Gast \| Lassie’s Guest \| Boomer der einen Tag und eine Nacht von zu Hause weg ist, gibt seinen Hund Mike in Timmys Obhut. Als Mike einem Ball nachjagt, der im Kofferraum des Autos der Martins landet, wird dies versehentlich übersehen, sodass das Tier zusammen mit dem Auto in der Garage eingeschlossen wird. Dort bricht wenig später ein Feuer aus. \| \| 6.01 \| 183 \| 06. September 1959 \| Der neue Kühlschrank \| The New Refrigerator \| Ruth liebt ihren neuen Kühlschrank, muss jedoch gegen Lassie ankämpfen, die ihre Mahlzeiten lieber aus der alten Kühlbox haben will. \| \| 6.02 \| 184 \| 13. September 1959 \| Der alte Henry \| Old Henry \| Timmy kauft ein altes Ackerpferd für einen Dollar, aber Paul sagt ihm, dass sie das Tier, das Timmy Henry getauft hat, nicht behalten könnten, da es keine Arbeit verrichten könne. Timmy versucht daraufhin, Geld zu verdienen, um selbst für das alte Pferd sorgen zu können. Dabei gerät er in eine Mine. \| \| 6.03 \| 185 \| 20. September 1959 \| Preisausschreiben \| The Contest \| Timmy nimmt an einem Wettbewerb unter dem Motto „Warum ich mein Haustier liebe“ teil und vertraut Lassie seinen Brief an, die ihn rechtzeitig im Postamt abgeben soll. Unterwegs ist die Hündin jedoch damit beschäftigt, Nachbarn, die sich in Schwierigkeiten befinden, zu helfen, sodass der Brief nicht mehr fristgerecht zugestellt werden kann. \| \| 6.04 \| 186 \| 27. September 1959 \| Das Maskottchen \| The Mascot \| Der Baseball-Star Roy Campanella hat sich angesagt, um die Calverton Boys’ League zu trainieren. Timmy möchte gern, dass Lassie als Maskottchen für das Team wirbt. Zufällig bekommt Timmy ein Gespräch zwischen zwei Jungen über das Spiel mit, die ihn bedrohen, wenn er anderen etwas von diesem Gespräch erzählen sollte. Timmy gerät dadurch in ein echtes Dilemma. \| \| 6.05 \| 187 \| 04. Oktober 1959 \| Trabrennen \| The Sulky Race \| Ein vom Pech verfolgter Reiter bei Pferderennen muss nur noch ein Rennen gewinnen, um sich seinen Traum von einer eigenen Farm erfüllen zu können. Seine beiden Pferde Big Boy, den er als zukünftigen Deckhengst im Auge hat, und Lazy Joe, Big Boys Stallgefährte, bringt er auf der Farm der Martins unter. Als ein Zeitfahren angesetzt wird, stellt er fest, dass Big Boy lahmt. \| \| 6.06 \| 188 \| 11. Oktober 1959 \| Kleiner Junge ganz groß \| Growing Pains \| Nachdem Timmy einen wichtigen Kampf für sich entscheiden konnte, obwohl er sich ein Veilchen eingefangen hat, ist er stolz, sich gegenüber seinen größeren Klassenkameraden durchgesetzt zu haben und sonnt sich in deren Anerkennung. Seine Adoptivmutter Ruth, die sich um Timmy sorgt, kann das allerdings nicht nachvollziehen und verbietet ihm, mit den älteren Jungen Fußball zu spielen. \| \| 6.07 \| 189 \| 18. Oktober 1959 \| Der Testpilot \| The Flying Machine \| Timmy und seine Freude haben einen Gleiter zusammengebaut, den sie nun testen wollen. Als Kleinster in der Gruppe entscheidet sich Timmy, sich als Testpilot für den ersten Flug zur Verfügung zu stellen. Allerdings findet der Testflug über einer Klippe statt. \| \| 6.08 \| 190 \| 25. Oktober 1959 \| Anna \| The UNICEF Story \| In einer windigen Nacht hört Lassie Schreie aus dem Wald und findet, als er nachschaut, ein fremdes Mädchen, das sich wohl verirrt hat, und durch den Wald streift. Lassie kann schnell ihr Vertrauen gewinnen und nimmt das Mädchen, dessen Name Anna ist, mit zu den Martins. Dort stellt sich heraus, dass Anna aus Europa stammt und vorübergehend von der Familie Wilkins aufgenommen worden ist. Sie besucht die Calverton-Schule und freundet sich mit Timmy an, der sie zu einem Picknick mitnimmt. Timmy wundert sich, dass Anna immer so isst, als wäre sie am Verhungern. Dass sie auch Lebensmittel hortet, bemerkt zunächst niemand. Auch kommt Anna ständig zu spät zur Schule und die Lehrerin Miss Hazlit bekommt dauernd Beschwerden über aus den Brotdosen der Kinder verschwundene Lebensmittel. Als Rudi, einer von Timmys Mitschülern, Anna unverblümt des Diebstahls beschuldigt, kämpft Timmy mit ihm, bis Miss Hazlit die beiden trennt und darauf besteht, dass Rudy sich entschuldigen muss. Dann bekommt Timmy jedoch ein Gespräch zwischen Miss Hazlit und seiner Adoptivmutter Ruth mit, aus dem hervorgeht, dass die Lehrerin ebenfalls glaubt, dass Anna die Diebin ist. Timmy ist beunruhigt, willigt aber in Miss Hazlits Vorschlag ein, sich der Sache anzunehmen. \| \| 6.09 \| 191 \| 01. November 1959 \| Der Wünschelrutengänger \| Water Boy \| Paul Martin braucht einen neuen Brunnen, und Cully Wilson schwört ihm, dass er Wasser mittels einer Wünschelrute finden könne. Paul könne sich so auch die Ausgabe für einen teuren Geologen sparen. \| \| 6.10 \| 192 \| 08. November 1959 \| Der kleine Aufschneider \| The Whopper \| Ruth Martin ist beunruhigt über die Geschichten, die Timmy neuerdings erzählt und mit denen er Willy Brewster beeindrucken will. Das Problem verschärft sich noch weiter, als sie erfahren muss, dass Timmy Willy und Flip erzählt hat, dass Mrs. Larson, eine neue Nachbarin, die in einem heruntergekommenen Haus lebt, eine Hexe sei. \| \| 6.11 \| 193 \| 15. November 1959 \| Der Puma Satan \| The Bounty Hunter \| Ein Puma, den die Rancher Satan getauft haben, reißt immer wieder Vieh. Die Männer beschließen deshalb, einen Kopfgeldjäger einzustellen. Bei ihm handelt es sich um einen schroffen, unsympathischen Mann, dessen Spürhund King sofort mit Lassie aneinandergerät. \| \| 6.12 \| 194 \| 22. November 1959 \| Der Bodenspekulant \| The Land Grabber \| Nachdem Paul Martin sich geweigert hat, sein Land an einen Immobilienmakler zu verkaufen, wird seine Tomatenernte ruiniert. Kurz darauf wird dann auch noch sein Heu angezündet. \| \| 6.13 \| 195 \| 29. November 1959 \| Der Mann vom Mars \| The Man From Mars \| Nachdem Timmy gesehen hat, wie ein Meteorit nahe der Farm eingeschlagen ist, ist er sich sicher, dass ein Raumschiff von einem anderen Planeten gelandet ist und dass ein Mann vom Mars auf der Farm umherirrt. Ebenso seltsam wie auch irgendwie lustig ist, dass Ruth Martin immer wieder Lebensmittel vermisst, die auf unerklärliche Weise abhandenkommen. \| \| 6.14 \| 196 \| 06. Dezember 1959 \| Wer nicht hören will, muss fühlen \| In Case of Emergency \| Nachdem ein örtlicher Farmer auf dem Weg zum 80 Meilen entfernten Krankenhaus von Capitol City gestorben ist, wollen sie Martins sich dafür einsetzen, dass ein Gemeindekrankenhaus gebaut wird. Einer der einflussreichsten Farmer der Gegend verweigert jedoch seine Zustimmung. Er befürchtet, dass man auch von ihm finanzielle Unterstützung erwartet. Er ist jedoch nicht bereit, sich von seinem Geld zu trennen, weiß aber, dass das seinen Ruf, dass er ein Geizhals sei, weiter festigen würde. \| \| 6.15 \| 197 \| 20. Dezember 1959 \| Der kleine Reporter \| Star Reporter \| Timmy, der Geld verdienen möchte, kann die Redakteurin Ira Caldwell überreden, ihn versuchen zu lassen, Abonnenten für den Calverton Sentinel zu werben. Bei seiner Tour bekommt er zufällig mit, wie einige Männer auf der Vance-Farm sich über ihren Plan unterhalten, der vorsieht, die örtliche Molkerei auszurauben. \| \| 6.16 \| 198 \| 27. Dezember 1959 \| Die Ausreißerin \| Alias Jack and Joe \| Aus einem Spiel, das Timmy und Sam und ihre Freunde austragen, wird urplötzlich ein heftiger Kampf, bei dem Flip einen von Rudy geworfenen Stein abbekommt. Timmy und Sam glauben, dass Flip tot sei und sie eine Mitschuld daran treffe. Um ihren Familien diese Blamage zu ersparen, laufen sie weg. Lassie nehmen sie mit. \| \| 6.17 \| 199 \| 03. Januar 1960 \| Der Lockvogel \| Judas Goat \| Die Viehhöfe von Phil Houston kommen dank ihres neuen Assistenten Joe Morton an eine neue Quelle für Lämmer, die sie dann auf dem Markt anbieten wollen. Lassie indes verhält sich seltsam, die Hündin scheint auf Geräusche zu reagieren, die allerdings nicht von der neuen leisen Hundepfeife herrühren, die Timmy kürzlich gekauft hat. \| \| 6.18 \| 200 \| 10. Januar 1960 \| Die Weltraumkapsel \| The Space Traveler \| Als Timmy und sein Freund Don versehentlich ein Meerschweinchen aus einer Rakete befreien, mit der man experimentelle Versuche angestellt hat, ersetzen sie es durch Timmys Meerschweinchen Alexander den Großen, damit man ihnen nicht auf die Schliche kommt. Es steht jedoch der Verdacht im Raum, dass das Versuchstier während seines Aufenthalts in der Rakete tödlicher Strahlung ausgesetzt war. \| \| 6.19 \| 201 \| 17. Januar 1960 \| Ein herrenloser Hund \| The Maverick \| Ein großer Mischlingshund, der den meisten Farmern lästig ist, ist in einer Schlucht gefangen. Niemand will etwas für ihn tun, da der Großteil der Farmer das Tier lieber tot sehen würde. Dann jedoch setzt sich ausgerechnet der Vertreter des Hundezwingers von Calverton für den Hund ein und plädiert dafür, das Tier zu retten. \| \| 6.20 \| 202 \| 24. Januar 1960 \| Heuschrecken \| The Grasshopper And the Ant \| Timmy ist damit beschäftigt, Heuschrecken für ein Schulprojekt zu studieren. Als er ein großes Insektennest entdeckt, macht er sich Sorgen über eine mögliche Seuche. Beim anstehenden Grange-Treffen meldet er sich zu Wort und versucht sodann von seinem eigenen Geld ein Insektizid zu kaufen. Erst jetzt nimmt sein Adoptivvater Paul Timmys Sorgen ernst, worüber letztendlich beide sehr froh sind. \| \| 6.21 \| 203 \| 31. Januar 1960 \| Die Brieftaube \| Homing Pigeon \| Nachdem Timmy einige alte Sportgeräte gegen eine Brieftaube eingetauscht hat, besteht seine nächste Aufgabe darin, das Tier zu trainieren. Timmy weiß allerdings nicht, dass seine Bright Eyes gerufene Taube auf ihrem ersten Langstreckenflug von einem Falken ins Visier genommen wird, der die Taube schon länger beobachtet. Lassie allerdings sowie eine andere männliche Taube, die sich von Bright Eye angezogen fühlt, wissen um die Gefahr. \| \| 6.22 \| 204 \| 07. Februar 1960 \| Die Entdecker \| The Explorers \| Nachdem ein Entdecker einen Vortrag über Timmys Pfadfinderhöhle gehalten hat, inspiriert das verschiedene Wanderer dazu, die von Ödland umgebene Höhle zu inspizieren, gefährlich könnte werden, dass sie auf einem Felsvorsprung stranden. \| \| 6.23 \| 205 \| 14. Februar 1960 \| Der Aufschub \| The Epidemic \| Als Paul Martin die Herde eines Nachbarn hütet, macht er die erschreckende Entdeckung, dass die Tiere an der Huf- und Klauenseuche leiden. Dadurch sind auch Pauls neue reinrassige Kuh, in die er 1000 Dollar investiert hat und seine alte Kuh Bessie bedroht. \| \| 6.24 \| 206 \| 21. Februar 1960 \| Der Vielfraß \| Fur-Coated Killer \| Ein Nachbar der Martins, der seit kurzem eine Nerzfarm betreibt, wird beschuldigt, dass seine Tiere dafür verantwortlich seien, dass neuerdings immer wieder Hühner getötet würden. Doch der „Hühnermörder“ entpuppt sich als jemand anderes, viel Gefährlicheres, nämlich als Vielfraß. \| \| 6.25 \| 207 \| 28. Februar 1960 \| Verfeindete Nachbarn \| Judgment Seat \| Timmy hat sich mit einem Mädchen angefreundet, das neu zugezogen ist. Deren Vater ist Besitzer des Landes, das Paul Martin für seine Alfalfa-Ernte gepachtet hat. Was er nicht ahnen kann, ist, dass sein Verpächter die Überflutung des Pachtlandes plant und das, bevor Paul seine Ernte eingefahren hat. \| \| 6.26 \| 208 \| 06. März 1960 \| Der Elefant \| The Elephant \| Nachdem Timmy und andere Schulkinder genug Geld gespart haben, um ein Elefantenbaby für den Capitol City Zoo zu kaufen, teilt die Stadtbehörde mit, dass es keinen Platz gibt, wo man das Tier unterbringen könne. Das Ende vom Lied ist, dass die Martins das von Timmy Peanuts getaufte Elefantenkind bei sich auf dem Hof aufnehmen. \| \| 6.27 \| 209 \| 13. März 1960 \| Der Kampfhahn \| Clementine \| Timmy rettet einem Hahn das Leben. Paul vermutet, dass das Tier für Hahnenkämpfe eingesetzt wurde. Ein Mitarbeiter eines Nachbarn der Martins erkennt in dem Tier, das nun den Namen Clementine trägt, einen Champion-Kämpfer namens Dynamite wieder. Man wollte das Tier dem sicheren Tod überlassen. \| \| 6.28 \| 210 \| 20. März 1960 \| Fünf kleine Hunde \| The Puppy Sitter \| Lassie weigert sich beharrlich, sich irgendwie mit den Setterwelpen von Henry Enders auseinanderzusetzen, um die Timmy sich gerade kümmert. \| \| 6.29 \| 211 \| 27. März 1960 \| Timmys Stolz \| The Champ \| Alle machen sich über Timmys kleines Ferkel Champ lustig, dessen Vorliebe es ist, wegzulaufen und sich dadurch selbst in Schwierigkeiten zu bringen. Lassie kann das Kleine gerade noch vor zwei hungrigen Landstreichern retten. Als das Tier kurz darauf in einen Überlauf fällt, ist es an Timmy, Champ zu retten. \| \| 6.30 \| 212 \| 03. April 1960 \| Lange Leitung \| The Phone Hog \| Paul Martin gerät mit seinem Truck in ein Gewitter und wird in seinem Wagen von einem abstürzenden Stromleitungsmasten getroffen. Timmy, der telefonisch Hilfe holen will, kommt jedoch nicht durch, da dauernd eine geschwätzige Frau in der Leitung ist. \| \| 6.31 \| 213 \| 10. April 1960 \| Sonntagsjäger \| The Chase \| Nachdem Timmy und sein Freund Cully Wilson zwei herzlose Hundefänger, die einen Hund mit sich führen, beobachtet und gesehen haben, wie die Männer den Zaun von einem ihrer Nachbarn ruinierten, wollen sie ihnen einen Streich spielen. Sie veranstalten mit den Städtern eine Verfolgungsjagd durch den Wald und locken sie mit dem Geruch eines jungen Waschbären als Köder an. Ihr Schabernack macht solange Spaß, bis einer der unerfahrenen Männer versehentlich den anderen erschießt. \| \| 6.32 \| 214 \| 17. April 1960 \| Lassie und das Lämmchen \| The Killer \| Sam Burke, ein Nachbar der Martins, kauft einen scharfen deutschen Schäferhund namens Bismarck, nachdem ein Rotluchs seine Schafherde angefallen hat. Auch bei den Martins scheint er zu wildern, wobei er ein verwaistes Lamm zurücklässt. Allerdings weiß Lassie, dass nicht der Rotluchs, sondern jemand anderes für die getöteten Tiere verantwortlich ist. \| \| 6.33 \| 215 \| 24. April 1960 \| Der Grenzstein \| The Moved Monument \| Paul Martin, Henry Enders und einige weitere Farmer könnten wertvolles Ackerland aufgrund eines Straßenbauprojekts verlieren. Bei Paul kommt noch hinzu, dass er gerade erst einen teuren Zaun verwirklicht hatte. Henry bekommt heraus, dass einige der Vermessungsmarkierungen schon einmal verschoben worden sind und spricht darüber mit Paul. Die beiden Männer versuchen nun, eine Möglichkeit zu finden, wie sie eine Enteignung abwenden können. \| \| 6.34 \| 216 \| 0 1. Mai 1960 \| Das Krokodil \| The Alligator \| Flip soll Timmys Alligatorschildkröte Myrtle bekommen. Lassie scheint damit jedoch nicht einverstanden zu sein. Sie passt diebisch auf und lässt sogar ihren Knochen links liegen, als sie Myrtle, die ausgerissen war, am See entdeckt, wo die Schildkröte sich niedergelassen zu haben scheint. \| \| 6.35 \| 217 \| 08. Mai 1960 \| Das falsche Geschenk \| The Wrong Gift \| Am Muttertag kommt es zu einer Verwechslung zwischen einem teuren Geschenk Willys für seine Mutter und einem Geschenk, das weniger gekostet hat, und das Timmy seiner Mutter schenken will. Timmy muss mit ansehen, wie sehr seine Mutter sich über das Geschenk freut, das eigentlich gar nicht für sie gedacht war. Er unternimmt nun alles, um Geld zu verdienen, um dann damit die Differenz der Geschenke ausgleichen zu können. \| \| 6.36 \| 218 \| 15. Mai 1960 \| Nebel \| The Fog \| Ihr Wochenend-Campingausflug wird für die Martins zu einem unkalkulierbaren Risiko, als heimtückischer Nebel den Campingplatz einhüllt. Dann ist Lassie plötzlich verschwunden und Timmy bricht auf der Suche nach ihr in ein Erdloch im Sumpf ein und steckt dort fest – bedroht von einem räuberischen Wolf. \| \| 6.37 \| 219 \| 22. Mai 1960 \| Der Sonderling \| The Hermit \| Timmy freundet sich mit einem Einsiedler an, der erst kürzlich in die Gegend gezogen ist. Die Martins erfahren, dass er Kontakt zu einem Bauarbeiter aufgenommen hat, dessen Sohn ihn verachtet. \| \| 7.01 \| 220 \| 11. September 1960 \| Der kleine Jerry \| Blacktail \| Jerry, ein Junge mit einem Handicap, dessen Eltern Lassies Sohn Blacktail adoptiert haben, besucht zusammen mit dem Hund die Farm der Martins. Diese finden alsbald heraus, dass Jerry durchaus auch ohne seine Stütze laufen kann. Er hat einfach nur Angst, es zu versuchen. \| \| 7.02 \| 221 \| 18. September 1960 \| Das Känguruh \| The Wallaby \| Das Erdbeerbeet der Familie Martin weist verwirrende Spuren auf, die die Familienmitglieder ratlos zurücklässt. Dann jedoch kann Timmy einen Blick auf ein Tier erhaschen, das er als Riesenkaninchen beschreibt. Tatsächlich handelt es sich jedoch um ein Wallaby namens Pancho, das Lassie durchaus gefährlich werden könnte. \| \| 7.03 \| 222 \| 25. September 1960 \| Der kleine Skunk \| Cully’s New Pet \| Cully meint zu Timmy, dass kein Tier schlecht sei. Timmy freundet sich daraufhin mit einem Stinktier an, allerdings mag sich keiner seiner Freunde, noch nicht einmal Lassie, dem neuen Freund nähern. \| \| 7.04 \| 223 \| 02. Oktober 1960 \| Rettung aus der Luft \| The Rescue \| Timmy verfolgt ein verirrtes Schaf, das gerade erst Lämmer zur Welt gebracht hat, bis auf einen Felsvorsprung und kann nicht zurück. Ruth, die wiederum ihren Sohn verfolgt hat, versucht verzweifelt, einen in der Nähe befindlichen Hubschrauberpiloten, der die Hügel gerade neu besät, auf die Situation aufmerksam zu machen. \| \| 7.05 \| 224 \| 09. Oktober 1960 \| Die Zwillinge \| Feathered Menace \| Ruth Martin erklärt sich bereit, für Betty Wilders Zwillinge als Babysitterin einzuspringen. Die junge Mutter kommt mit ihren Kindern jedoch früher zur Farm der Martins als angekündigt, während Ruth noch unterwegs ist, um eine Besorgung zu erledigen, sodass Betty die Babys, wenn auch mit leichtem Unbehagen, Timmy und Lassie anvertraut. Timmy ist sich sicher, dass das Ganze ein Kinderspiel sei. Dann jedoch jagt ein Falke, der hinter einer verängstigten Taube her ist, diese in das Zimmer, in dem die Babys schlafen. \| \| 7.06 \| 225 \| 16. Oktober 1960 \| Der Tiger \| The Gentle Tiger \| Timmy bekommt eine Lektion in Sachen Gehorsamkeit, als er einen Job als Wasserträger bei einem vorbeireisenden Jahrmarkt annimmt. Er missachtet einen Befehl, was zur Folge hat, dass ein Tiger aus seinem Käfig entkommt. \| \| 7.07 \| 226 \| 23. Oktober 1960 \| Das Rehkitz \| The Renegade \| Timmy und Lassie kümmern sich um ein verwundetes Kitz, das sie im Wald gefunden haben. Als Paul Timmy mitteilt, dass er das Tier nicht behalten könne, ist der Junge ziemlich enttäuscht. Er versteckt das Tier im Wald. Ein verwundeter Bär hat das Kitz jedoch entdeckt und lauert auf eine passende Gelegenheit. \| \| 7.08 \| 227 \| 30. Oktober 1960 \| Ein blinder Hund \| The Blind Dog \| Timmy findet heraus, dass Butch, der Hund von Bob Alders, an Grauem Star leidet und wohl bald blind sein wird. Bobs Vater will das Tier deshalb einschläfern lassen. Ruth, die helfen will, stellt Bob ein, um ihr beim Sammeln von Mais zu helfen, womit er sich das Geld für Butchs Operation verdienen könnte. Als sie auf dem Feld arbeiten, Bob ist auch dabei, ist Butch plötzlich verschwunden. / Abweichende Geschichte: Ein blinder Hund ist in einem Absetzkipper eingeklemmt und droht, lebendig begraben zu werden. Lassie riskiert ihr Leben, um den behinderten Welpen zu retten, und Timmy hilft sodann dem Besitzer des Hundes, Arbeit zu finden, damit er eine Operation bezahlen kann, die dem Hund sein Augenlicht zurückgibt. \| \| 7.09 \| 228 \| 06. November 1960 \| Die Schwalben \| The Swallows of Los Pinos \| Timmy und seine Mutter Ruth versuchen alles, um eine kleine Kapelle vor dem Abriss zu bewahren. Sie argumentieren, dass jedes Jahr zur selben Zeit ein Schwalbenschwarm dorthin zurückkehre, was man beweisen werde. Als ein Falke die Scout-Schwalben angreift, ist die Rückkehr der Tiere plötzlich gefährdet. Werden sie ankommen? \| \| 7.10 \| 229 \| 13. November 1960 \| Das Seeungeheuer \| Sea Serpent \| Timmy und Culley Wilson stoßen auf einen von einem Taucher am Strand hinterlassenen Flossenabdruck und steigern sich in die Vorstellung hinein, dass sie die Spuren eines Seeungeheuers entdeckt haben. Sie beschließen, einen Angriff auf das vermeintliche Meerungeheuer zu wagen und gefährden dadurch das Leben des Tauchers. \| \| 7.11 \| 230 \| 20. November 1960 \| Timmy und der Prinz \| Visiting Colt \| Timmy kümmert sich während des Urlaubs eines Nachbarn um dessen junges Hengstfohlen. Lassie rettet das Pferd zweimal, als es in Lebensgefahr gerät, erst da bemerkt Timmy, dass er seinen ältesten, treuesten und besten Freund in letzter Zeit vernachlässigt hat. \| \| 7.12 \| 231 \| 27. November 1960 \| Ein Pudel namens Kohlkopf \| Little Cabbage \| Mimi Marlowe, ein Filmstar, hat unmittelbar in der Nähe der Farm der Martins Probleme mit dem Auto und ist gezwungen ihr Baby, einen Haustierpudel, in Timmys und Lassies Obhut zu lassen. Aufregung entsteht, als Lassie den Pudel retten muss, der wiederum Timmy aus einer prekären Situation heraushilft. \| \| 7.13 \| 232 \| 04. Dezember 1960 \| Timmy als Rennfahrer \| The Big Race \| Timmy wird dafür bestraft, dass er seine Arbeit auf der Farm vernachlässigt hat. Er hatte sich mit Willie Brewster zusammengetan, um ein Fahrzeug für ein Go-Kart-Rennen zu bauen. \| \| 7.14 \| 233 \| 18. Dezember 1960 \| Mit Pfeil und Bogen \| Bows and Arrows \| Timmy und Bob bauen sich ihre eigenen Bögen und Pfeile, um es den beiden Bogenjägern, die sie getroffen haben, nachzutun und auf die Jagd zu gehen. Als Bob aber dann einen der Pfeile der Jäger benutzt, trifft er ein unerwartetes Ziel. \| \| 7.15 \| 234 \| 25. Dezember 1960 \| Weihnachtsgaben \| The Christmas Story \| Es stellt sich heraus, dass die neuen Nachbarn der Martins in einer wenig ansprechenden Hütte leben und mit wenig Nahrung auskommen müssen. Versuche, ihnen zu helfen, weist der Vater der Familie stolz zurück. Mit Hilfe des Sheriffs finden Timmy und Lassie einen Job für den Familienvater, sodass die Familie doch noch ein frohes Weihnachtsfest feiern kann. \| \| 7.16 \| 235 \| 01. Januar 1961 \| Timmy als Detektiv \| The White-Faced Bull \| Der Preisbulle eines Nachbarn verirrt sich auf die Farm der Martins und versucht, Timmy anzugreifen. Als das Tier später vergiftet aufgefunden wird, beschuldigt der Nachbar Paul Martin der Tat. Timmy und Lassie betätigen sich daraufhin als Detektive, um den wahren Schuldigen zu finden. \| \| 7.17 \| 236 \| 08. Januar 1961 \| Findlinge \| Apron Strings \| Als Timmy und Lassie einen Wurf verhungernder und verwaister Welpen mit nach Hause bringen, die sie vor einem herumstreifenden Rotluchs gerettet haben, versuchen die Martins, die übrigen Tiere zu retten, nachdem eines es bereits nicht geschafft hat, zu überleben. Mehr zufällig bringen die Welpen Timmy, der sich bei seinen Rechenaufgaben meist auf Pauls Hilfe verlassen hat, etwas über Selbstständigkeit bei. \| \| 7.18 \| 237 \| 15. Januar 1961 \| Das wilde Pferd \| The Wild Horse \| Ein herumstreifendes Pferd, das von allen für wild gehalten und als Bedrohung vor allem für die örtlichen Farmbetriebe angesehen wird, benötigt Timmys Hilfe. So bittet er seinen Vater, die örtlichen Farmer davon zu überzeugen, dass sie das Leben des Pferdes verschonen. Wenig später stellt sich heraus, dass es sich bei dem Tier um ein entflohenes Vollblut handelt. \| \| 7.19 \| 238 \| 22. Januar 1961 \| Der verrückte Hund \| The Mad Dog \| Während Paul Martin für einige Zeit weg ist, kümmern sich Ruth und Timmy um einen streunenden Hund, den Timmy Duke nennt. Nachdem das Tier in einen Kampf verwickelt war, zeigt es plötzlich alle Anzeichen von Tollwut. \| \| 7.20 \| 239 \| 29. Januar 1961 \| Die Reise \| The Trip \| Als die Martins mit dem Zug nach Chicago zu einer landwirtschaftlichen Ausstellung reisen, will Ruth die Gelegenheit nutzen, um ihre Mutter und weitere Familienmitglieder zu besuchen. Natürlich wird auch Lassie mitgenommen. Ihre Kiste fällt allerdings unterwegs vom Gepäckwagen. Tom und Jess, zwei freundliche Trucker, versuchen der Hündin zu helfen, dorthin zurückzufinden, wohin sie gehört. \| \| 7.21 \| 240 \| 05. Februar 1961 \| Shadrack \| Shadrack \| Cully und Timmy streichen und reparieren einen Stand in Cullys Scheune. Dieser soll das Veteranen-Maultier Shadrack der Armee seines alten Regiments beherbergen. Es ist an Cully und Timmy, auf das Tier einzuwirken, das immer mal wieder unter Zerstörungsanfällen leidet und Wutanfälle bekommt. Der Muli war im Ersten Weltkrieg eingesetzt und geriet dort gemeinsam mit Cully unter Beschuss, musste unter Hunger leiden und erlitt zudem eine Bleivergiftung. \| \| 7.22 \| 241 \| 12. Februar 1961 \| Der alte Kamerad \| The Patriot \| Nachdem Timmy herausgefunden hat, dass der örtliche Militärstützpunkt Hunde braucht, die die dort gelagerten Raketen bewachen sollen, adoptiert er Homer, einen Deutschen Schäferhund, um ihn der Armee zu überlassen. Das immer wieder misshandelte Tier ist durch die gemachten Erfahrungen aber so misstrauisch und eingeschüchtert, dass die Martins sich fragen, ob es überhaupt jemals in der Lage sein wird, eine solche Aufgabe zu übernehmen. Timmy baut jedoch mit Lassies Hilfe ein Trainingsfeld und arbeitet mit einer Attrappe, die Homer erst einmal angreifen kann. \| \| 7.23 \| 242 \| 19. Februar 1961 \| Der Adler \| The Eagle \| Timmy und Lassie sehen mit Entsetzen, wie ein Mann das Nest eines Steinadlers überfällt und das einzige sich darin befindende Ei zerstört. Timmy entschließt sich, dem trauernden Vogel ein Gänseei als Ersatz zu überlassen. \| \| 7.24 \| 243 \| 26. Februar 1961 \| Cracker Jack \| Cracker Jack \| Die Hinterwäldlerfamilie Slocum plant nach einer Dürre umzuziehen und hält auf dem Weg in die Stadt bei den Martins an, da Timmy ihnen einen Streich gespielt hat. Als Billy Joe, der Sohn der Familie, herausfindet, dass seine Eltern planen, seinen geliebten Hund Mitchell wegzugeben, besucht er die Martins und schwört Timmy darauf ein, für sich zu behalten, dass er sich mit seinem Hund auf den Weg in den Wald macht. Allerdings ist gerade Schonzeit. \| \| 7.25 \| 244 \| 05. März 1961 \| Cullys Jagdhund \| Cully’s Hound Dog \| Als Paul Martin dem alten Cully anbietet, das Land zu bewirtschaften, das dieser brach liegen gelassen hat, glaubt Cully, dass Paul ihm damit sagen will, dass er sich zurückziehen soll. Timmy wirkt jedoch aufmunternd auf Cully ein, der daraufhin beschließt, Paul zu zeigen, wozu er immer noch fähig ist. Er schnappt sich ein Pferd, spannt es an, um zu pflügen, und will damit demonstrieren, dass er sein Land durchaus noch bewirtschaften kann. Um das Blatt zu wenden braucht es jedoch Cullys Jagdhund Sam und natürlich Lassie. \| \| 7.26 \| 245 \| 12. März 1961 \| The Fire Watchers \| Der Wald brennt \| Ruth Martin leistet während einer Durststrecke freiwillig Turmdienst. Als ein Waldbrand ausbricht, der von einem unvorsichtigen Raucher verursacht worden ist, muss Ruth schnell und umsichtig handeln. Lassie ist zur selben Zeit dem Ranger Wade behilflich, nachdem dieser sich bei einem Sturz von seinem Pferd auf dem Weg zum Feuer verletzt hat. \| \| 7.27 \| 246 \| 19. März 1961 \| Mein Freund Taquita \| Senor Coyote \| José, ein spanischer Junge, ist neu an Timmys Schule. Außer Timmy, der sich mit José anfreundet, nennen ihn die anderen Jungen alle „Josie“. Als Josés Kojote Taquita, den er als Haustier hält, beschuldigt wird, Mr. Ransoms Hühner getötet zu haben, wissen die Jungs nicht, was sie tun sollen. \| \| 7.28 \| 247 \| 26. März 1961 \| Unsere Bessie \| Bessie \| Ruth steht vor einer schwierigen Entscheidung, als sie annehmen muss, dass ihre Kuh Bessie nicht mehr genügend Milch geben kann. So entschließt sie sich schweren Herzens, Bessie an den Schlachthof zu verkaufen, um eine neue Kuh zu erstehen. Was niemand ahnt, außer vielleicht Lassie, ist, dass ein Nachbarsjunge jeden Tag etwas von Bessies Milch stibitzt, seit die Kuh seiner Familie gestorben ist. Die Milch benötigt er für seine kleine Schwester. \| \| 7.29 \| 248 \| 02. April 1961 \| Die Brieftaube \| The Pigeon \| Timmy pflegt eine Brieftaube, die der Armee gehört wieder gesund. Zwischen Lassie und der Taube Caesar entsteht eine solch enge Bindung, dass Lassie sich weigert, als seine Tierfreundin zur Armee zurück muss und Caesar sich selbst befreit, um zu ihrem Collie-Freund zurückzukehren. Timmy setzt nun alles daran, dass die Armee ihm die Taube verkauft. \| \| 7.30 \| 249 \| 09. April 1961 \| Lange Jagd \| Long Chase \| Als Terry, der dressierte Hund des Karnevalskünstlers Mr. Monte, bei einer Rettungsaktion seiner Welpen, die von einer Klippe zu rutschen drohten, verletzt wird, tritt Lassie an Terrys Stelle und macht ihre Sache so gut, dass Mr. Conte die Hündin kaufen möchte. Timmy weigert sich jedoch, Lassie herzugeben, woraufhin der Künstler die Welpen als Köder einsetzt, um Lassie zu stehlen und sodann im Haus seines Bruders zu verstecken. \| \| 7.31 \| 250 \| 16. April 1961 \| Romeo und Julia \| The Ostrich \| Timmy und Lassie machen die Bekanntschaft von Captain Gene Holter, einem Mann, der seinen Lebensunterhalt damit verdient, seine beiden Strauße Romeo und Julia auf Jahrmärkten gegen Pferde antreten zu lassen. Als Ruth Martin erfährt, dass die Straußendame Julia, die gerade ein Ei gelegt hat und höllisch darüber wacht, Timmy gejagt hat, verbietet sie ihrem Jungen, zum Jahrmarkt zurückzukehren. \| \| 7.32 \| 251 \| Goldgräber \| Fools Gold \| 23. April 1961 \| Als Lassie einen Packesel, der einem Goldgräber gehört, mit nach Hause bringt, packt Timmy und seinen Freund Culley der Goldrausch. Tatsächlich führt der Esel die Jungen zu einer Mine. Als sie dort eifrig graben, stürzt das Dach über ihnen ein, sodass beide gefangen sind. Nun ist es an Lassie und einem Feuerwehrmann, der zur Hilfe eilt, die Kinder zu retten, bevor die Mine sich mit Gas füllt. \| \| 7.33 \| 252 \| 30. April 1961 \| Das neue Halsband \| The Greyhound \| Timmy wettet um Lassies neues, juwelenbesetztes Halsband, indem er davon überzeugt ist, dass seine Hündin Pat, den neuen Greyhound einer Freundin, in einem Rennen schlagen könne. Als Lassie das Rennen verliert, ist er verärgert. \| \| 7.34 \| 253 \| 14. Mai 1961 \| Rodeo \| Rodeo \| Während er einem Stier nachjagt, der sich verirrt hat, freundet sich Timmy mit Charlie, eigentlich Charlotte, Gaynor an, einem wilden Mädchen, dessen Vater Rodeos geritten ist, nach einem schweren Unfall in der Vergangenheit jedoch Angst hat, wieder an Wettkämpfen teilzunehmen. Timmy bekommt von Charlie eine besondere Reitstunde auf einem der Familienkälber. Zwischen Nightmare, dem Pferd, das sich bei dem Unfall ebenfalls verletzt hat, und das seitdem nicht mehr an Wettkämpfen teilgenommen hat, und Lassie herrscht sofort eine Verbindung. \| \| 7.35 \| 254 \| 21. Mai 1961 \| Die Puppe \| The Search \| Lassie ist allein unterwegs, als sie eine sprechende Puppe entdeckt und mit zur Farm bringt. Sie versucht, den Martins zu vermitteln, dass die Puppe einem kleinen Kind gehört, das beim Spielen in einen Bewässerungsgraben aus Beton gefallen ist, dessen Becken sich langsam mit Wasser füllt. \| \| 7.36 \| 255 \| 28. Mai 1961 \| Der Flugzeugabsturz \| Timmy and the Martians \| Timmy glaubt fälschlicherweise, dass die Maschine, die er gemeinsam mit seinen Freunden gebaut hat, um mit Marsianern in Kontakt zu treten, die Ursache dafür ist, dass ein Armeeflugzeug abgestürzt ist. Die Armee wiederum glaubt in Lassies seltsamen Verhalten zum Zeitpunkt des Absturzes erkennen zu können, dass dies ein Hinweis auf einen Unfall sei. \| \| 8.01 \| 256 \| 10. September 1961 \| Am Grand Canyon \| Lassie At the Grand Canyon \| Ruth und Timmy, die im Grand Canyon weilen, freunden sich mit einem blinden Pianisten an, der eine ganz besondere Lebenseinstellung hat. Timmy, der verärgert ist, dass Lassie ihm gefolgt ist, als er auf einem Maultier unterwegs war, wodurch er gezwungen war, umzukehren, profitiert von dem, was der blinde Mann ihm daraufhin erzählt. \| \| 8.02 \| 257 \| 17. September 1961 \| Herkules III \| The Bloodhound \| Timmy und Lassie entdecken die traurige Wahrheit über Relentless, Cullys neuen Hund, mit dem er ziemlich oft geprahlt hat. Relentless hat seinen Geruchssinn verloren. Vielleicht hätte niemand davon erfahren, wenn nicht das Geld aus einer kirchlichen Spendenaktion verschwunden wäre. \| \| 8.03 \| 258 \| 24. September 1961 \| Der Doppelgänger \| The Mysterious Intruder \| Die Gardners, neue Nachbarn der Martins, beschuldigen Lassie, ihre Katze getötet zu haben und außerdem ihre Schafe und Hühner anzugreifen. Die Martins sind jedoch überzeugt, dass Lassie unschuldig ist, bis sie dann verschmutzt und mit einer verletzten Pfote nach Hause kommt. Lassie weiß allerdings, dass es in der Gegend einen überspannten Collie gibt. \| \| 8.04 \| 259 \| 01. Oktober 1961 \| Das Dachsspiel \| The Badger Game \| Als Timmy Willys Pfau François sieht, ein Geschenk ihrer Großmutter, will er ebenfalls ein exotisches Tier haben, das er für den Haustierwettbewerb, der auf dem Jahrmarkt stattfindet, anmelden kann. Bei seinem Versuch, einen jungen Babydachs einzufangen, gerät er in ein Einsturzloch im Dachsbau. \| \| 8.05 \| 260 \| 08. Oktober 1961 \| Der Polizeihund \| The Outlaw \| Officer Slaters Hund Deputy wird bei einer Verfolgungsjagd, die einem Bankräuber gilt, verletzt und verändert sich insoweit, als er schnell einmal zubeißt, wenn er sich bedroht fühlt. Timmy und Lassie die sich bereits früher mit Slater und dessen Hund angefreundet hatten, versuchen das Tier zu retten, bevor ein rachsüchtiger Nachbarsjunge, der von dem Hund gebissen wurde, und eine Gruppe, die ihn unterstützt, ihn in die Finger bekommen. Timmy gelingt es, Deputy zu füttern und seine Wunde zu verbinden, aber noch ist die Gefahr nicht vorbei. \| \| 8.06 \| 261 \| 15. Oktober 1961 \| Der wahre Sieger \| The Winner \| Timmy tritt mit Lassie bei den Silver Lakes Coon Dog Trials und beim Schwimmwettbewerb an, allerdings ist Lassie beim ersten Wettkampf zu beschäftigt damit, den Köderwaschbären zu retten, als den Wettbewerb zu gewinnen. Zudem erregt Lassie den Zorn des älteren Mr. McCarthy, dessen Hund Champ der amtierende Champion des Schwimmwettbewerbs ist. Zwar wird Lassie erst für weitere Wettbewerb disqualifiziert, darf dann aber doch am Schwimmwettbewerb teilnehmen. \| \| 8.07 \| 262 \| 22. Oktober 1961 \| Hitzewelle \| Heat Wave \| Wütende Bauern schließen sich zusammen, nachdem Cully Fallen entschärft hat, mit denen die Bauern wilde Tiere von ihren Feldern fernhalten wollen, zumal gerade eine Hitzewelle wütet, die die Ernteerträge zusätzlich mindert. Die Bauern wollen eine Anhörung erzwingen, in der über die geistige Gesundheit des alten Mannes befunden werden soll, um Cully sodann in ein Altersheim einweisen zu lassen. Timmy beschließt daraufhin, die Fallen wieder scharf zu stellen, wird aber selbst in einer von ihnen gefangen, gerade als ein Gewitter aufzieht. \| \| 8.08 \| 263 \| 29. Oktober 1961 \| Ein Reh namens Clementine \| The Deer \| Als Timmy es versäumt hat, die scheue Hirschkuh Clementine in ihrem Stall einsperren, nachdem er sie mit Mais gefüttert hat, läuft Clementine davon. Timmy kann das Tier zwar mit dem Lasso wieder einfangen, als es sich auf einer Wiese aufhält, doch kann Clementine ihm erneut entkommen, hat aber unglücklicherweise das Seil noch um den Hals. Timmy ist bewusst, dass Clementine jetzt noch verwundbarer ist und so macht er sich erneut auf die Suche, diesmal in Begleitung von Lassie. \| \| 8.09 \| 264 \| 05. November 1961 \| Bei der Feuerwehr \| Lassie Adopts The Fire Chief \| Als Smoky, der Dalmatiner des Feuerwehrchefs, bei einem Feuer getötet wird, leiht Timmy ihm Lassie für einen Tag aus. Die Hündin ist so begeistert von dem Feuerwehrauto und den neuen Eindrücken, dass sie Timmy anschließend völlig ignoriert. \| \| 8.10 \| 265 \| 12. November 1961 \| Der Rattenfänger \| The Pied Piper \| Während Paul sich mit Studenten seiner ehemaligen Alma Mater trifft, um für eine Sommerhilfe zu sorgen, besuchen Timmy und Lassie Pauls alten Klassenkameraden Dr. Hank Sims, der an der Veterinärhochschule mit weißen Ratten experimentiert. Als Timmy herausfindet, dass Hank pro Ratte 25 Cent zahlt, will Timmy das nutzen, um Geld für ein Jubiläumsgeschenk für seine Eltern zu verdienen. Einige der Tiere entkommen ihm jedoch und machen Pauls Maisfeld unsicher. \| \| 8.11 \| 266 \| 19. November 1961 \| Joey \| Joey \| Timmys Freund Joey Young ist verzweifelt, nachdem er von einem Feuerwerkskörper geblendet wurde und nicht mehr sehen kann. Timmy bringt Lassie bei, Joey zu führen, bis Joey seinen eigenen Blindenhund bekommt. Als man Joey für zu jung befindet, um einen Blindenhund zu führen, glaubt Timmy, dass es nur eine Lösung gibt, nämlich die, Joey Lassie zu überlassen. Ein Besuch in einem Lager für blinde Kinder wird seine Meinung hoffentlich noch ändern. \| \| 8.12 \| 267 \| 26. November 1961 \| Ein wildes Kätzchen \| Lassie’ Wild Baby \| Lassie ist verzweifelt und deprimiert, weil sie keinen Wurf erwartet und adoptiert deshalb ein kleines Fellknäuel, das die Martins für ein Kätzchen aus dem letzten Wurf von Frau Brenners (Jane Darwell) Katze halten. Allerdings stellt sich nach einiger Zeit heraus, dass Sir Hercules, wie das Junge getauft wird, ein Pumababy ist, dessen Mutter bereits nach ihm sucht. \| \| 8.13 \| 268 \| 03. Dezember 1961 \| Hundefänger \| The Dognappers \| Diebe, die sich darauf spezialisiert haben, Tiere zu stehlen, für die dann eine Belohnung ausgesetzt wird, um sich dann als Finder auszugeben und entsprechend abzukassieren, stehlen Jeff, einen Cockerspaniel, der Timmys Freund Rusty gehört. Timmy hatte das Tier mit zum Krankenhaus genommen, in dem Rusty liegt, und draußen angebunden, wo Jeff auf ihn und Rustys Schwester Kathie warten sollte. Als Lassie, als man wiederum in der Stadt ist, einen der Diebe entdeckt, nimmt sie die Verfolgung auf und wird von den Übeltätern ebenfalls gefangen genommen. \| \| 8.14 \| 269 \| 17. Dezember 1961 \| Pepe und Pepita \| The Dove \| Timmys Staatsbürgerkundeunterricht wird real, als er entdeckt, dass sein neuer Freund Pepé, den Lassie verletzt am Straßenrand gefunden hatte und dessen Taube Pepita, die er als Haustier gehalten hat, illegal ins Land gekommen sind. Als Timmy sein Geheimnis preisgeben muss, um seine Eltern vor einer Verhaftung zu bewahren, rennt Pepé weg – und Lassie folgt ihm. Nachdem Lassie bei beider Flucht verletzt worden ist, muss Pepé sich entscheiden, rennt er weiter oder hilft er seinem neuen treuen Freund. \| \| 8.15 \| 270 \| 24. Dezember 1961 \| Yochims Weihnacht \| Yochim’s Christmas \| Die Yochims sind zurückgekehrt, allerdings ohne Pa, der gestorben ist. Die Martins überreden sie, über Heiligabend bei ihnen zu bleiben. Während Timmy und Billy Joe im Wald spazieren gehen, retten sie einen älteren Mann. Billy Joe ist überzeugt davon, dass das der Weihnachtsmann ist, der da mitsamt seinem Schlitten umgestürzt ist. Gastdarsteller: Lloyd Corrigan, Ellen Corby \| \| 8.16 \| 271 \| 31. Dezember 1961 \| Der Papagei \| The Parrot \| Cully überlässt Ruth einen ziemlich speziellen Papagei, den er in einem Baum gesichtet hat und bezeichnet das Tier als sein Geburtstagsgeschenk. Als Ruth herausfindet, dass Polly, so hat man das Tier getauft, den Unfug angerichtet hat, für den Lassie verantwortlich gemacht wurde, will sie Cully den Vogel zurückgeben, der ihn jedoch nicht haben will. Als er allerdings herausfindet, dass der Papagei Queenie heißt und eine Belohnung von 50 Dollar auf ihn ausgesetzt ist, besinnt er sich anders. Lassie hat das lästige Tier aber inzwischen davonfliegen lassen. \| \| 8.17 \| 272 \| 07. Januar 1962 \| Der kleine Waschbär \| Lassie’s Protege \| Als Timmy nach den Ferien wieder viel Zeit in der Schule verbringen muss, fühlt Lassie sich einsam und freundet sich mit einem jungen Waschbären an. Timmy gibt dem Tier den Namen Melonhead. Als der kleine Waschbär von dem jungen Drag Racer Johnny Sexton (Tommy Ivo) überfahren wird, ist die Hündin am Boden zerstört. \| \| 8.18 \| 273 \| 14. Januar 1962 \| Das schwarze Schaf \| The Black Sheep \| Timmy und Lassie jagen ein verloren gegangenes schwarzes Lamm, nachdem der Fahrer des Lastwagens, aus dem es geflohen ist, meinte, dass Timmy es behalten dürfe, wenn er das Tier finde. Nachdem Timmy es eingefangen hat, stürzt er sich in die Aufzucht des von ihm Blackie genannten Tieres. Kurz bevor Timmy sein Projekt, in dem Blackie die zentrale Rolle einnimmt, auf dem Jahrmarkt vorstellen will, gibt es ein Gewitter. Blackie gerät daraufhin in Panik, flieht und versteckt sich in der Herde eines hispanischen Hirten. Als Timmy versucht Blackie zurückzuholen, besteht der Hirte darauf, dass er zehn schwarze Schafe habe und Blackie eines davon sei. Lassie muss also das fehlende Schaf finden, bevor Timmy Blackie zurückhaben kann. Gastdarsteller: William Benedict, Nestor Paiva als Antonioni Zolenko \| \| 8.19 \| 274 \| 21. Januar 1962 \| Partnerschaft \| The Partnership \| Nach einem Waldbrand finden Timmy und Lassie ein verwaistes Hengstfohlen, da es aber auf dem Land einer Grafschaft gefunden wurde, müsste es ersteigert werden. Timmy kann den Preis allerdings nicht aufbringen und tut sich mit dem Feuerwehrchef Ed Washburne (Dick Foran) zusammen, um das Hengstfohlen kaufen zu können. Sie nennen das Tier Square Dance. Doch der Hengst sehnt sich nach seiner Mutter. \| \| 8.20 \| 275 \| 28. Januar 1962 \| Der einsame Wanderer \| The Hike \| Timmy freut sich auf eine bevorstehende Wanderung mit seinem Kumpel Mike Roberts. Mike ist jedoch krank, woraufhin Timmy eine kürzere Wanderung mit Lassie macht. Als er am Rand eines Kamms ausrutscht und stürzt, schlägt er sich den Kopf auf und wird bewusstlos. Auch als ein Gewitter einsetzt und im Wald einen Brand auslöst, bleibt Lassie an Timmys Seite. Als der Rauch dichter wird, versucht Lassie, Timmy in Sicherheit zu bringen. Paul und Sheriff Miller haben inzwischen einen Suchtrupp zusammengestellt, zu dem auch Feuerwehrleute hinzugezogen worden sind. \| \| 8.21 \| 276 \| 04. Februar 1962 \| Timmys Falke \| Bird of Prey \| Timmy muss zur Kenntnis nehmen, dass er den Falken nicht behalten kann, den er und Pauls Neffe Dick, der von der United States Air Force Academy beurlaubt wurde, gesund gepflegt und trainiert haben, weil ein Minderjähriger keinen Raubvogel halten darf. Also bietet Timmy den Raubvogel der Academy an. Als er das Tier allerdings in Colorado vorstellen will, fliegt der Vogel, der die Orientierung verloren zu haben scheint, zu einem Übungsflug davon. \| \| 8.22 \| 277 \| 11. Februar 1962 \| Der verrückte Casey \| Casey \| Nachdem der Besitzer des Schimpansen Casey verletzt wurde, wird das Tier zu den Millers gegeben und dort in Timmys Obhut entlassen. Timmy erlaubt ihm, nachts in der Nähe einer Lokomotive zu bleiben, die Casey liebt. Als Timmy mit Casey einen Jahrmarktsbesuch macht, veranstaltet der Affe dort eine lustige Verfolgungsjagd mit Timmy und klettert zum Schluss auf einen besonders hohen Baum. \| \| 8.23 \| 278 \| 18. Februar 1962 \| Die Odyssee I \| The Odyssey I \| Lassie, die Paul und Timmy zum Bauernmarkt begleitet, wird versehentlich in einem Lastwagen eingesperrt. Als sie schließlich in der Nähe einer Stadt namens Lexington aus dem Fahrzeug entkommt, ist sie Hunderte von Kilometern von zu Hause entfernt auf sich allein gestellt. Gaststars: Rusty Lane: Trucker, Richard Reeves: Mike Finch, Henry Deshew: Jon Lormer, Leonard P. Geer \| \| 8.24 \| 279 \| 25. Februar 1962 \| Die Odyssee II \| The Odyssey II \| Während Paul und Timmy nach Lexington fahren, um dort nach Lassie zu suchen, muss die hungrige und wundkranke Colliehündin auf ihrer ungewollten Reise Gefahren überwinden, darunter einen Kampf mit einem Wolf und mit einem Zug, der sie in eine bedrohliche Situation bringt. \| \| 8.25 \| 280 \| 04. März 1962 \| Die Odyssee III \| The Odyssey III \| Als Lassies lädierte Pfote wieder geheilt ist, begibt sich das Tier erneut auf die Straße. In der Zwischenzeit hat Cully Timmy einen Welpen geschenkt, um dessen Trauer um Lassie zu lindern. \| \| 8.26 \| 281 \| 11. März 1962 \| Der Doppelgänger \| Double Trouble \| Auf der großen Hundeausstellung in Capital City wird Lassie fälschlicherweise mit einem King’s Royal-Collie verwechselt, einem Champion-Showhund. Demzufolge erhalten Lassie, Timmy und Cully bevorzugte, sozusagen königliche, Behandlung. Gaststars: Phillip Terry, Frank Albertson \| \| 8.27 \| 282 \| 18. März 1962 \| Der kleine Waschbär \| Eager Beaver \| Biber stauen Bewässerungsgräben auf, sodass Wasser, das Paul und Al Livermore brauchen, nicht mehr unmittelbar verfügbar ist. Jedoch müssen Paul und Timmy noch zusätzlich dafür sorgen, dass die Biber ihnen das Wasser nicht ganz abgraben. Livermore braucht dringend Wasser und schlägt vor, die Tiere zu töten, aber Paul kauft professionelle Fallen und versucht alles, um eine Tötung der Tiere zu verhindern – Lassie jedoch will ihre neuen Freunde beschützen und befreit sie alle. \| \| 8.28 \| 283 \| 25. März 1962 \| Sorgenvolle Tage \| Lassie and the Eagle \| Als „Mrs. Eagle“ zurückkehrt, um ihre adoptierte Gans zu besuchen, rettet Lassie sie aus einer Falle, bald darauf revanchiert sich der Vogel, als Lassie mit ihren Welpen im Wald unterwegs ist, und der Adler sie und die Welpen vor marodierenden Kojoten schützt. \| \| 8.29 \| 284 \| 01. April 1962 \| Ein lästiger Besuch \| The Vindication of Relentless \| Cully entdeckt, dass Timmy das traurige Geheimnis von Relentless kennt: Er kann nichts mehr riechen. Dann jedoch besteht Milt Stewart, der County Tax Assessor, darauf, dass Relentless sein fehlendes Steuerbuch findet, das von einem Bären mitgenommen wurde. Gastdarsteller: Byron Foulger \| \| 8.30 \| 285 \| 08. April 1962 \| Der Schäferhund \| The Unwanted \| Timmy freundet sich mit Miss Hazlits pensioniertem Polizisten-Onkel Ben Carter an, nachdem dieser in der Schule eine Präsentation über Polizeihunde gehalten hat, und erhält einen weißen Deutschen Schäferhund, der wie Carters verstorbener Hund Sarge aussieht. Er will das Tier trainieren und sodann dem einsamen Mann übergeben. Aber „Little Sarge“ reagiert seltsamerweise nicht. \| \| 8.31 \| 286 \| 15. April 1962 \| Hundeschlittenrennen \| The Musher \| Von einem Schlittenhunderennfahrer ermutigt, trainiert Timmy Lassie, Cullys Hund Sam und den Hund seines Kumpels Shag, um an einem Mushing-Wettbewerb, einem Schlittenhunderennen, beim Alpine Meadows Winter Carnival teilzunehmen – und enttäuscht Lassie, indem er Sam zum Leithund macht. \| \| 8.32 \| 287 \| 29. April 1962 \| Der Einsiedler \| Lassie’s Good Deed \| Timmy und Lassie freunden sich mit dem älteren Mr. Jensen an, der allein in einer Hütte im Wald lebt. Er erzählt, dass sein einziger Freund der kleine Mischlingshund Ruff sei. Als Mr. Jensen von einem Auto angefahren wird und im Krankenhaus im Koma liegt, übernimmt Timmy die Verantwortung für die Ernährung von Ruff – aber es ist Lassie, die herausfindet, wie der alte Mann wieder gesund werden kann. Gastdarsteller: James Burke, Stacy Keach, Maudie Prickett \| \| 8.33 \| 288 \| 06. Mai 1962 \| Der Forstbeamte \| Sanctuary \| Timmy und Cully sind empört, als das letzte Stück echtes Waldland in der Gegend, in dem man Schlitten fahren kann, für eine Zubringerstraße geopfert werden soll. Auf Anraten eines örtlichen Richters bringt ihre Briefkampagne einen Ranger dazu, das Gebiet zu inspizieren, um zu sehen, ob es zum Naturschutzgebiet erklärt werden kann. Doch als Ranger Weldon (William Schallert) eintrifft, werden ihre wohlmeinenden Pläne, ihm die Gegend zu zeigen, fast zu ihrem Verhängnis. Gaststar: Fuzzy Knight als Richter Fred Beber \| \| 8.34 \| 289 \| 13. Mai 1962 \| Das Kälbchen \| Lassie and the Calf \| Timmy kümmert sich während Ezra Tates (L. Q. Jones) Abwesenheit um Eloise, eine ruppige Bauernkuh. Als das Tier früh gebiert, verlieben sich Junge und Hund in Lucky, das kränkliche Kalb, dessen Leben sie retten. Als sie aber herausfinden, dass Ezra Tate plant, das Kalb zu schlachten, stiehlt Lassie es. Timmy hingegen kann einen jungen Anwalt dazu bringen, seinen Standpunkt vor Gericht zu vertreten, um Lucky zurückzubekommen. \| \| 8.35 \| 290 \| 20. Mai 1962 \| Klein Lena \| Elephant Sitters \| Cullys schnatternder Freund O’Toole bittet den alten Mann, sich um sein Elefantenbaby Little Lena zu kümmern, während er auf der Suche nach der versteckt gelegenen Escondido-Mine unterwegs ist. Wenn er nicht bald Gold findet, muss er Lena an den Zoo verkaufen. Aber während sie Lena im Auge behalten, entdecken Cully und Timmy einen Weg, wie der eigensinnige Elefant Geld verdienen könnte. \| \| 8.36 \| 291 \| 27. Mai 1962 \| Ärger mit Sabbah \| Lassie and the Tiger \| Timmys Angelausflug wird unterbrochen, als ein Wildtiertrainer seinen Tiger im See schwimmen lässt: Das Tier findet Gefallen an Timmy und folgt ihm vom Wald bis zur Farm. \| \| 9.01 \| 292 \| 30. September 1962 \| Der Zauberer \| Fine Feathered Friend \| Lassie sorgt sich um Cleo, die verschwundene Taube eines Zauberers, deren Schicksal ihr nicht egal ist. Als der Zauberer mit seinem Auto von der Straße abkommt, als er einen Moment lang unaufmerksam ist, und sich nicht allein aus dem Wagen befreien kann, ist Cleo, die unverletzt geblieben ist, seine Rettung, da sie wegfliegen und Hilfe herbeiholen kann. \| \| 9.02 \| 293 \| 07. Oktober 1962 \| Pflegekinder \| Quick Brown Fox \| Timmy und Lassie kümmern sich um einige verwaiste Füchse, deren Mutter von den Hunden des neuen Nachbarn Ed Bates, seines Zeichens Hundetrainer, getötet worden ist. Paul erklärt sich damit einverstanden, dass Timmy sich um die jungen Tiere kümmert, bis sie entwöhnt sind, als er jedoch Lassie dabei erwischt, wie sie die Kleinen mit Fleisch füttert, besteht Paul darauf, dass die Tiere zurück in die Wildnis müssen. Doch Lassie besucht die kleine Füchse regelmäßig und versorgt sie mit Futter. \| \| 9.03 \| 294 \| 14. Oktober 1962 \| Andys Hund / Verzweifelte Suche \| Desperate Search \| Timmy verspricht seinem Freund Andy Brown, der über Wochenende weg ist, dass er sich um dessen schwangere Hündin Sybil kümmern werde. Als er das Tier mit in die Stadt nimmt, um Lassie in der Klinik von Doc Weaver abzuholen, wird Sybil von einem zu schnell fahrenden Lastwagen angefahren. Die Hündin rennt davon, um ihre Welpen in einem bröckelnden, verlassenen Minenschacht zur Welt zu bringen. Timmy, Lassie und auch Ruth suchen verzweifelt nach ihr. Zum Glück gelingt es Lassie, die Welpen, einen nach dem anderen, aus dem einsturzgefährdeten Minenschacht herauszuholen und in Sicherheit zu bringen. \| \| 9.04 \| 295 \| 21. Oktober 1962 \| Die Ölleitung \| Home Within a Home \| Cullys alte Scheune muss abgerissen werden, da eine neue Gasleitung direkt durch sie hindurch verlegt werden soll. Dem alten Mann gelingt es jedoch nicht, seine Tiere dazu zu bringen, das Gebäude zu verlassen. Kaum dass Timmy und Cully die Tiere weggebracht haben, kehren sie zurück und lassen sich erneut in der alten Scheune nieder. Auch einige Wildtiere haben sich dort ein Zuhause gesucht. Timmy macht daraufhin, angeregt durch die Erklärung seiner Lehrerin, dass jeder Bürger das Recht habe, Gesetzesänderungen vorzulegen, Bilder von den Tieren und nimmt Kontakt mit der Calverton Times auf. \| \| 9.05 \| 296 \| 28. Oktober 1962 \| Seuchengefahr \| Deadly Goats \| Paul Martin befiehlt seinem Sohn Timmy, die Ziegen im Auge zu behalten, die er nahe einer Schlucht geweidet hat. Eines der Tiere ist bereits an Anthrax gestorben, sodass die fünf verbliebenen Ziegen genau beobachtet werden müssen. Timmy befestigt Weinreben um das Ziegengehege im Glauben, dass die Tiere so nicht entkommen können. Dann geht er in der Nähe Beeren pflücken, die seine Mutter benötigt. Das Ergebnis ist, dass die Ziegen aufgrund von Timmys Nachlässigkeit entkommen können, da es für sie ein Leichtes ist, die Weinreben zu zerkauen. Das hat schlimme Folgen, da die Martins mit Hilfe des County-Agenten Les Sims und Doc Weavers nun bis Sonnenuntergang beweisen müssen, dass ihre Ziegen den County nicht verlassen haben. Sollte das nicht gelingen, muss der Tierarzt das Gebiet unter Quarantäne stellen und die Ernte der Farmer zerstören. \| \| 9.06 \| 297 \| 04. November 1962 \| Aktion Rehkitz \| Fawn Patrol \| Timmy und Lassie helfen dem Ranger Mark Adams, Kitze für ein Naturschutzprojekt zu markieren. Dabei stellen sie fest, dass Hirsche und andere Tiere durch Fallen gefährdet sind, die ein griesgrämiger Farmer aufgestellt hat, um, wie er es später ausdrückt, „Ungeziefer“ zu fangen. Dann jedoch gerät der Mann selbst in eine seiner Fallen, als er von einem Puma verfolgt wird. Seine Rettung verändert seine Einstellung und somit auch sein Leben. \| \| 9.07 \| 298 \| 11. November 1962 \| Der wilde Mustang \| Gentle Savage \| Timmy und Lassie kümmern sich um einen wilden Hengst. Nachdem das Tier von einer Klippe gestürzt ist, wird es ganz plötzlich und ohne ersichtlichen Grund zahm. Als das Pferd dann jedoch dem Mann zurückgegeben werden soll, der es zähmen wollte, ist Lassie damit gar nicht einverstanden und auch seine neue Freundin will auf keinen Fall zurück. \| \| 9.08 \| 299 \| 18. November 1962 \| Das Nest \| The Nest \| Timmy und Lassie helfen einer Stockente, die ihre Eier ausgerechnet auf eine Eisenbahn-Stichleitung gelegt hat, die in Kürze in Betrieb genommen werden soll. Lassie setzt nun alles daran, die Gleisputzmannschaft aufzuhalten, bis die Küken geschlüpft sind. \| \| 9.09 \| 300 \| 25. November 1962 \| Die Baustelle \| Lassie’s Ordeal \| Lassie bringt sich in eine unglückliche Lage, als sie einem Kitz helfen will. Das Tier hat sich auf einer an einem Felsvorsprung gelegenen Baustelle verfangen und kommt allein nicht frei. Bauarbeiter, die das Drama beobachtet haben, versuchen beiden Tieren zu helfen. \| \| 9.10 \| 301 \| 02. Dezember 1962 \| Smoky, der Feuerwehrhund \| Howling Hero \| Ausgerechnet Smokey, der neue Hund des Feuerwehrchefs Ed Washburne, hat Angst vor den Sirenen, dem Lärm und sogar der Fahrt im Feuerwehrauto. Timmy und Lassie versuchen ihn zu trainieren, indem sie ihn auf Lärm konditionieren und mit Leckerlis dazu bringen, ins Feuerwehrauto zu springen. Beim ersten Brand, den Smokey miterleben muss, rennt er jedoch davon, nachdem er Timmy zuvor aus Angst gebissen hat. Als es dann jedoch um einen Brand geht, bei dem Ed selbst in Gefahr gerät, beweist Smokey, dass man sich auf ihn verlassen kann. Er überwindet einen sehr schmalen Felsvorsprung, um seinem Besitzer zu helfen. \| \| 9.11 \| 302 \| 16. Dezember 1962 \| Ausreißer \| A Career for Lassie \| Timmy und sein neuer Freund Danny Fuller, der Sohn eines pensionierten Zirkusartisten, haben den Entschluss gefasst wegzulaufen, um sich einem Jahrmarktszug anzuschließen. Auch Lassie soll mitkommen, da sie laut Danny jahrmarktstaugliche Kunststücke könne. Dannys Vater, ein ehemaliger Clown, hat das seiner verstorbenen Frau gegebene Versprechen eingelöst, sich mit dem Jungen auf einer Farm niederzulassen. Danny hat jedoch Heimwehr nach dem Jahrmarktstrubel. Bei Einbruch der Dunkelheit beschließt Timmy jedoch, am nächsten Morgen nach Hause zurückzukehren. \| \| 9.12 \| 303 \| 30. Dezember 1962 \| Ein neuer Freund \| Show Dog \| Timmy und Lassie freunden sich mit einem Irish Setter an, der für Werbeaktionen für eine Firma für Hundefutter eingesetzt wird und sehr viel – zu viel – arbeiten muss. Nachdem er weggelaufen ist und auf der Farm der Millers landet, lernt er durch Lassie ein anderes, freieres Leben kennen, das ihm besser gefällt. Als er wieder bei seinem allzu strengen Besitzer ist, und so gut wie nichts darf, läuft er erneut davon. \| \| 9.13 \| 304 \| 06. Januar 1963 \| Bronzo \| Decision \| Da nach zwei Wochen niemand mehr Anspruch auf den kleinen verlorenen Terrier erhebt, gibt Timmy ihn seinem heimwehkranken Freund Ricky, der nach dem Tod seines Vaters gerade bei Verwandten eingezogen ist. Doch als ein Tierhandlungsbesitzer dann behauptet, dass „Bronzo“ wie Ricky das Tier getauft hat, ihm gehöre, fliehen Junge und Hund und geraten in die Strömung eines schnell fließenden Flusses. \| \| 9.14 \| 305 \| 13. Januar 1963 \| Die Kugel \| A Specialist for Lassie \| Die Kugel eines Jägers landet in der Nähe eines Nervenzentrums in Lassies Hals, nachdem sie Cully aus dem Weg, den der Schuss genommen hat, geschoben hat. Doc Weaver hat große Angst, die Hündin zu operieren. Denn wenn die Kugel sich bewegt, könnte Lassie möglicherweise gelähmt sein. \| \| 9.15 \| 306 \| 20. Januar 1963 \| Die Taubenzüchter \| Lassie’s Lonely Burden \| „Lassies Taube“ Goldwing verliert bei ihrem letzten Testlauf vor einem 100-Meilen-Rennen eine Flugfeder und kann nicht fliegen, aber ihre Schwester, Timmys Vogel Ladybird, ist immer noch konkurrenzfähig. Lassies scheinbare Eifersucht macht Timmy wütend – leider könne weder die Hündin noch Ladybird Timmy sagen, dass ein Falke direkt vor der Farm lauert. Gastdarsteller: Don Beddoe \| \| 9.16 \| 307 \| 27. Januar 1963 \| Der Sprung vom Felsen \| Swimmers \| Timmy und Lassie haben sich mit den Andersons angefreundet. Vater und Sohn züchten Labrador-Retriever. Sie versuchen, Mr. Anderson davon zu überzeugen, Kevins Hund Jet nicht einschläfern zu lassen, nachdem ein Sprung, für den er noch nicht bereit war, seine Wirbelsäule verletzt hat. Als Mr. Anderson aber nicht von seinem Entschluss abzubringen ist, nimmt Kevin seinen Hund und rennt mit ihm davon. \| \| 9.17 \| 308 \| 03. Februar 1963 \| Forellenfang \| Lassie’s Fish Story \| Timmy bedauert es, gegenüber dem umstrittenen Joe Bly erwähnt zu haben, dass Lassies im Aufspüren von Fischen außergewöhnliche Fähigkeiten besitzt. Joe Bly belegt im Turnier der Freiwilligen Feuerwehr den ersten Platz. Nachdem Timmy sich freiwillig gemeldet hat, um Ed Washburne dabei zu helfen, seine Punktzahl zu erhöhen, behauptet Joe, dass Lassie für Ed „Fische fängt“, um ihn disqualifizieren zu lassen. Ed leugnet das jedoch. Bly besteht dann darauf, dass Timmy beweist, dass Lassie tatsächlich in der Lage ist, Fische aufzuspüren. Einige Zeitungsreporter kommen der Geschichte auf die Spur und glauben, eine heiße Story entdeckt zu haben, die viele Menschen interessieren könnte. Gaststars: Ed Washburne: Dick Foran, Joe Bly: Charles Watts, Reporter: William Tracy \| \| 9.18 \| 309 \| 10. Februar 1963 \| Ein wilder Stier \| Cully’s Revenge \| Timmy ist schwer erschüttert, nachdem Cullys Hund Sam von einem einzelgängerischen Ochsen aufgespießt und schwer verletzt wurde. Cully, der Tierliebhaber schlechthin, ist völlig verstört. Er reinigt sein Gewehr, um den Ochsen, der seinen geliebten Hund auf dem Gewissen hat, niederzuschießen. Lassie scheint instinktiv zu wissen, dass Sam gestorben ist und führt Timmy zu Cullys Haus, wo der entsetzte Junge seinen Freund findet, der auf Blechziele schießt, sodass Timmy voller Angst nach Hause rennt. Aber Lassie bleibt bei dem alten Mann, der seinen besten Freund verloren hat. \| \| 9.19 \| 310 \| 17. Februar 1963 \| Lassies größtes Abenteuer – Teil 1 \| The Journey I \| Timmy und Lassie lernen Jake Hodges kennen, der mit einem Ballon, der mit einem bunten Flyer mit dem Spitznamen „Annabelle“ geschmückt ist, den bevorstehenden Jahrmarkt ankündigt. Aber beim Versuch, „Annabelle“ vor dem Wegfliegen zu retten, ist Timmy im Inneren gefangen. Bevor der Korb den Boden vollständig verlässt, springt Lassie hinein und so starten Junge und Hund auf einen unerwarteten Flug. Radiosprecher: Lloyd Nelson. \| \| 9.20 \| 311 \| 24. Februar 1963 \| Lassies größtes Abenteuer – Teil 2 \| The Journey II \| Der Ballon mit Timmy und Lassie verfängt sich in den hohen Ästen der Tannen in der kanadischen Wildnis. Da Timmy weiß, dass niemand sie hoch oben in den Bäumen finden wird, entwickelt er einen Plan, wie Lassie und er aus der großen Höhe herunterkommen können. Aber jetzt müssen sie erst einmal überleben, und ihr erstes Ziel ist es, Wasser zu finden. \| \| 9.21 \| 312 \| 03. März 1963 \| Lassies größtes Abenteuer – Teil 3 \| The Journey III \| Timmy nutzt seine Scout-Überlebensfähigkeiten, um für sich und Lassie etwas zu trinken zu besorgen, ein Feuer zu machen und einen Bogen zu bauen, um für Essen zu sorgen – aber er wird auf eine harte Probe gestellt, als Lassie von einem Wildschwein angegriffen wird. \| \| 9.22 \| 313 \| 10. März 1963 \| Lassies größtes Abenteuer – Teil 4 \| The Journey IV \| Nachdem Timmy Wasser gefunden hat, das hilft, Lassies Fieber zu heilen, glaubt er, dass der Fluss sie flussabwärts zu den Menschen führen wird, und baut ein Floß. Währenddessen kommen die Martins im Dorf Loon Lake in Kanada an und beginne gemeinsam mit den Mounties mit der Suche nach ihrem verschwundenen Kind und Lassie. \| \| 9.23 \| 314 \| 17. März 1963 \| Lassies größtes Abenteuer – Teil 5 \| The Journey V \| Lassie wird von Timmy getrennt, als ihr Floß in den Stromschnellen verloren geht. Tapfer setzt die Hündin alles daran, zurück zu Timmy zu finden. Dieser ist inzwischen bei einem taubstummen Indianer gelandet, der seine Familie bei einer Epidemie verloren hat. \| \| 9.24 \| 315 \| 24. März 1963 \| Projekt Blaumeise \| Project Bluebirds \| Timmy beginnt mit dem Bau von Vogelhäuschen, als er feststellt, dass die Bluebird-Population aufgrund fehlender Nistplätze abnimmt. Sein Plan geht auf – bis Stare in die Nachbarschaft eindringen und die örtlichen Bauern zu verzweifelten Mitteln zwingen: Dynamit! Aber das gefährdet Lassies besonderen Bluebird, der bereits Nestlinge verloren hat. \| \| 9.25 \| 316 \| 31. März 1963 \| Der Wirbelsturm \| The Twister \| Cully ist das Objekt der Verachtung der Nachbarn, als er, nachdem er die seltsamen Gewohnheiten der wilden Tiere beobachtet hat, einen mörderischen Frost vorhersagt, der nicht kommt – dann wird ihm grausam klar, dass etwas Tödlicheres auf das Tal zusteuert. Gastdarsteller: Jim Bannon, Edward Faulkner \| \| 9.26 \| 317 \| 07. April 1963 \| Falscher Verdacht \| Lassie and the Rustler \| Timmy hofft, die 25-Dollar-Belohnung dafür zu erhalten, dass er einen Dieb findet, der Mr. Haynes’ junge Truthähne stiehlt. Lassie führt ihn zum Nest der riesigen Eule die verdächtigt wird, den Schaden angerichtet zu haben. Timmy sieht jedoch, wie einer der Campinggäste eines der Küken rupft. Scheinbar hatte die Eule das Küken erbeutet, das jedoch aus dem Nest gefallen war. Gastdarsteller: Hal Smith \| \| 9.27 \| 318 \| 14. April 1963 \| Die Dame aus Nevada \| Lady from Nevada \| Cully bittet Paul aufgeregt, ihm 25 Dollar zu leihen, um an einem wilden Eselrennen teilnehmen zu können. Er möchte die Gewinnsumme von 175 $ verwenden, um ein Grundstück zu erwerben, das zwischen seiner Farm und der seines Nachbarn Matt Krebs liegt. Aber Krebs, der sich bewusst ist, dass Lassie ein Gewinn für Cully sein könnte, sperrt die widerstrebende Hündin in seine Scheune. Gastdarsteller: Russell Johnson \| \| 9.28 \| 319 \| 21. April 1963 \| Operation Waldland \| Operation Woodland \| Timmy hat den Auftrag, ungeöffnete Tannenzapfen für das Wiederaufforstungsprojekt der Kinder zu sammeln, und „tauscht“ mit einem Eichhörnchen gegen dessen großen Vorrat, aber dann spült ein sintflutartiger Regen die Zapfentüten – und möglicherweise das Eichhörnchen – weg. Gastdarsteller: John Zaremba \| \| 9.29 \| 320 \| 28. April 1963 \| Die Sache mit dem Wiesel \| Weasel Warfare \| Lassie führt Timmy zu Cully, der nach einem Herzinfarkt auf seinem Traktor ohnmächtig geworden ist. Damit er sich nach der Tortur ausruhen kann, meldet sich Timmy freiwillig, um sich um seine Farm zu kümmern – und beginnt einen Kampf gegen Gophers, nachdem diese Cullys preisgekrönte Melonen stibitzt haben. Da weder Gift noch Fallen funktionieren, denkt Timmy, dass es ein Wiesel sein könnte, das hier Mundraub begeht. Dr. Temple: John Zaremba. Fräulein Hazlit: Sally Bliss. \| \| 9.30 \| 321 \| 05. Mai 1963 \| Wachhund King \| Silver Soldier \| Lassie, die sich die Zeit damit vertreibt, King, einen Armee-Kriegshund, der zum Wachposten umgeschult wird, zu beobachten, nimmt den Deutschen Schäferhund mit nach Hause, nachdem einer seiner Hundeführer verletzt wurde. Dort greift King John Givens an, einen der Nachbarn der Martins, sodass Timmy das Tier erst einmal in die Scheune sperren muss. \| \| 9.31 \| 322 \| 12. Mai 1963 \| Geschmackssache \| A Matter of Pride \| Das erste Flugturnier der Tauben des Calverton Pigeon Club könnte gleichzeitig ihr letztes sein: Auch nach zwei Stunden ist keine der Tauben wieder aufgetaucht. Timmy, der das Turnier organisiert hat, macht sich zusammen mit Lassie auf die Suche nach den Vögeln. Tatsächlich findet das Duo Timmys eigene Taube Goldwing, die hinter einem Elektrozaun an einer Radarstation gefangen ist. Gastdarsteller: Bonita Granville, Charles Meredith / Hinweis: Offenbar liegt die Farm der Martins in der Nähe eines kleinen Flughafens, dessen Radarsignale die Tauben verwirrt haben könnten. \| \| 9.32 \| 323 \| 19. Mai 1963 \| Der Adlerhorst \| Eagle’s Lair \| Timmy und Lassie helfen einem verwundeten Weißkopfseeadler, indem sie ihn mittels einer Gans zurück in sein Nest locken, damit er sich um seine Jungen kümmern kann. Vorsichtshalber ist die von Timmy und Lassy adoptierte Gans Mrs. Eagle zur Stelle, um sich ebenfalls um die Jungen zu kümmern. Timmy will so vermeiden, dass die Tiere von einem Ornithologen der Regierung mitgenommen werden. \| \| 10.01 \| 324 \| 29. September 1963 \| Auf der Vogelwache \| Lassie and the Birdwatch \| Timmy, der für eine wichtige Rechenprüfung lernen muss, wird von Lassie immer wieder abgelenkt, die wandernde Enten retten will, die sich im Schlamm eines Sumpfes nicht mehr fortbewegen können. Die Wasserstelle wurde von deren Besitzer, Mr. Harbull, trockengelegt. Harbull glaubt, dass Scuba, sein Labrador, und Lassie die Enten eventuell von dort fernhalten können. Doch kurz darauf erweist sich das entwässerte Sumpfgebiet nicht nur für Enten als gefährlich. \| \| 10.02 \| 325 \| 06. Oktober 1963 \| Das Abkommen \| The Agreement \| Matt Krebs und Cully geraten in Streit, als Krebs den Großteil der Bäume auf einem gemeinsam gekauften Grundstück fällen will. Cully besteht darauf, dass aus der zwischen beiden getroffenen Vereinbarung hervorgehe, dass die Bäume ihm gehören würden. Allerdings wird der Beweis schwierig, da ein Bärenjunges in Cullys Haus eingedrungen war und die entsprechende offizielle Vereinbarung mitgenommen hat. \| \| 10.03 \| 326 \| 13. Oktober 1963 \| Eine gefährliche Kurve \| Lassie to the Rescue \| Nachdem ein weiterer Nachbar der Martins auf einer örtlichen an einer Klippe liegenden Straße beinahe verletzt worden wäre, planen Ruth und ihre Freunde, Maßnahmen zu ergreifen, die sicherstellen sollen, dass so etwas nicht noch einmal passiert. Dann erzählt Paul ihnen jedoch, dass eine entsprechende Gesetzgebung mindestens ein weiteres Jahr benötige. Auf einmal ist die durch die Straße gegebene Gefahr ganz nah. \| \| 10.04 \| 327 \| 20. Oktober 1963 \| Jeeper, das zottelige Ungeheuer \| Jeeper \| Mr. Boles’ großer, freundlicher – aber äußerst undisziplinierter – Hund Jeeper, den sogar Timmy und Lassie hin und wieder als lästig empfinden, findet den vermissten dreijährigen Johnny Wyatt. In einem Zeitungsbericht und im Fernsehen wird allerdings Lassie als Retter genannt und entsprechend gelobt. \| \| 10.05 \| 328 \| 27. Oktober 1963 \| der erste Preis \| A Time for Giving \| Als Timmys Freund Ricky nach Frankreich zurückkehrt und seinen Yorkshire-Terrier Bronzo nicht mitnehmen kann, gibt Timmy den Hund spontan Cully, der seit dem Tod seines Hundes Sam ziemlich einsam und traurig ist. Als der von Cully in Silky umbenannte Hund versehentlich Cullys Bewässerungspumpe kaputt macht, wodurch seine Maisernte ernsthaft gefährdet ist, stellt Timmy sich die Frage, ob es richtig war, den lebhaften Terrier Cully geschenkt zu haben. \| \| 10.06 \| 329 \| 03. November 1963 \| Alarmstufe Drei \| Three Alarm \| Ed Washburne setzt sich beim Stadtrat dafür ein, ein neues Feuerwehrauto als Ersatz für den alten Lastwagen des Calverton Volunteer Departments anzuschaffen. Ein einflussreicher Farmer überzeugt die Mitglieder des Stadtrats allerdings davon, dass eine Neuanschaffung nicht nötig sei, wozu zusätzlich beiträgt, dass er sich über Timmy geärgert hat. Einige Tage später fängt seine eigene Scheune Feuer. \| \| 10.07 \| 330 \| 10. November 1963 \| Der Schatz – Teil 1 \| The Treasure (1) \| Während eines zweitägigen Campingausflugs besuchen Timmy und Cully die Hütte des verstorbenen John Barrett, der in der Nähe eines örtlichen Sees ein Thoreau-ähnliches Leben führte. Auf einer Tafel über seinem Kamin steht: „Schau nach oben, Freund. Der Adler weiß, wo der größte Schatz der Welt ist.“ Als sie bemerken, dass ein in der Hütte gefundener Adler einen Beutel umklammert, sind sie entschlossen herauszufinden, welchen „Schatz“ das Tier wohl bei sich trägt. \| \| 10.08 \| 331 \| 17. November 1963 \| Der Schatz – Teil 2 \| The Treasure (2) \| Cullys Bein ist unter einem Felsbrocken eingeklemmt, nachdem er und Timmy beim Aufstieg zu Salomons Nest in einen Steinschlag geraten sind. Als Timmy von einem Mann, der ihm über den Weg läuft, Hilfe erbittet, muss er feststellen, dass dieser von Lassie daran gehindert worden ist, auf den Adler zu schießen, nachdem dessen Manöver, dem Tier eine Falle zu stellen, nicht geklappt hatte. \| \| 10.09 \| 332 \| 01. Dezember 1963 \| Schädlingsbekämpfung \| Lassie And the Winged \| Als Timmy am Rand des Aprikosengartens der Martins nach Schmetterlingspuppen für ein Naturstudienprojekt Ausschau hält, findet er Kokons des zerstörerischen Zigeunerspinners. Der benachrichtigte Förster startet eine groß angelegte Suche nach der Quelle des Schädlings ohne zu wissen, dass sie sich in einem Güterwagen befindet, der kurz vor dem Abtransport aus dem Bundesstaat steht. \| \| 10.10 \| 333 \| 08. Dezember 1963 \| Der Fotowettbewerb \| High Tension \| Als Timmy versucht, mit seinem Drachen ein Luftbild zu machen, um einen Kameraclub-Wettbewerb zu gewinnen, geraten Kamera und Drachen an die Stromleitung, die über dem brandneuen Stall eines Nachbarn verläuft. Kurz darauf fängt das Gebäude Feuer. \| \| 10.11 \| 334 \| 15. Dezember 1963 \| Lassies Weihnachtsgeschenk – Teil 1 \| Lassie’s Gift of Love (1) \| Mr. Nicholson, ein älterer Flieger, der Spielzeug transportiert, besucht die Martins. Gemeinsam mit Timmy startet er ein Weihnachtsprojekt. Man will hungrige Waldtiere füttern. Was die beiden nicht bedacht haben, durch die Anwesenheit vieler Waldtiere werden Wölfe, die bereits hinter den Hügeln gelauert hatten, angelockt, wodurch auch die Nutztiere der Farmer in Gefahr geraten. Das heißt, die Aktion muss schnellstmöglich eingestellt werden. \| \| 10.12 \| 335 \| 22. Dezember 1963 \| Lassies Weihnachtsgeschenk – Teil 2 \| Lassie’s Gift of Love (2) \| Während Timmy, Paul und Mr. Nicholson damit beschäftigt sind, repariertes Spielzeug für im Krankenhaus liegende Kinder in die Stadt zu bringen, versucht ein Wolf in die Scheune der Martins einzubrechen. Lassie nimmt deren Verfolgung auf und ist plötzlich zusammen mit den Jungen der Wölfe in deren Höhle gefangen. Auf ihrer Suche nach Lassie können Paul, Timmy und Mr. Nicholson Lassie bellen und jaulen hören, ohne sie zu sehen. \| \| 10.13 \| 336 \| 29. Dezember 1963 \| Ein verwaistes Fohlen \| Day of Darkness \| Das neue Hengstfohlen auf der Farm der Martins kommt blind zur Welt. Doc Weaver hält es für das Beste, es einzuschläfern, doch Timmy überredet seine Eltern, ihn mit dem Tier arbeiten zu lassen. Könnte eine zufällige Begegnung dazu beitragen, das Fohlen zu retten? \| \| 10.14 \| 337 \| 05. Januar 1964 \| Der Pferdedieb \| Horse Thief \| Während Timmy für ein Geologieprojekt Steine sammelt, wird er von Lassie auf einen wilden Hengst aufmerksam gemacht, in dem der Junge Square Deal erkennt, das Pferd, das er einst gemeinsam mit Ed Washburne besessen hat. Das Tier hat Stuten, die örtlichen Viehzüchtern gehören, dazu verholfen in die Freiheit zu fliehen. Die Farmer wollen Square Deal töten, Timmy und Washburne sind jedoch entschlossen, den Hengst zu retten. \| \| 10.15 \| 338 \| 12. Januar 1964 \| Die Stimme des Herrn \| Her Master’s Voice \| Als Lassie während eines Gewitters unterwegs zur Schule ist, um Timmy abzuholen, wird die Hündin von einem Blitz überrascht, der nicht weit von ihr entfernt einschlägt. Lassie wird kurz ohnmächtig und kann, als sie wieder aufwacht, nicht mehr hören. Ihr Trommelfell scheint Schaden genommen zu haben. Zur selben Zeit sucht Paul im Brunnenhaus nach der Ursache, warum sein Brunnenwasser neuerdings verschmutzt ist. \| \| 10.16 \| 339 \| 19. Januar 1964 \| Die Herausforderung \| A Challenge for Lassie \| Nachdem die Farm der Martins aufgrund einer anhaltenden Dürre mit Ernteausfällen hat zurechtkommen müssen, setzt Timmy Lassie als Sicherheit für eine Teilnahmegebühr ein, die er leisten muss, um an den Midvale Field Trials teilnehmen zu können. Immerhin ist dort ein Preisgeld für den Gewinner in Höhe von 200 US-Dollar ausgelobt. \| \| 10.17 \| 340 \| 02. Februar 1964 \| Lassie verschwindet – Teil 1 \| The Disappearance (1) \| Die Martins genießen ihren Campingausflug am Seeufer. Ein plötzlich einsetzender Sturm, der Timmy und Paul gefährdet, die noch im See sind, lässt Lassie ins Wasser springen, die den Menschen, die sie liebt, helfen will. Ein plötzlich auftauchender Grizzly verkompliziert das Geschehen zusätzlich. Am Ende bleibt Lassie verschwunden. \| \| 10.18 \| 341 \| 09. Februar 1964 \| Lassie verschwindet – Teil 2 \| The Disappearance (2) \| Nur widerwillig verlassen die Martins ihr Lager am See ohne Lassie. Wie sollen sie auch wissen, dass die Hündin von dem Ranger Corey Stuart gerettet wurde, der sich zu der Zeit in der Hütte eines Freundes auf der anderen Seite des Sees aufhielt. Während sich Lassie unter Stuarts Pflege langsam erholt, baut sie eine Bindung zu ihm auf. \| \| 10.19 \| 342 \| 16. Februar 1964 \| Lassie verschwindet – Teil 3 \| The Disappearance (3) \| Lassie erweist sich als unschätzbar wertvoll, als sie Corey auf der Suche nach einem unerfahrenen Jäger begleitet, der außerhalb der erlaubten Saison auf Tiere schießt und zudem mit achtlos eingesetzten Leuchtspurgeschossen einen Waldbrand entfacht hat. \| \| 10.20 \| 343 \| 23. Februar 1964 \| Lassie verschwindet – Teil 4 \| The Disappearance (4) \| Coreys regelmäßig durchzuführende Lawinenpatrouille ist fällig und Lassie will ihn unbedingt begleiten. Als er mit Tom Baldwin, einem weiteren Ranger, die Station verlassen will, um zwei letzte Gefahrenstellen zu sprengen, merkt man der Hündin ihre Unruhe deutlich an. Unterdessen hat Timmy erfahren, dass Lassie noch lebt. \| \| 10.21 \| 344 \| 01. März 1964 \| Lassie verschwindet – Teil 5 \| The Disappearance (5) \| Tatsächlich war Lassies Unruhe nicht unbegründet, denn Corey und sein Partner Tom Baldwin sind von einer Lawine verschüttet worden. Lassie rettet die beiden Männer und zu dritt machen sie sich auf den Weg hinaus aus der Wildnis, wobei Corey den verletzten Tom auf einem provisorisch zusammengebastelten Schlitten zieht. \| \| 10.22 \| 345 \| 08. März 1964 \| Schafe und Hunde \| Lassie Counts Sheep \| Als Paul den Diebstahl eines Lamms und weiterer fünfzehn Schafe von seiner Farm anzeigt, erfährt er, dass bei anderen Farmern ebenfalls Schafe verschwunden waren, nach einigen Tagen jedoch auf mysteriöse Weise wieder aufgetaucht sind, ohne dass sie irgendwie Schaden genommen hatten. Lassie ist es, die sodann das Lamm Frisky und einen älteren Hirten mit seiner Herde sowie dessen Old English Sheepdog Toby aufspürt. \| \| 10.23 \| 346 \| 15. März 1964 \| Das Erdbeben \| Lassie and the Moving Mountain \| Auf einer Wanderung zur Indian Cave, wo man Timmys neues CB-Funkgerät testen will, eine teure Anschaffung, die von Ruth missbilligt wurde, geraten Timmy und Lassie in ein Erdbeben. Durch einen Riss im Damm am Rock River potenziert sich die Gefahr für Timmy und Lassie noch weiter. \| \| 10.24 \| 347 \| 22. März 1964 \| Die Schweinchen \| Lassie and the Piglets \| Timmy und Lassie haben einen Wurf Ferkel gefunden und nehmen sie mit nach Hause. Als der Bezirksbeamte die Rasse nicht identifizieren kann, vermutet er, dass es sich um Wildschweine handelt. Das würde bedeuten, dass Paul das Saatgut, an das die Tiere herangekommen sind, nicht mehr verkaufen kann. Die Mutter der Kleinen sollte daher dringend gefunden werden. \| \| 10.25 \| 348 \| 05. April 1964 \| Der Blindenhund \| Guide Dog \| Duke, ein Blindenhund, rettet sein Herrchen vor einem unvorsichtigen Motorradfahrer. Zunächst sieht es so aus, als sei er verletzt, dann stellt sich jedoch heraus, dass er das Vertrauen in sich selbst verloren zu haben scheint. Timmy und Lassie setzen alles daran, ihm zu helfen und Duke klarzumachen, dass er gut und richtig gehandelt hat und nicht anders hätte reagieren können. \| \| 10.26 \| 349 \| 12. April 1964 \| Bienen \| Bee Line \| Da es schon seit geraumer Zeit nicht mehr geregnet hat, mietet Paul einen Bienenstock, um den Pfirsichgarten bestäuben zu lassen. Dass ein Stinktier den Bienenstock überfallen kann, ist auch Timmy zu verdanken, der Lassie nicht nach draußen gelassen hat. Die Hündin sollte auf eine Hundeausstellung und war gerade frisch gebadet worden. Timmy versucht sein Versäumnis wieder gut zu machen, indem er versucht, andere Bienen anzulocken, die einen neuen Bienenstock bilden sollen. \| \| 10.27 \| 350 \| 19. April 1964 \| Fahrerflucht \| Hit’n’Run \| Als ein Mitglied des 4H-Clubs Timmy versehentlich mit seinem Auto von der Straße stößt und sich danach eilig entfernt, wird nur Lassie Zeuge dieses Vorfalls. Als der junge Mann Timmy dann im Krankenhaus besucht, um ihm Süßigkeiten zu bringen und auch um herauszufinden, ob Timmy sich an irgendetwas erinnert, reagiert Lassie feindlich ihm gegenüber. \| \| 10.28 \| 351 \| 26. April 1964 \| Der Wolfshund \| Lassie and the Savage \| Als Blaze, ein Wolfshund, der sich nicht einfangen lässt, wieder in Calverton auftaucht, ist die Bevölkerung alarmiert. Es werden Schritte eingeleitet, um das Tier zu jagen. Zu dieser Zeit ist ein Naturforscher unterwegs, der in der Gegend Vögel beringt. Der Mann ist von einer Klippe gestürzt und von Blaze entdeckt worden. Nun versucht das Tier, Lassie dazu zu bringen, ihm zu dem abgestürzten Naturforscher zu folgen im Wissen, dass er selbst keinen Menschen dazu bringen kann, ihm in den Wald zu folgen, um dann für Hilfe zu sorgen. \| \| 10.29 \| 352 \| 03. Mai 1964 \| Der Waschbär \| The Samaritans \| Timmy und Lassie begehen den Fehler, einen verletzten Waschbären aus seiner natürlichen Umgebung zu reißen und mit auf die Farm der Martins zu nehmen. Das hat nur Folge, dass das Tier, als es wieder gesund ist, immer wieder zur Farm der Martins zurückkehrt, meist in Gesellschaft weiterer Waschbären, um sich den Hybridmais der Martins schmecken zu lassen. Wenn Paul keine Möglichkeit findet, wie er die Waschbären von seinem Maisfeld fernhalten kann, muss er sie erschießen. Schließlich übernachten Timmy und Lassie im Maisfeld, um einerseits den Mais, andererseits aber auch die Waschbären zu schützen. \| |       |                    |                                     |                                | |
| Staffel | Folge | Erstausstrahlung   | deutscher Titel                     | Originaltitel                  | Kurzfassung der Handlung |
| 4.01 | 104   | 08. September 1957 | Der Ausreißer                       | The Runaway                    | Lassie entdeckt einen kleinen, verlassenen Jungen, der sich in der Scheune versteckt hat. Der Junge spricht kein Wort. Die Millers finden heraus, dass es sich bei dem Kind um Timmy handelt, der bei seinen älteren Verwandten, Jed und Abby Clausen, Onkel und Tante des Kleinen, in Olive Branch lebt. Timmys Eltern sind bei einem Unfall ums Leben gekommen. |
| 4.02 | 105   | 15. September 1957 | Der neue Anzug                      | The Suit                       | Timmy hat von Ellen einen neuen Anzug bekommen und ist begeistert. So erlaubt Ellen ihm, ihn zu tragen, um ihn Jeff zu zeigen, sobald dieser nach Hause kommt. Dann passiert Timmy jedoch ein Missgeschick und der neue Anzug nimmt Schaden. Aus Angst, dass Ellen ihn nun zu seiner Tante und seinem Onkel zurückschicken wird, lügt Timmy sie an und gibt Lassie die Schuld an dem Riss. Ellen hat sein Manöver jedoch durchschaut und will nun, dass er darüber entscheidet, wie Lassies Bestrafung aussehen soll. Sie ist sich sicher, dass er seine Schuld eher eingestehen wird als zuzulassen, dass Lassie bestraft wird. |
| 4.03 | 106   | 22. September 1957 | Graduation                          | Graduation                     | Jeff ist begeistert, den Sommer über in Doc Weavers Büro arbeiten zu dürfen. Als er seine Pflichten allerdings nur kurz vernachlässigt, wird ein potenziell tollwütiger Hund losgelassen. |
| 4.04 | 107   | 29. September 1957 | Ein glücklicher Esel                | The Burro                      | Bei ihren gemeinsamen Streifzügen stoßen Timmy und Lassie auf einen kranken Esel, der offensichtlich von seinen Besitzern verlassen wurde. Als Timmy Ellen davon erzählt, glaubt sie erst, der Kleine übertreibe. Als sie dem Esel dann gegenübersteht, weiß sie jedoch, dass sie helfend eingreifen muss. Timmys Glaube und Ellens Pflege machen es möglich, dass das Tier wieder gesund wird. Dann aber kommen die ehemaligen Besitzer des Maultiers zurück. |
| 4.05 | 108   | 06. Oktober 1957   | Die Beerensammler                   | The Berry Pickers              | Nachdem Timmy mit Jeff beim Zahnarzt war, geht er mit Gramps in den Wald, wo beide Heidelbeeren pflücken wollen. Am Abend soll ein Abendessen in der Kirche stattfinden, zu dem es auch Heidelbeerpasteten geben soll. Als Gramps zwischendurch ein kleines Nickerchen macht, glaubt Timmy, er sei krank. Es ist jedoch Timmy, der sich in Gefahr befindet, ohne es zu wissen, er hat nämlich von den giftigen Nachtschattenbeeren genascht. |
| 4.06 | 109   | 13. Oktober 1957   | Ein ungebetener Gast                | The Raccoon                    | Jeff und Timmy pflegen einen verletzten Waschbären, obwohl Gramps dagegen ist. Sam, so haben sie das Tier getauft, „revanchiert“ sich, indem er in der Küche, in der Scheune und im Hühnerstall Chaos anrichtet. Nachdem die Millers das Tier wieder in die Wildnis entlassen haben, kehrt Sam jedoch zurück und stiehlt Dinge aus dem Haus. |
| 4.07 | 110   | 20. Oktober 1957   | Die Ballerina                       | The Ballerina                  | Als Jeff Debbie, die Tochter von Ellens College-Mitbewohnerin Lucy Hopkins, tanzen sieht, sieht er sie mit anderen Augen, obwohl er zuvor mit allen Mitteln versucht hatte, sie nicht zu treffen. Jeffs Freund Porky hingegen spottet darüber, wie Debbie tanzt, daraufhin schimpft Debbie mit beiden Jungen und lässt sie stehen. |
| 4.08 | 111   | 27. Oktober 1957   | Das Elefantenbaby                   | The Elephant                   | Jeff und Timmy wollen einen großen Elefanten bei sich aufnehmen. Ellen und Gramps sind jedoch dagegen auch im Interesse von Lassie. |
| 4.09 | 112   | 03. November 1957  | Wie die Spartaner                   | The Spartan                    | Jeff und Porky überreden Timmy ruhig zu bleiben. Der Junge hat sich allerdings eine Erkältung geholt und schleicht sich zum Baumhaus, da er beschlossen hat, seine schlimmer gewordene Krankheit zu ertragen, wie die spartanischen Jungen, von denen ihm ältere Kinder erzählt haben. Als man Timmy endlich findet, hat er eine Lungenentzündung. |
| 4.10 | 113   | 10. November 1957  | Mich laust der Affe                 | Happy                          | Gramps nimmt Jeff, Porky und Timmy mit in den Zoo, um Happy, einen kleinen Schimpansen, zu besuchen. Als der Pfleger kurz Happys Käfigtür offenstehen lässt, entkommt das Tier und versteckt sich im Auto der Millers. Timmy, der Happy entdeckt hat, schweigt aber, aus Angst des Diebstahls bezichtigt zu werden, und versteckt den kleinen Affen im Baumhaus. Als der kleine Schimpanse sich dann allerdings Gramps’ Pfeife aneignet, bedeutet das Gefahr für Lassie. |
| 4.11 | 114   | 17. November 1957  | Der Wolf                            | The Wolf                       | Timmy fühlt sich ziemlich einsam, als Lassie und Jeff Porky auf einer Expedition begleiten. Er wünscht sich einen eigenen Hund. Als er anderentags mit Lassie im Wald spazierengeht, findet er einen Welpen, der ganz allein zu sein scheint. Er nimmt den Kleinen mit und versteckt ihn in der Scheune. Lassie ist allerdings klar, dass es sich bei dem kleinen Tier um ein Wolfsjunges handelt. Als die Familie dann von dem Fund erfährt, versucht sie Timmy klarzumachen, dass es dringend geboten sei, das Tier freizulassen. Gramps bereitet indes vorsorglich eine Falle vor, da die Wolfsmutter auf der Suche nach ihrem Baby bereits die Umgebung der Scheune durchstreift. |
| 4.12 | 115   | 24. November 1957  | Zahn verloren                       | The Tooth                      | Die Familie freut sich auf eine totale Sonnenfinsternis und trifft entsprechende Vorbereitungen. Da man so beschäftigt ist, wird Timmys lockerer Zahn – sein allererster – von Lassie gezogen und geht verloren. In dieser Nacht hat Timmy einen bizarren Traum, der auch mit seinem verlorenen Zahn zu tun hat. |
| 4.13 | 116   | 01. Dezember 1957  | Neue Pächter                        | Transition                     | Niemand sagt direkt, dass Gramps gestorben ist, aber alle reden davon, wie sehr sie ihn vermissen werden. Als Jeff nach Timmy schaut, betet der kleine Junge zu Gott, dass dieser im Himmel nett zu Gramps sein möge. Ellen und Jeff müssen nun eine Entscheidung darüber treffen, was mit der Farm geschehen soll. Obwohl sie eigentlich nicht verkaufen möchten, sprechen zwei Dinge besonders dafür: Jeffs bessere Schulmöglichkeiten in Capitol City und dass Ellen es dort leichter haben wird, Musikunterricht zu erteilen. Zudem soll Timmy zu seiner Tante und seinem Onkel zurückkehren, was der Kleine keinesfalls möchte. Ellen verschafft ihm beim Jugendamt eine weitere Frist für einen vorübergehenden Aufschub. Möglich ist das dadurch geworden, dass die Martins, ein junges Ehepaar, ein Kind adoptieren möchten und außerdem einen kleineren Bauernhof suchen. Jeff und Ellen hängen zwar sehr an Timmy, fühlen aber, dass es besser für ihn ist, eine Mutter und einen Vater zu haben. Bevor Timmy Paul und Ruth Martin als seine neuen Eltern akzeptiert, kommt es noch zu allerlei Verwicklungen. Dann jedoch schlägt die Stunde der Trennung. Als Jeff Lassie zu sich ins Auto ruft, ist das treue Tier hin- und hergerissen zwischen dem Jungen, mit dem es aufgewachsen ist und dem Jungen, den Lassie inzwischen ebenfalls in ihr Herz geschlossen hat. Jeff löst ihr Dilemma, indem er Lassie bei Timmy lässt, damit sie sich „um ihn kümmern kann, wie du dich um mich gekümmert hast“. |
| 4.14 | 117   | 08. Dezember 1957  | Timmy’s Family                      | Timmy’s Family                 | Timmy, der inzwischen von den Martins adoptiert worden ist, steigert sich in die Vorstellung hinein, dass er und auch Lassie von den Martins nicht geliebt werden und unerwünscht sind. Daraufhin schickt er Lassie zu den Millers, die inzwischen in Capitol City leben. Ellen Miller, die weiß, dass Timmy sich irrt und liebevolle Adoptiveltern gefunden hat, kehrt mit Lassie auf die Farm zurück, um Timmy davon zu überzeugen, dass seine neuen Eltern ihn wirklich lieben und auch Lassie für sie ein vollwertiges Familienmitglied ist. |
| 4.15 | 118   | 15. Dezember 1957  | Das Fahrrad                         | The Bike                       | Timmy leiht sich ein Fahrrad, um darauf zu üben und zu lernen, wie man gut Fahrrad fährt. Er hat zwar selbst ein neues Rad, will damit aber erst fahren, wenn er es richtig kann. Als man ihm das alte Rad stiehlt, soll er dafür sein neues Fahrrad hergeben. Der Langfinger hat jedoch nicht mit Lassie gerechnet, die Detektiv spielt und den Dieb des gestohlenen Rades ausfindig macht. |
| 4.16 | 119   | 22. Dezember 1957  | Die Gans                            | The Goose                      | Als sie wegen der Party, die Roys Cousine gibt, nicht wandern können, geloben Timmy und Roy, nie wieder mit Mädchen sprechen zu wollen. Eine Besucherin der Party will die Farm sehen und ausgerechnet Timmy ist gezwungen, sie ihr zu zeigen. Dabei zeigt er dem Gast auch Melody, eine Gans, die im Haus ein- und ausgeht. Kurz darauf gerät Melody in einen Schwarm von Gänsen, die auf dem Weg zum Markt sind. |
| 4.17 | 120   | 29. Dezember 1957  | Babysitter                          | The Baby-Sitter                | Ruth und Paul haben etwas in der Stadt zu tun und bitten Mrs. Grimes, derweil ein Auge auf Timmy zu haben. Timmy möchte seinen neuen Eltern jedoch beweisen, dass er sehr gut auf sich selbst aufpassen kann |
| 4.18 | 121   | 05. Januar 1958    | Schwierige Rettung                  | The Crisis                     | Timmy, Paul und Lassie sind unterwegs und stranden auf einer verlassenen Straße, als Paul bemerkt, dass Timmy ernsthafte gesundheitliche Probleme hat. Lassie riskiert daraufhin ihr eigenes Leben, um dem erkrankten Kind zu helfen. |
| 4.19 | 122   | 12. Januar 1958    | Das Geschäft                        | The Business                   | Timmy und sein Freund Scott beschließen Köderwürmer im größeren Umfang zu verkaufen. Ihr einziger potentieller Kunde macht ihnen jedoch einen Strich durch die Rechnung und zeigt kein Interesse. Als Lassie ihn jedoch rettet, als er zu ertrinken droht, ändert er seine Meinung. |
| 4.20 | 123   | 19. Januar 1958    | Willkommen Onkel Petrie             | The Ring                       | Timmys Onkel Petrie erzählt gern Geschichten und Timmy glaubt ihm jedes Wort. Als er jedoch feststellen muss, dass nicht alles stimmt, was Onkel Petrie erzählt, zieht er sich verletzt zurück. Mit einem selbst gefertigten Freundschaftsring gelingt es Onkel Petrie jedoch, Timmy wieder für sich einzunehmen. |
| 4.21 | 124   | 26. Januar 1958    | Ein treuer Windhund                 | The Greyhound                  | Paul überfährt fast einen Windhund, der seinem Besitzer entkommen ist. Vorsichtshalber stellt er das Tier Doc Weaver vor, der ihn jedoch beruhigt und meint, der Hund sei unverletzt. Dann entdeckt er jedoch, dass man das Tier eingefärbt hat und es sich um bei ihm höchstwahrscheinlich um Queenie handelt, einen Hund mit dem Windhundrennen veranstaltet werden, und der um die 20.000 Dollar wert ist. |
| 4.22 | 125   | 02. Februar 1958   | Die Impfung                         | Inoculation                    | Nachdem ein Klassenkamerad Timmy und Scott Schauergeschichten über die bevorstehende Polio-Impfung erzählt hat, fürchtet sich Timmy, zur Schule zu gehen. Als die Martins hinter sein Geheimnis kommen, versuchen sie, ihn davon zu überzeugen, dass eine Impfung nichts ist, wovor er Angst haben müsste. Auf dem Weg zur Schule überkommt Timmy jedoch erneut eine tiefe Furcht, sodass er sich in einer alten Mine versteckt, wo Lassie in einen rostigen Nagel tritt. Hinweis: In dieser Episode hat Miss Hazlit als Timmys Lehrerin ihren ersten Auftritt. |
| 4.23 | 126   | 09. Februar 1958   | Das Pony                            | The Pony                       | Timmy erzählt beim Nachhausekommen, dass er ein Pony gesehen habe, das gerade mal die Größe eines Kaninchens erreiche – natürlich glaubt ihm diese Geschichte niemand. |
| 4.24 | 127   | 16. Februar 1958   | Sindbad                             | Sindbad                        | Da Onkel Petries Gitarre kaputt gegangen ist, nimmt Timmy mit einem geliehenen Papagei an einem Wettbewerb teil, bei dem der erste Preis eine neue Gitarre ist. |
| 4.25 | 128   | 23. Februar 1958   | The Square Dance                    | The Square Dance               | Timmy weigert sich, am Grange Square Dance teilzunehmen, da er Angst hat, mit einem Mädchen tanzen zu müssen. Erst nachdem Onkel Petrie ihm versichert hat, dass das nicht passieren werde, gibt er nach. Der Kindertanz wird dann aber zum Fiasko, da zur Überraschung aller ein Feuer ausbricht und Lassie wieder einmal den Tag aller Beteiligten retten muss. |
| 4.26 | 129   | 03. März 1958      | Der Garten                          | The Garden                     | Als eine Dürre die Gegend, in der Timmy lebt, ziemlich hart trifft, kämpft der Junge verzweifelt darum, seinen eigenen kleinen Garten vor dem Untergang zu bewahren. |
| 4.27 | 130   | 09. März 1958      | Die Gehirnerschütterung             | Concussion                     | Als Timmy, Lassies Protest ignorierend, darauf besteht, zu einem Sprengplatz zu gehen, wird das Tier von einer durch Dynamit ausgelösten Sprengung von einem Stein am Kopf getroffen. Lassie scheint nicht mehr zu wissen, wer sie ist und wo sie hingehört. Wenig später verlässt die Hündin die Farm. |
| 4.28 | 131   | 16. März 1958      | Der hungrige Hirsch                 | The Hungry Deer                | Etliche Mitglieder der Gemeinde schließen sich zusammen, um Hirsche zu jagen, die sich auf ihren Feldern bedienen und drohen, die kommende Ernte zu vernichten. Timmy und sein Freund Scott suchen nach einem Ausweg, der nicht die Tötung der Hirsche zur Folge hat, aber verhindert, dass sie sich weiter auf den Feldern bedienen. |
| 4.29 | 132   | 23. März 1958      | Bauchweh                            | The Hospital                   | Timmy hat plötzlich starke Magenkrämpfe gepaart mit Fieber und ruft in seinem Fieberwahn immer wieder nach Lassie. |
| 4.30 | 133   | 30. März 1958      | Der Pinguin                         | The Penguin                    | Als auf dem Weg zum Zoo in Capitol City eine Kiste mit einem Pinguin von einem Lieferwagen fällt, beschließen Timmy und Scott, das Tier in ihre Obhut zu nehmen. |
| 4.31 | 134   | 06. April 1958     | Das Vogelhaus                       | The Bird House                 | Timmy hat einen verletzten Spatz gefunden, den er hingebungsvoll pflegt. |
| 4.32 | 135   | 13. April 1958     | Der Blindenhund                     | Seeing Eye Dog                 | Lassie findet einen verletzten Blindenhund und sucht nach dem Besitzer beziehungsweise der Familie des Tieres. Die Suche gestaltet sich jedoch schwierig und scheint nahezu hoffnungslos. Lassie ist es, die das fehlende Halsband des fremden Hundes sucht und findet, woraufhin ein Anruf im Capitol City Hospital Hund und Besitzer wieder vereint. |
| 4.33 | 136   | 20. April 1958     | Es brennt                           | Junior Firemen                 | Timmy übertreibt seine Bemühungen, eventuelle Brandgefahren zu erkennen, um einen Wettbewerb für sich zu entscheiden. Er möchte um jeden Preis für einen Tag Junior Fire Marshal werden. |
| 4.34 | 137   | 27. April 1958     | Die Decke                           | The Blanket                    | Ruth versucht, Lassies schäbige alte Decke durch eine neue zu ersetzen, wovon Lassie aber nichts wissen will. |
| 4.35 | 138   | 04. Mai 1958       | Die Kaninchen                       | The Rabbits                    | Als Timmy neue Hasen bekommt, ist er davon so fasziniert, dass Lassie bei ihm das Nachsehen hat. Die unglückliche Hündin entlässt die Tiere schließlich in die Freiheit. |
| 4.36 | 139   | 11. Mai 1958       | Pfadfinder                          | The Cub Scout                  | Timmys Freund Scott bekommt Besuch von seinen Cousins aus der Stadt, die sich über das Interesse der beiden an den Club Scouts lustig machen. |
| 4.37 | 140   | 18. Mai 1958       | Tinti, die Krähe                    | The Crow                       | Timmy kümmert sich um eine verletzte Krähe und gibt ihr den Namen Peck. Als das Tier wieder gesund ist, wird es zu einer Plage auf der Farm. |
| 4.38 | 141   | 25. Mai 1958       | Die Mutter                          | The Mother                     | Lassie ist viel unterwegs, niemand ahnt, dass sie sich heimlich um einige verwaiste Welpen kümmert. |
| 4.39 | 142   | 01. Juni 1958      | Feine Sitten                        | The House Guest                | Timmy ärgert sich über einen Hausgast seiner Adoptivmutter, da die Frau Ruth weismachen will, was sie alles verpasse, weil sie auf einem Bauernhof lebe. |
| 4.40 | 143   | 08. Juni 1958      | Freunde im Wald                     | The Sermon                     | Durch die Geschichten von Onkel Petrie über einen Jungen, der mit den Tieren spricht, wird Timmy inspiriert, selbst einmal zu versuchen, sich mit fremden Tieren anzufreunden und zu versuchen, mit ihnen zu reden. Das führt dazu, dass er einigen Menschen neue Wege aufzeigt. Durch deren Freundschaft und Hilfsbereitschaft wird Lassie kurz darauf aus einer prekären Situation gerettet. |
| 5.01 | 144   | 07. September 1958 | Kleiner Hund im Wind                | The Storm                      | Timmy und sein Freund Boomer versuchen, Boomers neuem kleinen Hund Mike, einem zurückhaltenden Terrier, einige Dinge die Landwirtschaft betreffend beizubringen. Auf den ersten Blick sieht es allerdings so aus, als sei Mike nicht in der Lage, sich entsprechend zu verhalten und das Gelernte umzusetzen. |
| 5.02 | 145   | 14. September 1958 | Timmys größter Wunsch               | Wishing                        | Onkel Petrie erlaubt Timmy, bei einem Ponyreitbetrieb auf dem Pony Star zu reiten, das Timmy sofort ins Herz schließt. Lassie will Timmy helfen, schleicht sich nachts davon und bringt Star mit auf die Farm. |
| 5.03 | 146   | 21. September 1958 | Die Lehrerin                        | The Teacher                    | Timmy und seine Klassenkameraden sind froh, eine Lehrerin wie Miss Hazlit zu haben. Als die herausfinden, dass sie wegen Budgetbeschränkungen die Schule verlassen soll, versuchen sie, Geld aufzutreiben, damit Miss Hazlit bleiben kann. Auf dem Weg zur Schulbehörde geht das mühsam verdiente Geld verloren. |
| 5.04 | 147   | 28. September 1958 | Die Eule                            | The Owl                        | Timmy und Boomer wollen sich unbedingt nützlich machen, sodass Ruth ihrem Adoptivsohn und dessen Freund eine Lieferung frischer Eier anvertraut. Die Jungen werden jedoch an der Scheune von einer aggressiven Eule derart abgelenkt, dass zwei der Eier zu Bruch gehen. Als sie versuchen, diese zu ersetzen, wird alles noch schlimmer. |
| 5.05 | 148   | 05. Oktober 1958   | Die Goldsucher                      | The Crash                      | Timmy und Boomer werden durch Lassie zu einem abgestürzten Flugzeug gelotst. Als sie den verletzten Piloten in der stark beschädigten Maschine entdecken, wissen sie nicht, wie sie sich verhalten oder was sie tun sollen. Aber der Verletzte gibt ihnen Anweisungen. Sie schicken Lassie, um Hilfe zu holen. Eine durch den Piloten versehentlich abgefeuerte Leuchtrakete löst kleine Feuer nahe der Unfallstelle aus, welche die beiden Jungen versuchen zu löschen. Derweil trifft Lassie mit Hilfe ein. |
| 5.06 | 149   | 12. Oktober 1958   | Der Schaukelstuhl                   | The Rocking Chair              | Für eine Wohltätigkeitsaktion wollen die Martins einen älteren Schaukelstuhl spenden. Lassie liebt diesen Stuhl jedoch und will ihn behalten. Wenn er wirklich verkauft werden sollte, ist das Tier entschlossen, ihn zurückzubekommen. |
| 5.07 | 150   | 19. Oktober 1958   | Der klügste Hund der Welt           | Fish Out of Water              | Timmy bringt eine Regenbogenforelle mit nach Hause, die er als Haustier halten möchte. Das bringt alle möglichen Schwierigkeiten mit sich, die Timmy nicht bedacht hatte. |
| 5.08 | 151   | 26. Oktober 1958   | In der Falle                        | Trapped                        | Timmy und Boomer freuen sich auf eine Halloween-Party. Weniger gut finden sie es, dass dort auch Mädchen sein werden. Auf der Suche nach Foxfire, um sich ihre Gesichter zu beschmieren, damit die Mädchen nicht auf die Idee kommen, sie küssen zu wollen, verirren sie sich in ein verlassenes Haus, dessen Tür ins Schloss fällt, sodass sie darin gefangen sind. |
| 5.09 | 152   | 02. November 1958  | Käthie, das Borstenvieh             | Our Gal                        | Nachbar Paul hat eine teure neue Sau gekauft, die die Kinder Käthie, das Borstenvieh, taufen. Leider findet Käthie immer wieder eine Möglichkeit wegzulaufen. Selbst eine verstärkte Einzäunung sowie von ihr geworfene Ferkel ändern daran nichts. |
| 5.10 | 153   | 09. November 1958  | Der Angsthase                       | Lassie’s Decision              | Henry, Timmy neuer Freund, hat Angst vor Hunden. So fasst Timmy den Plan, Lassie als Vermittler einzusetzen. Henry missversteht Lassies Zuwendung jedoch und steigert sich in die Vorstellung hinein, dass Lassie lieber bei ihm bleiben will. |
| 5.11 | 154   | 16. November 1958  | Der Silberreiher                    | The Egret                      | Die Kinder befinden sich auf einer von der Schule geforderten Expedition, um Vögel zu beobachten. Als Timmy einen sehr seltenen Schneereiher sichtet, will ihm das niemand glauben. Schließlich schickt man einen Professor für Vogelkunde los, der überprüfen soll, ob Timmy die Wahrheit gesagt hat. |
| 5.12 | 155   | 23. November 1958  | Die Bogenschützen                   | The Archers                    | Nachdem Jäger ein Bärenjunges mit einem Bogen angeschossen und im Wald sterbend zurückgelassen haben, versuchen die Martins, die das junge Tiere finden, es zu retten. |
| 5.13 | 156   | 30. November 1958  | Besuch aus England                  | The Bundle From Britain        | Timmys Freund Boomer reagiert eifersüchtig als dieser die Gesellschaft des zu Besuch bei den Martins weilenden Robin und seines kleinen Cairn-Terriers Basil seiner vorzuziehen scheint. So sucht er nach einem Grund, sich über Robin lustig zu machen und nimmt gemeinsam mit einem Klassenkameraden Robins kurz Hose und seine Schulkrawatte zum Anlass, den Jungen zu hänseln. |
| 5.14 | 157   | 07. Dezember 1958  | Die Rauchzeichen                    | The Black Woods                | Onkel Petrie gerät in Schwierigkeiten, als er in den Wald zurückkehrt, in dem er bei einer Wanderung mit Timmy Zuckerahorne gesehen hat. Er will weitere Nachforschungen anstellen, trifft dann jedoch auf zwei Männer, die den Bankpräsidenten Robert Hanson in ihre Gewalt gebracht haben und dort als Geisel halten. Petrie erinnert sich, dass er Timmy auf der gemeinsamen Wanderung die Bedeutung von Rauchzeichen beigebracht hat und hofft in seiner Verzweiflung darauf, dass Timmy sich erinnert, während er einem der Kriminellen dabei hilft, ein Feuer zu entzünden. |
| 5.15 | 158   | 14. Dezember 1958  | Das Lotterielos                     | The Raffle                     | Während einer Tombola, deren Hauptgewinn ein Klavier ist, wählt Lassie, die die Glücksbringerin spielt, ausgerechnet Ruths Ticket als Gewinnerlos aus, was in der Nachbarschaft gemischte Reaktionen hervorruft. Als wahrer Verlierer empfindet sich allerdings Timmy, der nun Klavierunterricht bekommen soll. |
| 5.16 | 159   | 21. Dezember 1958  | Der Weihnachtswunsch                | The Christmas Story            | Einige Tage vor Weihnachten rettet Lassie ein dreijähriges kleines Mädchen und wird dabei selbst von einem Lastwagen erfasst und so schwer verletzt, dass ein auf solche Verletzungen spezialisierter Tierarzt sie operieren muss. |
| 5.17 | 160   | 28. Dezember 1958  | Der Marienkäfer                     | The Lady Bugs                  | Timmy und Boomer planen, zehn Dollar für Marienkäfer auszugeben, um diese bei der Bekämpfung von Blattläusen, die in Apfelgärten unterwegs sind, einzusetzen. Sie brauchen jedoch noch einen Platz von dem aus sie ihre Aktivitäten starten können und wollen ein zuvor von Lassie entdecktes Versteck dafür nutzen. Doch der Collie hält so gar nichts von dieser Idee. |
| 5.18 | 161   | 04. Januar 1959    | Junior GI’s                         | Junior GI’s                    | Die Armee führt Kriegsübungen ganz in der Nähe der Farm der Martins durch. Aufgeregt planen Timmy, Boomer und weitere Kinder eigene Manöver durchzuführen. Allerdings wird aus dem Spiel blutiger Ernst als „Späher“ Timmy und sein „Kriegshund“ Lassie in ein scharfes Minenfeld geraten. |
| 5.19 | 162   | 11. Januar 1959    | Ein Kostüm mit Trick                | The Big Cat                    | Ruth ist zum Abendessen auf einer anderen Farm eingeladen und wählt mit ihrem Wagen eine Abkürzung, die ein Stück durch den Wald führt. Als sie einen der Reifen des Autos ersetzen muss, gerät sie in eine Falle, die von einem beim Staat angestellten Jäger aufgestellt worden ist, um einen räuberischen Puma einzufangen. |
| 5.20 | 163   | 18. Januar 1959    | Der Apfelbaum                       | The Tree                       | Für ein Clubprojekt adoptieren Timmy und Boomer einen Baum, der angeblich noch von Johnny Appleseed gepflanzt wurde. Als sie wenig später feststellen müssen, dass dieser alte Baum gefällt werden soll, um Platz für eine Autobahn zu machen, wendet sich Timmy mit einem Brief an den Präsidenten der Vereinigten Staaten. |
| 5.21 | 164   | 25. Januar 1959    | Der kleine Millionär                | Timmy, The Oil Millionaire     | Als Lassie immer wieder mit fettigem Dreck an den Beinen nach Hause kommt, erkunden Timmy und Boomer, was es damit auf sich hat und entdecken eine Öllache auf ihrem Grundstück. Als Onkel Petrie der Sache dann genauer nachgehen will, wird ihm das fast zum Verhängnis. |
| 5.22 | 165   | 01. Februar 1959   | Die kleinen Detektive               | Beholden                       | Asa Winkler ist ein ziemlich gerissener und hinterhältiger Handwerker. Nachdem er einen Auftrag bei den Martins ausgeführt hat, behauptet er, Lassie habe ihn gebissen und ihm die Hose zerrissen. Um weiter auf der Farm der Martins tätig sein zu können, arrangiert er angebliche Unfälle, um daraus Nutzen zu ziehen. |
| 5.23 | 166   | 08. Februar 1959   | Der Stammbaum                       | Tartan Queen                   | Auf einer Hundeausstellung wendet sich ein Züchter an Timmy und sagt ihm, dass Lassie möglicherweise von einem berühmten preisgekrönten Hund abstammt. Er drängt den Jungen dazu, seinen Hund nicht wild herumlaufen zu lassen, sondern besonders auf ihn zu achten. Das bedeutet für Lassie, dass sie brav an der Seitenlinie sitzen muss, während Boomers Terrier Mike herumtollen kann. |
| 5.24 | 167   | 15. Februar 1959   | Der bockige Lucky                   | The Horse Show                 | Timmy ist enttäuscht, dass der Jahrmarkt keine Wettbewerbe anbietet, die auch für kleine Jungen geeignet sind. So entschließt er sich, mit seinem Esel Lucky an einem Wettbewerb teilzunehmen, der für Farmpferde vorgesehen ist. |
| 5.25 | 168   | 22. Februar 1959   | Das Kätzchen                        | The Cat Who Came To Dinner     | Die Martins adoptieren eine Katze, die sie vor ihrer Farm gefunden haben, die offensichtlich jemand ertränken wollte. Timmy tauft das Tier aufgrund ihrer Farbe Marmalade. Der neue Hausgenosse versteht es jedoch, Lassie sofort in Schwierigkeiten zu bringen. |
| 5.26 | 169   | 01. März 1959      | Der neue Hut                        | The Bonnet                     | Da Paul bewusst ist, dass Ruth sich seit fast vier Jahren keinen neuen Hut mehr leisten konnte, kauft er ihr einen besonders schönen Frühlingshut. Er hat mitbekommen, dass sie sich genau diesen Hut sehnlichst gewünscht hat. Dann jedoch ruinieren Timmy und Lassie das gute Stück versehentlich beim Spielen. |
| 5.27 | 170   | 08. März 1959      | Hundekinder                         | The Puppy Story                | Lassie hat Junge bekommen, die verkauft werden sollen. Nicht nur Timmy und Boomer sind tieftraurig darüber, sondern vor allem Lassie, die ihre Welpen in einem alten Gehege im Wald versteckt. Die aberwitzigen kleinen Hunde finden jedoch einen Weg, das Gehege zu verlassen. |
| 5.28 | 171   | 15. März 1959      | Der Drachen                         | The Young Flyers               | Die gesamte Familie packt mit an, um Timmy dabei zu helfen, den Drachen-Wettbewerb seiner Cub Scout-Truppe zu gewinnen. Nachdem sein ursprünglicher Drachen verloren gegangen ist, ist das allen noch wichtiger. |
| 5.29 | 172   | 22. März 1959      | Der Schimpanse                      | The Watch Dog                  | Die Martins lassen Lassie bei ihren Nachbarn, den Collins, während sie einen Jahrmarktsbesuch machen. Als Chipper, ein Schimpanse, der von Mrs. Collins gepflegt wird, Schaden anrichtet, machen die Collins Lassie dafür verantwortlich. |
| 5.30 | 173   | 29. März 1959      | Die Puppe                           | Rock Hound                     | Lassie verliebt sich in Suzy, eine Hunde-Handpuppe, die einem Bauchredner gehört, der eher glücklos agiert. |
| 5.31 | 174   | 05. April 1959     | Der Bankräuber                      | The Puppet                     | Timmy und Boomer sind überzeugt, dass es sich bei ihrem neuen Nachbarn um einen Bankräuber handelt. |
| 5.32 | 175   | 12. April 1959     | Der Talisman                        | The Charm                      | Timmy und Boomer leihen sich Onkel Petries Katzenaugenanhänger aus, der ihnen beim Laubsammelprojekt für die Schule Glück bringen soll. Allerdings verliert Boomer ihn im Wald. Tatsächlich gerät Onkel Petrie sofort in eine unangenehme Situation |
| 5.33 | 176   | 19. April 1959     | Die Höhle im Wald                   | Teamwork                       | Timmy und Boomer sind sich nicht einig über die Aufgabenverteilung beim Bau einer Höhle und darüber welche Methode am besten ist. Als die Jungen dann jedoch gemeinsam mit Lassie Boomers zu Besuch weilenden Cousin Millicent von einem Höhlenvorsprung retten müssen, lernen sie, dass es gut ist, sich gegenseitig zu unterstützen. |
| 5.34 | 177   | 26. April 1959     | Stallgefährten                      | Stablemates                    | Lassie freundet sich mit einem umherstreunenden Hund an und findet außerdem ein wildes, außer Kontrolle geratenes Showpferd. Er bringt die beiden Tiere in einem Stall zusammen, was dazu führt, dass beide ruhiger werden, weil ihnen das Miteinander gut tut. |
| 5.35 | 178   | 03. Mai 1959       | Der neue Fotoapparat                | The Camera                     | Während Paul und Onkel Petrie damit beschäftigt sind, Bilder für einen Fotowettbewerb zu knipsen, an dem Timmy teilnehmen will, treffen sie auf einen Mann, der auf dem Grundstück der Martins Fasane jagt. Als sie ihn höflich darauf hinweisen, dass er ihr Land verlassen müsse, zeigt er sich dazu nicht gewillt, sondern beharrt stur auf seinem Willen. |
| 5.36 | 179   | 10. Mai 1959       | Die Friedenswächter                 | Peace Patrol                   | Timmy möchte, dass seine Schule am Lone Ranger Peace Patrol-Programm teilnimmt, das Kinder dazu ermutigt, ihr Geld zu sparen, um Sparanleihen zu kaufen mit denen man die Vereinigten Staaten unterstützen will. |
| 5.37 | 180   | 17. Mai 1959       | Der Wahrsager                       | Swami                          | Zum Kirchenkarneval haben Timmy und Boomer Lassie als Wahrsagerin verkleidet. Allerdings laufen die Dinge nicht so, wie die Jungen es sich vorgestellt beziehungsweise geplant haben. |
| 5.38 | 181   | 24. Mai 1959       | Die Wildnis ruft                    | Campout                        | Ein Großstadtjunge, der bei seinem Onkel zu Besuch ist, ist nach einem Streit beider, davongelaufen. Da er keine Erfahrungen hat, wie man sich im Wald zu verhalten hat, bringt er Timmy und Boomer, die in einer Scheune der Martins campen, in Gefahr. |
| 5.39 | 182   | 31. Mai 1959       | Der Gast                            | Lassie’s Guest                 | Boomer der einen Tag und eine Nacht von zu Hause weg ist, gibt seinen Hund Mike in Timmys Obhut. Als Mike einem Ball nachjagt, der im Kofferraum des Autos der Martins landet, wird dies versehentlich übersehen, sodass das Tier zusammen mit dem Auto in der Garage eingeschlossen wird. Dort bricht wenig später ein Feuer aus. |
| 6.01 | 183   | 06. September 1959 | Der neue Kühlschrank                | The New Refrigerator           | Ruth liebt ihren neuen Kühlschrank, muss jedoch gegen Lassie ankämpfen, die ihre Mahlzeiten lieber aus der alten Kühlbox haben will. |
| 6.02 | 184   | 13. September 1959 | Der alte Henry                      | Old Henry                      | Timmy kauft ein altes Ackerpferd für einen Dollar, aber Paul sagt ihm, dass sie das Tier, das Timmy Henry getauft hat, nicht behalten könnten, da es keine Arbeit verrichten könne. Timmy versucht daraufhin, Geld zu verdienen, um selbst für das alte Pferd sorgen zu können. Dabei gerät er in eine Mine. |
| 6.03 | 185   | 20. September 1959 | Preisausschreiben                   | The Contest                    | Timmy nimmt an einem Wettbewerb unter dem Motto „Warum ich mein Haustier liebe“ teil und vertraut Lassie seinen Brief an, die ihn rechtzeitig im Postamt abgeben soll. Unterwegs ist die Hündin jedoch damit beschäftigt, Nachbarn, die sich in Schwierigkeiten befinden, zu helfen, sodass der Brief nicht mehr fristgerecht zugestellt werden kann. |
| 6.04 | 186   | 27. September 1959 | Das Maskottchen                     | The Mascot                     | Der Baseball-Star Roy Campanella hat sich angesagt, um die Calverton Boys’ League zu trainieren. Timmy möchte gern, dass Lassie als Maskottchen für das Team wirbt. Zufällig bekommt Timmy ein Gespräch zwischen zwei Jungen über das Spiel mit, die ihn bedrohen, wenn er anderen etwas von diesem Gespräch erzählen sollte. Timmy gerät dadurch in ein echtes Dilemma. |
| 6.05 | 187   | 04. Oktober 1959   | Trabrennen                          | The Sulky Race                 | Ein vom Pech verfolgter Reiter bei Pferderennen muss nur noch ein Rennen gewinnen, um sich seinen Traum von einer eigenen Farm erfüllen zu können. Seine beiden Pferde Big Boy, den er als zukünftigen Deckhengst im Auge hat, und Lazy Joe, Big Boys Stallgefährte, bringt er auf der Farm der Martins unter. Als ein Zeitfahren angesetzt wird, stellt er fest, dass Big Boy lahmt. |
| 6.06 | 188   | 11. Oktober 1959   | Kleiner Junge ganz groß             | Growing Pains                  | Nachdem Timmy einen wichtigen Kampf für sich entscheiden konnte, obwohl er sich ein Veilchen eingefangen hat, ist er stolz, sich gegenüber seinen größeren Klassenkameraden durchgesetzt zu haben und sonnt sich in deren Anerkennung. Seine Adoptivmutter Ruth, die sich um Timmy sorgt, kann das allerdings nicht nachvollziehen und verbietet ihm, mit den älteren Jungen Fußball zu spielen. |
| 6.07 | 189   | 18. Oktober 1959   | Der Testpilot                       | The Flying Machine             | Timmy und seine Freude haben einen Gleiter zusammengebaut, den sie nun testen wollen. Als Kleinster in der Gruppe entscheidet sich Timmy, sich als Testpilot für den ersten Flug zur Verfügung zu stellen. Allerdings findet der Testflug über einer Klippe statt. |
| 6.08 | 190   | 25. Oktober 1959   | Anna                                | The UNICEF Story               | In einer windigen Nacht hört Lassie Schreie aus dem Wald und findet, als er nachschaut, ein fremdes Mädchen, das sich wohl verirrt hat, und durch den Wald streift. Lassie kann schnell ihr Vertrauen gewinnen und nimmt das Mädchen, dessen Name Anna ist, mit zu den Martins. Dort stellt sich heraus, dass Anna aus Europa stammt und vorübergehend von der Familie Wilkins aufgenommen worden ist. Sie besucht die Calverton-Schule und freundet sich mit Timmy an, der sie zu einem Picknick mitnimmt. Timmy wundert sich, dass Anna immer so isst, als wäre sie am Verhungern. Dass sie auch Lebensmittel hortet, bemerkt zunächst niemand. Auch kommt Anna ständig zu spät zur Schule und die Lehrerin Miss Hazlit bekommt dauernd Beschwerden über aus den Brotdosen der Kinder verschwundene Lebensmittel. Als Rudi, einer von Timmys Mitschülern, Anna unverblümt des Diebstahls beschuldigt, kämpft Timmy mit ihm, bis Miss Hazlit die beiden trennt und darauf besteht, dass Rudy sich entschuldigen muss. Dann bekommt Timmy jedoch ein Gespräch zwischen Miss Hazlit und seiner Adoptivmutter Ruth mit, aus dem hervorgeht, dass die Lehrerin ebenfalls glaubt, dass Anna die Diebin ist. Timmy ist beunruhigt, willigt aber in Miss Hazlits Vorschlag ein, sich der Sache anzunehmen. |
| 6.09 | 191   | 01. November 1959  | Der Wünschelrutengänger             | Water Boy                      | Paul Martin braucht einen neuen Brunnen, und Cully Wilson schwört ihm, dass er Wasser mittels einer Wünschelrute finden könne. Paul könne sich so auch die Ausgabe für einen teuren Geologen sparen. |
| 6.10 | 192   | 08. November 1959  | Der kleine Aufschneider             | The Whopper                    | Ruth Martin ist beunruhigt über die Geschichten, die Timmy neuerdings erzählt und mit denen er Willy Brewster beeindrucken will. Das Problem verschärft sich noch weiter, als sie erfahren muss, dass Timmy Willy und Flip erzählt hat, dass Mrs. Larson, eine neue Nachbarin, die in einem heruntergekommenen Haus lebt, eine Hexe sei. |
| 6.11 | 193   | 15. November 1959  | Der Puma Satan                      | The Bounty Hunter              | Ein Puma, den die Rancher Satan getauft haben, reißt immer wieder Vieh. Die Männer beschließen deshalb, einen Kopfgeldjäger einzustellen. Bei ihm handelt es sich um einen schroffen, unsympathischen Mann, dessen Spürhund King sofort mit Lassie aneinandergerät. |
| 6.12 | 194   | 22. November 1959  | Der Bodenspekulant                  | The Land Grabber               | Nachdem Paul Martin sich geweigert hat, sein Land an einen Immobilienmakler zu verkaufen, wird seine Tomatenernte ruiniert. Kurz darauf wird dann auch noch sein Heu angezündet. |
| 6.13 | 195   | 29. November 1959  | Der Mann vom Mars                   | The Man From Mars              | Nachdem Timmy gesehen hat, wie ein Meteorit nahe der Farm eingeschlagen ist, ist er sich sicher, dass ein Raumschiff von einem anderen Planeten gelandet ist und dass ein Mann vom Mars auf der Farm umherirrt. Ebenso seltsam wie auch irgendwie lustig ist, dass Ruth Martin immer wieder Lebensmittel vermisst, die auf unerklärliche Weise abhandenkommen. |
| 6.14 | 196   | 06. Dezember 1959  | Wer nicht hören will, muss fühlen   | In Case of Emergency           | Nachdem ein örtlicher Farmer auf dem Weg zum 80 Meilen entfernten Krankenhaus von Capitol City gestorben ist, wollen sie Martins sich dafür einsetzen, dass ein Gemeindekrankenhaus gebaut wird. Einer der einflussreichsten Farmer der Gegend verweigert jedoch seine Zustimmung. Er befürchtet, dass man auch von ihm finanzielle Unterstützung erwartet. Er ist jedoch nicht bereit, sich von seinem Geld zu trennen, weiß aber, dass das seinen Ruf, dass er ein Geizhals sei, weiter festigen würde. |
| 6.15 | 197   | 20. Dezember 1959  | Der kleine Reporter                 | Star Reporter                  | Timmy, der Geld verdienen möchte, kann die Redakteurin Ira Caldwell überreden, ihn versuchen zu lassen, Abonnenten für den Calverton Sentinel zu werben. Bei seiner Tour bekommt er zufällig mit, wie einige Männer auf der Vance-Farm sich über ihren Plan unterhalten, der vorsieht, die örtliche Molkerei auszurauben. |
| 6.16 | 198   | 27. Dezember 1959  | Die Ausreißerin                     | Alias Jack and Joe             | Aus einem Spiel, das Timmy und Sam und ihre Freunde austragen, wird urplötzlich ein heftiger Kampf, bei dem Flip einen von Rudy geworfenen Stein abbekommt. Timmy und Sam glauben, dass Flip tot sei und sie eine Mitschuld daran treffe. Um ihren Familien diese Blamage zu ersparen, laufen sie weg. Lassie nehmen sie mit. |
| 6.17 | 199   | 03. Januar 1960    | Der Lockvogel                       | Judas Goat                     | Die Viehhöfe von Phil Houston kommen dank ihres neuen Assistenten Joe Morton an eine neue Quelle für Lämmer, die sie dann auf dem Markt anbieten wollen. Lassie indes verhält sich seltsam, die Hündin scheint auf Geräusche zu reagieren, die allerdings nicht von der neuen leisen Hundepfeife herrühren, die Timmy kürzlich gekauft hat. |
| 6.18 | 200   | 10. Januar 1960    | Die Weltraumkapsel                  | The Space Traveler             | Als Timmy und sein Freund Don versehentlich ein Meerschweinchen aus einer Rakete befreien, mit der man experimentelle Versuche angestellt hat, ersetzen sie es durch Timmys Meerschweinchen Alexander den Großen, damit man ihnen nicht auf die Schliche kommt. Es steht jedoch der Verdacht im Raum, dass das Versuchstier während seines Aufenthalts in der Rakete tödlicher Strahlung ausgesetzt war. |
| 6.19 | 201   | 17. Januar 1960    | Ein herrenloser Hund                | The Maverick                   | Ein großer Mischlingshund, der den meisten Farmern lästig ist, ist in einer Schlucht gefangen. Niemand will etwas für ihn tun, da der Großteil der Farmer das Tier lieber tot sehen würde. Dann jedoch setzt sich ausgerechnet der Vertreter des Hundezwingers von Calverton für den Hund ein und plädiert dafür, das Tier zu retten. |
| 6.20 | 202   | 24. Januar 1960    | Heuschrecken                        | The Grasshopper And the Ant    | Timmy ist damit beschäftigt, Heuschrecken für ein Schulprojekt zu studieren. Als er ein großes Insektennest entdeckt, macht er sich Sorgen über eine mögliche Seuche. Beim anstehenden Grange-Treffen meldet er sich zu Wort und versucht sodann von seinem eigenen Geld ein Insektizid zu kaufen. Erst jetzt nimmt sein Adoptivvater Paul Timmys Sorgen ernst, worüber letztendlich beide sehr froh sind. |
| 6.21 | 203   | 31. Januar 1960    | Die Brieftaube                      | Homing Pigeon                  | Nachdem Timmy einige alte Sportgeräte gegen eine Brieftaube eingetauscht hat, besteht seine nächste Aufgabe darin, das Tier zu trainieren. Timmy weiß allerdings nicht, dass seine Bright Eyes gerufene Taube auf ihrem ersten Langstreckenflug von einem Falken ins Visier genommen wird, der die Taube schon länger beobachtet. Lassie allerdings sowie eine andere männliche Taube, die sich von Bright Eye angezogen fühlt, wissen um die Gefahr. |
| 6.22 | 204   | 07. Februar 1960   | Die Entdecker                       | The Explorers                  | Nachdem ein Entdecker einen Vortrag über Timmys Pfadfinderhöhle gehalten hat, inspiriert das verschiedene Wanderer dazu, die von Ödland umgebene Höhle zu inspizieren, gefährlich könnte werden, dass sie auf einem Felsvorsprung stranden. |
| 6.23 | 205   | 14. Februar 1960   | Der Aufschub                        | The Epidemic                   | Als Paul Martin die Herde eines Nachbarn hütet, macht er die erschreckende Entdeckung, dass die Tiere an der Huf- und Klauenseuche leiden. Dadurch sind auch Pauls neue reinrassige Kuh, in die er 1000 Dollar investiert hat und seine alte Kuh Bessie bedroht. |
| 6.24 | 206   | 21. Februar 1960   | Der Vielfraß                        | Fur-Coated Killer              | Ein Nachbar der Martins, der seit kurzem eine Nerzfarm betreibt, wird beschuldigt, dass seine Tiere dafür verantwortlich seien, dass neuerdings immer wieder Hühner getötet würden. Doch der „Hühnermörder“ entpuppt sich als jemand anderes, viel Gefährlicheres, nämlich als Vielfraß. |
| 6.25 | 207   | 28. Februar 1960   | Verfeindete Nachbarn                | Judgment Seat                  | Timmy hat sich mit einem Mädchen angefreundet, das neu zugezogen ist. Deren Vater ist Besitzer des Landes, das Paul Martin für seine Alfalfa-Ernte gepachtet hat. Was er nicht ahnen kann, ist, dass sein Verpächter die Überflutung des Pachtlandes plant und das, bevor Paul seine Ernte eingefahren hat. |
| 6.26 | 208   | 06. März 1960      | Der Elefant                         | The Elephant                   | Nachdem Timmy und andere Schulkinder genug Geld gespart haben, um ein Elefantenbaby für den Capitol City Zoo zu kaufen, teilt die Stadtbehörde mit, dass es keinen Platz gibt, wo man das Tier unterbringen könne. Das Ende vom Lied ist, dass die Martins das von Timmy Peanuts getaufte Elefantenkind bei sich auf dem Hof aufnehmen. |
| 6.27 | 209   | 13. März 1960      | Der Kampfhahn                       | Clementine                     | Timmy rettet einem Hahn das Leben. Paul vermutet, dass das Tier für Hahnenkämpfe eingesetzt wurde. Ein Mitarbeiter eines Nachbarn der Martins erkennt in dem Tier, das nun den Namen Clementine trägt, einen Champion-Kämpfer namens Dynamite wieder. Man wollte das Tier dem sicheren Tod überlassen. |
| 6.28 | 210   | 20. März 1960      | Fünf kleine Hunde                   | The Puppy Sitter               | Lassie weigert sich beharrlich, sich irgendwie mit den Setterwelpen von Henry Enders auseinanderzusetzen, um die Timmy sich gerade kümmert. |
| 6.29 | 211   | 27. März 1960      | Timmys Stolz                        | The Champ                      | Alle machen sich über Timmys kleines Ferkel Champ lustig, dessen Vorliebe es ist, wegzulaufen und sich dadurch selbst in Schwierigkeiten zu bringen. Lassie kann das Kleine gerade noch vor zwei hungrigen Landstreichern retten. Als das Tier kurz darauf in einen Überlauf fällt, ist es an Timmy, Champ zu retten. |
| 6.30 | 212   | 03. April 1960     | Lange Leitung                       | The Phone Hog                  | Paul Martin gerät mit seinem Truck in ein Gewitter und wird in seinem Wagen von einem abstürzenden Stromleitungsmasten getroffen. Timmy, der telefonisch Hilfe holen will, kommt jedoch nicht durch, da dauernd eine geschwätzige Frau in der Leitung ist. |
| 6.31 | 213   | 10. April 1960     | Sonntagsjäger                       | The Chase                      | Nachdem Timmy und sein Freund Cully Wilson zwei herzlose Hundefänger, die einen Hund mit sich führen, beobachtet und gesehen haben, wie die Männer den Zaun von einem ihrer Nachbarn ruinierten, wollen sie ihnen einen Streich spielen. Sie veranstalten mit den Städtern eine Verfolgungsjagd durch den Wald und locken sie mit dem Geruch eines jungen Waschbären als Köder an. Ihr Schabernack macht solange Spaß, bis einer der unerfahrenen Männer versehentlich den anderen erschießt. |
| 6.32 | 214   | 17. April 1960     | Lassie und das Lämmchen             | The Killer                     | Sam Burke, ein Nachbar der Martins, kauft einen scharfen deutschen Schäferhund namens Bismarck, nachdem ein Rotluchs seine Schafherde angefallen hat. Auch bei den Martins scheint er zu wildern, wobei er ein verwaistes Lamm zurücklässt. Allerdings weiß Lassie, dass nicht der Rotluchs, sondern jemand anderes für die getöteten Tiere verantwortlich ist. |
| 6.33 | 215   | 24. April 1960     | Der Grenzstein                      | The Moved Monument             | Paul Martin, Henry Enders und einige weitere Farmer könnten wertvolles Ackerland aufgrund eines Straßenbauprojekts verlieren. Bei Paul kommt noch hinzu, dass er gerade erst einen teuren Zaun verwirklicht hatte. Henry bekommt heraus, dass einige der Vermessungsmarkierungen schon einmal verschoben worden sind und spricht darüber mit Paul. Die beiden Männer versuchen nun, eine Möglichkeit zu finden, wie sie eine Enteignung abwenden können. |
| 6.34 | 216   | 0 1. Mai 1960      | Das Krokodil                        | The Alligator                  | Flip soll Timmys Alligatorschildkröte Myrtle bekommen. Lassie scheint damit jedoch nicht einverstanden zu sein. Sie passt diebisch auf und lässt sogar ihren Knochen links liegen, als sie Myrtle, die ausgerissen war, am See entdeckt, wo die Schildkröte sich niedergelassen zu haben scheint. |
| 6.35 | 217   | 08. Mai 1960       | Das falsche Geschenk                | The Wrong Gift                 | Am Muttertag kommt es zu einer Verwechslung zwischen einem teuren Geschenk Willys für seine Mutter und einem Geschenk, das weniger gekostet hat, und das Timmy seiner Mutter schenken will. Timmy muss mit ansehen, wie sehr seine Mutter sich über das Geschenk freut, das eigentlich gar nicht für sie gedacht war. Er unternimmt nun alles, um Geld zu verdienen, um dann damit die Differenz der Geschenke ausgleichen zu können. |
| 6.36 | 218   | 15. Mai 1960       | Nebel                               | The Fog                        | Ihr Wochenend-Campingausflug wird für die Martins zu einem unkalkulierbaren Risiko, als heimtückischer Nebel den Campingplatz einhüllt. Dann ist Lassie plötzlich verschwunden und Timmy bricht auf der Suche nach ihr in ein Erdloch im Sumpf ein und steckt dort fest – bedroht von einem räuberischen Wolf. |
| 6.37 | 219   | 22. Mai 1960       | Der Sonderling                      | The Hermit                     | Timmy freundet sich mit einem Einsiedler an, der erst kürzlich in die Gegend gezogen ist. Die Martins erfahren, dass er Kontakt zu einem Bauarbeiter aufgenommen hat, dessen Sohn ihn verachtet. |
| 7.01 | 220   | 11. September 1960 | Der kleine Jerry                    | Blacktail                      | Jerry, ein Junge mit einem Handicap, dessen Eltern Lassies Sohn Blacktail adoptiert haben, besucht zusammen mit dem Hund die Farm der Martins. Diese finden alsbald heraus, dass Jerry durchaus auch ohne seine Stütze laufen kann. Er hat einfach nur Angst, es zu versuchen. |
| 7.02 | 221   | 18. September 1960 | Das Känguruh                        | The Wallaby                    | Das Erdbeerbeet der Familie Martin weist verwirrende Spuren auf, die die Familienmitglieder ratlos zurücklässt. Dann jedoch kann Timmy einen Blick auf ein Tier erhaschen, das er als Riesenkaninchen beschreibt. Tatsächlich handelt es sich jedoch um ein Wallaby namens Pancho, das Lassie durchaus gefährlich werden könnte. |
| 7.03 | 222   | 25. September 1960 | Der kleine Skunk                    | Cully’s New Pet                | Cully meint zu Timmy, dass kein Tier schlecht sei. Timmy freundet sich daraufhin mit einem Stinktier an, allerdings mag sich keiner seiner Freunde, noch nicht einmal Lassie, dem neuen Freund nähern. |
| 7.04 | 223   | 02. Oktober 1960   | Rettung aus der Luft                | The Rescue                     | Timmy verfolgt ein verirrtes Schaf, das gerade erst Lämmer zur Welt gebracht hat, bis auf einen Felsvorsprung und kann nicht zurück. Ruth, die wiederum ihren Sohn verfolgt hat, versucht verzweifelt, einen in der Nähe befindlichen Hubschrauberpiloten, der die Hügel gerade neu besät, auf die Situation aufmerksam zu machen. |
| 7.05 | 224   | 09. Oktober 1960   | Die Zwillinge                       | Feathered Menace               | Ruth Martin erklärt sich bereit, für Betty Wilders Zwillinge als Babysitterin einzuspringen. Die junge Mutter kommt mit ihren Kindern jedoch früher zur Farm der Martins als angekündigt, während Ruth noch unterwegs ist, um eine Besorgung zu erledigen, sodass Betty die Babys, wenn auch mit leichtem Unbehagen, Timmy und Lassie anvertraut. Timmy ist sich sicher, dass das Ganze ein Kinderspiel sei. Dann jedoch jagt ein Falke, der hinter einer verängstigten Taube her ist, diese in das Zimmer, in dem die Babys schlafen. |
| 7.06 | 225   | 16. Oktober 1960   | Der Tiger                           | The Gentle Tiger               | Timmy bekommt eine Lektion in Sachen Gehorsamkeit, als er einen Job als Wasserträger bei einem vorbeireisenden Jahrmarkt annimmt. Er missachtet einen Befehl, was zur Folge hat, dass ein Tiger aus seinem Käfig entkommt. |
| 7.07 | 226   | 23. Oktober 1960   | Das Rehkitz                         | The Renegade                   | Timmy und Lassie kümmern sich um ein verwundetes Kitz, das sie im Wald gefunden haben. Als Paul Timmy mitteilt, dass er das Tier nicht behalten könne, ist der Junge ziemlich enttäuscht. Er versteckt das Tier im Wald. Ein verwundeter Bär hat das Kitz jedoch entdeckt und lauert auf eine passende Gelegenheit. |
| 7.08 | 227   | 30. Oktober 1960   | Ein blinder Hund                    | The Blind Dog                  | Timmy findet heraus, dass Butch, der Hund von Bob Alders, an Grauem Star leidet und wohl bald blind sein wird. Bobs Vater will das Tier deshalb einschläfern lassen. Ruth, die helfen will, stellt Bob ein, um ihr beim Sammeln von Mais zu helfen, womit er sich das Geld für Butchs Operation verdienen könnte. Als sie auf dem Feld arbeiten, Bob ist auch dabei, ist Butch plötzlich verschwunden. / Abweichende Geschichte: Ein blinder Hund ist in einem Absetzkipper eingeklemmt und droht, lebendig begraben zu werden. Lassie riskiert ihr Leben, um den behinderten Welpen zu retten, und Timmy hilft sodann dem Besitzer des Hundes, Arbeit zu finden, damit er eine Operation bezahlen kann, die dem Hund sein Augenlicht zurückgibt. |
| 7.09 | 228   | 06. November 1960  | Die Schwalben                       | The Swallows of Los Pinos      | Timmy und seine Mutter Ruth versuchen alles, um eine kleine Kapelle vor dem Abriss zu bewahren. Sie argumentieren, dass jedes Jahr zur selben Zeit ein Schwalbenschwarm dorthin zurückkehre, was man beweisen werde. Als ein Falke die Scout-Schwalben angreift, ist die Rückkehr der Tiere plötzlich gefährdet. Werden sie ankommen? |
| 7.10 | 229   | 13. November 1960  | Das Seeungeheuer                    | Sea Serpent                    | Timmy und Culley Wilson stoßen auf einen von einem Taucher am Strand hinterlassenen Flossenabdruck und steigern sich in die Vorstellung hinein, dass sie die Spuren eines Seeungeheuers entdeckt haben. Sie beschließen, einen Angriff auf das vermeintliche Meerungeheuer zu wagen und gefährden dadurch das Leben des Tauchers. |
| 7.11 | 230   | 20. November 1960  | Timmy und der Prinz                 | Visiting Colt                  | Timmy kümmert sich während des Urlaubs eines Nachbarn um dessen junges Hengstfohlen. Lassie rettet das Pferd zweimal, als es in Lebensgefahr gerät, erst da bemerkt Timmy, dass er seinen ältesten, treuesten und besten Freund in letzter Zeit vernachlässigt hat. |
| 7.12 | 231   | 27. November 1960  | Ein Pudel namens Kohlkopf           | Little Cabbage                 | Mimi Marlowe, ein Filmstar, hat unmittelbar in der Nähe der Farm der Martins Probleme mit dem Auto und ist gezwungen ihr Baby, einen Haustierpudel, in Timmys und Lassies Obhut zu lassen. Aufregung entsteht, als Lassie den Pudel retten muss, der wiederum Timmy aus einer prekären Situation heraushilft. |
| 7.13 | 232   | 04. Dezember 1960  | Timmy als Rennfahrer                | The Big Race                   | Timmy wird dafür bestraft, dass er seine Arbeit auf der Farm vernachlässigt hat. Er hatte sich mit Willie Brewster zusammengetan, um ein Fahrzeug für ein Go-Kart-Rennen zu bauen. |
| 7.14 | 233   | 18. Dezember 1960  | Mit Pfeil und Bogen                 | Bows and Arrows                | Timmy und Bob bauen sich ihre eigenen Bögen und Pfeile, um es den beiden Bogenjägern, die sie getroffen haben, nachzutun und auf die Jagd zu gehen. Als Bob aber dann einen der Pfeile der Jäger benutzt, trifft er ein unerwartetes Ziel. |
| 7.15 | 234   | 25. Dezember 1960  | Weihnachtsgaben                     | The Christmas Story            | Es stellt sich heraus, dass die neuen Nachbarn der Martins in einer wenig ansprechenden Hütte leben und mit wenig Nahrung auskommen müssen. Versuche, ihnen zu helfen, weist der Vater der Familie stolz zurück. Mit Hilfe des Sheriffs finden Timmy und Lassie einen Job für den Familienvater, sodass die Familie doch noch ein frohes Weihnachtsfest feiern kann. |
| 7.16 | 235   | 01. Januar 1961    | Timmy als Detektiv                  | The White-Faced Bull           | Der Preisbulle eines Nachbarn verirrt sich auf die Farm der Martins und versucht, Timmy anzugreifen. Als das Tier später vergiftet aufgefunden wird, beschuldigt der Nachbar Paul Martin der Tat. Timmy und Lassie betätigen sich daraufhin als Detektive, um den wahren Schuldigen zu finden. |
| 7.17 | 236   | 08. Januar 1961    | Findlinge                           | Apron Strings                  | Als Timmy und Lassie einen Wurf verhungernder und verwaister Welpen mit nach Hause bringen, die sie vor einem herumstreifenden Rotluchs gerettet haben, versuchen die Martins, die übrigen Tiere zu retten, nachdem eines es bereits nicht geschafft hat, zu überleben. Mehr zufällig bringen die Welpen Timmy, der sich bei seinen Rechenaufgaben meist auf Pauls Hilfe verlassen hat, etwas über Selbstständigkeit bei. |
| 7.18 | 237   | 15. Januar 1961    | Das wilde Pferd                     | The Wild Horse                 | Ein herumstreifendes Pferd, das von allen für wild gehalten und als Bedrohung vor allem für die örtlichen Farmbetriebe angesehen wird, benötigt Timmys Hilfe. So bittet er seinen Vater, die örtlichen Farmer davon zu überzeugen, dass sie das Leben des Pferdes verschonen. Wenig später stellt sich heraus, dass es sich bei dem Tier um ein entflohenes Vollblut handelt. |
| 7.19 | 238   | 22. Januar 1961    | Der verrückte Hund                  | The Mad Dog                    | Während Paul Martin für einige Zeit weg ist, kümmern sich Ruth und Timmy um einen streunenden Hund, den Timmy Duke nennt. Nachdem das Tier in einen Kampf verwickelt war, zeigt es plötzlich alle Anzeichen von Tollwut. |
| 7.20 | 239   | 29. Januar 1961    | Die Reise                           | The Trip                       | Als die Martins mit dem Zug nach Chicago zu einer landwirtschaftlichen Ausstellung reisen, will Ruth die Gelegenheit nutzen, um ihre Mutter und weitere Familienmitglieder zu besuchen. Natürlich wird auch Lassie mitgenommen. Ihre Kiste fällt allerdings unterwegs vom Gepäckwagen. Tom und Jess, zwei freundliche Trucker, versuchen der Hündin zu helfen, dorthin zurückzufinden, wohin sie gehört. |
| 7.21 | 240   | 05. Februar 1961   | Shadrack                            | Shadrack                       | Cully und Timmy streichen und reparieren einen Stand in Cullys Scheune. Dieser soll das Veteranen-Maultier Shadrack der Armee seines alten Regiments beherbergen. Es ist an Cully und Timmy, auf das Tier einzuwirken, das immer mal wieder unter Zerstörungsanfällen leidet und Wutanfälle bekommt. Der Muli war im Ersten Weltkrieg eingesetzt und geriet dort gemeinsam mit Cully unter Beschuss, musste unter Hunger leiden und erlitt zudem eine Bleivergiftung. |
| 7.22 | 241   | 12. Februar 1961   | Der alte Kamerad                    | The Patriot                    | Nachdem Timmy herausgefunden hat, dass der örtliche Militärstützpunkt Hunde braucht, die die dort gelagerten Raketen bewachen sollen, adoptiert er Homer, einen Deutschen Schäferhund, um ihn der Armee zu überlassen. Das immer wieder misshandelte Tier ist durch die gemachten Erfahrungen aber so misstrauisch und eingeschüchtert, dass die Martins sich fragen, ob es überhaupt jemals in der Lage sein wird, eine solche Aufgabe zu übernehmen. Timmy baut jedoch mit Lassies Hilfe ein Trainingsfeld und arbeitet mit einer Attrappe, die Homer erst einmal angreifen kann. |
| 7.23 | 242   | 19. Februar 1961   | Der Adler                           | The Eagle                      | Timmy und Lassie sehen mit Entsetzen, wie ein Mann das Nest eines Steinadlers überfällt und das einzige sich darin befindende Ei zerstört. Timmy entschließt sich, dem trauernden Vogel ein Gänseei als Ersatz zu überlassen. |
| 7.24 | 243   | 26. Februar 1961   | Cracker Jack                        | Cracker Jack                   | Die Hinterwäldlerfamilie Slocum plant nach einer Dürre umzuziehen und hält auf dem Weg in die Stadt bei den Martins an, da Timmy ihnen einen Streich gespielt hat. Als Billy Joe, der Sohn der Familie, herausfindet, dass seine Eltern planen, seinen geliebten Hund Mitchell wegzugeben, besucht er die Martins und schwört Timmy darauf ein, für sich zu behalten, dass er sich mit seinem Hund auf den Weg in den Wald macht. Allerdings ist gerade Schonzeit. |
| 7.25 | 244   | 05. März 1961      | Cullys Jagdhund                     | Cully’s Hound Dog              | Als Paul Martin dem alten Cully anbietet, das Land zu bewirtschaften, das dieser brach liegen gelassen hat, glaubt Cully, dass Paul ihm damit sagen will, dass er sich zurückziehen soll. Timmy wirkt jedoch aufmunternd auf Cully ein, der daraufhin beschließt, Paul zu zeigen, wozu er immer noch fähig ist. Er schnappt sich ein Pferd, spannt es an, um zu pflügen, und will damit demonstrieren, dass er sein Land durchaus noch bewirtschaften kann. Um das Blatt zu wenden braucht es jedoch Cullys Jagdhund Sam und natürlich Lassie. |
| 7.26 | 245   | 12. März 1961      | The Fire Watchers                   | Der Wald brennt                | Ruth Martin leistet während einer Durststrecke freiwillig Turmdienst. Als ein Waldbrand ausbricht, der von einem unvorsichtigen Raucher verursacht worden ist, muss Ruth schnell und umsichtig handeln. Lassie ist zur selben Zeit dem Ranger Wade behilflich, nachdem dieser sich bei einem Sturz von seinem Pferd auf dem Weg zum Feuer verletzt hat. |
| 7.27 | 246   | 19. März 1961      | Mein Freund Taquita                 | Senor Coyote                   | José, ein spanischer Junge, ist neu an Timmys Schule. Außer Timmy, der sich mit José anfreundet, nennen ihn die anderen Jungen alle „Josie“. Als Josés Kojote Taquita, den er als Haustier hält, beschuldigt wird, Mr. Ransoms Hühner getötet zu haben, wissen die Jungs nicht, was sie tun sollen. |
| 7.28 | 247   | 26. März 1961      | Unsere Bessie                       | Bessie                         | Ruth steht vor einer schwierigen Entscheidung, als sie annehmen muss, dass ihre Kuh Bessie nicht mehr genügend Milch geben kann. So entschließt sie sich schweren Herzens, Bessie an den Schlachthof zu verkaufen, um eine neue Kuh zu erstehen. Was niemand ahnt, außer vielleicht Lassie, ist, dass ein Nachbarsjunge jeden Tag etwas von Bessies Milch stibitzt, seit die Kuh seiner Familie gestorben ist. Die Milch benötigt er für seine kleine Schwester. |
| 7.29 | 248   | 02. April 1961     | Die Brieftaube                      | The Pigeon                     | Timmy pflegt eine Brieftaube, die der Armee gehört wieder gesund. Zwischen Lassie und der Taube Caesar entsteht eine solch enge Bindung, dass Lassie sich weigert, als seine Tierfreundin zur Armee zurück muss und Caesar sich selbst befreit, um zu ihrem Collie-Freund zurückzukehren. Timmy setzt nun alles daran, dass die Armee ihm die Taube verkauft. |
| 7.30 | 249   | 09. April 1961     | Lange Jagd                          | Long Chase                     | Als Terry, der dressierte Hund des Karnevalskünstlers Mr. Monte, bei einer Rettungsaktion seiner Welpen, die von einer Klippe zu rutschen drohten, verletzt wird, tritt Lassie an Terrys Stelle und macht ihre Sache so gut, dass Mr. Conte die Hündin kaufen möchte. Timmy weigert sich jedoch, Lassie herzugeben, woraufhin der Künstler die Welpen als Köder einsetzt, um Lassie zu stehlen und sodann im Haus seines Bruders zu verstecken. |
| 7.31 | 250   | 16. April 1961     | Romeo und Julia                     | The Ostrich                    | Timmy und Lassie machen die Bekanntschaft von Captain Gene Holter, einem Mann, der seinen Lebensunterhalt damit verdient, seine beiden Strauße Romeo und Julia auf Jahrmärkten gegen Pferde antreten zu lassen. Als Ruth Martin erfährt, dass die Straußendame Julia, die gerade ein Ei gelegt hat und höllisch darüber wacht, Timmy gejagt hat, verbietet sie ihrem Jungen, zum Jahrmarkt zurückzukehren. |
| 7.32 | 251   | Goldgräber         | Fools Gold                          | 23. April 1961                 | Als Lassie einen Packesel, der einem Goldgräber gehört, mit nach Hause bringt, packt Timmy und seinen Freund Culley der Goldrausch. Tatsächlich führt der Esel die Jungen zu einer Mine. Als sie dort eifrig graben, stürzt das Dach über ihnen ein, sodass beide gefangen sind. Nun ist es an Lassie und einem Feuerwehrmann, der zur Hilfe eilt, die Kinder zu retten, bevor die Mine sich mit Gas füllt. |
| 7.33 | 252   | 30. April 1961     | Das neue Halsband                   | The Greyhound                  | Timmy wettet um Lassies neues, juwelenbesetztes Halsband, indem er davon überzeugt ist, dass seine Hündin Pat, den neuen Greyhound einer Freundin, in einem Rennen schlagen könne. Als Lassie das Rennen verliert, ist er verärgert. |
| 7.34 | 253   | 14. Mai 1961       | Rodeo                               | Rodeo                          | Während er einem Stier nachjagt, der sich verirrt hat, freundet sich Timmy mit Charlie, eigentlich Charlotte, Gaynor an, einem wilden Mädchen, dessen Vater Rodeos geritten ist, nach einem schweren Unfall in der Vergangenheit jedoch Angst hat, wieder an Wettkämpfen teilzunehmen. Timmy bekommt von Charlie eine besondere Reitstunde auf einem der Familienkälber. Zwischen Nightmare, dem Pferd, das sich bei dem Unfall ebenfalls verletzt hat, und das seitdem nicht mehr an Wettkämpfen teilgenommen hat, und Lassie herrscht sofort eine Verbindung. |
| 7.35 | 254   | 21. Mai 1961       | Die Puppe                           | The Search                     | Lassie ist allein unterwegs, als sie eine sprechende Puppe entdeckt und mit zur Farm bringt. Sie versucht, den Martins zu vermitteln, dass die Puppe einem kleinen Kind gehört, das beim Spielen in einen Bewässerungsgraben aus Beton gefallen ist, dessen Becken sich langsam mit Wasser füllt. |
| 7.36 | 255   | 28. Mai 1961       | Der Flugzeugabsturz                 | Timmy and the Martians         | Timmy glaubt fälschlicherweise, dass die Maschine, die er gemeinsam mit seinen Freunden gebaut hat, um mit Marsianern in Kontakt zu treten, die Ursache dafür ist, dass ein Armeeflugzeug abgestürzt ist. Die Armee wiederum glaubt in Lassies seltsamen Verhalten zum Zeitpunkt des Absturzes erkennen zu können, dass dies ein Hinweis auf einen Unfall sei. |
| 8.01 | 256   | 10. September 1961 | Am Grand Canyon                     | Lassie At the Grand Canyon     | Ruth und Timmy, die im Grand Canyon weilen, freunden sich mit einem blinden Pianisten an, der eine ganz besondere Lebenseinstellung hat. Timmy, der verärgert ist, dass Lassie ihm gefolgt ist, als er auf einem Maultier unterwegs war, wodurch er gezwungen war, umzukehren, profitiert von dem, was der blinde Mann ihm daraufhin erzählt. |
| 8.02 | 257   | 17. September 1961 | Herkules III                        | The Bloodhound                 | Timmy und Lassie entdecken die traurige Wahrheit über Relentless, Cullys neuen Hund, mit dem er ziemlich oft geprahlt hat. Relentless hat seinen Geruchssinn verloren. Vielleicht hätte niemand davon erfahren, wenn nicht das Geld aus einer kirchlichen Spendenaktion verschwunden wäre. |
| 8.03 | 258   | 24. September 1961 | Der Doppelgänger                    | The Mysterious Intruder        | Die Gardners, neue Nachbarn der Martins, beschuldigen Lassie, ihre Katze getötet zu haben und außerdem ihre Schafe und Hühner anzugreifen. Die Martins sind jedoch überzeugt, dass Lassie unschuldig ist, bis sie dann verschmutzt und mit einer verletzten Pfote nach Hause kommt. Lassie weiß allerdings, dass es in der Gegend einen überspannten Collie gibt. |
| 8.04 | 259   | 01. Oktober 1961   | Das Dachsspiel                      | The Badger Game                | Als Timmy Willys Pfau François sieht, ein Geschenk ihrer Großmutter, will er ebenfalls ein exotisches Tier haben, das er für den Haustierwettbewerb, der auf dem Jahrmarkt stattfindet, anmelden kann. Bei seinem Versuch, einen jungen Babydachs einzufangen, gerät er in ein Einsturzloch im Dachsbau. |
| 8.05 | 260   | 08. Oktober 1961   | Der Polizeihund                     | The Outlaw                     | Officer Slaters Hund Deputy wird bei einer Verfolgungsjagd, die einem Bankräuber gilt, verletzt und verändert sich insoweit, als er schnell einmal zubeißt, wenn er sich bedroht fühlt. Timmy und Lassie die sich bereits früher mit Slater und dessen Hund angefreundet hatten, versuchen das Tier zu retten, bevor ein rachsüchtiger Nachbarsjunge, der von dem Hund gebissen wurde, und eine Gruppe, die ihn unterstützt, ihn in die Finger bekommen. Timmy gelingt es, Deputy zu füttern und seine Wunde zu verbinden, aber noch ist die Gefahr nicht vorbei. |
| 8.06 | 261   | 15. Oktober 1961   | Der wahre Sieger                    | The Winner                     | Timmy tritt mit Lassie bei den Silver Lakes Coon Dog Trials und beim Schwimmwettbewerb an, allerdings ist Lassie beim ersten Wettkampf zu beschäftigt damit, den Köderwaschbären zu retten, als den Wettbewerb zu gewinnen. Zudem erregt Lassie den Zorn des älteren Mr. McCarthy, dessen Hund Champ der amtierende Champion des Schwimmwettbewerbs ist. Zwar wird Lassie erst für weitere Wettbewerb disqualifiziert, darf dann aber doch am Schwimmwettbewerb teilnehmen. |
| 8.07 | 262   | 22. Oktober 1961   | Hitzewelle                          | Heat Wave                      | Wütende Bauern schließen sich zusammen, nachdem Cully Fallen entschärft hat, mit denen die Bauern wilde Tiere von ihren Feldern fernhalten wollen, zumal gerade eine Hitzewelle wütet, die die Ernteerträge zusätzlich mindert. Die Bauern wollen eine Anhörung erzwingen, in der über die geistige Gesundheit des alten Mannes befunden werden soll, um Cully sodann in ein Altersheim einweisen zu lassen. Timmy beschließt daraufhin, die Fallen wieder scharf zu stellen, wird aber selbst in einer von ihnen gefangen, gerade als ein Gewitter aufzieht. |
| 8.08 | 263   | 29. Oktober 1961   | Ein Reh namens Clementine           | The Deer                       | Als Timmy es versäumt hat, die scheue Hirschkuh Clementine in ihrem Stall einsperren, nachdem er sie mit Mais gefüttert hat, läuft Clementine davon. Timmy kann das Tier zwar mit dem Lasso wieder einfangen, als es sich auf einer Wiese aufhält, doch kann Clementine ihm erneut entkommen, hat aber unglücklicherweise das Seil noch um den Hals. Timmy ist bewusst, dass Clementine jetzt noch verwundbarer ist und so macht er sich erneut auf die Suche, diesmal in Begleitung von Lassie. |
| 8.09 | 264   | 05. November 1961  | Bei der Feuerwehr                   | Lassie Adopts The Fire Chief   | Als Smoky, der Dalmatiner des Feuerwehrchefs, bei einem Feuer getötet wird, leiht Timmy ihm Lassie für einen Tag aus. Die Hündin ist so begeistert von dem Feuerwehrauto und den neuen Eindrücken, dass sie Timmy anschließend völlig ignoriert. |
| 8.10 | 265   | 12. November 1961  | Der Rattenfänger                    | The Pied Piper                 | Während Paul sich mit Studenten seiner ehemaligen Alma Mater trifft, um für eine Sommerhilfe zu sorgen, besuchen Timmy und Lassie Pauls alten Klassenkameraden Dr. Hank Sims, der an der Veterinärhochschule mit weißen Ratten experimentiert. Als Timmy herausfindet, dass Hank pro Ratte 25 Cent zahlt, will Timmy das nutzen, um Geld für ein Jubiläumsgeschenk für seine Eltern zu verdienen. Einige der Tiere entkommen ihm jedoch und machen Pauls Maisfeld unsicher. |
| 8.11 | 266   | 19. November 1961  | Joey                                | Joey                           | Timmys Freund Joey Young ist verzweifelt, nachdem er von einem Feuerwerkskörper geblendet wurde und nicht mehr sehen kann. Timmy bringt Lassie bei, Joey zu führen, bis Joey seinen eigenen Blindenhund bekommt. Als man Joey für zu jung befindet, um einen Blindenhund zu führen, glaubt Timmy, dass es nur eine Lösung gibt, nämlich die, Joey Lassie zu überlassen. Ein Besuch in einem Lager für blinde Kinder wird seine Meinung hoffentlich noch ändern. |
| 8.12 | 267   | 26. November 1961  | Ein wildes Kätzchen                 | Lassie’ Wild Baby              | Lassie ist verzweifelt und deprimiert, weil sie keinen Wurf erwartet und adoptiert deshalb ein kleines Fellknäuel, das die Martins für ein Kätzchen aus dem letzten Wurf von Frau Brenners (Jane Darwell) Katze halten. Allerdings stellt sich nach einiger Zeit heraus, dass Sir Hercules, wie das Junge getauft wird, ein Pumababy ist, dessen Mutter bereits nach ihm sucht. |
| 8.13 | 268   | 03. Dezember 1961  | Hundefänger                         | The Dognappers                 | Diebe, die sich darauf spezialisiert haben, Tiere zu stehlen, für die dann eine Belohnung ausgesetzt wird, um sich dann als Finder auszugeben und entsprechend abzukassieren, stehlen Jeff, einen Cockerspaniel, der Timmys Freund Rusty gehört. Timmy hatte das Tier mit zum Krankenhaus genommen, in dem Rusty liegt, und draußen angebunden, wo Jeff auf ihn und Rustys Schwester Kathie warten sollte. Als Lassie, als man wiederum in der Stadt ist, einen der Diebe entdeckt, nimmt sie die Verfolgung auf und wird von den Übeltätern ebenfalls gefangen genommen. |
| 8.14 | 269   | 17. Dezember 1961  | Pepe und Pepita                     | The Dove                       | Timmys Staatsbürgerkundeunterricht wird real, als er entdeckt, dass sein neuer Freund Pepé, den Lassie verletzt am Straßenrand gefunden hatte und dessen Taube Pepita, die er als Haustier gehalten hat, illegal ins Land gekommen sind. Als Timmy sein Geheimnis preisgeben muss, um seine Eltern vor einer Verhaftung zu bewahren, rennt Pepé weg – und Lassie folgt ihm. Nachdem Lassie bei beider Flucht verletzt worden ist, muss Pepé sich entscheiden, rennt er weiter oder hilft er seinem neuen treuen Freund. |
| 8.15 | 270   | 24. Dezember 1961  | Yochims Weihnacht                   | Yochim’s Christmas             | Die Yochims sind zurückgekehrt, allerdings ohne Pa, der gestorben ist. Die Martins überreden sie, über Heiligabend bei ihnen zu bleiben. Während Timmy und Billy Joe im Wald spazieren gehen, retten sie einen älteren Mann. Billy Joe ist überzeugt davon, dass das der Weihnachtsmann ist, der da mitsamt seinem Schlitten umgestürzt ist. Gastdarsteller: Lloyd Corrigan, Ellen Corby |
| 8.16 | 271   | 31. Dezember 1961  | Der Papagei                         | The Parrot                     | Cully überlässt Ruth einen ziemlich speziellen Papagei, den er in einem Baum gesichtet hat und bezeichnet das Tier als sein Geburtstagsgeschenk. Als Ruth herausfindet, dass Polly, so hat man das Tier getauft, den Unfug angerichtet hat, für den Lassie verantwortlich gemacht wurde, will sie Cully den Vogel zurückgeben, der ihn jedoch nicht haben will. Als er allerdings herausfindet, dass der Papagei Queenie heißt und eine Belohnung von 50 Dollar auf ihn ausgesetzt ist, besinnt er sich anders. Lassie hat das lästige Tier aber inzwischen davonfliegen lassen. |
| 8.17 | 272   | 07. Januar 1962    | Der kleine Waschbär                 | Lassie’s Protege               | Als Timmy nach den Ferien wieder viel Zeit in der Schule verbringen muss, fühlt Lassie sich einsam und freundet sich mit einem jungen Waschbären an. Timmy gibt dem Tier den Namen Melonhead. Als der kleine Waschbär von dem jungen Drag Racer Johnny Sexton (Tommy Ivo) überfahren wird, ist die Hündin am Boden zerstört. |
| 8.18 | 273   | 14. Januar 1962    | Das schwarze Schaf                  | The Black Sheep                | Timmy und Lassie jagen ein verloren gegangenes schwarzes Lamm, nachdem der Fahrer des Lastwagens, aus dem es geflohen ist, meinte, dass Timmy es behalten dürfe, wenn er das Tier finde. Nachdem Timmy es eingefangen hat, stürzt er sich in die Aufzucht des von ihm Blackie genannten Tieres. Kurz bevor Timmy sein Projekt, in dem Blackie die zentrale Rolle einnimmt, auf dem Jahrmarkt vorstellen will, gibt es ein Gewitter. Blackie gerät daraufhin in Panik, flieht und versteckt sich in der Herde eines hispanischen Hirten. Als Timmy versucht Blackie zurückzuholen, besteht der Hirte darauf, dass er zehn schwarze Schafe habe und Blackie eines davon sei. Lassie muss also das fehlende Schaf finden, bevor Timmy Blackie zurückhaben kann. Gastdarsteller: William Benedict, Nestor Paiva als Antonioni Zolenko |
| 8.19 | 274   | 21. Januar 1962    | Partnerschaft                       | The Partnership                | Nach einem Waldbrand finden Timmy und Lassie ein verwaistes Hengstfohlen, da es aber auf dem Land einer Grafschaft gefunden wurde, müsste es ersteigert werden. Timmy kann den Preis allerdings nicht aufbringen und tut sich mit dem Feuerwehrchef Ed Washburne (Dick Foran) zusammen, um das Hengstfohlen kaufen zu können. Sie nennen das Tier Square Dance. Doch der Hengst sehnt sich nach seiner Mutter. |
| 8.20 | 275   | 28. Januar 1962    | Der einsame Wanderer                | The Hike                       | Timmy freut sich auf eine bevorstehende Wanderung mit seinem Kumpel Mike Roberts. Mike ist jedoch krank, woraufhin Timmy eine kürzere Wanderung mit Lassie macht. Als er am Rand eines Kamms ausrutscht und stürzt, schlägt er sich den Kopf auf und wird bewusstlos. Auch als ein Gewitter einsetzt und im Wald einen Brand auslöst, bleibt Lassie an Timmys Seite. Als der Rauch dichter wird, versucht Lassie, Timmy in Sicherheit zu bringen. Paul und Sheriff Miller haben inzwischen einen Suchtrupp zusammengestellt, zu dem auch Feuerwehrleute hinzugezogen worden sind. |
| 8.21 | 276   | 04. Februar 1962   | Timmys Falke                        | Bird of Prey                   | Timmy muss zur Kenntnis nehmen, dass er den Falken nicht behalten kann, den er und Pauls Neffe Dick, der von der United States Air Force Academy beurlaubt wurde, gesund gepflegt und trainiert haben, weil ein Minderjähriger keinen Raubvogel halten darf. Also bietet Timmy den Raubvogel der Academy an. Als er das Tier allerdings in Colorado vorstellen will, fliegt der Vogel, der die Orientierung verloren zu haben scheint, zu einem Übungsflug davon. |
| 8.22 | 277   | 11. Februar 1962   | Der verrückte Casey                 | Casey                          | Nachdem der Besitzer des Schimpansen Casey verletzt wurde, wird das Tier zu den Millers gegeben und dort in Timmys Obhut entlassen. Timmy erlaubt ihm, nachts in der Nähe einer Lokomotive zu bleiben, die Casey liebt. Als Timmy mit Casey einen Jahrmarktsbesuch macht, veranstaltet der Affe dort eine lustige Verfolgungsjagd mit Timmy und klettert zum Schluss auf einen besonders hohen Baum. |
| 8.23 | 278   | 18. Februar 1962   | Die Odyssee I                       | The Odyssey I                  | Lassie, die Paul und Timmy zum Bauernmarkt begleitet, wird versehentlich in einem Lastwagen eingesperrt. Als sie schließlich in der Nähe einer Stadt namens Lexington aus dem Fahrzeug entkommt, ist sie Hunderte von Kilometern von zu Hause entfernt auf sich allein gestellt. Gaststars: Rusty Lane: Trucker, Richard Reeves: Mike Finch, Henry Deshew: Jon Lormer, Leonard P. Geer |
| 8.24 | 279   | 25. Februar 1962   | Die Odyssee II                      | The Odyssey II                 | Während Paul und Timmy nach Lexington fahren, um dort nach Lassie zu suchen, muss die hungrige und wundkranke Colliehündin auf ihrer ungewollten Reise Gefahren überwinden, darunter einen Kampf mit einem Wolf und mit einem Zug, der sie in eine bedrohliche Situation bringt. |
| 8.25 | 280   | 04. März 1962      | Die Odyssee III                     | The Odyssey III                | Als Lassies lädierte Pfote wieder geheilt ist, begibt sich das Tier erneut auf die Straße. In der Zwischenzeit hat Cully Timmy einen Welpen geschenkt, um dessen Trauer um Lassie zu lindern. |
| 8.26 | 281   | 11. März 1962      | Der Doppelgänger                    | Double Trouble                 | Auf der großen Hundeausstellung in Capital City wird Lassie fälschlicherweise mit einem King’s Royal-Collie verwechselt, einem Champion-Showhund. Demzufolge erhalten Lassie, Timmy und Cully bevorzugte, sozusagen königliche, Behandlung. Gaststars: Phillip Terry, Frank Albertson |
| 8.27 | 282   | 18. März 1962      | Der kleine Waschbär                 | Eager Beaver                   | Biber stauen Bewässerungsgräben auf, sodass Wasser, das Paul und Al Livermore brauchen, nicht mehr unmittelbar verfügbar ist. Jedoch müssen Paul und Timmy noch zusätzlich dafür sorgen, dass die Biber ihnen das Wasser nicht ganz abgraben. Livermore braucht dringend Wasser und schlägt vor, die Tiere zu töten, aber Paul kauft professionelle Fallen und versucht alles, um eine Tötung der Tiere zu verhindern – Lassie jedoch will ihre neuen Freunde beschützen und befreit sie alle. |
| 8.28 | 283   | 25. März 1962      | Sorgenvolle Tage                    | Lassie and the Eagle           | Als „Mrs. Eagle“ zurückkehrt, um ihre adoptierte Gans zu besuchen, rettet Lassie sie aus einer Falle, bald darauf revanchiert sich der Vogel, als Lassie mit ihren Welpen im Wald unterwegs ist, und der Adler sie und die Welpen vor marodierenden Kojoten schützt. |
| 8.29 | 284   | 01. April 1962     | Ein lästiger Besuch                 | The Vindication of Relentless  | Cully entdeckt, dass Timmy das traurige Geheimnis von Relentless kennt: Er kann nichts mehr riechen. Dann jedoch besteht Milt Stewart, der County Tax Assessor, darauf, dass Relentless sein fehlendes Steuerbuch findet, das von einem Bären mitgenommen wurde. Gastdarsteller: Byron Foulger |
| 8.30 | 285   | 08. April 1962     | Der Schäferhund                     | The Unwanted                   | Timmy freundet sich mit Miss Hazlits pensioniertem Polizisten-Onkel Ben Carter an, nachdem dieser in der Schule eine Präsentation über Polizeihunde gehalten hat, und erhält einen weißen Deutschen Schäferhund, der wie Carters verstorbener Hund Sarge aussieht. Er will das Tier trainieren und sodann dem einsamen Mann übergeben. Aber „Little Sarge“ reagiert seltsamerweise nicht. |
| 8.31 | 286   | 15. April 1962     | Hundeschlittenrennen                | The Musher                     | Von einem Schlittenhunderennfahrer ermutigt, trainiert Timmy Lassie, Cullys Hund Sam und den Hund seines Kumpels Shag, um an einem Mushing-Wettbewerb, einem Schlittenhunderennen, beim Alpine Meadows Winter Carnival teilzunehmen – und enttäuscht Lassie, indem er Sam zum Leithund macht. |
| 8.32 | 287   | 29. April 1962     | Der Einsiedler                      | Lassie’s Good Deed             | Timmy und Lassie freunden sich mit dem älteren Mr. Jensen an, der allein in einer Hütte im Wald lebt. Er erzählt, dass sein einziger Freund der kleine Mischlingshund Ruff sei. Als Mr. Jensen von einem Auto angefahren wird und im Krankenhaus im Koma liegt, übernimmt Timmy die Verantwortung für die Ernährung von Ruff – aber es ist Lassie, die herausfindet, wie der alte Mann wieder gesund werden kann. Gastdarsteller: James Burke, Stacy Keach, Maudie Prickett |
| 8.33 | 288   | 06. Mai 1962       | Der Forstbeamte                     | Sanctuary                      | Timmy und Cully sind empört, als das letzte Stück echtes Waldland in der Gegend, in dem man Schlitten fahren kann, für eine Zubringerstraße geopfert werden soll. Auf Anraten eines örtlichen Richters bringt ihre Briefkampagne einen Ranger dazu, das Gebiet zu inspizieren, um zu sehen, ob es zum Naturschutzgebiet erklärt werden kann. Doch als Ranger Weldon (William Schallert) eintrifft, werden ihre wohlmeinenden Pläne, ihm die Gegend zu zeigen, fast zu ihrem Verhängnis. Gaststar: Fuzzy Knight als Richter Fred Beber |
| 8.34 | 289   | 13. Mai 1962       | Das Kälbchen                        | Lassie and the Calf            | Timmy kümmert sich während Ezra Tates (L. Q. Jones) Abwesenheit um Eloise, eine ruppige Bauernkuh. Als das Tier früh gebiert, verlieben sich Junge und Hund in Lucky, das kränkliche Kalb, dessen Leben sie retten. Als sie aber herausfinden, dass Ezra Tate plant, das Kalb zu schlachten, stiehlt Lassie es. Timmy hingegen kann einen jungen Anwalt dazu bringen, seinen Standpunkt vor Gericht zu vertreten, um Lucky zurückzubekommen. |
| 8.35 | 290   | 20. Mai 1962       | Klein Lena                          | Elephant Sitters               | Cullys schnatternder Freund O’Toole bittet den alten Mann, sich um sein Elefantenbaby Little Lena zu kümmern, während er auf der Suche nach der versteckt gelegenen Escondido-Mine unterwegs ist. Wenn er nicht bald Gold findet, muss er Lena an den Zoo verkaufen. Aber während sie Lena im Auge behalten, entdecken Cully und Timmy einen Weg, wie der eigensinnige Elefant Geld verdienen könnte. |
| 8.36 | 291   | 27. Mai 1962       | Ärger mit Sabbah                    | Lassie and the Tiger           | Timmys Angelausflug wird unterbrochen, als ein Wildtiertrainer seinen Tiger im See schwimmen lässt: Das Tier findet Gefallen an Timmy und folgt ihm vom Wald bis zur Farm. |
| 9.01 | 292   | 30. September 1962 | Der Zauberer                        | Fine Feathered Friend          | Lassie sorgt sich um Cleo, die verschwundene Taube eines Zauberers, deren Schicksal ihr nicht egal ist. Als der Zauberer mit seinem Auto von der Straße abkommt, als er einen Moment lang unaufmerksam ist, und sich nicht allein aus dem Wagen befreien kann, ist Cleo, die unverletzt geblieben ist, seine Rettung, da sie wegfliegen und Hilfe herbeiholen kann. |
| 9.02 | 293   | 07. Oktober 1962   | Pflegekinder                        | Quick Brown Fox                | Timmy und Lassie kümmern sich um einige verwaiste Füchse, deren Mutter von den Hunden des neuen Nachbarn Ed Bates, seines Zeichens Hundetrainer, getötet worden ist. Paul erklärt sich damit einverstanden, dass Timmy sich um die jungen Tiere kümmert, bis sie entwöhnt sind, als er jedoch Lassie dabei erwischt, wie sie die Kleinen mit Fleisch füttert, besteht Paul darauf, dass die Tiere zurück in die Wildnis müssen. Doch Lassie besucht die kleine Füchse regelmäßig und versorgt sie mit Futter. |
| 9.03 | 294   | 14. Oktober 1962   | Andys Hund / Verzweifelte Suche     | Desperate Search               | Timmy verspricht seinem Freund Andy Brown, der über Wochenende weg ist, dass er sich um dessen schwangere Hündin Sybil kümmern werde. Als er das Tier mit in die Stadt nimmt, um Lassie in der Klinik von Doc Weaver abzuholen, wird Sybil von einem zu schnell fahrenden Lastwagen angefahren. Die Hündin rennt davon, um ihre Welpen in einem bröckelnden, verlassenen Minenschacht zur Welt zu bringen. Timmy, Lassie und auch Ruth suchen verzweifelt nach ihr. Zum Glück gelingt es Lassie, die Welpen, einen nach dem anderen, aus dem einsturzgefährdeten Minenschacht herauszuholen und in Sicherheit zu bringen. |
| 9.04 | 295   | 21. Oktober 1962   | Die Ölleitung                       | Home Within a Home             | Cullys alte Scheune muss abgerissen werden, da eine neue Gasleitung direkt durch sie hindurch verlegt werden soll. Dem alten Mann gelingt es jedoch nicht, seine Tiere dazu zu bringen, das Gebäude zu verlassen. Kaum dass Timmy und Cully die Tiere weggebracht haben, kehren sie zurück und lassen sich erneut in der alten Scheune nieder. Auch einige Wildtiere haben sich dort ein Zuhause gesucht. Timmy macht daraufhin, angeregt durch die Erklärung seiner Lehrerin, dass jeder Bürger das Recht habe, Gesetzesänderungen vorzulegen, Bilder von den Tieren und nimmt Kontakt mit der Calverton Times auf. |
| 9.05 | 296   | 28. Oktober 1962   | Seuchengefahr                       | Deadly Goats                   | Paul Martin befiehlt seinem Sohn Timmy, die Ziegen im Auge zu behalten, die er nahe einer Schlucht geweidet hat. Eines der Tiere ist bereits an Anthrax gestorben, sodass die fünf verbliebenen Ziegen genau beobachtet werden müssen. Timmy befestigt Weinreben um das Ziegengehege im Glauben, dass die Tiere so nicht entkommen können. Dann geht er in der Nähe Beeren pflücken, die seine Mutter benötigt. Das Ergebnis ist, dass die Ziegen aufgrund von Timmys Nachlässigkeit entkommen können, da es für sie ein Leichtes ist, die Weinreben zu zerkauen. Das hat schlimme Folgen, da die Martins mit Hilfe des County-Agenten Les Sims und Doc Weavers nun bis Sonnenuntergang beweisen müssen, dass ihre Ziegen den County nicht verlassen haben. Sollte das nicht gelingen, muss der Tierarzt das Gebiet unter Quarantäne stellen und die Ernte der Farmer zerstören. |
| 9.06 | 297   | 04. November 1962  | Aktion Rehkitz                      | Fawn Patrol                    | Timmy und Lassie helfen dem Ranger Mark Adams, Kitze für ein Naturschutzprojekt zu markieren. Dabei stellen sie fest, dass Hirsche und andere Tiere durch Fallen gefährdet sind, die ein griesgrämiger Farmer aufgestellt hat, um, wie er es später ausdrückt, „Ungeziefer“ zu fangen. Dann jedoch gerät der Mann selbst in eine seiner Fallen, als er von einem Puma verfolgt wird. Seine Rettung verändert seine Einstellung und somit auch sein Leben. |
| 9.07 | 298   | 11. November 1962  | Der wilde Mustang                   | Gentle Savage                  | Timmy und Lassie kümmern sich um einen wilden Hengst. Nachdem das Tier von einer Klippe gestürzt ist, wird es ganz plötzlich und ohne ersichtlichen Grund zahm. Als das Pferd dann jedoch dem Mann zurückgegeben werden soll, der es zähmen wollte, ist Lassie damit gar nicht einverstanden und auch seine neue Freundin will auf keinen Fall zurück. |
| 9.08 | 299   | 18. November 1962  | Das Nest                            | The Nest                       | Timmy und Lassie helfen einer Stockente, die ihre Eier ausgerechnet auf eine Eisenbahn-Stichleitung gelegt hat, die in Kürze in Betrieb genommen werden soll. Lassie setzt nun alles daran, die Gleisputzmannschaft aufzuhalten, bis die Küken geschlüpft sind. |
| 9.09 | 300   | 25. November 1962  | Die Baustelle                       | Lassie’s Ordeal                | Lassie bringt sich in eine unglückliche Lage, als sie einem Kitz helfen will. Das Tier hat sich auf einer an einem Felsvorsprung gelegenen Baustelle verfangen und kommt allein nicht frei. Bauarbeiter, die das Drama beobachtet haben, versuchen beiden Tieren zu helfen. |
| 9.10 | 301   | 02. Dezember 1962  | Smoky, der Feuerwehrhund            | Howling Hero                   | Ausgerechnet Smokey, der neue Hund des Feuerwehrchefs Ed Washburne, hat Angst vor den Sirenen, dem Lärm und sogar der Fahrt im Feuerwehrauto. Timmy und Lassie versuchen ihn zu trainieren, indem sie ihn auf Lärm konditionieren und mit Leckerlis dazu bringen, ins Feuerwehrauto zu springen. Beim ersten Brand, den Smokey miterleben muss, rennt er jedoch davon, nachdem er Timmy zuvor aus Angst gebissen hat. Als es dann jedoch um einen Brand geht, bei dem Ed selbst in Gefahr gerät, beweist Smokey, dass man sich auf ihn verlassen kann. Er überwindet einen sehr schmalen Felsvorsprung, um seinem Besitzer zu helfen. |
| 9.11 | 302   | 16. Dezember 1962  | Ausreißer                           | A Career for Lassie            | Timmy und sein neuer Freund Danny Fuller, der Sohn eines pensionierten Zirkusartisten, haben den Entschluss gefasst wegzulaufen, um sich einem Jahrmarktszug anzuschließen. Auch Lassie soll mitkommen, da sie laut Danny jahrmarktstaugliche Kunststücke könne. Dannys Vater, ein ehemaliger Clown, hat das seiner verstorbenen Frau gegebene Versprechen eingelöst, sich mit dem Jungen auf einer Farm niederzulassen. Danny hat jedoch Heimwehr nach dem Jahrmarktstrubel. Bei Einbruch der Dunkelheit beschließt Timmy jedoch, am nächsten Morgen nach Hause zurückzukehren. |
| 9.12 | 303   | 30. Dezember 1962  | Ein neuer Freund                    | Show Dog                       | Timmy und Lassie freunden sich mit einem Irish Setter an, der für Werbeaktionen für eine Firma für Hundefutter eingesetzt wird und sehr viel – zu viel – arbeiten muss. Nachdem er weggelaufen ist und auf der Farm der Millers landet, lernt er durch Lassie ein anderes, freieres Leben kennen, das ihm besser gefällt. Als er wieder bei seinem allzu strengen Besitzer ist, und so gut wie nichts darf, läuft er erneut davon. |
| 9.13 | 304   | 06. Januar 1963    | Bronzo                              | Decision                       | Da nach zwei Wochen niemand mehr Anspruch auf den kleinen verlorenen Terrier erhebt, gibt Timmy ihn seinem heimwehkranken Freund Ricky, der nach dem Tod seines Vaters gerade bei Verwandten eingezogen ist. Doch als ein Tierhandlungsbesitzer dann behauptet, dass „Bronzo“ wie Ricky das Tier getauft hat, ihm gehöre, fliehen Junge und Hund und geraten in die Strömung eines schnell fließenden Flusses. |
| 9.14 | 305   | 13. Januar 1963    | Die Kugel                           | A Specialist for Lassie        | Die Kugel eines Jägers landet in der Nähe eines Nervenzentrums in Lassies Hals, nachdem sie Cully aus dem Weg, den der Schuss genommen hat, geschoben hat. Doc Weaver hat große Angst, die Hündin zu operieren. Denn wenn die Kugel sich bewegt, könnte Lassie möglicherweise gelähmt sein. |
| 9.15 | 306   | 20. Januar 1963    | Die Taubenzüchter                   | Lassie’s Lonely Burden         | „Lassies Taube“ Goldwing verliert bei ihrem letzten Testlauf vor einem 100-Meilen-Rennen eine Flugfeder und kann nicht fliegen, aber ihre Schwester, Timmys Vogel Ladybird, ist immer noch konkurrenzfähig. Lassies scheinbare Eifersucht macht Timmy wütend – leider könne weder die Hündin noch Ladybird Timmy sagen, dass ein Falke direkt vor der Farm lauert. Gastdarsteller: Don Beddoe |
| 9.16 | 307   | 27. Januar 1963    | Der Sprung vom Felsen               | Swimmers                       | Timmy und Lassie haben sich mit den Andersons angefreundet. Vater und Sohn züchten Labrador-Retriever. Sie versuchen, Mr. Anderson davon zu überzeugen, Kevins Hund Jet nicht einschläfern zu lassen, nachdem ein Sprung, für den er noch nicht bereit war, seine Wirbelsäule verletzt hat. Als Mr. Anderson aber nicht von seinem Entschluss abzubringen ist, nimmt Kevin seinen Hund und rennt mit ihm davon. |
| 9.17 | 308   | 03. Februar 1963   | Forellenfang                        | Lassie’s Fish Story            | Timmy bedauert es, gegenüber dem umstrittenen Joe Bly erwähnt zu haben, dass Lassies im Aufspüren von Fischen außergewöhnliche Fähigkeiten besitzt. Joe Bly belegt im Turnier der Freiwilligen Feuerwehr den ersten Platz. Nachdem Timmy sich freiwillig gemeldet hat, um Ed Washburne dabei zu helfen, seine Punktzahl zu erhöhen, behauptet Joe, dass Lassie für Ed „Fische fängt“, um ihn disqualifizieren zu lassen. Ed leugnet das jedoch. Bly besteht dann darauf, dass Timmy beweist, dass Lassie tatsächlich in der Lage ist, Fische aufzuspüren. Einige Zeitungsreporter kommen der Geschichte auf die Spur und glauben, eine heiße Story entdeckt zu haben, die viele Menschen interessieren könnte. Gaststars: Ed Washburne: Dick Foran, Joe Bly: Charles Watts, Reporter: William Tracy |
| 9.18 | 309   | 10. Februar 1963   | Ein wilder Stier                    | Cully’s Revenge                | Timmy ist schwer erschüttert, nachdem Cullys Hund Sam von einem einzelgängerischen Ochsen aufgespießt und schwer verletzt wurde. Cully, der Tierliebhaber schlechthin, ist völlig verstört. Er reinigt sein Gewehr, um den Ochsen, der seinen geliebten Hund auf dem Gewissen hat, niederzuschießen. Lassie scheint instinktiv zu wissen, dass Sam gestorben ist und führt Timmy zu Cullys Haus, wo der entsetzte Junge seinen Freund findet, der auf Blechziele schießt, sodass Timmy voller Angst nach Hause rennt. Aber Lassie bleibt bei dem alten Mann, der seinen besten Freund verloren hat. |
| 9.19 | 310   | 17. Februar 1963   | Lassies größtes Abenteuer – Teil 1  | The Journey I                  | Timmy und Lassie lernen Jake Hodges kennen, der mit einem Ballon, der mit einem bunten Flyer mit dem Spitznamen „Annabelle“ geschmückt ist, den bevorstehenden Jahrmarkt ankündigt. Aber beim Versuch, „Annabelle“ vor dem Wegfliegen zu retten, ist Timmy im Inneren gefangen. Bevor der Korb den Boden vollständig verlässt, springt Lassie hinein und so starten Junge und Hund auf einen unerwarteten Flug. Radiosprecher: Lloyd Nelson. |
| 9.20 | 311   | 24. Februar 1963   | Lassies größtes Abenteuer – Teil 2  | The Journey II                 | Der Ballon mit Timmy und Lassie verfängt sich in den hohen Ästen der Tannen in der kanadischen Wildnis. Da Timmy weiß, dass niemand sie hoch oben in den Bäumen finden wird, entwickelt er einen Plan, wie Lassie und er aus der großen Höhe herunterkommen können. Aber jetzt müssen sie erst einmal überleben, und ihr erstes Ziel ist es, Wasser zu finden. |
| 9.21 | 312   | 03. März 1963      | Lassies größtes Abenteuer – Teil 3  | The Journey III                | Timmy nutzt seine Scout-Überlebensfähigkeiten, um für sich und Lassie etwas zu trinken zu besorgen, ein Feuer zu machen und einen Bogen zu bauen, um für Essen zu sorgen – aber er wird auf eine harte Probe gestellt, als Lassie von einem Wildschwein angegriffen wird. |
| 9.22 | 313   | 10. März 1963      | Lassies größtes Abenteuer – Teil 4  | The Journey IV                 | Nachdem Timmy Wasser gefunden hat, das hilft, Lassies Fieber zu heilen, glaubt er, dass der Fluss sie flussabwärts zu den Menschen führen wird, und baut ein Floß. Währenddessen kommen die Martins im Dorf Loon Lake in Kanada an und beginne gemeinsam mit den Mounties mit der Suche nach ihrem verschwundenen Kind und Lassie. |
| 9.23 | 314   | 17. März 1963      | Lassies größtes Abenteuer – Teil 5  | The Journey V                  | Lassie wird von Timmy getrennt, als ihr Floß in den Stromschnellen verloren geht. Tapfer setzt die Hündin alles daran, zurück zu Timmy zu finden. Dieser ist inzwischen bei einem taubstummen Indianer gelandet, der seine Familie bei einer Epidemie verloren hat. |
| 9.24 | 315   | 24. März 1963      | Projekt Blaumeise                   | Project Bluebirds              | Timmy beginnt mit dem Bau von Vogelhäuschen, als er feststellt, dass die Bluebird-Population aufgrund fehlender Nistplätze abnimmt. Sein Plan geht auf – bis Stare in die Nachbarschaft eindringen und die örtlichen Bauern zu verzweifelten Mitteln zwingen: Dynamit! Aber das gefährdet Lassies besonderen Bluebird, der bereits Nestlinge verloren hat. |
| 9.25 | 316   | 31. März 1963      | Der Wirbelsturm                     | The Twister                    | Cully ist das Objekt der Verachtung der Nachbarn, als er, nachdem er die seltsamen Gewohnheiten der wilden Tiere beobachtet hat, einen mörderischen Frost vorhersagt, der nicht kommt – dann wird ihm grausam klar, dass etwas Tödlicheres auf das Tal zusteuert. Gastdarsteller: Jim Bannon, Edward Faulkner |
| 9.26 | 317   | 07. April 1963     | Falscher Verdacht                   | Lassie and the Rustler         | Timmy hofft, die 25-Dollar-Belohnung dafür zu erhalten, dass er einen Dieb findet, der Mr. Haynes’ junge Truthähne stiehlt. Lassie führt ihn zum Nest der riesigen Eule die verdächtigt wird, den Schaden angerichtet zu haben. Timmy sieht jedoch, wie einer der Campinggäste eines der Küken rupft. Scheinbar hatte die Eule das Küken erbeutet, das jedoch aus dem Nest gefallen war. Gastdarsteller: Hal Smith |
| 9.27 | 318   | 14. April 1963     | Die Dame aus Nevada                 | Lady from Nevada               | Cully bittet Paul aufgeregt, ihm 25 Dollar zu leihen, um an einem wilden Eselrennen teilnehmen zu können. Er möchte die Gewinnsumme von 175 $ verwenden, um ein Grundstück zu erwerben, das zwischen seiner Farm und der seines Nachbarn Matt Krebs liegt. Aber Krebs, der sich bewusst ist, dass Lassie ein Gewinn für Cully sein könnte, sperrt die widerstrebende Hündin in seine Scheune. Gastdarsteller: Russell Johnson |
| 9.28 | 319   | 21. April 1963     | Operation Waldland                  | Operation Woodland             | Timmy hat den Auftrag, ungeöffnete Tannenzapfen für das Wiederaufforstungsprojekt der Kinder zu sammeln, und „tauscht“ mit einem Eichhörnchen gegen dessen großen Vorrat, aber dann spült ein sintflutartiger Regen die Zapfentüten – und möglicherweise das Eichhörnchen – weg. Gastdarsteller: John Zaremba |
| 9.29 | 320   | 28. April 1963     | Die Sache mit dem Wiesel            | Weasel Warfare                 | Lassie führt Timmy zu Cully, der nach einem Herzinfarkt auf seinem Traktor ohnmächtig geworden ist. Damit er sich nach der Tortur ausruhen kann, meldet sich Timmy freiwillig, um sich um seine Farm zu kümmern – und beginnt einen Kampf gegen Gophers, nachdem diese Cullys preisgekrönte Melonen stibitzt haben. Da weder Gift noch Fallen funktionieren, denkt Timmy, dass es ein Wiesel sein könnte, das hier Mundraub begeht. Dr. Temple: John Zaremba. Fräulein Hazlit: Sally Bliss. |
| 9.30 | 321   | 05. Mai 1963       | Wachhund King                       | Silver Soldier                 | Lassie, die sich die Zeit damit vertreibt, King, einen Armee-Kriegshund, der zum Wachposten umgeschult wird, zu beobachten, nimmt den Deutschen Schäferhund mit nach Hause, nachdem einer seiner Hundeführer verletzt wurde. Dort greift King John Givens an, einen der Nachbarn der Martins, sodass Timmy das Tier erst einmal in die Scheune sperren muss. |
| 9.31 | 322   | 12. Mai 1963       | Geschmackssache                     | A Matter of Pride              | Das erste Flugturnier der Tauben des Calverton Pigeon Club könnte gleichzeitig ihr letztes sein: Auch nach zwei Stunden ist keine der Tauben wieder aufgetaucht. Timmy, der das Turnier organisiert hat, macht sich zusammen mit Lassie auf die Suche nach den Vögeln. Tatsächlich findet das Duo Timmys eigene Taube Goldwing, die hinter einem Elektrozaun an einer Radarstation gefangen ist. Gastdarsteller: Bonita Granville, Charles Meredith / Hinweis: Offenbar liegt die Farm der Martins in der Nähe eines kleinen Flughafens, dessen Radarsignale die Tauben verwirrt haben könnten. |
| 9.32 | 323   | 19. Mai 1963       | Der Adlerhorst                      | Eagle’s Lair                   | Timmy und Lassie helfen einem verwundeten Weißkopfseeadler, indem sie ihn mittels einer Gans zurück in sein Nest locken, damit er sich um seine Jungen kümmern kann. Vorsichtshalber ist die von Timmy und Lassy adoptierte Gans Mrs. Eagle zur Stelle, um sich ebenfalls um die Jungen zu kümmern. Timmy will so vermeiden, dass die Tiere von einem Ornithologen der Regierung mitgenommen werden. |
| 10.01 | 324   | 29. September 1963 | Auf der Vogelwache                  | Lassie and the Birdwatch       | Timmy, der für eine wichtige Rechenprüfung lernen muss, wird von Lassie immer wieder abgelenkt, die wandernde Enten retten will, die sich im Schlamm eines Sumpfes nicht mehr fortbewegen können. Die Wasserstelle wurde von deren Besitzer, Mr. Harbull, trockengelegt. Harbull glaubt, dass Scuba, sein Labrador, und Lassie die Enten eventuell von dort fernhalten können. Doch kurz darauf erweist sich das entwässerte Sumpfgebiet nicht nur für Enten als gefährlich. |
| 10.02 | 325   | 06. Oktober 1963   | Das Abkommen                        | The Agreement                  | Matt Krebs und Cully geraten in Streit, als Krebs den Großteil der Bäume auf einem gemeinsam gekauften Grundstück fällen will. Cully besteht darauf, dass aus der zwischen beiden getroffenen Vereinbarung hervorgehe, dass die Bäume ihm gehören würden. Allerdings wird der Beweis schwierig, da ein Bärenjunges in Cullys Haus eingedrungen war und die entsprechende offizielle Vereinbarung mitgenommen hat. |
| 10.03 | 326   | 13. Oktober 1963   | Eine gefährliche Kurve              | Lassie to the Rescue           | Nachdem ein weiterer Nachbar der Martins auf einer örtlichen an einer Klippe liegenden Straße beinahe verletzt worden wäre, planen Ruth und ihre Freunde, Maßnahmen zu ergreifen, die sicherstellen sollen, dass so etwas nicht noch einmal passiert. Dann erzählt Paul ihnen jedoch, dass eine entsprechende Gesetzgebung mindestens ein weiteres Jahr benötige. Auf einmal ist die durch die Straße gegebene Gefahr ganz nah. |
| 10.04 | 327   | 20. Oktober 1963   | Jeeper, das zottelige Ungeheuer     | Jeeper                         | Mr. Boles’ großer, freundlicher – aber äußerst undisziplinierter – Hund Jeeper, den sogar Timmy und Lassie hin und wieder als lästig empfinden, findet den vermissten dreijährigen Johnny Wyatt. In einem Zeitungsbericht und im Fernsehen wird allerdings Lassie als Retter genannt und entsprechend gelobt. |
| 10.05 | 328   | 27. Oktober 1963   | der erste Preis                     | A Time for Giving              | Als Timmys Freund Ricky nach Frankreich zurückkehrt und seinen Yorkshire-Terrier Bronzo nicht mitnehmen kann, gibt Timmy den Hund spontan Cully, der seit dem Tod seines Hundes Sam ziemlich einsam und traurig ist. Als der von Cully in Silky umbenannte Hund versehentlich Cullys Bewässerungspumpe kaputt macht, wodurch seine Maisernte ernsthaft gefährdet ist, stellt Timmy sich die Frage, ob es richtig war, den lebhaften Terrier Cully geschenkt zu haben. |
| 10.06 | 329   | 03. November 1963  | Alarmstufe Drei                     | Three Alarm                    | Ed Washburne setzt sich beim Stadtrat dafür ein, ein neues Feuerwehrauto als Ersatz für den alten Lastwagen des Calverton Volunteer Departments anzuschaffen. Ein einflussreicher Farmer überzeugt die Mitglieder des Stadtrats allerdings davon, dass eine Neuanschaffung nicht nötig sei, wozu zusätzlich beiträgt, dass er sich über Timmy geärgert hat. Einige Tage später fängt seine eigene Scheune Feuer. |
| 10.07 | 330   | 10. November 1963  | Der Schatz – Teil 1                 | The Treasure (1)               | Während eines zweitägigen Campingausflugs besuchen Timmy und Cully die Hütte des verstorbenen John Barrett, der in der Nähe eines örtlichen Sees ein Thoreau-ähnliches Leben führte. Auf einer Tafel über seinem Kamin steht: „Schau nach oben, Freund. Der Adler weiß, wo der größte Schatz der Welt ist.“ Als sie bemerken, dass ein in der Hütte gefundener Adler einen Beutel umklammert, sind sie entschlossen herauszufinden, welchen „Schatz“ das Tier wohl bei sich trägt. |
| 10.08 | 331   | 17. November 1963  | Der Schatz – Teil 2                 | The Treasure (2)               | Cullys Bein ist unter einem Felsbrocken eingeklemmt, nachdem er und Timmy beim Aufstieg zu Salomons Nest in einen Steinschlag geraten sind. Als Timmy von einem Mann, der ihm über den Weg läuft, Hilfe erbittet, muss er feststellen, dass dieser von Lassie daran gehindert worden ist, auf den Adler zu schießen, nachdem dessen Manöver, dem Tier eine Falle zu stellen, nicht geklappt hatte. |
| 10.09 | 332   | 01. Dezember 1963  | Schädlingsbekämpfung                | Lassie And the Winged          | Als Timmy am Rand des Aprikosengartens der Martins nach Schmetterlingspuppen für ein Naturstudienprojekt Ausschau hält, findet er Kokons des zerstörerischen Zigeunerspinners. Der benachrichtigte Förster startet eine groß angelegte Suche nach der Quelle des Schädlings ohne zu wissen, dass sie sich in einem Güterwagen befindet, der kurz vor dem Abtransport aus dem Bundesstaat steht. |
| 10.10 | 333   | 08. Dezember 1963  | Der Fotowettbewerb                  | High Tension                   | Als Timmy versucht, mit seinem Drachen ein Luftbild zu machen, um einen Kameraclub-Wettbewerb zu gewinnen, geraten Kamera und Drachen an die Stromleitung, die über dem brandneuen Stall eines Nachbarn verläuft. Kurz darauf fängt das Gebäude Feuer. |
| 10.11 | 334   | 15. Dezember 1963  | Lassies Weihnachtsgeschenk – Teil 1 | Lassie’s Gift of Love (1)      | Mr. Nicholson, ein älterer Flieger, der Spielzeug transportiert, besucht die Martins. Gemeinsam mit Timmy startet er ein Weihnachtsprojekt. Man will hungrige Waldtiere füttern. Was die beiden nicht bedacht haben, durch die Anwesenheit vieler Waldtiere werden Wölfe, die bereits hinter den Hügeln gelauert hatten, angelockt, wodurch auch die Nutztiere der Farmer in Gefahr geraten. Das heißt, die Aktion muss schnellstmöglich eingestellt werden. |
| 10.12 | 335   | 22. Dezember 1963  | Lassies Weihnachtsgeschenk – Teil 2 | Lassie’s Gift of Love (2)      | Während Timmy, Paul und Mr. Nicholson damit beschäftigt sind, repariertes Spielzeug für im Krankenhaus liegende Kinder in die Stadt zu bringen, versucht ein Wolf in die Scheune der Martins einzubrechen. Lassie nimmt deren Verfolgung auf und ist plötzlich zusammen mit den Jungen der Wölfe in deren Höhle gefangen. Auf ihrer Suche nach Lassie können Paul, Timmy und Mr. Nicholson Lassie bellen und jaulen hören, ohne sie zu sehen. |
| 10.13 | 336   | 29. Dezember 1963  | Ein verwaistes Fohlen               | Day of Darkness                | Das neue Hengstfohlen auf der Farm der Martins kommt blind zur Welt. Doc Weaver hält es für das Beste, es einzuschläfern, doch Timmy überredet seine Eltern, ihn mit dem Tier arbeiten zu lassen. Könnte eine zufällige Begegnung dazu beitragen, das Fohlen zu retten? |
| 10.14 | 337   | 05. Januar 1964    | Der Pferdedieb                      | Horse Thief                    | Während Timmy für ein Geologieprojekt Steine sammelt, wird er von Lassie auf einen wilden Hengst aufmerksam gemacht, in dem der Junge Square Deal erkennt, das Pferd, das er einst gemeinsam mit Ed Washburne besessen hat. Das Tier hat Stuten, die örtlichen Viehzüchtern gehören, dazu verholfen in die Freiheit zu fliehen. Die Farmer wollen Square Deal töten, Timmy und Washburne sind jedoch entschlossen, den Hengst zu retten. |
| 10.15 | 338   | 12. Januar 1964    | Die Stimme des Herrn                | Her Master’s Voice             | Als Lassie während eines Gewitters unterwegs zur Schule ist, um Timmy abzuholen, wird die Hündin von einem Blitz überrascht, der nicht weit von ihr entfernt einschlägt. Lassie wird kurz ohnmächtig und kann, als sie wieder aufwacht, nicht mehr hören. Ihr Trommelfell scheint Schaden genommen zu haben. Zur selben Zeit sucht Paul im Brunnenhaus nach der Ursache, warum sein Brunnenwasser neuerdings verschmutzt ist. |
| 10.16 | 339   | 19. Januar 1964    | Die Herausforderung                 | A Challenge for Lassie         | Nachdem die Farm der Martins aufgrund einer anhaltenden Dürre mit Ernteausfällen hat zurechtkommen müssen, setzt Timmy Lassie als Sicherheit für eine Teilnahmegebühr ein, die er leisten muss, um an den Midvale Field Trials teilnehmen zu können. Immerhin ist dort ein Preisgeld für den Gewinner in Höhe von 200 US-Dollar ausgelobt. |
| 10.17 | 340   | 02. Februar 1964   | Lassie verschwindet – Teil 1        | The Disappearance (1)          | Die Martins genießen ihren Campingausflug am Seeufer. Ein plötzlich einsetzender Sturm, der Timmy und Paul gefährdet, die noch im See sind, lässt Lassie ins Wasser springen, die den Menschen, die sie liebt, helfen will. Ein plötzlich auftauchender Grizzly verkompliziert das Geschehen zusätzlich. Am Ende bleibt Lassie verschwunden. |
| 10.18 | 341   | 09. Februar 1964   | Lassie verschwindet – Teil 2        | The Disappearance (2)          | Nur widerwillig verlassen die Martins ihr Lager am See ohne Lassie. Wie sollen sie auch wissen, dass die Hündin von dem Ranger Corey Stuart gerettet wurde, der sich zu der Zeit in der Hütte eines Freundes auf der anderen Seite des Sees aufhielt. Während sich Lassie unter Stuarts Pflege langsam erholt, baut sie eine Bindung zu ihm auf. |
| 10.19 | 342   | 16. Februar 1964   | Lassie verschwindet – Teil 3        | The Disappearance (3)          | Lassie erweist sich als unschätzbar wertvoll, als sie Corey auf der Suche nach einem unerfahrenen Jäger begleitet, der außerhalb der erlaubten Saison auf Tiere schießt und zudem mit achtlos eingesetzten Leuchtspurgeschossen einen Waldbrand entfacht hat. |
| 10.20 | 343   | 23. Februar 1964   | Lassie verschwindet – Teil 4        | The Disappearance (4)          | Coreys regelmäßig durchzuführende Lawinenpatrouille ist fällig und Lassie will ihn unbedingt begleiten. Als er mit Tom Baldwin, einem weiteren Ranger, die Station verlassen will, um zwei letzte Gefahrenstellen zu sprengen, merkt man der Hündin ihre Unruhe deutlich an. Unterdessen hat Timmy erfahren, dass Lassie noch lebt. |
| 10.21 | 344   | 01. März 1964      | Lassie verschwindet – Teil 5        | The Disappearance (5)          | Tatsächlich war Lassies Unruhe nicht unbegründet, denn Corey und sein Partner Tom Baldwin sind von einer Lawine verschüttet worden. Lassie rettet die beiden Männer und zu dritt machen sie sich auf den Weg hinaus aus der Wildnis, wobei Corey den verletzten Tom auf einem provisorisch zusammengebastelten Schlitten zieht. |
| 10.22 | 345   | 08. März 1964      | Schafe und Hunde                    | Lassie Counts Sheep            | Als Paul den Diebstahl eines Lamms und weiterer fünfzehn Schafe von seiner Farm anzeigt, erfährt er, dass bei anderen Farmern ebenfalls Schafe verschwunden waren, nach einigen Tagen jedoch auf mysteriöse Weise wieder aufgetaucht sind, ohne dass sie irgendwie Schaden genommen hatten. Lassie ist es, die sodann das Lamm Frisky und einen älteren Hirten mit seiner Herde sowie dessen Old English Sheepdog Toby aufspürt. |
| 10.23 | 346   | 15. März 1964      | Das Erdbeben                        | Lassie and the Moving Mountain | Auf einer Wanderung zur Indian Cave, wo man Timmys neues CB-Funkgerät testen will, eine teure Anschaffung, die von Ruth missbilligt wurde, geraten Timmy und Lassie in ein Erdbeben. Durch einen Riss im Damm am Rock River potenziert sich die Gefahr für Timmy und Lassie noch weiter. |
| 10.24 | 347   | 22. März 1964      | Die Schweinchen                     | Lassie and the Piglets         | Timmy und Lassie haben einen Wurf Ferkel gefunden und nehmen sie mit nach Hause. Als der Bezirksbeamte die Rasse nicht identifizieren kann, vermutet er, dass es sich um Wildschweine handelt. Das würde bedeuten, dass Paul das Saatgut, an das die Tiere herangekommen sind, nicht mehr verkaufen kann. Die Mutter der Kleinen sollte daher dringend gefunden werden. |
| 10.25 | 348   | 05. April 1964     | Der Blindenhund                     | Guide Dog                      | Duke, ein Blindenhund, rettet sein Herrchen vor einem unvorsichtigen Motorradfahrer. Zunächst sieht es so aus, als sei er verletzt, dann stellt sich jedoch heraus, dass er das Vertrauen in sich selbst verloren zu haben scheint. Timmy und Lassie setzen alles daran, ihm zu helfen und Duke klarzumachen, dass er gut und richtig gehandelt hat und nicht anders hätte reagieren können. |
| 10.26 | 349   | 12. April 1964     | Bienen                              | Bee Line                       | Da es schon seit geraumer Zeit nicht mehr geregnet hat, mietet Paul einen Bienenstock, um den Pfirsichgarten bestäuben zu lassen. Dass ein Stinktier den Bienenstock überfallen kann, ist auch Timmy zu verdanken, der Lassie nicht nach draußen gelassen hat. Die Hündin sollte auf eine Hundeausstellung und war gerade frisch gebadet worden. Timmy versucht sein Versäumnis wieder gut zu machen, indem er versucht, andere Bienen anzulocken, die einen neuen Bienenstock bilden sollen. |
| 10.27 | 350   | 19. April 1964     | Fahrerflucht                        | Hit’n’Run                      | Als ein Mitglied des 4H-Clubs Timmy versehentlich mit seinem Auto von der Straße stößt und sich danach eilig entfernt, wird nur Lassie Zeuge dieses Vorfalls. Als der junge Mann Timmy dann im Krankenhaus besucht, um ihm Süßigkeiten zu bringen und auch um herauszufinden, ob Timmy sich an irgendetwas erinnert, reagiert Lassie feindlich ihm gegenüber. |
| 10.28 | 351   | 26. April 1964     | Der Wolfshund                       | Lassie and the Savage          | Als Blaze, ein Wolfshund, der sich nicht einfangen lässt, wieder in Calverton auftaucht, ist die Bevölkerung alarmiert. Es werden Schritte eingeleitet, um das Tier zu jagen. Zu dieser Zeit ist ein Naturforscher unterwegs, der in der Gegend Vögel beringt. Der Mann ist von einer Klippe gestürzt und von Blaze entdeckt worden. Nun versucht das Tier, Lassie dazu zu bringen, ihm zu dem abgestürzten Naturforscher zu folgen im Wissen, dass er selbst keinen Menschen dazu bringen kann, ihm in den Wald zu folgen, um dann für Hilfe zu sorgen. |
| 10.29 | 352   | 03. Mai 1964       | Der Waschbär                        | The Samaritans                 | Timmy und Lassie begehen den Fehler, einen verletzten Waschbären aus seiner natürlichen Umgebung zu reißen und mit auf die Farm der Martins zu nehmen. Das hat nur Folge, dass das Tier, als es wieder gesund ist, immer wieder zur Farm der Martins zurückkehrt, meist in Gesellschaft weiterer Waschbären, um sich den Hybridmais der Martins schmecken zu lassen. Wenn Paul keine Möglichkeit findet, wie er die Waschbären von seinem Maisfeld fernhalten kann, muss er sie erschießen. Schließlich übernachten Timmy und Lassie im Maisfeld, um einerseits den Mais, andererseits aber auch die Waschbären zu schützen. |

### Folgen 353 bis 525 (Lassie beim United States Forest Service)
| \| Staffel \| Folge \| Erstausstrahlung \| deutscher Titel \| Originaltitel \| Kurzfassung der Handlung \| \| 11.01 \| 353 \| 06. September 1964 \| Lassies neue Heimat – Teil 1 (alternativ: Lassies neue Heimat: Timmys Abschied) \| The Wayfarers (1) \| Timmy reagiert aufgeregt und freut sich, als seine Eltern ihm mitteilen, dass die Familie nach Australien ziehen werde. Als er aber erfährt, dass Lassie sechs Monate lang unter Quarantäne gestellt werden müsste, man ihr das nicht zumuten wolle, und die Hündin daher nicht mitkommen könne, ändert Timmy seine Meinung. \| \| 11.02 \| 354 \| 13. September 1964 \| Lassies neue Heimat – Teil 2 (alternativ: Lassies neue Heimat: Irrfahrt) \| The Wayfarers (2) \| Lassie hat sich inzwischen bei Cully eingelebt und ist hauptsächlich damit beschäftigt, Cullys vorwitzigen Yorkshire-Terrier Silky in Schach zu halten. Als der ältere Mann dann einen weiteren Herzinfarkt erleidet, holt Lassie Doc Weaver. Während dieser Cully ins Krankenhaus bringt, läuft Silky davon und wird so zum Freiwild für Touristen in einem Touristenlager. \| \| 11.03 \| 355 \| 20. September 1964 \| Lassies neue Heimat – Teil 3 (alternativ: Lassies neue Heimat: Eine neue Heimat) \| The Wayfarers (3) \| Während Lassie und Silky durch den Blue Canyon wandern, wo Silky durch einen plündernden Falken in Gefahr gerät, taucht ein alter Freund des Collies auf – der Wildhüter Corey Stuart, der sich sofort auf die Suche nach den inzwischen vermissten Hunden macht. \| \| 11.04 \| 356 \| 27. September 1964 \| Die Sache mit dem Adler \| Incident of the Eagle \| Nachdem Coreys mit seinem Vermessungsflugzeug über Pine Ridge ein Adlerweibchen getroffen und verletzt hat, kümmert sich Lassie um deren beide hilflosen Jungtiere. Er füttert sie und wehrt einen hungrigen Rotluchs ab, während Corey und der Wildhüter das Muttertier einfangen und behandeln. \| \| 11.05 \| 357 \| 04. Oktober 1964 \| Rickys Kummer \| Climb the Mountain Slowly \| Der dreizehnjährige Ricky Sutton verzichtet auf vieles, was Kinder in diesem Alter gern tun, beispielsweise auf Baseball, um seinen Vater bei einem wichtigen Holzeinschlag zu helfen. Die Suttons hoffen, dass sie damit die schwächelnde Gemeinde Denton unterstützen können, indem sie wieder Geschäfte mit ihr machen. Als Kollegen seines Vaters Ricky aufziehen, ist er verletzt und wütend zugleich. Er versucht daraufhin, einen Bulldozer zu fahren, um zu beweisen, dass er erwachsen ist. Das birgt jedoch ungeahnte Gefahren nicht nur für ihn selbst, sondern auch für Lassie. \| \| 11.06 \| 358 \| 11. Oktober 1964 \| Lasst doch die Biber bauen \| Leave It to Lassie and the Beavers \| Der neue stellvertretende Bezirksranger Hank Whitfield erhält seine Feuertaufe, nachdem die streitsüchtige Maude Lester (Jeanette Nolan) den Bibern, die die Quelle des Baches aufgestaut haben, der ihre Ranch mit Wasser versorgt, Gegenmaßnahmen angedroht hat. Lassie ist es, die herausfindet, dass Maude eigentlich ein sehr gutes Herz hat und der Trick darin besteht, sie dazu zu bringen, die Biber zu mögen. Andererseits aber die Biber davon zu überzeugen, sich einen anderen Bach zu suchen, den sie stauen können. \| \| 11.07 \| 359 \| 18. Oktober 1964 \| Das kleine Mädchen und das Armband \| Lassie and the Shifting Sands \| Während Corey als Berater für ein Stranderholungsgebiet fungiert, freundet sich Lassie mit einem kleinen Mädchen an, das niemanden hat, mit dem es spielen kann. Zur selben Zeit verliert Gayle am Strand das Armband ihrer geliebten Großmutter, ein Jubiläumsgeschenk deren verstorbenen Mannes. Kurz darauf zieht ein Sturm auf. \| \| 11.08 \| 360 \| 25. Oktober 1964 \| Der Einzelgänger \| Lassie and the Loner \| Corey bietet Jim Shelley seine Hilfe an, da er erkannt hat, dass der junge Mann die Wildnis liebt und Potenzial als Ranger hat. Der Crewchef des Chalk Mountain Erosion Control-Projekts hingegen hält Jim für anspruchslos und unfallanfällig. Jim lehnt jedoch Coreys Hilfe ab und auch eine Broschüre, die dieser ihm überlassen will. Es gibt ein Geheimnis um den jungen Mann, das er auf keinen Fall preisgeben will. Er ist Analphabet. \| \| 11.09 \| 361 \| 08. November 1964 \| Von Hunden und Schafen – Teil 1 \| Lassie and the Fugitive (1) \| Ein Hund, der bisher mit seinen Besitzern, einem älteren Paar, auf einem Bauernhof lebte, wird von diesen zurückgelassen, als sie in die Stadt umziehen. Während er dabei hilft, eine Schafherde vor einem Rudel wilder Hunde zu verteidigen, wird er angeschossen. Lassie freundet sich mit dem verletzten Tier an und ist auch zur Stelle, als die wilden Hunde sich ihrem neuen verletzten Freund erneut nähern. \| \| 11.10 \| 362 \| 15. November 1964 \| Von Hunden und Schafen – Teil 2 \| Lassie and the Fugitive (2) \| Lassie setzt sich mit aller Macht gegen den Anführer des Hunderudels zur Wehr, um ihre neue Freundin zu retten. Derweil suchen Corey und Barney verzweifelt nach Lassie und sind in großer Sorge, dass die Schäfer, die die Wildhunde jagen, sie töten könnten. Nachdem Lassie siegreich war, führt sie den verletzten Hund in einer Art Versteckspiel, das nicht ungefährlich ist, von den Schafhirten weg. \| \| 11.11 \| 363 \| 22. November 1964 \| Die kleine Schonung \| Nature’s Way \| Die Schützlinge der Physiotherapeutin Nancy Hoyt, Karen, Ann und Mike beteiligen sich alle freudig an einem Baumaufforstungsprojekt als Therapie. Karen ist querschnittsgelähmt, Ann braucht Krücken zum Gehen und trägt eine Zahnspange, und Mike, der ebenfalls eine Zahnspange trägt, kann sich nur schlecht fortbewegen. Corey und Nancy machen sich allerdings Sorgen um einen weiteren Schüler, einen verzweifelten Jungen namens Jimmy, der es nicht schafft, daran zu glauben, dass nach einem Tief auch wieder ein Hoch folgt. Als die Sämlinge durch ein von einem Blitz entfachtes Feuer verbrennen, verstärkt das die Hoffnungslosigkeit des jungen Mannes noch weiter. \| \| 11.12 \| 364 \| 29. November 1964 \| Eine wichtige Entscheidung \| Crossroad \| Corey glaubt, dass Jim McKinnon klug genug ist, um auf’s College zu gehen. Jim würde aber lieber arbeiten und Geld verdienen, um seine Freundin Jody heiraten zu können. Tatsächlich bekommt er einen Job in Coreys Arbeitsteam. Dieser bittet den Teamchef, ein Auge auf Jim zu haben und ihn spüren zu lassen, was harte Arbeit bedeutet. Jim bleibt jedoch stur bei seiner Meinung. Nach einem Angriff auf seinen Vater, macht sich der impulsive junge Mann auf die Jagd nach einem verwundeten Puma – und das im Dunkeln. \| \| 11.13 \| 365 \| 06. Dezember 1964 \| Gefahr in den Bergen \| Mountain Mystery \| Corey erkrankt während der Vermessungsarbeiten im Echo Canyon und muss daher den Wald sperren, und das 48 Stunden bevor die Saison für die Touristen beginnt. Der Zorn des Bürgermeisters und anderer lokaler Geschäftsleute der Gegend lässt nicht lange auf sich warten. Trotz seines angeschlagenen Gesundheitszustands, sucht Corey nach der Ursache des Problems. Die Annahme, dass es durch Insekten verursacht werde, weist er zurück, da er ziemlich sicher ist, dass das Problem etwas mit der Wasserversorgung zu tun haben muss. Tatsächlich hat er recht mit dieser Annahme. Sorgen macht ihm, dass etwas von dem Gift, das ins Wasser gelangt ist, von Lassie beim Trinken aufgenommen wurde. \| \| 11.14 \| 366 \| 13. Dezember 1964 \| Die diebische Bärin \| Realm of the Wild \| Als ein Bär auf dem Twin Oaks-Campingplatz Essen von Campern plündert, hilft Corey dem örtlichen Wildhüter, das Tier in ein Gebiet umzusiedeln, das fernab von Touristen liegt. Die Männer wissen nicht, dass die Bärin ein Junges zurückgelassen hat, das – zum Glück für den kleinen Kerl – von Lassie gefunden wird, die einen Rotfuchs und einen Habicht abwehrt, um das Bärenjunge dann in Sicherheit zu bringen. \| \| 11.15 \| 367 \| 20. Dezember 1964 \| Der kleine Weihnachtsbaum \| The Little Christmas Tree \| Gerade die Weihnachtsbäume, die die Pine Valley Community Church jedes Jahr an bedürftige Familien verschenkt, die sich eine Ausgabe dafür nicht leisten können, sind gestohlen worden. Lassie findet sie auf einem Grundstück mit vielen Bäumen, das von zwei eigensinnigen Brüdern verwaltet wird. Unter den gestohlenen Bäumen befindet sich auch der Baum, den der junge Billy für ein besonderes Projekt ausgesucht hat. \| \| 11.16 \| 368 \| 27. Dezember 1964 \| Von nun an heißt der Hengst Mirakel \| Lassie Works a Miracle \| Lassie rettet einen unberechenbaren Hengst vor dem Tod, der bereits zwei Personen verletzt hat. Dabei befreit er das Tier, mehr aus Versehen, sodass Corey und dessen Besitzer sich unter Mitnahme einer Betäubungspistole auf die Suche, nach ihm machen. Diese führt sie ins hügelige Bergland. Leider sind auch Männer unterwegs, die mit scharfer Munition auf das Pferd schießen wollen. Unerschrocken wie es ihre Art ist, begibt sich Lassie auf ihre ganz eigene Rettungsmission. \| \| 11.17 \| 369 \| 03. Januar 1965 \| Gary und sein Kätzchen \| It’s An Ill Wind \| Da die Witwe eines Holzfällers ihrem Sohn Duchess nicht erlaubt, eine streunende Katze, und ihre drei Kätzchen zu behalten, versteckt er sie in einer Waldhöhle, die von Corey und Lassie entdeckt wird. Als ein heftiger Sturm losbricht, laufen Corey und Lassie zur Höhle, um die Tiere zu retten. Der Zusammenbruch einer Stromleitung wird ihnen zum Verhängnis, da sie dadurch in der Höhle gefangen sind. \| \| 11.18 \| 370 \| 10. Januar 1965 \| Schwierige Rettung \| Lassie and the Girl in the Canyon \| Hanks Schwester, eine Lehrerin, weilt zu Besuch bei ihm und stürzt schwer, als sie mit Lassie den Devil’s Canyon erkundet. Hank und Corey, die auf der Suche nach ihr sind, finden sie in einem bedenklichen Zustand vor, da sie unfähig ist, ihre Beine zu bewegen. Es geht nun darum, den kürzesten Weg zurückzufinden, um Hanks Schwester einem Arzt vorzustellen. Da man damit rechnen muss, dass sie auch eine Rückenverletzung hat, ist größte Vorsicht geboten, um eine mögliche Verletzung nicht noch zu verschlimmern. Da Hank den kürzesten, aber gefährlicheren Weg gehen will, muss Corey, der vernünftiger ist, die richtige Wahl treffen. \| \| 11.19 \| 371 \| 24. Januar 1965 \| Besuch im Zoo \| Stranger in the Woods \| Nachdem Lassie versehentlich Louie, einen Mynah-Vogel, befreit hat, dem der Hausmeister des Pine Valley Zoos beigebracht hat, seinen eigenen Namen zu rufen, sucht die Hündin im Wald nach dem entflogenen Tier. Louie wird bereits von einem Falken ins Visier genommen und auch ein Fuchs zeigt sich interessiert. \| \| 11.20 \| 372 \| 31. Januar 1965 \| Hochwasser \| High Water \| Der Rancher Wade Banning erzählt Corey, dass er es sich nicht leisten könne, sein Land neu zu bepflanzen, das einem Waldbrand zum Opfer fiel. Dadurch erhöht sich die Gefahr von Erosion und Überschwemmung. Als bald darauf ein heftiger Sturm Braddock County heimsucht, sind Bannings Tochter Linda und deren Collie-Welpe Tina im schnell steigenden Wasser gefangen, während ein Entwässerungskanal bereits vollständig überflutet ist. \| \| 11.21 \| 373 \| 07. Februar 1965 \| Der ewige Verlierer \| The Loser \| Auf dem Weg zu einem neuen Auftrag in Brockton macht Corey einen Umweg, da er das Gold Creek-Gebiet besuchen will, ein Gebiet um ein verlassenes Minenwerk herum, in dem Corey gemeinsam mit seinem Vater einst jagte und fischte. Dort kommt es zu einer Verfolgung eines entflohenen Gefangenen, der wegen eines bewaffneten Raubüberfalls verurteilt wurde und zudem Coreys Auto stehlen wollte. Bei dem Mann handelt es sich um Eddie Burch, einen Zyniker. Die Männer und Lassie, befinden sich in der Mine, als diese einstürzt. Die Frage ist nun, wenn Lassie einen Ausweg aus dieser schwierigen Lage finden kann, kann Eddie dann das Vertrauen, das Corey und Lassie ihm entgegenbringen, rechtfertigen. Eddie erzählt, dass sein Vater und sein Onkel Bergleute gewesen seien, die beim Einsturz einer Mine ihr Leben verloren. \| \| 11.22 \| 374 \| 14. Februar 1965 \| Ein alter Mann mit Namen Boone Sawyer \| The Old Man in the Forest \| Boone Sawyer, der inmitten des Nationalforstes im Einklang mit wilden Tieren lebt, gerät in Schwierigkeiten, weil er Jäger von einem von ihm großgezogenen Hirsch verscheucht hat. Nachdem Corey sich mit dem Einsiedler angefreundet hat, versucht er, ihm zu helfen, bevor er verhaftet wird. \| \| 11.23 \| 375 \| 21. Februar 1965 \| Die Trennung – Teil 1 (alternativ: Lassies Weg nach Haus I) \| Look Homeward, Lassie (1) \| Als ihr Flugzeug in der Nähe des Little River Canyon vom Blitz getroffen wird, während sie die Aktivität eines Sturms beobachten, springen Corey und Lassie mit dem Fallschirm aus dem beschädigten Flugzeug, werden bei dieser Aktion jedoch getrennt. Während Corey sich im Krankenhaus von einer Operation nach einer Kopfverletzung erholt, kämpft Lassie, die bei der Landung in einem Bach gelandet war, sich aus dem Wasser und macht durchquert die Wüste, um den Weg nach Hause zu finden. \| \| 11.24 \| 376 \| 28. Februar 1965 \| Die Trennung – Teil 2 (alternativ: Lassies Weg nach Hause II) \| Look Homeward, Lassie (2) \| Lassie durchstreift auf ihrem Weg zurück nach Hause eine Geisterstadt, wo sie zur Gefangenen eines streitsüchtigen Goldsuchers wird, der bemerkt hat, wie beruhigend Lassies Gegenwart auf seinen störrischen Esel wirkt. Er hatte die durstige Hündin mit Wasser angelockt. Mit Hilfe des Esels gelingt es Lassie jedoch, zu entkommen. Lassies Hilfe ist erneut gefragt, als sie zwei entlaufenen Jungen in einem Güterwagen beisteht. \| \| 11.25 \| 377 \| 07. März 1965 \| Die Trennung – Teil 3 (alternativ: Lassies Weg nach Hause III) \| Look Homeward, Lassie (3) \| Wieder kommt Lassie ihre Hilfsbereitschaft teuer zu stehen. Als sie dem Viehzüchter Mort Morgan dabei hilft, dem Ansturm durch einen räuberischen Wolf zu entgehen, verletzt sie sich am Bein. Später hilft sie ihm dann noch, den Wolf aufzuspüren, während ein mysteriöser Adler sie zu bewachen scheint. Unterdessen appelliert Corey an seine Vorgesetzten, ihn nach Lassie suchen zu lassen. Später stellt sich heraus, dass der Adler Lassie den Weg zurück nach Hause gewiesen hat. Als Corey sie in der Ferne bellen hört, schlägt sein Herz vor Freude schneller. \| \| 11.26 \| 378 \| 14. März 1965 \| Die kranke Wildgans \| Day of Devotion \| Nachdem Lassie Corey zur Abnahme einer Schneeprobe begleitet hat, beobachtet sie, wie eine Gans vom Himmel zu fallen scheint, gefolgt von ihrem Partner. Es stellt sich heraus, dass die Gans ebenso Opfer einer Metallvergiftung geworden ist wie Coreys Kumpel Hank. Beide benötigen sofortige Hilfe. Berührend ist, dass der Gänserich nicht von der Seite seiner Partnerin weicht. Während Corey alles daran setzt, das Leben von Hank zu retten, ist es Lassie, die das lebensrettende Gänseserum transportieren muss, als Coreys Truck zwei Meilen von der Rangerstation entfernt eine Panne hat. \| \| 11.27 \| 379 \| 21. März 1965 \| Der Wald brennt \| Tinderbox \| In den Austin Kennels ist ein Waldbrand ausgebrochen, nachdem ein unvorsichtiger Autofahrer – die Trockenperiode ignorierend – seine noch glimmende Zigarette achtlos aus dem Fenster geworfen und damit den Brand ausgelöst hat. Als der junge Doug Austin die Bergbewohner vor dem Feuer warnen will, gerät er ins Zentrum des Feuers. \| \| 11.28 \| 380 \| 28. März 1965 \| Das Mädchen vom Fluss \| Lassie and the Swamp Girl \| Als Corey sich mit dem alten Huber Dawes über den Zugang zu Bundescampingplätzen, die teils auch über dessen Land führen, verliebt sich Dawes Enkelin Mattie (Suzanne Cupito) in Lassie, den sie unbedingt haben möchte. Bei passender Gelegenheit begibt sie sich mit dem Tier auf eine gefährliche Nachtwanderung durchs Sumpfgebiet ihres Großvaters, um Lassie zu sich nach Hause zu locken. Die Frage ist allerdings, will Lassie überhaupt bei ihr bleiben? \| \| 11.29 \| 381 \| 04. April 1965 \| Im Kühlwagen \| Trouble Below Zero \| Lassies Probleme beginnen damit, dass sie einem Kühllieferwagen folgt, in dem ihr Kumpel, ein kleiner Mischling namens Binks, eingesperrt wurde. Auf dem Fleischmarkt vertreibt man die Hündin, die sodann von einem Hundefänger gefangen genommen wird und sich letztendlich auch noch mit dem Wachhund des Marktes auseinandersetzen muss. \| \| 11.30 \| 382 \| 11. April 1965 \| Der Besuch eines kleinen Affen \| Runaround \| Ein entkommenenes Schimpansenbaby namens Debbie, das Lassie aus dem Wald gerettet hat, verwüstet die Rangerstation. Der Zeitpunkt ist selten ungünstig, da sich Corey und Hank gerade auf die Inspektion durch einen notorisch strengen Bezirksranger vorbereiten. \| \| 11.31 \| 383 \| 28. April 1965 \| Freund Langohr \| Long Ears \| Corey und Lassie verfolgen Dusty, einen entlaufenen Maulesel. Das Tier hat nie akzeptiert, dass man es gezwungen hat, seinen Rücktritt als Leitmaultier des Packzuges anzutreten, der Vorräte zum High Point Summit und zum Angel’s Peak bringt. Lassie will Dusty helfen, der sich zurückgezogen hat, aber immer mal wieder traurig der Route folgt, die er so oft gemeinsam mit seinem Meister gegangen ist. \| \| 11.32 \| 384 \| 9. Mai 1965 \| Viehbestand und Weideland \| Lassie’s Teamwork \| Corey inspiziert das Weideland der Regierung und erreicht auch das Grundstück von Roland Heinz. Die Männer stimmen bei der Anzahl der Rinder, die auf dem Weideland der Regierung weiden dürfen, nicht überein. Heinz hat es allerdings versäumt, seine Herde entsprechend den Vorgaben der Forstbehörde aufzuteilen. Nun weist er seinen Sohn an, das zusätzliche Vieh auf das Privatgrundstück der McColleys zu treiben, obwohl dort die Gefahr von Treibsand besteht. Und tatsächlich sitzt der junge Chuck kurz darauf bei der Rettung eines streunenden Kalbs in der Falle. \| \| 11.33 \| 385 \| 16. Mai 1965 \| Junger Gast aus Frankreich \| Honor Bright \| André, ein kleiner französischer Junge, folgt heimlich einer Pfadfindergruppe von 17-jährigen, die von Corey und Lassie begleitet wird. Die Jungen befinden sich auf einem zweitägigen Campingausflug. André vermeidet es, sich den älteren Knaben näher anzuschließen, da er sich neben ihnen nicht dumm fühlen möchte. Während die Gruppe sich auf eine Wanderung vorbereitet, versucht André, das Kanu der Pfadfinder zu steuern – mit katastrophalen Folgen. \| \| 12.01 \| 386 \| 12. September 1965 \| Das verletzte Reh \| Lassie Meets a Challenge \| Lassie spürt in den Bergen ein verletztes Reh auf. Das Tier ist von einem Auto angefahren worden. Während Corey einen Tierarzt holt, bewacht Lassie das verwundete Tier. \| \| 12.02 \| 387 \| 19. September 1965 \| Gefahr im Canyon \| Sudden Fury \| Lassie durchstreift mit Spike, dem und eines Forstbeamten, eine Bergschlucht. Unvermittelt zieht ein heftiger Sturm mit starkem Regenfall auf. Eine gewaltige Wasserflut stürzt die Schlucht hinab und schneidet den Hunden den Weg, sodass sie mehr oder minder eingeschlossen sind. \| \| 12.03 \| 388 \| 26. September 1965 \| Um 10 Uhr wird gesprengt \| Lassie and the Dynamite \| Während Corey Stuart den Bau eines Staudamms inspiziert, macht Lassie ihn auf zwei Jungen aufmerksam, die sich scheinbar in dieses Gebiet verirrt haben. Das Problem ist, dass dort in Kürze eine Sprengung geplant ist. \| \| 12.04 \| 389 \| 03. Oktober 1965 \| Die Möwe \| Lassie and the Seagull \| Wegen einer Flügelverletzung musste ein Möwe in der Wüste notlanden. Lassie findet und rettet das Tier. Später bringt er die Möwe gemeinsam mit Corey zurück ans Meer, wo sie von ihren Freunden schon erwartet wird. \| \| 12.05 \| 390 \| 10. Oktober 1965 \| Charlie Banana \| Charlie Banana \| Die Ranger tun sich schwer, eine Reihe von Diebstählen aufzuklären. Ganz anders Lassie, sie entdeckt im Wald ein Farmhaus, in dem die Besitzer ein kleines Äffchen für ihre Kinder als Haustier halten, das immer mal wieder ausbüxt. \| \| 12.06 \| 391 \| 17. Oktober 1965 \| Nimm doch Vernunft an, Mike \| In the Eyes of Lassie \| Lassie und Corey Stuart stoßen auf einen Jungen namens Mike, der aus einem Erziehungsheim weggelaufen ist. Lassie und er werden sehr schnell zu richtig guten Freunden. Das Problem ist, dass das Kind eigentlich ins Heim zurück müsste. \| \| 12.07 \| 392 \| 24. Oktober 1965 \| Hilfe für einen alten Freund \| Trouble at Paradise Lake \| Der alte Andy McCrew ist mit seinem Leben zufrieden, sein Bootsverleih floriert. Eines Morgens entdeckt er jedoch im See massenhaft tote Fische. Er bittet Stuart und Lasse um Hilfe. \| \| 12.08 \| 393 \| 31. Oktober 1965 \| Tracky, der Ausreißer \| Little Dog Lost \| Die kleine Maudi wünscht sich einen Hund. Lassie und Ranger Stuart begleiten die Kleine ins Tierheim, wo sie sich ein Tier aussucht. Als sich alle vier auf dem Rückweg befinden, kommt der kleine Welpe vom Weg ab und verirrt sich in ein Sumpfgebiet, in dem Krokodile auf der Lauer liegen. \| \| 12.09 \| 394 \| 07. November 1965 \| Das Wasser steigt \| Lassie’s Time of Peril \| In einem reißenden Flusswasser drohen herumtreibende Gesteinsbrocken, eine Brückenkonstruktion zu zerbrechen. Lassie und Ranger Corey Stuart begeben sich in einem kleinen Boot ins stetig ansteigende Wasser. Man sieht ihnen an, wie angespannt sie sind. \| \| 12.10 \| 395 \| 14. November 1965 \| Uralte Bäume \| In the Midst of Splendor \| Ranger Corey Stuart und Lassie sind dabei, uralte Pinien zu untersuchen, um daraus Rückschlüsse auf Klimaveränderungen ableiten zu können. Plötzlich naht eine Gruppe rücksichtsloser Radfahrer, die Lassie in Gefahr bringen. \| \| 12.11 \| 396 \| 21. November 1965 \| Gefahr für Tomme Driscill \| Lassie Saves a Life \| Lassie und Ranger Stuart finden einen Jungen, der von einem tollwütigen Eichhörnchen gebissen worden ist. Für das Kind besteht Lebensgefahr, ein wenig Hoffnung gibt es aber noch. \| \| 12.12 \| 397 \| 28. November 1965 \| Kaninchen auf der Flucht \| The Waif \| Im Wald wird gerodet. Lassie beobachtet eine Kaninchenfamilie in dem betreffenden Waldstück, die sich plötzlich in akuter Gefahr befindet. Sofort eilt die Hündin zu den bedrohten Tieren und hilft ihnen, sich zu retten. \| \| 12.13 \| 398 \| 05. Dezember 1965 \| Die Frau des Rangers \| Crisis \| Ann, die Frau eines Rangers, die bisher in San Francisco gelebt hat, vermisst den Trubel der Großstadt und tut sich schwer mit dem Landleben. Gemeinsam mit Lassie erlebt sie ein Abenteuer, das sie ihr neues Leben mit anderen Augen betrachten lässt. \| \| 12.14 \| 399 \| 12. Dezember 1965 \| Museumsbesuch \| Pitfall \| Ranger Corey Stuart ist zu verschiedenen Besprechungen nach Los Angeles gefahren und hat Lassie mitgenommen. Die Hündin langweilt sich derweil, streift herum und landet in einem Naturkundemuseum. \| \| 12.15 \| 400 \| 19. Dezember 1965 \| Wenn sich der Wind dreht \| Temper the Wind \| Da ein Waldstück vom Feuer bedroht ist, warnt Corey Stuart gemeinsam mit Lassie einen dort wohnhaften Farmer vor den Flammen. Der Mann ist jedoch davon überzeugt, dass der Wind sich noch rechtzeitig drehen werde und will das Tal und sein Zuhause nicht verlassen. \| \| 12.16 \| 401 \| 26. Dezember 1965 \| Hübsche kleine Collies \| The Gift of Life \| Nachdem Will Harper verletzt worden ist, als sein Auto von einer verschneiten Straße rutschte, findet Lassie ein trächtige Colliehündin, die kurz vor den Wehen im Wald umherirrt. Lassie hilft ihr, indem er sie zu einer geschützten Höhle führt, wo sie gebären kann. \| \| 12.17 \| 402 \| 02. Januar 1966 \| Fischräuber \| Lassie Catches the Poachers \| Corey Stuart untersucht mit seinen Mitarbeitern die Uferbefestigung eines Flusses. Lassie schaut interessiert zu und läuft nach einer Weile flussabwärts. In einer der Buchten am Fluss stößt sie auf einen Mann, der dort mit seinem Sohn fischen will, was allerdings nicht erlaubt ist. Noch weniger erlaubt ist es, Dynamit einzusetzen. Lassie stiehlt ihnen eine Stange des Dynamits. \| \| 12.18 \| 403 \| 16. Januar 1966 \| Auf der Suche nach Wasser \| The Town That Wouldn’t Die \| Ranger Corey Stuart schaut mit Lassie wieder einmal in Pine Lake vorbei. In der Vergangenheit war das eine pulsierende Stadt, davon ist jedoch kaum noch etwas zu spüren. Der Grund liegt darin, dass der schöne nahe der Stadt gelegene Bergsee langsam austrocknet, da das Quellwasser für den See umgeleitet wurde. Tom, ein Einwohner von Pine Lake, will sich nicht damit abfinden, dass die Stadt langsam ausstirbt und begleitet Corey und Lassie auf der Suche nach einer neuen Wasserquelle. Nachdem wissenschaftliche Methoden nicht zum Erfolg geführt haben, kommt Corey auf die Idee, den einheimischen Wildtieren zu folgen, da diese eine Wasserquelle zum Leben benötigen. Als Lassie ein Eichhörnchen vor einem Falken rettet, zeigt das kleine Geschöpf der Hündin mehr versehentlich einen Ort, an dem möglicherweise eine neu Quelle sein könnte. Die Frage ist allerdings, werden die Stadtbewohner ihnen glauben und dann auch helfen? \| \| 12.19 \| 404 \| 23. Januar 1966 \| Meine gute alte Clementine \| Just One Old Cow \| Der Ranger Corey Stuart besucht den alten Ben. In seiner Begleitung befindet sich Lassie, wie eigentlich stets. Als er dort eine Kuh entdeckt, die ein Brandzeichen trägt, das sie als Kuh eines anderen Rangers ausweist, will er, dass Ben das Tier zurückgibt. Der alte Mann will sich jedoch auf keinen Fall von der Kuh trennen, nachdem er ihr in der Vergangenheit das Leben gerettet hat. Und auch die Kuh möchte lieber bei Ben bleiben. \| \| 12.20 \| 405 \| 30. Januar 1966 \| Ein Morgen im Wald \| The Outcast \| Während Lassie zusammen mit anderen Tieren im Wald unterwegs ist, entdeckt sie einen Fallensteller, der gerade seine todbringenden Eisen auslegt. Nachdem die Hündin ein Stinktier aus einer der Fallen befreit hat, wird das dankbare Tier zu Lassies Schatten. \| \| 12.21 \| 406 \| 06. Februar 1966 \| Ferien am Meer \| Cradle of the Deep \| Es ist Urlaubszeit und Corey Stuart verbringt diese Zeit mit seinem Freund Jim am Meer. Natürlich ist auch Lassie dabei, mit der er stundenlang am Strand spazieren geht. Bei einem dieser Ausflüge lernt die Hündin eine Seehundfamilie kennen, mit der sie sich anfreundet. Als Lassie das Gleichgewicht verliert und ins schäumende Meer fällt, versuchen die Seelöwen, ihr zu helfen. \| \| 12.22 \| 407 \| 13. Februar 1966 \| Tante Samanthas Hund \| The Homesick Hound \| Hank, der Assistent von Corey Stuart, wird von seiner Tante beauftragt, ein schönes Haus für sie zu finden. Bei den Besichtigungen kommt es zu einem Problem besonderer Art. Die alte Dame hat einen Hund, der jedes Mal, wenn man ein Haus in Augenschein nimmt, den Schwanz einzieht, um dann zu verschwinden. Es ist offensichtlich, dass er kein neues Zuhause will. \| \| 12.23 \| 408 \| 20. Februar 1966 \| Auf der Borrego-Ranch \| The Silent Threat \| Die Rancher der Gegend sind beunruhigt, als Corey Stuart Schädlingsbekämpfungsmittel über den Wald versprühen lässt. Auch die Bekundung Stuarts, dass das Mittel für Pferde völlig unschädlich sei, können sie nicht vorbehaltlos glauben. Als wenig später das erste Fohlen auf einer Weide verendet, ist das Dilemma groß. Plötzlich steht eine Schadensersatzklage gegen die Forstbehörde im Raum. \| \| 12.24 \| 409 \| 27. Februar 1966 \| Ein Collie für Dr. Reynolds \| The Friendless \| Lassie jagt ein Eichhörnchen und fällt bei dieser Aktion in einen Kaktus. Dr. Reynolds, der Tierarzt, kümmert sich um ihre durch die Stacheln verursachten Wunden. Als Lassie später in einer Geisterstadt unterwegs ist, findet sie dort einen einsamen Collie, der Hilfe benötigt. Sie bringt ihn zusammen mit Corey zu Dr. Reynolds. \| \| 12.25 \| 410 \| 06. März 1966 \| Lawinengefahr \| Avelanche \| Corey Stuart ist damit beschäftigt, ein von Lawinen bedrohtes Gebiet zu sichern, indem entsprechende Sprengungen Schlimmeres verhindern sollen. Ausgelaugt von der vielen Arbeit verunglückt er bei einer Patrouillenfahrt mit seinem Auto. Kurz darauf begräbt eine Lawine den Lastwagen unter sich. \| \| 12.26 \| 411 \| 13. März 1966 \| Ein anstrengender Tag \| Babes in the Woods \| Corey und Lassie besuchen einen Campingplatz, auf dem ein Ehepaar mit seinem Baby die Ferien verbringt. Zu aller Überraschung schnappt sich Lassie plötzlich die Milchflasche des Säuglings und verschwindet damit. Die Hündin kümmert sich um zwei Waschbärenjunge, die von ihrer Mutter getrennt worden sind, als ein Kojote sie angegriffen hatte. Das Muttertier wurde flussabwärts getrieben und ist bereits auf dem Weg zurück zu ihren Jungen. Lassie muss derweil noch eines der Kleinen retten, das neugierig in einen Busch geklettert ist, der sich nahe an einer felsigen Schlucht befindet. \| \| 12.27 \| 412 \| 20. März 1966 \| Schneeblind \| Lassie’s Rescue Mission \| Der Wissenschaftler Dr. Hansen, der in der verschneiten Wildnis unterwegs ist, hat sich und seinem angeschlagenen Herzen wohl zu viel zugemutet und bricht plötzlich zusammen. Corey Stuart findet den Mann und will ihn zu einer Blockhütte schleppen. Der Weg dorthin ist weit und dann zerbricht auch noch Coreys Schneebrille, sodass der Ranger so gut wie nichts mehr sehen kann. \| \| 12.28 \| 413 \| 27. März 1966 \| Die verlorene Puppe \| The Doll \| Als ein Vater, der mit seiner Familie auf dem Campingplatz zeltet, seine kleine Tochter als vermisst meldet, herrscht nicht nur auf der Ranger-Station große Aufregung und Besorgnis. Lassie nimmt die Spur des vermissten Kindes auf. Das Mädchen, bei dem es sich um die siebenjährige Kathy Vaughn handelt, findet sich im Krankenhaus wieder an, scheint unter Schock zu stehen und ruft immer wieder nach ihrer Puppe, die die Kleine verloren zu haben scheint. \| \| 12.29 \| 414 \| 03. April 1966 \| Boone Sawyers Sorgen \| The Untamed Land \| Der alte Boone lebt schon sehr lange mitten im Wald, wo er im Winter damit beschäftigt ist, das Wild zu versorgen. Als eine Elektrizitätsgesellschaft ankündigt, dass man eine Schneise für Überlandleitungen durch den Forst schlagen werde, löst das Bestürzung und Verzweiflung bei dem alten Mann aus. \| \| 12.30 \| 415 \| 17. April 1966 \| Sorgenkinder \| The Day the Mountain Shook \| Corey Stuart besucht gemeinsam mit Lassie ein Kinderheim. Der Leiter der Einrichtung erzählt ihm, dass Joey, ein Junge, der seine Eltern bei einem Autounfall verloren hat, ihm große Sorgen bereite, zumal Joey bei diesem Unfall sein Gehör verloren habe. \| \| 12.31 \| 416 \| 24. April 1966 \| Vorsicht, Steinschlag! \| The Vigil \| Lassie trifft auf einen zotteligen kleiner Terrier und versucht, das Tier aus dem Steinschlaggebiet zu führen, scheitert jedoch an der Weigerung des kleinen Hundes, der partout nicht mitkommen will. Für Lassie ist das ein Zeichen und so sucht die Hündin die Umgebung ab und findet das Herrchen des Terriers, einen jungen Mann, der über eine Klippe gerutscht ist und sich dabei am Fuß verletzt hat. Lassie hilft ihm nach oben, wo der kleine Hund schon wartet. Ein weiteres Problem wartet jedoch schon. \| \| 12.32 \| 417 \| 01. Mai 1966 \| Mut am falschen Platz \| The Strongest Instinct \| Bill, ein junger Mann, der seine Kräfte gern mal überschätzt, klettert auf eine Riesenfichte, um deren Gipfel zu kappen. Als er abzustürzen droht, eilt sozusagen im letzten Moment Corey Stuart herbei, um das zu verhindern. \| \| 13.01 \| 418 \| 11. September 1966 \| Lassie und der Büffel \| Lassie and the Buffalo \| Für die alljährliche Büffeljagd sucht eine Gruppe Treiber die dafür geeigneten Tiere aus. Corey zeigt einem alten Freund, warum eine Büffeljagd die Lebensqualität in einer Herde verbessert. Durch Unachtsamkeit wird ein Kälbchen von seiner Mutter getrennt und verfängt sich im Stacheldraht. Ein Fall für Lassie, einzugreifen und dem Kälbchen zu helfen, zu seiner Mutter zurückzufinden. \| \| 13.02 \| 419 \| 18. September 1966 \| Schlamperei \| Danger Mountain \| Corey Stuart und Lassie sind im Gebirge unterwegs, um einen Skilift zu überprüfen. Es geht darum, zu überprüfen, ob die erforderliche Genehmigung für den Betrieb verlängert werden kann. Der Lift funktioniert zwar, es gibt aber schwerwiegende Verstöße des eher sorglosen Besitzers, die Corey so nicht hinnehmen kann. Der Ärger beginnt aber erst richtig, als Corey und Lassie mit dem Liftbesitzer, der sich verletzt hat, an der Spitze eines festgefahrenen Skilifts sozusagen gefangen sind. \| \| 13.03 \| 420 \| 25. September 1966 \| Eine energische Dame \| Fly Away Home \| Corey und Lassie sind an einem im Franklin Nationalpark gelegenen Bergsee unterwegs, der sich im Naturschutzgebiet für Feuchtgebiete befindet und finden dort eine verletzte Wildgans. Das Tier hat sich in einer Angelschnur verfangen und wurde sodann von einem Rotluchs angegriffen. Corey pflegt das Tier, das sich am Flügel verletzt hat, gesund. Die Gans zeigt sich sehr anhänglich und hält sich fast immer in seiner Nähe auf. Als sich herausstellt, dass die Wildgans vor dem anstehenden Winter nicht mit den anderen Gänsen gen Süden fliegen will, hat Corey ein Problem. Die Kälte würde den sicheren Tod der Wildgans bedeuten. \| \| 13.04 \| 421 \| 02. Oktober 1966 \| In letzter Minute \| A Time for Courage \| Corey besucht mit Lassie einen Fortbildungskurs über Methoden zur Feuerbekämpfung. Während dieser Zeit bricht in einem benachbarten Tal der Rocky Mountains mitten in der Wildnis ein Feuer aus. Alle Forstaufseher der Gegend sind aufgerufen, Hilfe zu leisten. Dabei kommt es zu einer brenzligen Situation für Corey und seinen Freund Lane, einen erfahrenen Feuerwehrmann, als beide sozusagen in der Falle sitzen. Ed, ein Neuling im Team der Feuerwehr, kommt daraufhin auf die Idee, Lassie mit einem Sender in das gefährdete Gebiet zu schicken, wo sie Corey und Lane finden soll. \| \| 13.05 \| 422 \| 09. Oktober 1966 \| Bären lieben Honig \| Lassie Baits a Bear \| Corey und Lassie unternehmen eine längere Wanderung und finden bei ihrer Rückkehr in ihr Heim einen jungen Bären vor, der sich gerade ihr Frühstück schmecken lässt. Das Tier zeigt keinerlei Berührungsängste, im Gegenteil, scheint es so, als wolle es bleiben. Anderentags findet Corey einen Weg, eine Bärin aus einer Fallgrube zu befreien, in die sie geraten war. Das Tier zeigt sich jedoch wenig dankbar, greift Corey an und stößt nun ihn in die besagte Grube. \| \| 13.06 \| 423 \| 16. Oktober 1966 \| Der Hurrikan \| Lassie the Voyager (1) \| Während Lassie nichts unversucht lässt, um Corey zu finden, der mitten in einem Hurrikan Dienst machen muss, landet sie auf einem Frachter, der sich in Bewegung setzt, sodass die Hündin dort erst einmal gefangen ist. \| \| 13.07 \| 424 \| 23. Oktober 1966 \| Auf dem Leuchtturm \| Lassie the Voyager (2) \| Nachdem es Lassie endlich gelungen ist, den Frachter wieder zu verlassen und an Land zu schwimmen, muss die Hündin sich erst einmal um einen verletzten Leuchtturmwärter kümmern. \| \| 13.08 \| 425 \| 30. Oktober 1966 \| In Williamsburg \| Lassie the Voyager (3) \| Lassie, die inzwischen in Williamsburg in Virginia gelandet ist, wird als Streuner vor Gericht gestellt. Ein älterer Anwalt übernimmt die Verteidigung der Hündin. \| \| 13.09 \| 426 \| 06. November 1966 \| Weiter nach Westen \| Lassie the Voyager (4) \| Lassie ist inzwischen in den Bergen unterwegs und trifft dort auf ein junges Mädchen, das versucht, Riddle, einen Fuchs, den die junge Dame als Haustier hält, vor einem Nachbarsjungen und dessen Hunden zu beschützen. \| \| 13.10 \| 427 \| 13. November 1966 \| Auf dem Mississippi \| Lassie the Voyager (5) \| Lassie ist immer noch unterwegs, unterbricht seine Suche jedoch, als ein verlassenes Kätzchen seine Hilfe braucht. \| \| 13.11 \| 428 \| 20. November 1966 \| Die Nacht in der Höhle \| Lassie the Voyager (6) \| Lassie schließt sich zwei entlaufenen Jungen an, die den Fluss hinunter nach New Orleans raften. Als ihr Floß verloren geht, beschließen sie, zusammen mit Lassie die Nacht in einer Höhle zu verbringen. \| \| 13.12 \| 429 \| 27. November 1966 \| Wiedersehen in New Orleans \| Lassie the Voyager (7) \| Corey, dem ein Projekt in New Orleans zugeteilt worden ist, ahnt nicht, dass auch Lassie die Stadt inzwischen erreicht hat. Mehrere Male verfehlen sich beide nur knapp, dann aber kommt der Moment, in dem sie endlich wieder zusammentreffen. \| \| 13.13 \| 430 \| 04. Dezember 1966 \| Am Start – Little Jim \| Little Jim \| Dan, ein Trabrennfahrer, hat sich beim Training nach einem Sturz vom Sulky das Bein gebrochen. Dans Enkelin Maureen möchte deshalb beim nächsten Rennen auf der Franklin County Fair für ihren Großvater an dem Rennen teilnehmen. Dan glaubt jedoch, dass Maureen mit dem eigenwilligen Pferd nicht fertigwerden kann. Lassie ist es, die Maureens Start dann doch noch möglich macht. \| \| 13.14 \| 431 \| 25. Dezember 1966 \| Ein tolles Geschenk \| The Greatest Gift \| Corey und Lassie wollen dem jungen Johnny Conrad dabei helfen, das Fällen des nationalen Weihnachtsbaums zu überwachen. Als Johnny jedoch erkennen muss, dass es sich bei dem auserwählten Baum ausgerechnet um die Fichte handelt, der für seinen Vater nicht nur bei seinen Angeltouren eine besondere Bedeutung hatte, ist er untröstlich. Johnnys Vater wird seit einem Einsatz im Vietnamkrieg vermisst. \| \| 13.15 \| 432 \| 01. Januar 1967 \| Der schwarze Hengst \| Once Upon a Horse \| Als Stuart mit Lassie durch den Wald streift, entdecken sie einen schwarzen Hengst. Das Tier scheint ernsthaft verletzt zu sein, es kann sich so gut wie gar nicht bewegen. Stuart sieht nur eine Möglichkeit, er holt den Tierarzt. \| \| 13.16 \| 433 \| 08. Januar 1967 \| Eine Überraschung \| Interlude of Mercy \| Als Lassie am frühen Morgen in den Wald läuft, denkt sich Corey nichts dabei. Als sie am Nachmittag immer noch nicht zurück ist, beunruhigt ihn das jedoch zusehends. Zusammen mit seinem Assistenten bricht er auf, um nach Lassie zu suchen. Tief im Wald findet er sie dann auch. Lassie bewacht dort eine verwundete Berglöwin, deren Junges sie zuvor vor dem bösartigen Angriff eines Wolfs verteidigt hatte. Dabei war Lassie ausgerutscht, eine Klippe hinuntergestürzt und hatte sich verletzt. Die Mutter des Pumajungen hatte sich dann wiederum um Lassie bemüht. \| \| 13.17 \| 434 \| 15. Januar 1967 \| In der Teufelsschlucht \| Crisis At Devil’s Gorge \| Der Ranger Corey Stuart, der gerade dabei war, die Vermessung der Ödländer von North Dakota vorzunehmen, die als Wildnisgebiet ausgewiesen werden sollen, wird in einer Schlucht von einer Klapperschlange gebissen. Er bindet sich den Arm ab und ruft über Funk Hilfe. Da die Schlucht sehr schwer zugänglich ist, kann der Pilot des Rettungshubschraubers ihn nicht entdecken. So schickt Corey Lassie los, die schnelle Hilfe holen soll. Inzwischen ist auch Coreys Pferd ohne seinen Reiter zurückgekehrt, sodass man sich bereits Sorgen gemacht hat. \| \| 13.18 \| 435 \| 22. Januar 1967 \| Erziehungsmaßnahme \| Lassie’s Litter Bit \| Die Touristen, die im Sommer die Campingplätze bevölkern, verursachen Arbeit, die an den Rangern hängenbleibt. So gehen die Camper mit ihrem Abfall sehr nachlässig um und entsorgen ihn nicht so, wie es sein sollte. Stuart lässt sich etwas einfallen, um die Feriengäste in dieser Hinsicht zu sensibilisieren. Man stellt ein Mülldisplay auf, das die Touristen entsprechend erinnert, ihren Müll zu beseitigen. Bei seiner Idee, die Camper auf ihr falsches Verhalten aufmerksam zu machen, ist Lassie Stuart eine große Hilfe. Allerdings kann auch Lassie nicht verhindern, dass ein Mann seinen Müll einfach in eine Schlucht wirft und sich, nachdem der Camper gegangen ist, ein Waschbär mit seinem Kopf in einer Dose verfängt, die der gedankenlos agierende Tourist achtlos falsch entsorgt hat. \| \| 13.19 \| 436 \| 29. Januar 1967 \| Mach dir keine Sorgen \| Day of the Bighorn \| Stuart und sein Assistent Jack halten bei ihrem Ritt durchs Gebirge Ausschau nach den Dickhornschafen, die auszusterben drohen. Sie deponieren Salzblöcke mit Vitaminen in den Felsen, um die Tiere gesund zu erhalten. Kurz darauf muss Lassie einem älteren Dickhornschaf helfen, das sich einem Rudel wilder Hunde hilflos gegenübersieht. \| \| 13.20 \| 437 \| 05. Februar 1967 \| Eulenfamilie \| The Protectors \| Stuart muss einen nicht unbeträchtlichen Teil seiner Zeit an seinem Schreibtisch verbringen, da Verwaltungsarbeiten ebenfalls zu seinem Aufgabengebiet gehören. Lassie ist daher oft im Wald allein unterwegs, um die Tiere dort zu besuchen. Zu ihren neuen Freunden gehört neuerdings auch eine Eulenfamilie. Als die Eulenmutter von einem Opossum, das versucht hatte, ihre Eier zu stehlen, verletzt wird, brütet der Adler die Eier aus und füttert anschließend die Küken, sodass die Eulenmutter sich erholen kann, während Lassie das Nest beschützt. \| \| 13.21 \| 438 \| 19. Februar 1967 \| Eine Frage von Sekunden \| A Matter of Seconds \| Nachdem die Ranger ein weiteres Gebiet für einen Aussichtspunkt, an dem Besucher einen Stopp einlegen können, freigegeben haben, müssen immer wieder dort hinterlassene Autowracks abgeschleppt werden. In eines der Fahrzeuge hat sich ein Eichhörnchen in den Kofferraum verirrt, allerdings weiß nur Lassie davon. \| \| 13.22 \| 439 \| 26. Februar 1967 \| Man soll nie aufgeben \| Never Look Back \| Wissenschaftliche Erkenntnisse haben auch dazu geführt, dass neue Methoden bei der Bekämpfung von Waldbränden zum Einsatz kommen. Auch die Ranger wollen mit der Zeit gehen und setzen auf die neue Technik. Nun ist es an Corey, dem alten Luther Jennings beizubringen, dass sein Beobachtungsturm am Strawberry Peak abgerissen werden soll, wodurch der ältere Ranger auch seinen Job verliert. Nur wenig später wird Jennings bei einem Spaziergang von einem Jaguar angegriffen. \| \| 13.23 \| 440 \| 05. März 1967 \| Das übermütige Kätzchen \| The Eighth Life of Henry IV \| Während Ranger Stuart einen Vortrag über Naturschutz, Waldbrandbekämpfung und moderne Forstmethoden in Whitehorse Falls hält, streift Lassie durch das Gebäude. Dort trifft sie auf den Hausmeister, mit dem sie sich sofort versteht. Auch findet es Lassie interessant, dass der Mann eine Katze hat, die gerade Junge bekommen hat. Die sechs kleinen Fellnasen sind sehr unternehmungslustig, sodass man sie kaum aus den Augen lassen darf. \| \| 13.24 \| 441 \| 12. März 1967 \| Sei ruhig, Montag \| Lure of the Wild \| Jim ist ein alter Freund von Corey. Er hat einen Kojoten großgezogen, den er Montag genannt hat. Lassie freundet sich mit dem Wildhund an. Als beide auf einer Streiftour durch die Wälder sind, wird Montag angeschossen. \| \| 13.25 \| 442 \| 19. März 1967 \| Gefährliche Spiele \| Most Dangerous Game \| Bill, ein junger Fernsehreporter, ist beauftragt worden, einen Bericht über Waldbrandbekämpfung zu erstellen. Dabei wird ihm zugetragen, dass Lassie während der heißen Jahreszeit ganz besonders aufmerksam ist. Das Tier achtet auf jede Kleinigkeit, auf jedes achtlos weggeworfene Streichholz oder andere Dinge, die einen Brand auslösen könnten, und sorgt dafür, dass sich möglichst erst gar kein Brandherd bilden kann. Die Hündin trifft dabei auch auf einen Jungen, der mit Streichhölzern spielt und schließlich ein Feuer entzündet. Lassie versucht, dieses zu löschen. \| \| 13.26 \| 443 \| 02. April 1967 \| Das ist mein alter Barney \| Barney \| Der Hund Barney hat zwei Jahre lang eine Truthahnfarm bewacht. Nachdem er allerdings mit einem Luchs kämpfen musste, hat er all seinen Schneid verloren. Immer wieder verkriecht er sich unter einer Treppe, wo er dann stundenlang fast bewegungslos mit dem Kopf auf den Pfoten liegt. Es scheint, als fürchte er sich vor allem und jedem. Der Luchs terrorisiert seitdem die Ranch erfolgreich. Als er dann aber Lassie angreift, muss Barney sich seinen Ängsten stellen. \| \| 13.27 \| 444 \| 09. April 1967 \| Der verlorene Talisman \| Return of the Charm \| Jeremy Boggs ist da, um die Station der Ranger auf Hochglanz zu bringen. Dabei entdeckt Corey an Jeremys Uhrkette ein Katzenauge in Schmuckform. Auf seinen fragenden Blick hin, erzählt ihm Jeremy daraufhin die Geschichte seines Talismans. Als Jeremy dann jedoch seinen Glücksbringer verliert, den er im Zweiten Weltkrieg erworben hat, sucht Lassie an jenem Ort, an dem er ihn verloren haben könnte. Ein Eichhörnchen hat sich des besonderen Steins bemächtigt und ihn in sein Winterquartier gebracht. Lassie muss mit dem Eichhörnchen handeln, um Jeremys Glücksbringer zurückzubekommen. \| \| 13.28 \| 445 \| 16. April 1967 \| Weaverscreek \| Winged Attack \| Corey ist mit seinem Wagen im Wald unterwegs, als ihm der junge Eddie in einem uralten Auto auffällt. Eddie, ein Brieftauben-Enthusiast, erzählt ihm, dass er zur Geisterstadt Weavers Creek unterwegs sei, wo er seine Brieftaube trainieren wolle. Dort fällt er jedoch in einen Minenschacht und schickt nun seine Taube los, die Hilfe holen soll. Lassie und Ranger Corey Stuart sind rechtzeitig da, um Eddie zu retten, bevor schwere Balken, die den Minenschacht noch halten, einstürzen. \| \| 13.29 \| 446 \| 23. April 1967 \| Sein Name ist Goliath \| Goliath \| Corey ist mit einigen Kollegen unterwegs, sie machen eine Tour durch die Wüste. Lassie ist ebenfalls an seiner Seite. Als die Truppe an einer Raststätte Halt macht, werden sie dort mit einer besonderen Attraktion konfrontiert: dem wilden Riesenstier Goliath. Lassie erkennt die Not des misshandelten Tieres, das schon einmal entkommen war, nachdem es den Besitzer, der es misshandelt hatte, angegriffen hat. Lassie will Goliath unbedingt helfen. \| \| 13.30 \| 447 \| 30. April 1967 \| Auf frischer Tat ertappt \| Trapped \| Lassie hat sich am See mit zwei Fischottern angefreundet. Als sie beobachtet, wie der Wilderer Charlie am Ufer Fallen auslegt, ist sie bedacht, dafür zu sorgen, dass ihre Freunde nicht in Gefahr geraten. Trotzdem gerät eines der Tiere in die ausgelegte Falle. \| \| 14.01 \| 448 \| 10. September 1967 \| Präriehunde \| Perils of the Prairie \| Der Ranger Corey Stuart begutachtet Schäden, die durch mehrere Erdstöße am Rande eines Naturschutzgebietes, entstanden sind. Lassie findet währenddessen neue Freunde, bei denen es sich um eine Kolonie verängstigter Präriehunde handelt, die von einer Vogelspinne und einem Dachs bedroht wurden und dadurch in die durch das Beben verursachte Flut geraten sind. \| \| 14.02 \| 449 \| 17. September 1967 \| Das große Feuer \| Inferno \| Ein Erdbeben sorgt dafür, dass eine Ölquelle in Brand gerät. Ein Experte der Feuerwehr wird hinzugezogen, der versucht, den Brand mit einer Sprengladung zu stoppen. Dabei kommt es zu einem Unglück. Bei einer Explosion wird ein Terrier verletzt, der von Lassie gerettet wird, die ihm auch ins Krankenhaus folgt, um dort Blut zu spenden, das man benötigt, um den Terrier zu retten. \| \| 14.03 \| 450 \| 24. September 1967 \| Bei den Segelfliegern – Teil 1 \| Cry of the Wild \| Corey und sein Partner Bert haben für ein Projekt einen verwitweten Segelflugzeugpiloten engagiert und erhoffen sich davon neue Erkenntnisse über Windsicherung. Lassie hilft indes dem Besitzer einer Ranch, der auf der Suche nach einem Plünderer ist, der bei seiner Jagd auf die dort gehaltenen Hühner, die Ranch verwüstet hat. \| \| 14.04 \| 451 \| 1. Oktober 1967 \| Bei den Segelfliegern – Teil 2 \| The Guardian \| Lassie wird zur Beschützerin eines Pumas, der fälschlicherweise für einen Marodeur gehalten wird. \| \| 14.05 \| 452 \| 8. Oktober 1967 \| Bei den Segelfliegern – Teil 3 \| Starfire \| Carols angeschlagene Stute entkommt ihrem Gehege und flieht in die Wildnis. Dass sie dort durch einen herumstreunenden Hund gefährdet ist, kann sie nicht wissen. Carol legt nur selben Zeit mit ihrem Segelflugzeug eine Bruchlandung hin. \| \| 14.06 \| 453 \| 15. Oktober 1967 \| Der verschmutzte See \| Brink of Oblivion \| Der Ranger Corey muss einer Umweltverschmutzung auf den Grund gehen. Dabei stellt er fest, dass ein Bootsverleiher sein Gebiet, das den Teil eines Sees umfasst, völlig verkommen lässt. \| \| 14.07 \| 454 \| 22. Oktober 1967 \| Heimatlos \| The Homeless \| Am verschmutzten Fawn Lake will man ein Super-Motel errichten. Als die Planierungsarbeiten in Angriff genommen werden, wird ein Frettchen-Paar verschüttet. \| \| 14.08 \| 455 \| 29. Oktober 1967 \| Die Alten und die Jungen \| A Time for Decision \| Corey ist bemüht, den Herausgeber der Zeitung für seine Anti-Verschmutzungskampagne zu gewinnen, weil es ihm wichtig wäre, dass darüber in der Zeitung berichtet wird. Einer der Reporter der Zeitung zeigt sich indes sehr interessiert an Coreys Aktion. \| \| 14.09 \| 456 \| 05. November 1967 \| Flug über den Abgrund – Teil 1 \| Rim of Disaster (1) \| Corey und Jack sind mit dem Flugzeug unterwegs zu einem Lager einer wissenschaftlichen Expedition. Plötzlich sind sie gezwungen, auf einem Schneefeld notzulanden. \| \| 14.10 \| 457 \| 12. November 1967 \| Flug über den Abgrund – Teil 2 \| Rim of Disaster (2) \| Nach ihrer Notlandung müssen Corey und Jack die Nacht in der Eiswüste verbringen, die sie gut überstehen. Leider ist keine Rettung in Sicht, sodass die Männer gezwungen sind, Überlegungen anzustellen, was sie selbst für ihre Rettung tun können. \| \| 14.11 \| 458 \| 19. November 1967 \| Kater Dandelion \| Ride the Mountain \| Dandelion ist ein Kater, der dem alten Vorarbeiter Andy gehört. Beim Herumtollen passiert es, dass das übermütige Tier einen Balken in Bewegung setzt, der Lassie verletzt. \| \| 14.12 \| 459 \| 26. November 1967 \| Die Fahrt Fahrt mit dem Schlepper \| Dangerous Journey \| Während einer Schleppfahrt kommt es zu einem Zwischenfall. Der alte Vorarbeiter Walt erleidet einen Herzinfarkt. Nur weil Lassie sofort Corey Stuart alarmiert, übersteht er ihn, wie Corey im Krankenhaus erfährt, wohin er Walt sofort gebracht hat. Der Ranger macht Steve, Walts Arbeitgeber, anschließend klar, dass er seine Leute überfordert. \| \| 14.13 \| 460 \| 3. Dezember 1967 \| Die Baumschule \| Fury at Wind River \| Corey versucht die Menschen einer Baumschule davon zu überzeugen, dass es besser wäre, die Tiere nicht mehr, wie bisher, abzuschießen, sondern sie mit Spezialpatronen zu betäuben und sodann per Lastwagen in ein nahes Wildreservat zu bringen. \| \| 14.14 \| 461 \| 17. Dezember 1967 \| Transportprobleme \| Showdown \| Auf den Ranger Corey und seine Freunde werden immer wieder Attentate verübt. Ein Mann, der glaubt, die Ranger seien dafür verantwortlich, dass die Natur skrupellos ausgeplündert werde, trägt dafür die Verantwortung. Er spielt sich als Naturschützer auf, der meint die Welt retten zu müssen. \| \| 14.15 \| 462 \| 24. Dezember 1967 \| Terrys Strubelhund \| Miracle of the Dove \| Als der kleinen Terry ihr Hund Whiskers davonläuft, ist sie tieftraurig. Lassie versucht die kleine, die besorgt ins Bett geht, zu trösten. Am nächsten Tag ist es eine Taube, die Lassie den Weg zu Whiskers weist, der sich im Wald versteckt hat. \| \| 14.16 \| 463 \| 31. Dezember 1967 \| Das schwarze Lämmchen \| Have You Any Wool? \| Ranger Corey ist wenig begeistert, als er wieder einmal in der Station bleiben muss, um Akten durchzuarbeiten. Lassie rennt allein in den Wald, um dort zu spielen. Plötzlich entdeckt sie ein seltsames Lämmchen. \| \| 14.17 \| 464 \| 07. Januar 1968 \| Die Malerin \| The Bracelet \| Corey begleitet die Malerin Harriet hinauf in die Berge, wo sie sich in einer einsamen Hütte erholen will. Lassie lässt er dort zurück, sie soll Harriet beschützen. \| \| 14.18 \| 465 \| 14. Januar 1968 \| Der Feindling \| The Foundling \| Ein junges Ehepaar findet in der Nähe eines Campingplatzes ein Rehkitz. Sie meinen es gut, nehmen das kleine Tier auf und kümmern sich darum. Das hätten sie allerdings besser lassen sollen, da das Muttertier das Kitz nun nicht mehr annehmen wird. Lassie gelingt es jedoch durch ihren selbstlosen Einsatz, Mutter und Kind wieder zu vereinen. \| \| 14.19 \| 466 \| 21. Januar 1968 \| Der kleine Nasenbär \| Rescue Ridge \| Wieder einmal brennt es im Wald. Corey und Dave versuchen den gefährlichen Brand unter Kontrolle zu bringen. Auch Lassie greift ein und rettet einen jungen Nasenbären. \| \| 14.20 \| 467 \| 28. Januar 1968 \| Lawinenschutz \| White Wilderness \| Corey lässt Schneewächten mittels einer Kanone absprengen. Dabei gibt es zu seinem Verdruss einen Blindgänger, der er nun unter dem Schnee ausfindig machen muss. Ohne dass Corey davon weiß, gräbt Lassie indessen einen Fuchs aus, der von einer Lawine verschüttet worden ist. \| \| 14.21 \| 468 \| 04. Februar 1968 \| Der Einsame \| The Lonely One \| Corey wird nach Cape Kennedy geschickt, um zu untersuchen, welche Produkte aus Holz im Raumfahrtprogramm Verwendung finden und nimmt gleichzeitig an einem Fallschirmtestprojekt teil. Coreys alter Kumpel Chuck Conway, der jetzt Astronaut ist, ist ebenfalls anwesend. Während Corey sich im Drachenfliegen versucht, trifft Lassie auf Atlas, einen Wachhund, der nach dem Tod seines Herrchens und Hundeführers nicht mehr derselbe ist. Während Chuck mit Corey noch einen Rundgang über das Gelände unternimmt, rennt Lassie zum Naturschutzgebiet, als hätte sie geahnt, dass Atlas dort im Treibsand gefangen ist. \| \| 14.22 \| 460 \| 11. Februar 1968 \| Die Sucher \| The Searchers \| Auf dem Weg zum Flughafen, wo man den experimentellen Fallschirm abholen will, freunden sich Corey und Lassie mit dem jungen Donnie Baker an, dessen Welpe Duke bei der Verfolgung eines Kaninchens von einem Auto angefahren und getötet wurde. Sie nehmen den jungen Mann mit nach Hause und bieten ihm an, seinen Hund in dem weitläufigen Umland zu begraben. Ein paar Tage später trifft Donnie auf seiner Bustour durch Cape Kennedy erneut auf Corey, Chuck und Lassie. Lassie führt ihn sofort zu Atlas. Als Donnie ihm ein Halsband anbietet, ist Atlas jedoch zu eingeschüchtert, um auf ihn zuzukommen. Doch einige Zeit später, Donnie ist inzwischen in den Bus gestiegen, um seine Tour zu beenden und Corey und Chuck setzen ihre Arbeit fort, besinnt sich Atlas und Lassie begleitet ihn zum Haus von Donnie. \| \| 14.23 \| 470 \| 18. Februar 1968 \| Countdown \| Countdown \| Der erste durchgeführte Fallschirmtest lässt sich erfolgreich an, aber die absteigende Kapsel trifft das Nest eines Weißkopfseeadlers, der so überrascht ist, dass er vom Baum stürzt und sich ein Bein bricht. Corey eilt zum Hauptquartier, wo der Biologe Paul Lowry bereits einen weiteren tierischen Patienten behandelt. Lassie bleibt während der Heilungsphase des Beins an der Seite des Adlers. Kurz bevor der Test der Saturn-V-Rakete geplant ist, gelingt dem Adler endlich ein erfolgreicher Start. Er erhebt sich in die Lüfte. \| \| 14.24 \| 471 \| 25. Februar 1968 \| Ein Waschbär spielt Klavier \| Escape to Danger \| Der alte Tom besitzt einen Zirkus, dessen Hauptattraktion ein Waschbär ist, der Klavier spielen kann. Als es im Zirkus ein Unglück gibt, kommen alle Tiere frei. Wieder einmal ist Lassie gefragt, die sich auf die Suche nach den verschwundenen Tieren macht. \| \| 14.25 \| 472 \| 03. März 1968 \| Abenteuer in den Bergen \| The Ledge \| Eine Gruppe von Schülern ist im Gebirge unterwegs, um naturkundliche Studien zu betreiben. Einer der Schüler versteigt sich bei seinem Versuch, einen Adler zu fotografieren, an einer besonders steilen und außerdem brüchigen Wand. Keiner kann ihm helfen – außer Lassie! \| \| 14.26 \| 473 \| 10. März 1968 \| In Hanfords Point – Teil 1 \| Hanford’s Point (1) \| Könnte man Pine Lake zu einem Erholungsgebiet machen, würde das der kleinen Stadt helfen, ob das gelingt hängt aber auch davon ab, ob die unabhängigen jungen Brüder Hanford das Land verkaufen, das sie von ihren Vater geerbt haben. Von den Stadtbewohnern werden beide als ein wenig verrückt angesehen. Lassie hat mal wieder kein Problem und freundet sich sofort mit Big Dog an, dem Hund der beiden. Luci Wade, die Tochter eines Grundbesitzer, der sein Grundstück für das neue Projekt ebenfalls verkaufen soll, fällt in einen alten Minenschacht, als die Hanfords ihr nachstellen. \| \| 14.27 \| 474 \| 17. März 1968 \| In Hanfords Point – Teil 2 \| Hanford’s Point (2) \| Die Hanford-Brüder lehnen Coreys Angebot ab, aber er bittet sie, noch einmal darüber nachzudenken. Da er für kurze Zeit nach San Francisco muss, lässt er Lassie in Hanfords Point zurück. Nach seiner Rückkehr spricht Corey mit Lucis Vater Tom, der ihm sagt, dass er nicht anders könne, er finde die Hanford Brüder „seltsam“. Tom führt anschließend ein hitziges Gespräch mit seiner Tochter Luci über die Hanford-Brüder, bevor er aufbricht und sie über Nacht allein lässt. Luci, die noch ein Date hatte, begibt sich, nachdem man sich verabschiedet hat, alleine mit dem Motorboot der Wades aufs Wasser, um noch in die Stadt zu fahren. Als sie sich ungefähr in Höhe von Hanford Point befindet, fällt der Motor aus. Als sie versucht, ans Ufer zu schwimmen, muss sie von den Hanfords gerettet werden. Da ein schwerer Sturm tobt, ist sie außerdem gezwungen in deren Hütte die Nacht zu verbringen. \| \| 14.28 \| 475 \| 24. März 1968 \| In Hanfords Point – Teil 3 \| Hanford’s Point (3) \| Luci erwacht am nächsten Morgen in der Hütte der Hanfords mit Fieber und bekommt schlecht Luft. Sie wird von den Brüdern jedoch sofort ins Krankenhaus gebracht. Beide sind jedoch nach wie vor entschlossen, ihre Hütte und den Grundbesitz nicht zu verkaufen, sondern mit ihrem geplanten Anbau fortzufahren, auch wenn der diese Baumaßnahme voraussichtlich zu Problemen führen wird. \| \| 15.01 \| 476 \| 29. September 1968 \| Die Wildgans \| Lassie’s Race For Life \| Corey findet eine kanadische Wildgans, die eigentlich unterwegs nach Süden war. Der Ranger muss feststellen, dass das Tier sehr krank ist und einen bestimmten Impfstoff benötigt. Ausgerechnet jetzt geht ein Steinschlag nieder, der die Straße versperrt. \| \| 15.02 \| 477 \| 06. Oktober 1968 \| Hundefänger \| Burst of Freedom \| Corey verunglückt, als er von einem Erdrutsch überrascht wird. Lassie macht sich auf den Weg, um Hilfe zu holen und gerät in die Hände eines Hundefängers. Dieser fängt die Tiere mit Netzen ein, betäubt sie und verkauft sie an einen Tierarzt, der Tierversuche durchführt. Lassie kann dem Gehege entkommen und weitere eingesperrte Hunde befreien. \| \| 15.03 \| 478 \| 13. Oktober 1968 \| Holocaust (1) \| The Holocaust (1) \| Als Corey und sein Partner Lane mit sogenannten Rauchspringern unterwegs sind, geraten sie in einen herannahenden Feuersturm und erleiden dabei schwere Verbrennungen. Sie werden ins Krankenhaus eingeliefert, wo sie von Lassie aufgespürt werden, die von dem Ranger Bob Erickson aufgenommen wurde. \| \| 15.04 \| 479 \| 20. Oktober 1968 \| Holocaust (2) \| The Holocaust (2) \| Der Direktor des Forstdienstes schickt Scott Turner, er soll bei der Entscheidung helfen, wie es mit Lassie weitergehen soll, als feststeht, dass Coreys Genesung Monate dauern wird. Doch während Scott und Bob Erickson noch dabei sind, die Brandstelle zu inspizieren, entkommt Lassie aus Bobs Wohnwagen, läuft über die nicht ungefährliche Autobahn und erreicht gerade dann das Krankenhaus, in das Corey verbracht worden ist, als er in ein anderes verlegt werden soll. Also geht Lassie weiter, wobei ihr auch ein freundlicher Polizist behilflich ist. Das treue Tier will unbedingt bei seinem Herrchen sein. \| \| 15.05 \| 480 \| 27. Oktober 1968 \| Der Jäger \| Last Frontier \| Lassie und Scott, die nach Juneau in Alaska fliegen, und ihr Pilot Johnny Chalmers, der Sohn von Scotts altem Mentor Dean Chalmers, landen in der Nähe eines Gletschers. Sie wollen einen Ranger und dessen Partner unterstützen, der von einem Bären angegriffen wurde und im Wald umherirrt, wahrscheinlich verwundet, fiebrig und krank. Als sie den Ranger im Wald aufspüren, schießt er auf sie, da er sich wohl wegen seines Fiebers im Wahnzustand befindet. \| \| 15.06 \| 481 \| 03. November 1968 \| Abenteuer in Alaska \| Eagle’s Dynasty \| Nachdem Scott und Lassie Johnnys Adoptivbruder Neeka kennengelernt haben, erkunden Dean und Scott eine Insel, auf der sie einem Adlerweibchen zu Hilfe kommen, das durch einen Sturz in den see durchnässt wurde. Lassie kümmert sich inzwischen um die Jungadler, die die Hündin vor einem Luchs beschützen muss. \| \| 15.07 \| 482 \| 10. November 1968 \| Das Wolfsrudel \| Day of the Wolf \| Zoé und Harvey bekommen ein Gespräch zwischen zwei Farmern mit, die den Wölfen im Nationalpark Fallen stellen wollen. Sie laufen zu Zoés Mutter, um ihr das Gehörte mitzuteilen. Zoés Mutter wildert gerade einen kleinen Wolf aus, der hoffentlich von einem ins Auge gefassten Wolfsrudel adoptiert wird. Am Lager der Tierärztin stoßen die Kinder und Lassie auf Tierspuren, die offensichtlich einem großen, wilden Hund gehören. Er war es wahrscheinlich, der das Vieh der Farmer gerissen hat. Wieder einmal ist Lassies Mut gefragt. Allerdings gerät Lassie in eine Falle und bricht sich das Bein und dann verfolgt auch noch ein Wolf die verletzte Hündin. \| \| 15.08 \| 483 \| 17. November 1968 \| Der Gletscher \| Glacier Canyon \| Dean wird bewusstlos, als er ein Gasleck am Kajütboot repariert. Lassie, die sich inzwischen wieder erholt hat, trotzt den eisigen Gewässern, um Neeka und Scott zu finden, die gerade den letzten Teil in einer Reihe von Gletscherstudien abschließen. Sie müssen sich dann jedoch gedulden, da die Küstenwache gerade mit einer Rettungsaktion beschäftigt ist. \| \| 15.09 \| 484 \| 24. November 1968 \| Auf der Spur des Jaguars – Teil 1 \| Track of the Jaguar (1) \| Der Besitzer eines Rinderzuchtbetriebes möchte sein Weideland erweitern. Scott und Lassie besuchen die Farm, um dort Bodenproben zu nehmen. Es gibt allerdings ein Problem. Ein offensichtlich gefährlicher Jaguar macht die Gegend seit einiger Zeit unsicher. Er trächtigen Stute jagt er einen solch großen Schrecken ein, dass sie nachdem sie einem Fohlen das Leben geschenkt hat, stirbt. \| \| 15.10 \| 485 \| 01. Dezember 1968 \| Auf der Spur des Jaguars – Teil 2 \| Track of the Jaguar (2) \| Von Alaska aus begleitet Lassie den Ranger Scott Turner nach Mexiko. Turner soll den Betrieb von Mr. Denning überprüfen, der dort eine Pferde- und Rinderzucht betreibt. Als Dennings Jagdhund Jason von einem Jaguar angefallen wird, eilt ihm überraschenderweise ein Puma zu Hilfe. Ein erbitterter Kampf der Tiere lässt sich nicht mehr abwenden. \| \| 15.11 \| 486 \| 08. Dezember 1968 \| Der Pelikan \| New Horizon \| Ranger Scott Turner besucht mit Lassie den Wissenschaftler Bob in Kalifornien. Bob arbeitet dort gemeinsam mit der Doktorandin Diane Stafford Ideen für Unterwasserparks aus. Was niemand ahnen kann, seine Unterwasserforschungen bringen Scott und Diane in Lebensgefahr, als sie sich in einem Netz unter Wasser verfangen. Ein Pelikan, dem sie zuvor geholfen hatten, revanchiert sich und hilft nun Bob und Diane aus ihrer gefährlichen Lage. \| \| 15.12 \| 487 \| 15. Dezember 1968 \| Vom Regen in die Traufe \| Out of the Frying Pan \| Ranger Bob und sein Kollege Al reiten am Strand entlang. Lassie befindet sich in ihrer Begleitung. Sie treffen eine aufgeregte alte Dame, die verzweifelt nach ihrem Kätzchen Ausschau hält. Das kleine Tier ist vor einem Raubfalken geflohen. Lassie bringt das Kätzchen schließlich in eine Gezeitenhöhle, um dann die Stute Starfire zu holen, die hinter dem Kätzchen hergelaufen war. Das Problem ist allerdings, dass sich die kleine weiße Katze in einer Gezeitenhöhle befindet und die Flut bald kommt. \| \| 15.13 \| 488 \| 29. Dezember 1968 \| Der Bulle \| Lassie and the 4-H Boys \| Zwei Jungen sind damit beschäftigt, ihren Preisbullen für eine bevorstehende Ausstellung zu trainieren und bekommen zu ihrer Freude Unterstützung von dem Ranger Bob und Lassie. Als der Bulle ausgerechnet in der Nacht vor der Ausstellung in die Berge entflieht, folgt Lassie ihm und schützt ihn vor einem jagenden Berglöwen. \| \| 15.14 \| 489 \| 05. Januar 1969 \| Das tödliche Spiel \| Deadly Game \| Lassie tollt mit dem sogenannten Wunderhund Ingo herum und gerät dabei in ein altes Farmhaus, aus dem er nicht mehr herauskommt. Beängstigend ist, dass das Haus unmittelbar vor dem Abriss mittels eines Bulldozers steht, von dem es niedergewalzt werden soll. \| \| 15.15 \| 490 \| 12. Januar 1969 \| Bruno – Teil 1 \| What Price Valor? (1) \| Nachdem der Schäferhund Bruno aus einem Zwinger ausgebrochen ist, lässt Ranger Bob sicherheitshalber die Straßenbaukolonne abziehen und gibt zudem Warnungen an alle Farmer der Gegend heraus. Bruno, ein Kriegshund, leidet unter Flashbacks, nachdem er Sprengungen ausgesetzt war. Sein Trainer Mike sowie Bob und Lassie machen sich auf die Suche nach dem Tier, bevor es andere tun, die ihm weniger gut gesinnt sind. \| \| 15.16 \| 491 \| 19. Januar 1969 \| Bruno – Teil 2 \| What Price Valor? (2) \| Der ausgebrochene Schäferhund Bruno bricht in die Pferdekoppel des Farmers Whiters ein. Whiters und sein Nachbar beschließen daraufhin loszureiten, um das Tier zu erschießen. Lassie spürt Bruno auf und versucht, ihn nach Hause zu lotsen. \| \| 15.17 \| 492 \| 26. Januar 1969 \| Öl im Fluss \| A Chance To Live \| Der Ranger Bob ist unterwegs, um Orte zu finden, an denen neue Campingplätze entstehen können. Bei seiner Ausschau nach passendem Land ertappt er einen Autofahrer, der nach einem Ölwechsel das alte Öl einfach in den Fluss schüttet. \| \| 15.18 \| 493 \| 02. Februar 1969 \| Sandwanzen \| The Return Home \| Bob und der Bezirksranger Jack sind bemüht, die Versandung des Campingsplatzes, eines Sees sowie der Autobahn durch Wanderdünen aufzuhalten. Rick Butler setzt jedoch alles daran, sie daran zu hindern. \| \| 15.19 \| 494 \| 09. Februar 1969 \| Sturmflut – Teil 1 \| Tempest (1) \| Eine Sturmflut hat dazu geführt, dass die Baumstämme der Holzfirmen ins Meer getrieben wurden. Bob von der Forstverwaltung soll sich um die Schäden kümmern. Bei seiner Tour lernt er Jake kennen, der nur wenig später verunglückt. \| \| 15.20 \| 495 \| 16. Februar 1969 \| Sturmflut – Teil 2 \| Tempest (2) \| Jake rammt beim Fischen einen Baumstamm und verletzt sich dabei nicht nur schwer, sondern fällt auch in eine tiefe Ohnmacht. Lassie ist mit dem bewusstlosen und verletzten Mann bei stürmischer See allerdings allein im Boot. \| \| 15.21 \| 496 \| 23. Februar 1969 \| Der diebische Rabe \| To Catch a Crow \| Juke Roberts lebt in einem Jugendcamp. Während der Mittagspause sucht er den nahegelegenen Waldsee auf, um sich dort beim Schwimmen zu erfrischen. Kurz danach vermisst er seine Uhr. \| \| 15.22 \| 497 \| 02. März 1969 \| Walden \| Walden \| Ranger Scott wird vom Sheriff um Hilfe bei der Suche nach einem Mädchen gebeten, das sich selbst „Walden“ nennt. Walden ist von zu Hause weggelaufen. Scott macht sich so seine Gedanken, da ihm der Name „Walden“ als Titel eines Buches geläufig ist, das von einem einfachen Leben im Wald erzählt. Mit Lassies Hilfe findet Scott das Mädchen. \| \| 15.23 \| 498 \| 09. März 1969 \| Der Tiger \| The Stalker \| Ein Tiger soll zum Zoo transportiert werden. Auf dem Weg dorthin kommt es jedoch zu einem Unfall, was dazu führt, dass der Tiger entkommen kann. Lassie nimmt seine Spur auf. \| \| 15.24 \| 499 \| 16. März 1969 \| Mein Freund Neeka (Alternativtitel bei ProSieben: Lassie und ihr Freund Neeka) \| Price of Wisdom (Original-Alternativtitel: Adventures of Neeka) \| Als Scott und Lassie Neeka und Dean Chalmers in deren provisorischem Zuhause besuchen, nimmt Neeka Lassie mit, die ihm beim Sammeln und Identifizieren von Pflanzen für ein Schulprojekt behilflich sein soll. Unvermittelt treffen beide auf Clay Bowers, einen ehemaligen Bauarbeiter mit einer Beinverletzung, der zum Einsiedler geworden ist. Neeka bittet Bowers, ihm bei seinem Projekt helfen zu dürfen. Der Plan, der dahintersteckt ist, den verbitterten Mann aus seinem Schneckenhaus hervorzuholen. \| \| 15.25 \| 500 \| 23. März 1969 \| In der Geisterstadt \| Night of the Ghost \| Ranger Scott Turner befindet sich auf einer Inspektionsreise, gemeinsam mit Lassie und dem Indianerjungen Neeka besucht er mehr zufällig eine Geisterstadt. Die drei verbringen dort eine ziemlich unruhige Nacht. \| \| 15.26 \| 501 \| 30. März 1969 \| Der brennende Laster \| Time of Crisis \| Während sein Vater in der Stadt ist, kommt Neeka auf die Idee, dessen Truck zu fahren. Dabei prallt er gegen einen Stein, Gas strömt aus, dem Neeka und Lassie jedoch rechtzeitig entkommen können. Die daraus resultierende Explosion lässt jedoch die Pferde fliehen. Als Neekas Pferd Cloudy gefunden wird, ist es schwer verletzt, im schlimmsten Fall ist ein Bein gebrochen. \| \| 15.27 \| 502 \| 06. April 1969 \| Fliegende Eichhörnchen \| Lassie and the Flying Squirrels \| Lassie beobachtet gern kleine Flughörnchen und ist begeistert, wie sie springen, fliegen und Haselnüsse knabbern. Als sich eins der Eichhörnchen in einer weggeworfenen Blechdose verfängt, sucht dessen Gefährtin nach Lassie und trotzt dabei sogar einem Rotluchs, um zu Lassie zu gelangen. Das gefangene Eichhörnchen wird inzwischen durch einen hungrigen Kojoten gefährdet und rollt sodann eine Klippe hinunter, die zu einer belebten Parkstraße führt. Lassie und die Gefährtin des Eichhörnchens sind der rollenden Dose inzwischen dicht auf den Fersen. \| \| 15.28 \| 503 \| 13. April 1969 \| Die Schnapsbrenner \| Moonshiners \| Leroy und Woody, zwei Vagabunden, sind extra in den Nationalpark gekommen, um dort heimlich Schnaps zu brennen. Ranger Bob Eriksen ist den beiden jedoch auf der Spur. Um ihn abzuhängen, kommt Leroy auf die gefährliche Idee, auf der anderen Seite des Sees ein Feuer zu legen. Der aufkommende Wind trägt zusätzlich dazu bei, dass ein Waldbrand entsteht. \| \| 16.01 \| 504 \| 28. September 1969 \| Eine Chance \| Last Chance \| Lassie begleitet die Ranger Scott und Bob durch endlose, urwüchsige Wälder. Mehr zufällig erwischen sie einen Jäger dabei, wie er einen Wolfsrüden anschießt. Die Ranger sind bemüht, das Tier zu retten, auch um den Jäger von seiner Meinung über Wölfe abzubringen. Lassie versorgt dessen schwangere Gefährtin inzwischen mit Futter und gibt ihr sogar einen Teil ihrer eigenen Vorräte. \| \| 16.02 \| 505 \| 05. Oktober 1969 \| Die Bewährungsprobe \| Success Story \| Ein Tal, in dem die Freiwilligen des Ranger-Dienstes ihr Quartier haben, wird von einem Tornado verwüstet. Auch die Stromleitungen sind betroffen. Scott Turner ist Anführer eines Hilftrupps, dem auch der ziemlich verwöhnte Cal und dessen Freund Albie angehören. \| \| 16.03 \| 506 \| 12. Oktober 1969 \| Patsy kommt unter die Räder \| Patsy \| Tom Hilliard muss sein Haus aufgeben, da auf seinem Grundstück ein Riesenkraftwerk entstehen soll. Ranger Scott, Lassie und die Schimpansin Patsy sind beim Umzug behilflich. Plötzlich läuft Patsy davon, Lassie folgt ihr und kann sie aus großer Gefahr retten. \| \| 16.04 \| 507 \| 19. Oktober 1969 \| Kein Spielraum für Fehler \| No Margin for Error \| Während einer Vermessungsfahrt, die zu einem ehemaligen Bombenstandort führt, der zu einem nationalen Grasland- und Jagdgebiet umgebaut wurde, muss Scott dort eine nicht explodierte Bombe entschärfen, die sich dicht bei der Behausung eines jungen Mannes befindet. Dieser hatte ihn bei den Vermessungsarbeiten unterstützt. \| \| 16.05 \| 508 \| 26. Oktober 1969 \| Ein Rehkitz in Gefahr \| Lassie and the Water Bottles \| Der Ranger Scott unterstützt eine Farmerin bei der Einrichtung eines neuen Systems von Tränken für die Tiere auf ihren Weiden. Dafür muss ein größeres Wasserreservoir angelegt werden. Ein Rehkitz fällt dort hinein. \| \| 16.06 \| 509 \| 02. November 1969 \| Rettung im letzten Augenblick \| Survival \| Die Ranger Scott und Burt fliegen gemeinsam mit Lassie im Hubschrauber über die verschneiten Wälder. Unvermittelt müssen sie notlanden, wobei Burt schwer und Scott leicht verletzt wird. Dass sie schließlich von Rettungsmannschaften entdeckt werden, verdanken sie wieder einmal Lassie. \| \| 16.07 \| 510 \| 09. November 1969 \| Vater und Sohn \| Father and Son \| Tom hat seine Mutter verloren. Seit ihrem Tod ist er nicht mehr derselbe. So schwänzt er die Schule und streift lieber mit dem Gewehr durch den Wald. \| \| 16.08 \| 511 \| 16. November 1969 \| Der Himmel stürzt nicht ein \| The Sky Is Falling \| Lassie ist gemeinsam mit Ranger Bob Erikson unterwegs. Auch der Indianerjunge Neeka ist wieder bei ihnen. Als sie ein Waldgebiet durchstreifen, entdeckt Lassie eine Henne und ihre noch ganz jungen Küken. \| \| 16.09 \| 512 \| 23. November 1969 \| Kein frohes Wochenende \| No Greater Love \| Während Ranger Bob wieder einmal im Lager bleiben muss, um Papierkram zu erledigen, streift Lassie mit ihrem neuen Freund Neeke durch die Wildnis. \| \| 16.10 \| 513 \| 30. November 1969 \| Denn da ist mehr als die Augen sehen \| More than Meets the Eye \| Sechs blinde Kinder kommen in einem einsamen Bergwald das erste Mal mit den Wundern der Natur in Berührung. Die kleine Kitty hat allerdings Angst vor allem, was ihr fremd ist. Scott und Lassie sind für sie da und helfen ihr. \| \| 16.11 \| 514 \| 14. Dezember 1969 \| Die Hetzjagd \| The Chase \| Im winterlichen Wald herrscht eine wohltuende Stille, die urplötzlich durch zwei Schneemobile zerrissen wird. Zwei Jungen halten es für sportlich, ein junges Reh vor sich her zu hetzen, bis es erschöpft zusammenbricht. Lassie sucht die verantwortungslosen Übeltäter. \| \| 16.12 \| 515 \| 21. Dezember 1969 \| Nur ein kleines Wunder \| The Blessing \| Der kleine Manuel aus Mexiko ist mit seinem Hündchen Poco über die Grenze nach Kalifornien gekommen. Das hat einen bestimmten Grund. In einem berühmten Kloster will er ein Wunder erbitten. \| \| 16.13 \| 516 \| 28. Dezember 1969 \| Eine kleine Eselei \| Superstition Canyon \| Scott und der Pilot der Maschine sind zu einem Erkundungsflug über ein Goldgräberschürfgebiet unterwegs und stellen fest, dass die Goldgräber dort große Schäden angerichtet haben. Dann sichten sie einen Goldgräber, der neben seinem Esel auf einem Plateau liegt. Alles spricht dafür, dass er krank ist. \| \| 16.14 \| 517 \| 04. Januar 1970 \| Verirrt in einer großen Stadt (Titel bei ProSieben: Allein in der großen Stadt (1)) \| The Road Back (1) \| Scott und Lassie, die für ein kleineres Waldprojekt in Chinatown/San Francisco sind, freunden sich mit den Kindern an, die eine chinesische Schule besuchen. Als Lassie später bei der Rettung eines der Kinder von einem Auto angefahren wird, scheint sie an Amnesie zu leiden. Als dann in der Tierarztpraxis, in der sie gerade ist, ein Feuer ausbricht, flieht Lassie auf die Straße, ohne zu wissen, wo sie eigentlich hingehört. Hilf- und orientierungslos irrt die Hündin durch die Straßen der Stadt. \| \| 16.15 \| 518 \| 11. Januar 1970 \| Freunde in der Not (Titel bei ProSieben: Allein in der großen Stadt (2)) \| The Road Back (2) \| Am nächsten Morgen führt Lassies Suche nach ihrer Identität sie in ein Wachsfigurenkabinett am Fisherman’s Wharf und schließlich ans Ufer, wo die Hündin sich mit einem unglücklichen jungen Fischer anfreundet, der eine Familie hat. Er hat sein Boot beliehen und nun Schwierigkeiten, da er bei seinen Gläubigern mit der Rückzahlung der Raten in Verzug geraten ist. \| \| 16.16 \| 519 \| 18. Januar 1970 \| Jenseits der großen Brücke (Titel bei ProSieben: Allein in der großen Stadt (3)) \| The Road Back (3) \| Auf dem Weg nach San Francisco zurück über die Golden Gate Bridge freundet sich Lassie mit Sue an, einem Mädchen im Teenageralter, das ziemlich einsam ist und das durch auffälliges Verhalten zu verbergen sucht. Lassie bringt das Mädchen mit einem einsamen Soldaten zusammen, während Scott, der müde ist, da er unermüdlich nach Lassie sucht, in der Schule einschläft. Als Lassie wieder allein ist, verwechselt man sie mit einem möglicherweise tollwütigen Collie namens Tawny. \| \| 16.17 \| 520 \| 25. Januar 1970 \| Das Dunkel lichtet sich (Titel bei ProSieben: Allein in der großen stadt (4)) \| The Road Back (4) \| Langsam kehrt Lassies Gedächtnis zurück. Die Hündin hat jedoch ein anderes Problem, von der Gesundheitsbehörde und der Polizei wird sie als tollwutverdächtiger Hund durch die Straßen von San Francisco gejagt, darunter auch die mit Blumen gesäumte und mit Ziegeln gepflasterte Lombard Street, die kurvenreichste Straße der Welt. Unterdessen suchen Scott und Bob nun gemeinsam nach Lassie. \| \| 16.18 \| 521 \| 01. Februar 1970 \| Im Navajoland \| Winged Rescue \| Lassie hilft einer von einem Habicht bedrohten Seemöwe. Nur wenig später revanchiert diese sich und rettet Lassie und einen Indianerjungen davor zu ertrinken. \| \| 16.19 \| 522 \| 08. Februar 1970 \| Die Indianerstadt \| The Cliff \| Lassie und ihr Freund Neeka streunen durch die Ruinen einer alten Indianerstadt. Neela rutscht ab und fällt in eine Schlucht, wobei sie sich verletzt. Lassie bellt solange, bis eine Suchmannschaft auf sie und Neela aufmerksam wird. \| \| 16.20 \| 523 \| 15. Februar 1970 \| Warmes Herz und kalte Nase \| Warm Heart--Cold Nose \| Ein altes Ehepaar lebt zurückgezogen in der Wildnis. Der Mann ist blind, als die Frau sich ein Bein bricht, benötigt das Paar dringend Hilfe. Lassie und Ranger Bob Erikson sind zur Stelle. \| \| 16.21 \| 524 \| 01. März 1970 \| Wildwasserfahrt \| Whitewater Fury \| Bob Erikson und sein Rangerkollege Dan überprüfen in ihrem Kajak einen reißenden Fluss daraufhin, ob er für Wassersportler tauglich ist und keine Gefahrenstellen enthält, die lebensgefährlich werden könnten. \| \| 16.22 \| 525 \| 08. März 1970 \| Chuka \| Chucka \| Lassie freundet sich mit einem Hund namens Chuka an. Sie trägt entscheidend dazu bei, dass Chuka und sein Herrchen Charlie sich wieder versöhnen. \| |       |                    |                                                                                     |                                                                 | |
| Staffel | Folge | Erstausstrahlung   | deutscher Titel                                                                     | Originaltitel                                                   | Kurzfassung der Handlung |
| 11.01 | 353   | 06. September 1964 | Lassies neue Heimat – Teil 1 (alternativ: Lassies neue Heimat: Timmys Abschied)     | The Wayfarers (1)                                               | Timmy reagiert aufgeregt und freut sich, als seine Eltern ihm mitteilen, dass die Familie nach Australien ziehen werde. Als er aber erfährt, dass Lassie sechs Monate lang unter Quarantäne gestellt werden müsste, man ihr das nicht zumuten wolle, und die Hündin daher nicht mitkommen könne, ändert Timmy seine Meinung. |
| 11.02 | 354   | 13. September 1964 | Lassies neue Heimat – Teil 2 (alternativ: Lassies neue Heimat: Irrfahrt)            | The Wayfarers (2)                                               | Lassie hat sich inzwischen bei Cully eingelebt und ist hauptsächlich damit beschäftigt, Cullys vorwitzigen Yorkshire-Terrier Silky in Schach zu halten. Als der ältere Mann dann einen weiteren Herzinfarkt erleidet, holt Lassie Doc Weaver. Während dieser Cully ins Krankenhaus bringt, läuft Silky davon und wird so zum Freiwild für Touristen in einem Touristenlager. |
| 11.03 | 355   | 20. September 1964 | Lassies neue Heimat – Teil 3 (alternativ: Lassies neue Heimat: Eine neue Heimat)    | The Wayfarers (3)                                               | Während Lassie und Silky durch den Blue Canyon wandern, wo Silky durch einen plündernden Falken in Gefahr gerät, taucht ein alter Freund des Collies auf – der Wildhüter Corey Stuart, der sich sofort auf die Suche nach den inzwischen vermissten Hunden macht. |
| 11.04 | 356   | 27. September 1964 | Die Sache mit dem Adler                                                             | Incident of the Eagle                                           | Nachdem Coreys mit seinem Vermessungsflugzeug über Pine Ridge ein Adlerweibchen getroffen und verletzt hat, kümmert sich Lassie um deren beide hilflosen Jungtiere. Er füttert sie und wehrt einen hungrigen Rotluchs ab, während Corey und der Wildhüter das Muttertier einfangen und behandeln. |
| 11.05 | 357   | 04. Oktober 1964   | Rickys Kummer                                                                       | Climb the Mountain Slowly                                       | Der dreizehnjährige Ricky Sutton verzichtet auf vieles, was Kinder in diesem Alter gern tun, beispielsweise auf Baseball, um seinen Vater bei einem wichtigen Holzeinschlag zu helfen. Die Suttons hoffen, dass sie damit die schwächelnde Gemeinde Denton unterstützen können, indem sie wieder Geschäfte mit ihr machen. Als Kollegen seines Vaters Ricky aufziehen, ist er verletzt und wütend zugleich. Er versucht daraufhin, einen Bulldozer zu fahren, um zu beweisen, dass er erwachsen ist. Das birgt jedoch ungeahnte Gefahren nicht nur für ihn selbst, sondern auch für Lassie. |
| 11.06 | 358   | 11. Oktober 1964   | Lasst doch die Biber bauen                                                          | Leave It to Lassie and the Beavers                              | Der neue stellvertretende Bezirksranger Hank Whitfield erhält seine Feuertaufe, nachdem die streitsüchtige Maude Lester (Jeanette Nolan) den Bibern, die die Quelle des Baches aufgestaut haben, der ihre Ranch mit Wasser versorgt, Gegenmaßnahmen angedroht hat. Lassie ist es, die herausfindet, dass Maude eigentlich ein sehr gutes Herz hat und der Trick darin besteht, sie dazu zu bringen, die Biber zu mögen. Andererseits aber die Biber davon zu überzeugen, sich einen anderen Bach zu suchen, den sie stauen können. |
| 11.07 | 359   | 18. Oktober 1964   | Das kleine Mädchen und das Armband                                                  | Lassie and the Shifting Sands                                   | Während Corey als Berater für ein Stranderholungsgebiet fungiert, freundet sich Lassie mit einem kleinen Mädchen an, das niemanden hat, mit dem es spielen kann. Zur selben Zeit verliert Gayle am Strand das Armband ihrer geliebten Großmutter, ein Jubiläumsgeschenk deren verstorbenen Mannes. Kurz darauf zieht ein Sturm auf. |
| 11.08 | 360   | 25. Oktober 1964   | Der Einzelgänger                                                                    | Lassie and the Loner                                            | Corey bietet Jim Shelley seine Hilfe an, da er erkannt hat, dass der junge Mann die Wildnis liebt und Potenzial als Ranger hat. Der Crewchef des Chalk Mountain Erosion Control-Projekts hingegen hält Jim für anspruchslos und unfallanfällig. Jim lehnt jedoch Coreys Hilfe ab und auch eine Broschüre, die dieser ihm überlassen will. Es gibt ein Geheimnis um den jungen Mann, das er auf keinen Fall preisgeben will. Er ist Analphabet. |
| 11.09 | 361   | 08. November 1964  | Von Hunden und Schafen – Teil 1                                                     | Lassie and the Fugitive (1)                                     | Ein Hund, der bisher mit seinen Besitzern, einem älteren Paar, auf einem Bauernhof lebte, wird von diesen zurückgelassen, als sie in die Stadt umziehen. Während er dabei hilft, eine Schafherde vor einem Rudel wilder Hunde zu verteidigen, wird er angeschossen. Lassie freundet sich mit dem verletzten Tier an und ist auch zur Stelle, als die wilden Hunde sich ihrem neuen verletzten Freund erneut nähern. |
| 11.10 | 362   | 15. November 1964  | Von Hunden und Schafen – Teil 2                                                     | Lassie and the Fugitive (2)                                     | Lassie setzt sich mit aller Macht gegen den Anführer des Hunderudels zur Wehr, um ihre neue Freundin zu retten. Derweil suchen Corey und Barney verzweifelt nach Lassie und sind in großer Sorge, dass die Schäfer, die die Wildhunde jagen, sie töten könnten. Nachdem Lassie siegreich war, führt sie den verletzten Hund in einer Art Versteckspiel, das nicht ungefährlich ist, von den Schafhirten weg. |
| 11.11 | 363   | 22. November 1964  | Die kleine Schonung                                                                 | Nature’s Way                                                    | Die Schützlinge der Physiotherapeutin Nancy Hoyt, Karen, Ann und Mike beteiligen sich alle freudig an einem Baumaufforstungsprojekt als Therapie. Karen ist querschnittsgelähmt, Ann braucht Krücken zum Gehen und trägt eine Zahnspange, und Mike, der ebenfalls eine Zahnspange trägt, kann sich nur schlecht fortbewegen. Corey und Nancy machen sich allerdings Sorgen um einen weiteren Schüler, einen verzweifelten Jungen namens Jimmy, der es nicht schafft, daran zu glauben, dass nach einem Tief auch wieder ein Hoch folgt. Als die Sämlinge durch ein von einem Blitz entfachtes Feuer verbrennen, verstärkt das die Hoffnungslosigkeit des jungen Mannes noch weiter. |
| 11.12 | 364   | 29. November 1964  | Eine wichtige Entscheidung                                                          | Crossroad                                                       | Corey glaubt, dass Jim McKinnon klug genug ist, um auf’s College zu gehen. Jim würde aber lieber arbeiten und Geld verdienen, um seine Freundin Jody heiraten zu können. Tatsächlich bekommt er einen Job in Coreys Arbeitsteam. Dieser bittet den Teamchef, ein Auge auf Jim zu haben und ihn spüren zu lassen, was harte Arbeit bedeutet. Jim bleibt jedoch stur bei seiner Meinung. Nach einem Angriff auf seinen Vater, macht sich der impulsive junge Mann auf die Jagd nach einem verwundeten Puma – und das im Dunkeln. |
| 11.13 | 365   | 06. Dezember 1964  | Gefahr in den Bergen                                                                | Mountain Mystery                                                | Corey erkrankt während der Vermessungsarbeiten im Echo Canyon und muss daher den Wald sperren, und das 48 Stunden bevor die Saison für die Touristen beginnt. Der Zorn des Bürgermeisters und anderer lokaler Geschäftsleute der Gegend lässt nicht lange auf sich warten. Trotz seines angeschlagenen Gesundheitszustands, sucht Corey nach der Ursache des Problems. Die Annahme, dass es durch Insekten verursacht werde, weist er zurück, da er ziemlich sicher ist, dass das Problem etwas mit der Wasserversorgung zu tun haben muss. Tatsächlich hat er recht mit dieser Annahme. Sorgen macht ihm, dass etwas von dem Gift, das ins Wasser gelangt ist, von Lassie beim Trinken aufgenommen wurde. |
| 11.14 | 366   | 13. Dezember 1964  | Die diebische Bärin                                                                 | Realm of the Wild                                               | Als ein Bär auf dem Twin Oaks-Campingplatz Essen von Campern plündert, hilft Corey dem örtlichen Wildhüter, das Tier in ein Gebiet umzusiedeln, das fernab von Touristen liegt. Die Männer wissen nicht, dass die Bärin ein Junges zurückgelassen hat, das – zum Glück für den kleinen Kerl – von Lassie gefunden wird, die einen Rotfuchs und einen Habicht abwehrt, um das Bärenjunge dann in Sicherheit zu bringen. |
| 11.15 | 367   | 20. Dezember 1964  | Der kleine Weihnachtsbaum                                                           | The Little Christmas Tree                                       | Gerade die Weihnachtsbäume, die die Pine Valley Community Church jedes Jahr an bedürftige Familien verschenkt, die sich eine Ausgabe dafür nicht leisten können, sind gestohlen worden. Lassie findet sie auf einem Grundstück mit vielen Bäumen, das von zwei eigensinnigen Brüdern verwaltet wird. Unter den gestohlenen Bäumen befindet sich auch der Baum, den der junge Billy für ein besonderes Projekt ausgesucht hat. |
| 11.16 | 368   | 27. Dezember 1964  | Von nun an heißt der Hengst Mirakel                                                 | Lassie Works a Miracle                                          | Lassie rettet einen unberechenbaren Hengst vor dem Tod, der bereits zwei Personen verletzt hat. Dabei befreit er das Tier, mehr aus Versehen, sodass Corey und dessen Besitzer sich unter Mitnahme einer Betäubungspistole auf die Suche, nach ihm machen. Diese führt sie ins hügelige Bergland. Leider sind auch Männer unterwegs, die mit scharfer Munition auf das Pferd schießen wollen. Unerschrocken wie es ihre Art ist, begibt sich Lassie auf ihre ganz eigene Rettungsmission. |
| 11.17 | 369   | 03. Januar 1965    | Gary und sein Kätzchen                                                              | It’s An Ill Wind                                                | Da die Witwe eines Holzfällers ihrem Sohn Duchess nicht erlaubt, eine streunende Katze, und ihre drei Kätzchen zu behalten, versteckt er sie in einer Waldhöhle, die von Corey und Lassie entdeckt wird. Als ein heftiger Sturm losbricht, laufen Corey und Lassie zur Höhle, um die Tiere zu retten. Der Zusammenbruch einer Stromleitung wird ihnen zum Verhängnis, da sie dadurch in der Höhle gefangen sind. |
| 11.18 | 370   | 10. Januar 1965    | Schwierige Rettung                                                                  | Lassie and the Girl in the Canyon                               | Hanks Schwester, eine Lehrerin, weilt zu Besuch bei ihm und stürzt schwer, als sie mit Lassie den Devil’s Canyon erkundet. Hank und Corey, die auf der Suche nach ihr sind, finden sie in einem bedenklichen Zustand vor, da sie unfähig ist, ihre Beine zu bewegen. Es geht nun darum, den kürzesten Weg zurückzufinden, um Hanks Schwester einem Arzt vorzustellen. Da man damit rechnen muss, dass sie auch eine Rückenverletzung hat, ist größte Vorsicht geboten, um eine mögliche Verletzung nicht noch zu verschlimmern. Da Hank den kürzesten, aber gefährlicheren Weg gehen will, muss Corey, der vernünftiger ist, die richtige Wahl treffen. |
| 11.19 | 371   | 24. Januar 1965    | Besuch im Zoo                                                                       | Stranger in the Woods                                           | Nachdem Lassie versehentlich Louie, einen Mynah-Vogel, befreit hat, dem der Hausmeister des Pine Valley Zoos beigebracht hat, seinen eigenen Namen zu rufen, sucht die Hündin im Wald nach dem entflogenen Tier. Louie wird bereits von einem Falken ins Visier genommen und auch ein Fuchs zeigt sich interessiert. |
| 11.20 | 372   | 31. Januar 1965    | Hochwasser                                                                          | High Water                                                      | Der Rancher Wade Banning erzählt Corey, dass er es sich nicht leisten könne, sein Land neu zu bepflanzen, das einem Waldbrand zum Opfer fiel. Dadurch erhöht sich die Gefahr von Erosion und Überschwemmung. Als bald darauf ein heftiger Sturm Braddock County heimsucht, sind Bannings Tochter Linda und deren Collie-Welpe Tina im schnell steigenden Wasser gefangen, während ein Entwässerungskanal bereits vollständig überflutet ist. |
| 11.21 | 373   | 07. Februar 1965   | Der ewige Verlierer                                                                 | The Loser                                                       | Auf dem Weg zu einem neuen Auftrag in Brockton macht Corey einen Umweg, da er das Gold Creek-Gebiet besuchen will, ein Gebiet um ein verlassenes Minenwerk herum, in dem Corey gemeinsam mit seinem Vater einst jagte und fischte. Dort kommt es zu einer Verfolgung eines entflohenen Gefangenen, der wegen eines bewaffneten Raubüberfalls verurteilt wurde und zudem Coreys Auto stehlen wollte. Bei dem Mann handelt es sich um Eddie Burch, einen Zyniker. Die Männer und Lassie, befinden sich in der Mine, als diese einstürzt. Die Frage ist nun, wenn Lassie einen Ausweg aus dieser schwierigen Lage finden kann, kann Eddie dann das Vertrauen, das Corey und Lassie ihm entgegenbringen, rechtfertigen. Eddie erzählt, dass sein Vater und sein Onkel Bergleute gewesen seien, die beim Einsturz einer Mine ihr Leben verloren. |
| 11.22 | 374   | 14. Februar 1965   | Ein alter Mann mit Namen Boone Sawyer                                               | The Old Man in the Forest                                       | Boone Sawyer, der inmitten des Nationalforstes im Einklang mit wilden Tieren lebt, gerät in Schwierigkeiten, weil er Jäger von einem von ihm großgezogenen Hirsch verscheucht hat. Nachdem Corey sich mit dem Einsiedler angefreundet hat, versucht er, ihm zu helfen, bevor er verhaftet wird. |
| 11.23 | 375   | 21. Februar 1965   | Die Trennung – Teil 1 (alternativ: Lassies Weg nach Haus I)                         | Look Homeward, Lassie (1)                                       | Als ihr Flugzeug in der Nähe des Little River Canyon vom Blitz getroffen wird, während sie die Aktivität eines Sturms beobachten, springen Corey und Lassie mit dem Fallschirm aus dem beschädigten Flugzeug, werden bei dieser Aktion jedoch getrennt. Während Corey sich im Krankenhaus von einer Operation nach einer Kopfverletzung erholt, kämpft Lassie, die bei der Landung in einem Bach gelandet war, sich aus dem Wasser und macht durchquert die Wüste, um den Weg nach Hause zu finden. |
| 11.24 | 376   | 28. Februar 1965   | Die Trennung – Teil 2 (alternativ: Lassies Weg nach Hause II)                       | Look Homeward, Lassie (2)                                       | Lassie durchstreift auf ihrem Weg zurück nach Hause eine Geisterstadt, wo sie zur Gefangenen eines streitsüchtigen Goldsuchers wird, der bemerkt hat, wie beruhigend Lassies Gegenwart auf seinen störrischen Esel wirkt. Er hatte die durstige Hündin mit Wasser angelockt. Mit Hilfe des Esels gelingt es Lassie jedoch, zu entkommen. Lassies Hilfe ist erneut gefragt, als sie zwei entlaufenen Jungen in einem Güterwagen beisteht. |
| 11.25 | 377   | 07. März 1965      | Die Trennung – Teil 3 (alternativ: Lassies Weg nach Hause III)                      | Look Homeward, Lassie (3)                                       | Wieder kommt Lassie ihre Hilfsbereitschaft teuer zu stehen. Als sie dem Viehzüchter Mort Morgan dabei hilft, dem Ansturm durch einen räuberischen Wolf zu entgehen, verletzt sie sich am Bein. Später hilft sie ihm dann noch, den Wolf aufzuspüren, während ein mysteriöser Adler sie zu bewachen scheint. Unterdessen appelliert Corey an seine Vorgesetzten, ihn nach Lassie suchen zu lassen. Später stellt sich heraus, dass der Adler Lassie den Weg zurück nach Hause gewiesen hat. Als Corey sie in der Ferne bellen hört, schlägt sein Herz vor Freude schneller. |
| 11.26 | 378   | 14. März 1965      | Die kranke Wildgans                                                                 | Day of Devotion                                                 | Nachdem Lassie Corey zur Abnahme einer Schneeprobe begleitet hat, beobachtet sie, wie eine Gans vom Himmel zu fallen scheint, gefolgt von ihrem Partner. Es stellt sich heraus, dass die Gans ebenso Opfer einer Metallvergiftung geworden ist wie Coreys Kumpel Hank. Beide benötigen sofortige Hilfe. Berührend ist, dass der Gänserich nicht von der Seite seiner Partnerin weicht. Während Corey alles daran setzt, das Leben von Hank zu retten, ist es Lassie, die das lebensrettende Gänseserum transportieren muss, als Coreys Truck zwei Meilen von der Rangerstation entfernt eine Panne hat. |
| 11.27 | 379   | 21. März 1965      | Der Wald brennt                                                                     | Tinderbox                                                       | In den Austin Kennels ist ein Waldbrand ausgebrochen, nachdem ein unvorsichtiger Autofahrer – die Trockenperiode ignorierend – seine noch glimmende Zigarette achtlos aus dem Fenster geworfen und damit den Brand ausgelöst hat. Als der junge Doug Austin die Bergbewohner vor dem Feuer warnen will, gerät er ins Zentrum des Feuers. |
| 11.28 | 380   | 28. März 1965      | Das Mädchen vom Fluss                                                               | Lassie and the Swamp Girl                                       | Als Corey sich mit dem alten Huber Dawes über den Zugang zu Bundescampingplätzen, die teils auch über dessen Land führen, verliebt sich Dawes Enkelin Mattie (Suzanne Cupito) in Lassie, den sie unbedingt haben möchte. Bei passender Gelegenheit begibt sie sich mit dem Tier auf eine gefährliche Nachtwanderung durchs Sumpfgebiet ihres Großvaters, um Lassie zu sich nach Hause zu locken. Die Frage ist allerdings, will Lassie überhaupt bei ihr bleiben? |
| 11.29 | 381   | 04. April 1965     | Im Kühlwagen                                                                        | Trouble Below Zero                                              | Lassies Probleme beginnen damit, dass sie einem Kühllieferwagen folgt, in dem ihr Kumpel, ein kleiner Mischling namens Binks, eingesperrt wurde. Auf dem Fleischmarkt vertreibt man die Hündin, die sodann von einem Hundefänger gefangen genommen wird und sich letztendlich auch noch mit dem Wachhund des Marktes auseinandersetzen muss. |
| 11.30 | 382   | 11. April 1965     | Der Besuch eines kleinen Affen                                                      | Runaround                                                       | Ein entkommenenes Schimpansenbaby namens Debbie, das Lassie aus dem Wald gerettet hat, verwüstet die Rangerstation. Der Zeitpunkt ist selten ungünstig, da sich Corey und Hank gerade auf die Inspektion durch einen notorisch strengen Bezirksranger vorbereiten. |
| 11.31 | 383   | 28. April 1965     | Freund Langohr                                                                      | Long Ears                                                       | Corey und Lassie verfolgen Dusty, einen entlaufenen Maulesel. Das Tier hat nie akzeptiert, dass man es gezwungen hat, seinen Rücktritt als Leitmaultier des Packzuges anzutreten, der Vorräte zum High Point Summit und zum Angel’s Peak bringt. Lassie will Dusty helfen, der sich zurückgezogen hat, aber immer mal wieder traurig der Route folgt, die er so oft gemeinsam mit seinem Meister gegangen ist. |
| 11.32 | 384   | 9. Mai 1965        | Viehbestand und Weideland                                                           | Lassie’s Teamwork                                               | Corey inspiziert das Weideland der Regierung und erreicht auch das Grundstück von Roland Heinz. Die Männer stimmen bei der Anzahl der Rinder, die auf dem Weideland der Regierung weiden dürfen, nicht überein. Heinz hat es allerdings versäumt, seine Herde entsprechend den Vorgaben der Forstbehörde aufzuteilen. Nun weist er seinen Sohn an, das zusätzliche Vieh auf das Privatgrundstück der McColleys zu treiben, obwohl dort die Gefahr von Treibsand besteht. Und tatsächlich sitzt der junge Chuck kurz darauf bei der Rettung eines streunenden Kalbs in der Falle. |
| 11.33 | 385   | 16. Mai 1965       | Junger Gast aus Frankreich                                                          | Honor Bright                                                    | André, ein kleiner französischer Junge, folgt heimlich einer Pfadfindergruppe von 17-jährigen, die von Corey und Lassie begleitet wird. Die Jungen befinden sich auf einem zweitägigen Campingausflug. André vermeidet es, sich den älteren Knaben näher anzuschließen, da er sich neben ihnen nicht dumm fühlen möchte. Während die Gruppe sich auf eine Wanderung vorbereitet, versucht André, das Kanu der Pfadfinder zu steuern – mit katastrophalen Folgen. |
| 12.01 | 386   | 12. September 1965 | Das verletzte Reh                                                                   | Lassie Meets a Challenge                                        | Lassie spürt in den Bergen ein verletztes Reh auf. Das Tier ist von einem Auto angefahren worden. Während Corey einen Tierarzt holt, bewacht Lassie das verwundete Tier. |
| 12.02 | 387   | 19. September 1965 | Gefahr im Canyon                                                                    | Sudden Fury                                                     | Lassie durchstreift mit Spike, dem und eines Forstbeamten, eine Bergschlucht. Unvermittelt zieht ein heftiger Sturm mit starkem Regenfall auf. Eine gewaltige Wasserflut stürzt die Schlucht hinab und schneidet den Hunden den Weg, sodass sie mehr oder minder eingeschlossen sind. |
| 12.03 | 388   | 26. September 1965 | Um 10 Uhr wird gesprengt                                                            | Lassie and the Dynamite                                         | Während Corey Stuart den Bau eines Staudamms inspiziert, macht Lassie ihn auf zwei Jungen aufmerksam, die sich scheinbar in dieses Gebiet verirrt haben. Das Problem ist, dass dort in Kürze eine Sprengung geplant ist. |
| 12.04 | 389   | 03. Oktober 1965   | Die Möwe                                                                            | Lassie and the Seagull                                          | Wegen einer Flügelverletzung musste ein Möwe in der Wüste notlanden. Lassie findet und rettet das Tier. Später bringt er die Möwe gemeinsam mit Corey zurück ans Meer, wo sie von ihren Freunden schon erwartet wird. |
| 12.05 | 390   | 10. Oktober 1965   | Charlie Banana                                                                      | Charlie Banana                                                  | Die Ranger tun sich schwer, eine Reihe von Diebstählen aufzuklären. Ganz anders Lassie, sie entdeckt im Wald ein Farmhaus, in dem die Besitzer ein kleines Äffchen für ihre Kinder als Haustier halten, das immer mal wieder ausbüxt. |
| 12.06 | 391   | 17. Oktober 1965   | Nimm doch Vernunft an, Mike                                                         | In the Eyes of Lassie                                           | Lassie und Corey Stuart stoßen auf einen Jungen namens Mike, der aus einem Erziehungsheim weggelaufen ist. Lassie und er werden sehr schnell zu richtig guten Freunden. Das Problem ist, dass das Kind eigentlich ins Heim zurück müsste. |
| 12.07 | 392   | 24. Oktober 1965   | Hilfe für einen alten Freund                                                        | Trouble at Paradise Lake                                        | Der alte Andy McCrew ist mit seinem Leben zufrieden, sein Bootsverleih floriert. Eines Morgens entdeckt er jedoch im See massenhaft tote Fische. Er bittet Stuart und Lasse um Hilfe. |
| 12.08 | 393   | 31. Oktober 1965   | Tracky, der Ausreißer                                                               | Little Dog Lost                                                 | Die kleine Maudi wünscht sich einen Hund. Lassie und Ranger Stuart begleiten die Kleine ins Tierheim, wo sie sich ein Tier aussucht. Als sich alle vier auf dem Rückweg befinden, kommt der kleine Welpe vom Weg ab und verirrt sich in ein Sumpfgebiet, in dem Krokodile auf der Lauer liegen. |
| 12.09 | 394   | 07. November 1965  | Das Wasser steigt                                                                   | Lassie’s Time of Peril                                          | In einem reißenden Flusswasser drohen herumtreibende Gesteinsbrocken, eine Brückenkonstruktion zu zerbrechen. Lassie und Ranger Corey Stuart begeben sich in einem kleinen Boot ins stetig ansteigende Wasser. Man sieht ihnen an, wie angespannt sie sind. |
| 12.10 | 395   | 14. November 1965  | Uralte Bäume                                                                        | In the Midst of Splendor                                        | Ranger Corey Stuart und Lassie sind dabei, uralte Pinien zu untersuchen, um daraus Rückschlüsse auf Klimaveränderungen ableiten zu können. Plötzlich naht eine Gruppe rücksichtsloser Radfahrer, die Lassie in Gefahr bringen. |
| 12.11 | 396   | 21. November 1965  | Gefahr für Tomme Driscill                                                           | Lassie Saves a Life                                             | Lassie und Ranger Stuart finden einen Jungen, der von einem tollwütigen Eichhörnchen gebissen worden ist. Für das Kind besteht Lebensgefahr, ein wenig Hoffnung gibt es aber noch. |
| 12.12 | 397   | 28. November 1965  | Kaninchen auf der Flucht                                                            | The Waif                                                        | Im Wald wird gerodet. Lassie beobachtet eine Kaninchenfamilie in dem betreffenden Waldstück, die sich plötzlich in akuter Gefahr befindet. Sofort eilt die Hündin zu den bedrohten Tieren und hilft ihnen, sich zu retten. |
| 12.13 | 398   | 05. Dezember 1965  | Die Frau des Rangers                                                                | Crisis                                                          | Ann, die Frau eines Rangers, die bisher in San Francisco gelebt hat, vermisst den Trubel der Großstadt und tut sich schwer mit dem Landleben. Gemeinsam mit Lassie erlebt sie ein Abenteuer, das sie ihr neues Leben mit anderen Augen betrachten lässt. |
| 12.14 | 399   | 12. Dezember 1965  | Museumsbesuch                                                                       | Pitfall                                                         | Ranger Corey Stuart ist zu verschiedenen Besprechungen nach Los Angeles gefahren und hat Lassie mitgenommen. Die Hündin langweilt sich derweil, streift herum und landet in einem Naturkundemuseum. |
| 12.15 | 400   | 19. Dezember 1965  | Wenn sich der Wind dreht                                                            | Temper the Wind                                                 | Da ein Waldstück vom Feuer bedroht ist, warnt Corey Stuart gemeinsam mit Lassie einen dort wohnhaften Farmer vor den Flammen. Der Mann ist jedoch davon überzeugt, dass der Wind sich noch rechtzeitig drehen werde und will das Tal und sein Zuhause nicht verlassen. |
| 12.16 | 401   | 26. Dezember 1965  | Hübsche kleine Collies                                                              | The Gift of Life                                                | Nachdem Will Harper verletzt worden ist, als sein Auto von einer verschneiten Straße rutschte, findet Lassie ein trächtige Colliehündin, die kurz vor den Wehen im Wald umherirrt. Lassie hilft ihr, indem er sie zu einer geschützten Höhle führt, wo sie gebären kann. |
| 12.17 | 402   | 02. Januar 1966    | Fischräuber                                                                         | Lassie Catches the Poachers                                     | Corey Stuart untersucht mit seinen Mitarbeitern die Uferbefestigung eines Flusses. Lassie schaut interessiert zu und läuft nach einer Weile flussabwärts. In einer der Buchten am Fluss stößt sie auf einen Mann, der dort mit seinem Sohn fischen will, was allerdings nicht erlaubt ist. Noch weniger erlaubt ist es, Dynamit einzusetzen. Lassie stiehlt ihnen eine Stange des Dynamits. |
| 12.18 | 403   | 16. Januar 1966    | Auf der Suche nach Wasser                                                           | The Town That Wouldn’t Die                                      | Ranger Corey Stuart schaut mit Lassie wieder einmal in Pine Lake vorbei. In der Vergangenheit war das eine pulsierende Stadt, davon ist jedoch kaum noch etwas zu spüren. Der Grund liegt darin, dass der schöne nahe der Stadt gelegene Bergsee langsam austrocknet, da das Quellwasser für den See umgeleitet wurde. Tom, ein Einwohner von Pine Lake, will sich nicht damit abfinden, dass die Stadt langsam ausstirbt und begleitet Corey und Lassie auf der Suche nach einer neuen Wasserquelle. Nachdem wissenschaftliche Methoden nicht zum Erfolg geführt haben, kommt Corey auf die Idee, den einheimischen Wildtieren zu folgen, da diese eine Wasserquelle zum Leben benötigen. Als Lassie ein Eichhörnchen vor einem Falken rettet, zeigt das kleine Geschöpf der Hündin mehr versehentlich einen Ort, an dem möglicherweise eine neu Quelle sein könnte. Die Frage ist allerdings, werden die Stadtbewohner ihnen glauben und dann auch helfen? |
| 12.19 | 404   | 23. Januar 1966    | Meine gute alte Clementine                                                          | Just One Old Cow                                                | Der Ranger Corey Stuart besucht den alten Ben. In seiner Begleitung befindet sich Lassie, wie eigentlich stets. Als er dort eine Kuh entdeckt, die ein Brandzeichen trägt, das sie als Kuh eines anderen Rangers ausweist, will er, dass Ben das Tier zurückgibt. Der alte Mann will sich jedoch auf keinen Fall von der Kuh trennen, nachdem er ihr in der Vergangenheit das Leben gerettet hat. Und auch die Kuh möchte lieber bei Ben bleiben. |
| 12.20 | 405   | 30. Januar 1966    | Ein Morgen im Wald                                                                  | The Outcast                                                     | Während Lassie zusammen mit anderen Tieren im Wald unterwegs ist, entdeckt sie einen Fallensteller, der gerade seine todbringenden Eisen auslegt. Nachdem die Hündin ein Stinktier aus einer der Fallen befreit hat, wird das dankbare Tier zu Lassies Schatten. |
| 12.21 | 406   | 06. Februar 1966   | Ferien am Meer                                                                      | Cradle of the Deep                                              | Es ist Urlaubszeit und Corey Stuart verbringt diese Zeit mit seinem Freund Jim am Meer. Natürlich ist auch Lassie dabei, mit der er stundenlang am Strand spazieren geht. Bei einem dieser Ausflüge lernt die Hündin eine Seehundfamilie kennen, mit der sie sich anfreundet. Als Lassie das Gleichgewicht verliert und ins schäumende Meer fällt, versuchen die Seelöwen, ihr zu helfen. |
| 12.22 | 407   | 13. Februar 1966   | Tante Samanthas Hund                                                                | The Homesick Hound                                              | Hank, der Assistent von Corey Stuart, wird von seiner Tante beauftragt, ein schönes Haus für sie zu finden. Bei den Besichtigungen kommt es zu einem Problem besonderer Art. Die alte Dame hat einen Hund, der jedes Mal, wenn man ein Haus in Augenschein nimmt, den Schwanz einzieht, um dann zu verschwinden. Es ist offensichtlich, dass er kein neues Zuhause will. |
| 12.23 | 408   | 20. Februar 1966   | Auf der Borrego-Ranch                                                               | The Silent Threat                                               | Die Rancher der Gegend sind beunruhigt, als Corey Stuart Schädlingsbekämpfungsmittel über den Wald versprühen lässt. Auch die Bekundung Stuarts, dass das Mittel für Pferde völlig unschädlich sei, können sie nicht vorbehaltlos glauben. Als wenig später das erste Fohlen auf einer Weide verendet, ist das Dilemma groß. Plötzlich steht eine Schadensersatzklage gegen die Forstbehörde im Raum. |
| 12.24 | 409   | 27. Februar 1966   | Ein Collie für Dr. Reynolds                                                         | The Friendless                                                  | Lassie jagt ein Eichhörnchen und fällt bei dieser Aktion in einen Kaktus. Dr. Reynolds, der Tierarzt, kümmert sich um ihre durch die Stacheln verursachten Wunden. Als Lassie später in einer Geisterstadt unterwegs ist, findet sie dort einen einsamen Collie, der Hilfe benötigt. Sie bringt ihn zusammen mit Corey zu Dr. Reynolds. |
| 12.25 | 410   | 06. März 1966      | Lawinengefahr                                                                       | Avelanche                                                       | Corey Stuart ist damit beschäftigt, ein von Lawinen bedrohtes Gebiet zu sichern, indem entsprechende Sprengungen Schlimmeres verhindern sollen. Ausgelaugt von der vielen Arbeit verunglückt er bei einer Patrouillenfahrt mit seinem Auto. Kurz darauf begräbt eine Lawine den Lastwagen unter sich. |
| 12.26 | 411   | 13. März 1966      | Ein anstrengender Tag                                                               | Babes in the Woods                                              | Corey und Lassie besuchen einen Campingplatz, auf dem ein Ehepaar mit seinem Baby die Ferien verbringt. Zu aller Überraschung schnappt sich Lassie plötzlich die Milchflasche des Säuglings und verschwindet damit. Die Hündin kümmert sich um zwei Waschbärenjunge, die von ihrer Mutter getrennt worden sind, als ein Kojote sie angegriffen hatte. Das Muttertier wurde flussabwärts getrieben und ist bereits auf dem Weg zurück zu ihren Jungen. Lassie muss derweil noch eines der Kleinen retten, das neugierig in einen Busch geklettert ist, der sich nahe an einer felsigen Schlucht befindet. |
| 12.27 | 412   | 20. März 1966      | Schneeblind                                                                         | Lassie’s Rescue Mission                                         | Der Wissenschaftler Dr. Hansen, der in der verschneiten Wildnis unterwegs ist, hat sich und seinem angeschlagenen Herzen wohl zu viel zugemutet und bricht plötzlich zusammen. Corey Stuart findet den Mann und will ihn zu einer Blockhütte schleppen. Der Weg dorthin ist weit und dann zerbricht auch noch Coreys Schneebrille, sodass der Ranger so gut wie nichts mehr sehen kann. |
| 12.28 | 413   | 27. März 1966      | Die verlorene Puppe                                                                 | The Doll                                                        | Als ein Vater, der mit seiner Familie auf dem Campingplatz zeltet, seine kleine Tochter als vermisst meldet, herrscht nicht nur auf der Ranger-Station große Aufregung und Besorgnis. Lassie nimmt die Spur des vermissten Kindes auf. Das Mädchen, bei dem es sich um die siebenjährige Kathy Vaughn handelt, findet sich im Krankenhaus wieder an, scheint unter Schock zu stehen und ruft immer wieder nach ihrer Puppe, die die Kleine verloren zu haben scheint. |
| 12.29 | 414   | 03. April 1966     | Boone Sawyers Sorgen                                                                | The Untamed Land                                                | Der alte Boone lebt schon sehr lange mitten im Wald, wo er im Winter damit beschäftigt ist, das Wild zu versorgen. Als eine Elektrizitätsgesellschaft ankündigt, dass man eine Schneise für Überlandleitungen durch den Forst schlagen werde, löst das Bestürzung und Verzweiflung bei dem alten Mann aus. |
| 12.30 | 415   | 17. April 1966     | Sorgenkinder                                                                        | The Day the Mountain Shook                                      | Corey Stuart besucht gemeinsam mit Lassie ein Kinderheim. Der Leiter der Einrichtung erzählt ihm, dass Joey, ein Junge, der seine Eltern bei einem Autounfall verloren hat, ihm große Sorgen bereite, zumal Joey bei diesem Unfall sein Gehör verloren habe. |
| 12.31 | 416   | 24. April 1966     | Vorsicht, Steinschlag!                                                              | The Vigil                                                       | Lassie trifft auf einen zotteligen kleiner Terrier und versucht, das Tier aus dem Steinschlaggebiet zu führen, scheitert jedoch an der Weigerung des kleinen Hundes, der partout nicht mitkommen will. Für Lassie ist das ein Zeichen und so sucht die Hündin die Umgebung ab und findet das Herrchen des Terriers, einen jungen Mann, der über eine Klippe gerutscht ist und sich dabei am Fuß verletzt hat. Lassie hilft ihm nach oben, wo der kleine Hund schon wartet. Ein weiteres Problem wartet jedoch schon. |
| 12.32 | 417   | 01. Mai 1966       | Mut am falschen Platz                                                               | The Strongest Instinct                                          | Bill, ein junger Mann, der seine Kräfte gern mal überschätzt, klettert auf eine Riesenfichte, um deren Gipfel zu kappen. Als er abzustürzen droht, eilt sozusagen im letzten Moment Corey Stuart herbei, um das zu verhindern. |
| 13.01 | 418   | 11. September 1966 | Lassie und der Büffel                                                               | Lassie and the Buffalo                                          | Für die alljährliche Büffeljagd sucht eine Gruppe Treiber die dafür geeigneten Tiere aus. Corey zeigt einem alten Freund, warum eine Büffeljagd die Lebensqualität in einer Herde verbessert. Durch Unachtsamkeit wird ein Kälbchen von seiner Mutter getrennt und verfängt sich im Stacheldraht. Ein Fall für Lassie, einzugreifen und dem Kälbchen zu helfen, zu seiner Mutter zurückzufinden. |
| 13.02 | 419   | 18. September 1966 | Schlamperei                                                                         | Danger Mountain                                                 | Corey Stuart und Lassie sind im Gebirge unterwegs, um einen Skilift zu überprüfen. Es geht darum, zu überprüfen, ob die erforderliche Genehmigung für den Betrieb verlängert werden kann. Der Lift funktioniert zwar, es gibt aber schwerwiegende Verstöße des eher sorglosen Besitzers, die Corey so nicht hinnehmen kann. Der Ärger beginnt aber erst richtig, als Corey und Lassie mit dem Liftbesitzer, der sich verletzt hat, an der Spitze eines festgefahrenen Skilifts sozusagen gefangen sind. |
| 13.03 | 420   | 25. September 1966 | Eine energische Dame                                                                | Fly Away Home                                                   | Corey und Lassie sind an einem im Franklin Nationalpark gelegenen Bergsee unterwegs, der sich im Naturschutzgebiet für Feuchtgebiete befindet und finden dort eine verletzte Wildgans. Das Tier hat sich in einer Angelschnur verfangen und wurde sodann von einem Rotluchs angegriffen. Corey pflegt das Tier, das sich am Flügel verletzt hat, gesund. Die Gans zeigt sich sehr anhänglich und hält sich fast immer in seiner Nähe auf. Als sich herausstellt, dass die Wildgans vor dem anstehenden Winter nicht mit den anderen Gänsen gen Süden fliegen will, hat Corey ein Problem. Die Kälte würde den sicheren Tod der Wildgans bedeuten. |
| 13.04 | 421   | 02. Oktober 1966   | In letzter Minute                                                                   | A Time for Courage                                              | Corey besucht mit Lassie einen Fortbildungskurs über Methoden zur Feuerbekämpfung. Während dieser Zeit bricht in einem benachbarten Tal der Rocky Mountains mitten in der Wildnis ein Feuer aus. Alle Forstaufseher der Gegend sind aufgerufen, Hilfe zu leisten. Dabei kommt es zu einer brenzligen Situation für Corey und seinen Freund Lane, einen erfahrenen Feuerwehrmann, als beide sozusagen in der Falle sitzen. Ed, ein Neuling im Team der Feuerwehr, kommt daraufhin auf die Idee, Lassie mit einem Sender in das gefährdete Gebiet zu schicken, wo sie Corey und Lane finden soll. |
| 13.05 | 422   | 09. Oktober 1966   | Bären lieben Honig                                                                  | Lassie Baits a Bear                                             | Corey und Lassie unternehmen eine längere Wanderung und finden bei ihrer Rückkehr in ihr Heim einen jungen Bären vor, der sich gerade ihr Frühstück schmecken lässt. Das Tier zeigt keinerlei Berührungsängste, im Gegenteil, scheint es so, als wolle es bleiben. Anderentags findet Corey einen Weg, eine Bärin aus einer Fallgrube zu befreien, in die sie geraten war. Das Tier zeigt sich jedoch wenig dankbar, greift Corey an und stößt nun ihn in die besagte Grube. |
| 13.06 | 423   | 16. Oktober 1966   | Der Hurrikan                                                                        | Lassie the Voyager (1)                                          | Während Lassie nichts unversucht lässt, um Corey zu finden, der mitten in einem Hurrikan Dienst machen muss, landet sie auf einem Frachter, der sich in Bewegung setzt, sodass die Hündin dort erst einmal gefangen ist. |
| 13.07 | 424   | 23. Oktober 1966   | Auf dem Leuchtturm                                                                  | Lassie the Voyager (2)                                          | Nachdem es Lassie endlich gelungen ist, den Frachter wieder zu verlassen und an Land zu schwimmen, muss die Hündin sich erst einmal um einen verletzten Leuchtturmwärter kümmern. |
| 13.08 | 425   | 30. Oktober 1966   | In Williamsburg                                                                     | Lassie the Voyager (3)                                          | Lassie, die inzwischen in Williamsburg in Virginia gelandet ist, wird als Streuner vor Gericht gestellt. Ein älterer Anwalt übernimmt die Verteidigung der Hündin. |
| 13.09 | 426   | 06. November 1966  | Weiter nach Westen                                                                  | Lassie the Voyager (4)                                          | Lassie ist inzwischen in den Bergen unterwegs und trifft dort auf ein junges Mädchen, das versucht, Riddle, einen Fuchs, den die junge Dame als Haustier hält, vor einem Nachbarsjungen und dessen Hunden zu beschützen. |
| 13.10 | 427   | 13. November 1966  | Auf dem Mississippi                                                                 | Lassie the Voyager (5)                                          | Lassie ist immer noch unterwegs, unterbricht seine Suche jedoch, als ein verlassenes Kätzchen seine Hilfe braucht. |
| 13.11 | 428   | 20. November 1966  | Die Nacht in der Höhle                                                              | Lassie the Voyager (6)                                          | Lassie schließt sich zwei entlaufenen Jungen an, die den Fluss hinunter nach New Orleans raften. Als ihr Floß verloren geht, beschließen sie, zusammen mit Lassie die Nacht in einer Höhle zu verbringen. |
| 13.12 | 429   | 27. November 1966  | Wiedersehen in New Orleans                                                          | Lassie the Voyager (7)                                          | Corey, dem ein Projekt in New Orleans zugeteilt worden ist, ahnt nicht, dass auch Lassie die Stadt inzwischen erreicht hat. Mehrere Male verfehlen sich beide nur knapp, dann aber kommt der Moment, in dem sie endlich wieder zusammentreffen. |
| 13.13 | 430   | 04. Dezember 1966  | Am Start – Little Jim                                                               | Little Jim                                                      | Dan, ein Trabrennfahrer, hat sich beim Training nach einem Sturz vom Sulky das Bein gebrochen. Dans Enkelin Maureen möchte deshalb beim nächsten Rennen auf der Franklin County Fair für ihren Großvater an dem Rennen teilnehmen. Dan glaubt jedoch, dass Maureen mit dem eigenwilligen Pferd nicht fertigwerden kann. Lassie ist es, die Maureens Start dann doch noch möglich macht. |
| 13.14 | 431   | 25. Dezember 1966  | Ein tolles Geschenk                                                                 | The Greatest Gift                                               | Corey und Lassie wollen dem jungen Johnny Conrad dabei helfen, das Fällen des nationalen Weihnachtsbaums zu überwachen. Als Johnny jedoch erkennen muss, dass es sich bei dem auserwählten Baum ausgerechnet um die Fichte handelt, der für seinen Vater nicht nur bei seinen Angeltouren eine besondere Bedeutung hatte, ist er untröstlich. Johnnys Vater wird seit einem Einsatz im Vietnamkrieg vermisst. |
| 13.15 | 432   | 01. Januar 1967    | Der schwarze Hengst                                                                 | Once Upon a Horse                                               | Als Stuart mit Lassie durch den Wald streift, entdecken sie einen schwarzen Hengst. Das Tier scheint ernsthaft verletzt zu sein, es kann sich so gut wie gar nicht bewegen. Stuart sieht nur eine Möglichkeit, er holt den Tierarzt. |
| 13.16 | 433   | 08. Januar 1967    | Eine Überraschung                                                                   | Interlude of Mercy                                              | Als Lassie am frühen Morgen in den Wald läuft, denkt sich Corey nichts dabei. Als sie am Nachmittag immer noch nicht zurück ist, beunruhigt ihn das jedoch zusehends. Zusammen mit seinem Assistenten bricht er auf, um nach Lassie zu suchen. Tief im Wald findet er sie dann auch. Lassie bewacht dort eine verwundete Berglöwin, deren Junges sie zuvor vor dem bösartigen Angriff eines Wolfs verteidigt hatte. Dabei war Lassie ausgerutscht, eine Klippe hinuntergestürzt und hatte sich verletzt. Die Mutter des Pumajungen hatte sich dann wiederum um Lassie bemüht. |
| 13.17 | 434   | 15. Januar 1967    | In der Teufelsschlucht                                                              | Crisis At Devil’s Gorge                                         | Der Ranger Corey Stuart, der gerade dabei war, die Vermessung der Ödländer von North Dakota vorzunehmen, die als Wildnisgebiet ausgewiesen werden sollen, wird in einer Schlucht von einer Klapperschlange gebissen. Er bindet sich den Arm ab und ruft über Funk Hilfe. Da die Schlucht sehr schwer zugänglich ist, kann der Pilot des Rettungshubschraubers ihn nicht entdecken. So schickt Corey Lassie los, die schnelle Hilfe holen soll. Inzwischen ist auch Coreys Pferd ohne seinen Reiter zurückgekehrt, sodass man sich bereits Sorgen gemacht hat. |
| 13.18 | 435   | 22. Januar 1967    | Erziehungsmaßnahme                                                                  | Lassie’s Litter Bit                                             | Die Touristen, die im Sommer die Campingplätze bevölkern, verursachen Arbeit, die an den Rangern hängenbleibt. So gehen die Camper mit ihrem Abfall sehr nachlässig um und entsorgen ihn nicht so, wie es sein sollte. Stuart lässt sich etwas einfallen, um die Feriengäste in dieser Hinsicht zu sensibilisieren. Man stellt ein Mülldisplay auf, das die Touristen entsprechend erinnert, ihren Müll zu beseitigen. Bei seiner Idee, die Camper auf ihr falsches Verhalten aufmerksam zu machen, ist Lassie Stuart eine große Hilfe. Allerdings kann auch Lassie nicht verhindern, dass ein Mann seinen Müll einfach in eine Schlucht wirft und sich, nachdem der Camper gegangen ist, ein Waschbär mit seinem Kopf in einer Dose verfängt, die der gedankenlos agierende Tourist achtlos falsch entsorgt hat. |
| 13.19 | 436   | 29. Januar 1967    | Mach dir keine Sorgen                                                               | Day of the Bighorn                                              | Stuart und sein Assistent Jack halten bei ihrem Ritt durchs Gebirge Ausschau nach den Dickhornschafen, die auszusterben drohen. Sie deponieren Salzblöcke mit Vitaminen in den Felsen, um die Tiere gesund zu erhalten. Kurz darauf muss Lassie einem älteren Dickhornschaf helfen, das sich einem Rudel wilder Hunde hilflos gegenübersieht. |
| 13.20 | 437   | 05. Februar 1967   | Eulenfamilie                                                                        | The Protectors                                                  | Stuart muss einen nicht unbeträchtlichen Teil seiner Zeit an seinem Schreibtisch verbringen, da Verwaltungsarbeiten ebenfalls zu seinem Aufgabengebiet gehören. Lassie ist daher oft im Wald allein unterwegs, um die Tiere dort zu besuchen. Zu ihren neuen Freunden gehört neuerdings auch eine Eulenfamilie. Als die Eulenmutter von einem Opossum, das versucht hatte, ihre Eier zu stehlen, verletzt wird, brütet der Adler die Eier aus und füttert anschließend die Küken, sodass die Eulenmutter sich erholen kann, während Lassie das Nest beschützt. |
| 13.21 | 438   | 19. Februar 1967   | Eine Frage von Sekunden                                                             | A Matter of Seconds                                             | Nachdem die Ranger ein weiteres Gebiet für einen Aussichtspunkt, an dem Besucher einen Stopp einlegen können, freigegeben haben, müssen immer wieder dort hinterlassene Autowracks abgeschleppt werden. In eines der Fahrzeuge hat sich ein Eichhörnchen in den Kofferraum verirrt, allerdings weiß nur Lassie davon. |
| 13.22 | 439   | 26. Februar 1967   | Man soll nie aufgeben                                                               | Never Look Back                                                 | Wissenschaftliche Erkenntnisse haben auch dazu geführt, dass neue Methoden bei der Bekämpfung von Waldbränden zum Einsatz kommen. Auch die Ranger wollen mit der Zeit gehen und setzen auf die neue Technik. Nun ist es an Corey, dem alten Luther Jennings beizubringen, dass sein Beobachtungsturm am Strawberry Peak abgerissen werden soll, wodurch der ältere Ranger auch seinen Job verliert. Nur wenig später wird Jennings bei einem Spaziergang von einem Jaguar angegriffen. |
| 13.23 | 440   | 05. März 1967      | Das übermütige Kätzchen                                                             | The Eighth Life of Henry IV                                     | Während Ranger Stuart einen Vortrag über Naturschutz, Waldbrandbekämpfung und moderne Forstmethoden in Whitehorse Falls hält, streift Lassie durch das Gebäude. Dort trifft sie auf den Hausmeister, mit dem sie sich sofort versteht. Auch findet es Lassie interessant, dass der Mann eine Katze hat, die gerade Junge bekommen hat. Die sechs kleinen Fellnasen sind sehr unternehmungslustig, sodass man sie kaum aus den Augen lassen darf. |
| 13.24 | 441   | 12. März 1967      | Sei ruhig, Montag                                                                   | Lure of the Wild                                                | Jim ist ein alter Freund von Corey. Er hat einen Kojoten großgezogen, den er Montag genannt hat. Lassie freundet sich mit dem Wildhund an. Als beide auf einer Streiftour durch die Wälder sind, wird Montag angeschossen. |
| 13.25 | 442   | 19. März 1967      | Gefährliche Spiele                                                                  | Most Dangerous Game                                             | Bill, ein junger Fernsehreporter, ist beauftragt worden, einen Bericht über Waldbrandbekämpfung zu erstellen. Dabei wird ihm zugetragen, dass Lassie während der heißen Jahreszeit ganz besonders aufmerksam ist. Das Tier achtet auf jede Kleinigkeit, auf jedes achtlos weggeworfene Streichholz oder andere Dinge, die einen Brand auslösen könnten, und sorgt dafür, dass sich möglichst erst gar kein Brandherd bilden kann. Die Hündin trifft dabei auch auf einen Jungen, der mit Streichhölzern spielt und schließlich ein Feuer entzündet. Lassie versucht, dieses zu löschen. |
| 13.26 | 443   | 02. April 1967     | Das ist mein alter Barney                                                           | Barney                                                          | Der Hund Barney hat zwei Jahre lang eine Truthahnfarm bewacht. Nachdem er allerdings mit einem Luchs kämpfen musste, hat er all seinen Schneid verloren. Immer wieder verkriecht er sich unter einer Treppe, wo er dann stundenlang fast bewegungslos mit dem Kopf auf den Pfoten liegt. Es scheint, als fürchte er sich vor allem und jedem. Der Luchs terrorisiert seitdem die Ranch erfolgreich. Als er dann aber Lassie angreift, muss Barney sich seinen Ängsten stellen. |
| 13.27 | 444   | 09. April 1967     | Der verlorene Talisman                                                              | Return of the Charm                                             | Jeremy Boggs ist da, um die Station der Ranger auf Hochglanz zu bringen. Dabei entdeckt Corey an Jeremys Uhrkette ein Katzenauge in Schmuckform. Auf seinen fragenden Blick hin, erzählt ihm Jeremy daraufhin die Geschichte seines Talismans. Als Jeremy dann jedoch seinen Glücksbringer verliert, den er im Zweiten Weltkrieg erworben hat, sucht Lassie an jenem Ort, an dem er ihn verloren haben könnte. Ein Eichhörnchen hat sich des besonderen Steins bemächtigt und ihn in sein Winterquartier gebracht. Lassie muss mit dem Eichhörnchen handeln, um Jeremys Glücksbringer zurückzubekommen. |
| 13.28 | 445   | 16. April 1967     | Weaverscreek                                                                        | Winged Attack                                                   | Corey ist mit seinem Wagen im Wald unterwegs, als ihm der junge Eddie in einem uralten Auto auffällt. Eddie, ein Brieftauben-Enthusiast, erzählt ihm, dass er zur Geisterstadt Weavers Creek unterwegs sei, wo er seine Brieftaube trainieren wolle. Dort fällt er jedoch in einen Minenschacht und schickt nun seine Taube los, die Hilfe holen soll. Lassie und Ranger Corey Stuart sind rechtzeitig da, um Eddie zu retten, bevor schwere Balken, die den Minenschacht noch halten, einstürzen. |
| 13.29 | 446   | 23. April 1967     | Sein Name ist Goliath                                                               | Goliath                                                         | Corey ist mit einigen Kollegen unterwegs, sie machen eine Tour durch die Wüste. Lassie ist ebenfalls an seiner Seite. Als die Truppe an einer Raststätte Halt macht, werden sie dort mit einer besonderen Attraktion konfrontiert: dem wilden Riesenstier Goliath. Lassie erkennt die Not des misshandelten Tieres, das schon einmal entkommen war, nachdem es den Besitzer, der es misshandelt hatte, angegriffen hat. Lassie will Goliath unbedingt helfen. |
| 13.30 | 447   | 30. April 1967     | Auf frischer Tat ertappt                                                            | Trapped                                                         | Lassie hat sich am See mit zwei Fischottern angefreundet. Als sie beobachtet, wie der Wilderer Charlie am Ufer Fallen auslegt, ist sie bedacht, dafür zu sorgen, dass ihre Freunde nicht in Gefahr geraten. Trotzdem gerät eines der Tiere in die ausgelegte Falle. |
| 14.01 | 448   | 10. September 1967 | Präriehunde                                                                         | Perils of the Prairie                                           | Der Ranger Corey Stuart begutachtet Schäden, die durch mehrere Erdstöße am Rande eines Naturschutzgebietes, entstanden sind. Lassie findet währenddessen neue Freunde, bei denen es sich um eine Kolonie verängstigter Präriehunde handelt, die von einer Vogelspinne und einem Dachs bedroht wurden und dadurch in die durch das Beben verursachte Flut geraten sind. |
| 14.02 | 449   | 17. September 1967 | Das große Feuer                                                                     | Inferno                                                         | Ein Erdbeben sorgt dafür, dass eine Ölquelle in Brand gerät. Ein Experte der Feuerwehr wird hinzugezogen, der versucht, den Brand mit einer Sprengladung zu stoppen. Dabei kommt es zu einem Unglück. Bei einer Explosion wird ein Terrier verletzt, der von Lassie gerettet wird, die ihm auch ins Krankenhaus folgt, um dort Blut zu spenden, das man benötigt, um den Terrier zu retten. |
| 14.03 | 450   | 24. September 1967 | Bei den Segelfliegern – Teil 1                                                      | Cry of the Wild                                                 | Corey und sein Partner Bert haben für ein Projekt einen verwitweten Segelflugzeugpiloten engagiert und erhoffen sich davon neue Erkenntnisse über Windsicherung. Lassie hilft indes dem Besitzer einer Ranch, der auf der Suche nach einem Plünderer ist, der bei seiner Jagd auf die dort gehaltenen Hühner, die Ranch verwüstet hat. |
| 14.04 | 451   | 1. Oktober 1967    | Bei den Segelfliegern – Teil 2                                                      | The Guardian                                                    | Lassie wird zur Beschützerin eines Pumas, der fälschlicherweise für einen Marodeur gehalten wird. |
| 14.05 | 452   | 8. Oktober 1967    | Bei den Segelfliegern – Teil 3                                                      | Starfire                                                        | Carols angeschlagene Stute entkommt ihrem Gehege und flieht in die Wildnis. Dass sie dort durch einen herumstreunenden Hund gefährdet ist, kann sie nicht wissen. Carol legt nur selben Zeit mit ihrem Segelflugzeug eine Bruchlandung hin. |
| 14.06 | 453   | 15. Oktober 1967   | Der verschmutzte See                                                                | Brink of Oblivion                                               | Der Ranger Corey muss einer Umweltverschmutzung auf den Grund gehen. Dabei stellt er fest, dass ein Bootsverleiher sein Gebiet, das den Teil eines Sees umfasst, völlig verkommen lässt. |
| 14.07 | 454   | 22. Oktober 1967   | Heimatlos                                                                           | The Homeless                                                    | Am verschmutzten Fawn Lake will man ein Super-Motel errichten. Als die Planierungsarbeiten in Angriff genommen werden, wird ein Frettchen-Paar verschüttet. |
| 14.08 | 455   | 29. Oktober 1967   | Die Alten und die Jungen                                                            | A Time for Decision                                             | Corey ist bemüht, den Herausgeber der Zeitung für seine Anti-Verschmutzungskampagne zu gewinnen, weil es ihm wichtig wäre, dass darüber in der Zeitung berichtet wird. Einer der Reporter der Zeitung zeigt sich indes sehr interessiert an Coreys Aktion. |
| 14.09 | 456   | 05. November 1967  | Flug über den Abgrund – Teil 1                                                      | Rim of Disaster (1)                                             | Corey und Jack sind mit dem Flugzeug unterwegs zu einem Lager einer wissenschaftlichen Expedition. Plötzlich sind sie gezwungen, auf einem Schneefeld notzulanden. |
| 14.10 | 457   | 12. November 1967  | Flug über den Abgrund – Teil 2                                                      | Rim of Disaster (2)                                             | Nach ihrer Notlandung müssen Corey und Jack die Nacht in der Eiswüste verbringen, die sie gut überstehen. Leider ist keine Rettung in Sicht, sodass die Männer gezwungen sind, Überlegungen anzustellen, was sie selbst für ihre Rettung tun können. |
| 14.11 | 458   | 19. November 1967  | Kater Dandelion                                                                     | Ride the Mountain                                               | Dandelion ist ein Kater, der dem alten Vorarbeiter Andy gehört. Beim Herumtollen passiert es, dass das übermütige Tier einen Balken in Bewegung setzt, der Lassie verletzt. |
| 14.12 | 459   | 26. November 1967  | Die Fahrt Fahrt mit dem Schlepper                                                   | Dangerous Journey                                               | Während einer Schleppfahrt kommt es zu einem Zwischenfall. Der alte Vorarbeiter Walt erleidet einen Herzinfarkt. Nur weil Lassie sofort Corey Stuart alarmiert, übersteht er ihn, wie Corey im Krankenhaus erfährt, wohin er Walt sofort gebracht hat. Der Ranger macht Steve, Walts Arbeitgeber, anschließend klar, dass er seine Leute überfordert. |
| 14.13 | 460   | 3. Dezember 1967   | Die Baumschule                                                                      | Fury at Wind River                                              | Corey versucht die Menschen einer Baumschule davon zu überzeugen, dass es besser wäre, die Tiere nicht mehr, wie bisher, abzuschießen, sondern sie mit Spezialpatronen zu betäuben und sodann per Lastwagen in ein nahes Wildreservat zu bringen. |
| 14.14 | 461   | 17. Dezember 1967  | Transportprobleme                                                                   | Showdown                                                        | Auf den Ranger Corey und seine Freunde werden immer wieder Attentate verübt. Ein Mann, der glaubt, die Ranger seien dafür verantwortlich, dass die Natur skrupellos ausgeplündert werde, trägt dafür die Verantwortung. Er spielt sich als Naturschützer auf, der meint die Welt retten zu müssen. |
| 14.15 | 462   | 24. Dezember 1967  | Terrys Strubelhund                                                                  | Miracle of the Dove                                             | Als der kleinen Terry ihr Hund Whiskers davonläuft, ist sie tieftraurig. Lassie versucht die kleine, die besorgt ins Bett geht, zu trösten. Am nächsten Tag ist es eine Taube, die Lassie den Weg zu Whiskers weist, der sich im Wald versteckt hat. |
| 14.16 | 463   | 31. Dezember 1967  | Das schwarze Lämmchen                                                               | Have You Any Wool?                                              | Ranger Corey ist wenig begeistert, als er wieder einmal in der Station bleiben muss, um Akten durchzuarbeiten. Lassie rennt allein in den Wald, um dort zu spielen. Plötzlich entdeckt sie ein seltsames Lämmchen. |
| 14.17 | 464   | 07. Januar 1968    | Die Malerin                                                                         | The Bracelet                                                    | Corey begleitet die Malerin Harriet hinauf in die Berge, wo sie sich in einer einsamen Hütte erholen will. Lassie lässt er dort zurück, sie soll Harriet beschützen. |
| 14.18 | 465   | 14. Januar 1968    | Der Feindling                                                                       | The Foundling                                                   | Ein junges Ehepaar findet in der Nähe eines Campingplatzes ein Rehkitz. Sie meinen es gut, nehmen das kleine Tier auf und kümmern sich darum. Das hätten sie allerdings besser lassen sollen, da das Muttertier das Kitz nun nicht mehr annehmen wird. Lassie gelingt es jedoch durch ihren selbstlosen Einsatz, Mutter und Kind wieder zu vereinen. |
| 14.19 | 466   | 21. Januar 1968    | Der kleine Nasenbär                                                                 | Rescue Ridge                                                    | Wieder einmal brennt es im Wald. Corey und Dave versuchen den gefährlichen Brand unter Kontrolle zu bringen. Auch Lassie greift ein und rettet einen jungen Nasenbären. |
| 14.20 | 467   | 28. Januar 1968    | Lawinenschutz                                                                       | White Wilderness                                                | Corey lässt Schneewächten mittels einer Kanone absprengen. Dabei gibt es zu seinem Verdruss einen Blindgänger, der er nun unter dem Schnee ausfindig machen muss. Ohne dass Corey davon weiß, gräbt Lassie indessen einen Fuchs aus, der von einer Lawine verschüttet worden ist. |
| 14.21 | 468   | 04. Februar 1968   | Der Einsame                                                                         | The Lonely One                                                  | Corey wird nach Cape Kennedy geschickt, um zu untersuchen, welche Produkte aus Holz im Raumfahrtprogramm Verwendung finden und nimmt gleichzeitig an einem Fallschirmtestprojekt teil. Coreys alter Kumpel Chuck Conway, der jetzt Astronaut ist, ist ebenfalls anwesend. Während Corey sich im Drachenfliegen versucht, trifft Lassie auf Atlas, einen Wachhund, der nach dem Tod seines Herrchens und Hundeführers nicht mehr derselbe ist. Während Chuck mit Corey noch einen Rundgang über das Gelände unternimmt, rennt Lassie zum Naturschutzgebiet, als hätte sie geahnt, dass Atlas dort im Treibsand gefangen ist. |
| 14.22 | 460   | 11. Februar 1968   | Die Sucher                                                                          | The Searchers                                                   | Auf dem Weg zum Flughafen, wo man den experimentellen Fallschirm abholen will, freunden sich Corey und Lassie mit dem jungen Donnie Baker an, dessen Welpe Duke bei der Verfolgung eines Kaninchens von einem Auto angefahren und getötet wurde. Sie nehmen den jungen Mann mit nach Hause und bieten ihm an, seinen Hund in dem weitläufigen Umland zu begraben. Ein paar Tage später trifft Donnie auf seiner Bustour durch Cape Kennedy erneut auf Corey, Chuck und Lassie. Lassie führt ihn sofort zu Atlas. Als Donnie ihm ein Halsband anbietet, ist Atlas jedoch zu eingeschüchtert, um auf ihn zuzukommen. Doch einige Zeit später, Donnie ist inzwischen in den Bus gestiegen, um seine Tour zu beenden und Corey und Chuck setzen ihre Arbeit fort, besinnt sich Atlas und Lassie begleitet ihn zum Haus von Donnie. |
| 14.23 | 470   | 18. Februar 1968   | Countdown                                                                           | Countdown                                                       | Der erste durchgeführte Fallschirmtest lässt sich erfolgreich an, aber die absteigende Kapsel trifft das Nest eines Weißkopfseeadlers, der so überrascht ist, dass er vom Baum stürzt und sich ein Bein bricht. Corey eilt zum Hauptquartier, wo der Biologe Paul Lowry bereits einen weiteren tierischen Patienten behandelt. Lassie bleibt während der Heilungsphase des Beins an der Seite des Adlers. Kurz bevor der Test der Saturn-V-Rakete geplant ist, gelingt dem Adler endlich ein erfolgreicher Start. Er erhebt sich in die Lüfte. |
| 14.24 | 471   | 25. Februar 1968   | Ein Waschbär spielt Klavier                                                         | Escape to Danger                                                | Der alte Tom besitzt einen Zirkus, dessen Hauptattraktion ein Waschbär ist, der Klavier spielen kann. Als es im Zirkus ein Unglück gibt, kommen alle Tiere frei. Wieder einmal ist Lassie gefragt, die sich auf die Suche nach den verschwundenen Tieren macht. |
| 14.25 | 472   | 03. März 1968      | Abenteuer in den Bergen                                                             | The Ledge                                                       | Eine Gruppe von Schülern ist im Gebirge unterwegs, um naturkundliche Studien zu betreiben. Einer der Schüler versteigt sich bei seinem Versuch, einen Adler zu fotografieren, an einer besonders steilen und außerdem brüchigen Wand. Keiner kann ihm helfen – außer Lassie! |
| 14.26 | 473   | 10. März 1968      | In Hanfords Point – Teil 1                                                          | Hanford’s Point (1)                                             | Könnte man Pine Lake zu einem Erholungsgebiet machen, würde das der kleinen Stadt helfen, ob das gelingt hängt aber auch davon ab, ob die unabhängigen jungen Brüder Hanford das Land verkaufen, das sie von ihren Vater geerbt haben. Von den Stadtbewohnern werden beide als ein wenig verrückt angesehen. Lassie hat mal wieder kein Problem und freundet sich sofort mit Big Dog an, dem Hund der beiden. Luci Wade, die Tochter eines Grundbesitzer, der sein Grundstück für das neue Projekt ebenfalls verkaufen soll, fällt in einen alten Minenschacht, als die Hanfords ihr nachstellen. |
| 14.27 | 474   | 17. März 1968      | In Hanfords Point – Teil 2                                                          | Hanford’s Point (2)                                             | Die Hanford-Brüder lehnen Coreys Angebot ab, aber er bittet sie, noch einmal darüber nachzudenken. Da er für kurze Zeit nach San Francisco muss, lässt er Lassie in Hanfords Point zurück. Nach seiner Rückkehr spricht Corey mit Lucis Vater Tom, der ihm sagt, dass er nicht anders könne, er finde die Hanford Brüder „seltsam“. Tom führt anschließend ein hitziges Gespräch mit seiner Tochter Luci über die Hanford-Brüder, bevor er aufbricht und sie über Nacht allein lässt. Luci, die noch ein Date hatte, begibt sich, nachdem man sich verabschiedet hat, alleine mit dem Motorboot der Wades aufs Wasser, um noch in die Stadt zu fahren. Als sie sich ungefähr in Höhe von Hanford Point befindet, fällt der Motor aus. Als sie versucht, ans Ufer zu schwimmen, muss sie von den Hanfords gerettet werden. Da ein schwerer Sturm tobt, ist sie außerdem gezwungen in deren Hütte die Nacht zu verbringen.                                     |
| 14.28 | 475   | 24. März 1968      | In Hanfords Point – Teil 3                                                          | Hanford’s Point (3)                                             | Luci erwacht am nächsten Morgen in der Hütte der Hanfords mit Fieber und bekommt schlecht Luft. Sie wird von den Brüdern jedoch sofort ins Krankenhaus gebracht. Beide sind jedoch nach wie vor entschlossen, ihre Hütte und den Grundbesitz nicht zu verkaufen, sondern mit ihrem geplanten Anbau fortzufahren, auch wenn der diese Baumaßnahme voraussichtlich zu Problemen führen wird. |
| 15.01 | 476   | 29. September 1968 | Die Wildgans                                                                        | Lassie’s Race For Life                                          | Corey findet eine kanadische Wildgans, die eigentlich unterwegs nach Süden war. Der Ranger muss feststellen, dass das Tier sehr krank ist und einen bestimmten Impfstoff benötigt. Ausgerechnet jetzt geht ein Steinschlag nieder, der die Straße versperrt. |
| 15.02 | 477   | 06. Oktober 1968   | Hundefänger                                                                         | Burst of Freedom                                                | Corey verunglückt, als er von einem Erdrutsch überrascht wird. Lassie macht sich auf den Weg, um Hilfe zu holen und gerät in die Hände eines Hundefängers. Dieser fängt die Tiere mit Netzen ein, betäubt sie und verkauft sie an einen Tierarzt, der Tierversuche durchführt. Lassie kann dem Gehege entkommen und weitere eingesperrte Hunde befreien. |
| 15.03 | 478   | 13. Oktober 1968   | Holocaust (1)                                                                       | The Holocaust (1)                                               | Als Corey und sein Partner Lane mit sogenannten Rauchspringern unterwegs sind, geraten sie in einen herannahenden Feuersturm und erleiden dabei schwere Verbrennungen. Sie werden ins Krankenhaus eingeliefert, wo sie von Lassie aufgespürt werden, die von dem Ranger Bob Erickson aufgenommen wurde. |
| 15.04 | 479   | 20. Oktober 1968   | Holocaust (2)                                                                       | The Holocaust (2)                                               | Der Direktor des Forstdienstes schickt Scott Turner, er soll bei der Entscheidung helfen, wie es mit Lassie weitergehen soll, als feststeht, dass Coreys Genesung Monate dauern wird. Doch während Scott und Bob Erickson noch dabei sind, die Brandstelle zu inspizieren, entkommt Lassie aus Bobs Wohnwagen, läuft über die nicht ungefährliche Autobahn und erreicht gerade dann das Krankenhaus, in das Corey verbracht worden ist, als er in ein anderes verlegt werden soll. Also geht Lassie weiter, wobei ihr auch ein freundlicher Polizist behilflich ist. Das treue Tier will unbedingt bei seinem Herrchen sein. |
| 15.05 | 480   | 27. Oktober 1968   | Der Jäger                                                                           | Last Frontier                                                   | Lassie und Scott, die nach Juneau in Alaska fliegen, und ihr Pilot Johnny Chalmers, der Sohn von Scotts altem Mentor Dean Chalmers, landen in der Nähe eines Gletschers. Sie wollen einen Ranger und dessen Partner unterstützen, der von einem Bären angegriffen wurde und im Wald umherirrt, wahrscheinlich verwundet, fiebrig und krank. Als sie den Ranger im Wald aufspüren, schießt er auf sie, da er sich wohl wegen seines Fiebers im Wahnzustand befindet. |
| 15.06 | 481   | 03. November 1968  | Abenteuer in Alaska                                                                 | Eagle’s Dynasty                                                 | Nachdem Scott und Lassie Johnnys Adoptivbruder Neeka kennengelernt haben, erkunden Dean und Scott eine Insel, auf der sie einem Adlerweibchen zu Hilfe kommen, das durch einen Sturz in den see durchnässt wurde. Lassie kümmert sich inzwischen um die Jungadler, die die Hündin vor einem Luchs beschützen muss. |
| 15.07 | 482   | 10. November 1968  | Das Wolfsrudel                                                                      | Day of the Wolf                                                 | Zoé und Harvey bekommen ein Gespräch zwischen zwei Farmern mit, die den Wölfen im Nationalpark Fallen stellen wollen. Sie laufen zu Zoés Mutter, um ihr das Gehörte mitzuteilen. Zoés Mutter wildert gerade einen kleinen Wolf aus, der hoffentlich von einem ins Auge gefassten Wolfsrudel adoptiert wird. Am Lager der Tierärztin stoßen die Kinder und Lassie auf Tierspuren, die offensichtlich einem großen, wilden Hund gehören. Er war es wahrscheinlich, der das Vieh der Farmer gerissen hat. Wieder einmal ist Lassies Mut gefragt. Allerdings gerät Lassie in eine Falle und bricht sich das Bein und dann verfolgt auch noch ein Wolf die verletzte Hündin. |
| 15.08 | 483   | 17. November 1968  | Der Gletscher                                                                       | Glacier Canyon                                                  | Dean wird bewusstlos, als er ein Gasleck am Kajütboot repariert. Lassie, die sich inzwischen wieder erholt hat, trotzt den eisigen Gewässern, um Neeka und Scott zu finden, die gerade den letzten Teil in einer Reihe von Gletscherstudien abschließen. Sie müssen sich dann jedoch gedulden, da die Küstenwache gerade mit einer Rettungsaktion beschäftigt ist. |
| 15.09 | 484   | 24. November 1968  | Auf der Spur des Jaguars – Teil 1                                                   | Track of the Jaguar (1)                                         | Der Besitzer eines Rinderzuchtbetriebes möchte sein Weideland erweitern. Scott und Lassie besuchen die Farm, um dort Bodenproben zu nehmen. Es gibt allerdings ein Problem. Ein offensichtlich gefährlicher Jaguar macht die Gegend seit einiger Zeit unsicher. Er trächtigen Stute jagt er einen solch großen Schrecken ein, dass sie nachdem sie einem Fohlen das Leben geschenkt hat, stirbt. |
| 15.10 | 485   | 01. Dezember 1968  | Auf der Spur des Jaguars – Teil 2                                                   | Track of the Jaguar (2)                                         | Von Alaska aus begleitet Lassie den Ranger Scott Turner nach Mexiko. Turner soll den Betrieb von Mr. Denning überprüfen, der dort eine Pferde- und Rinderzucht betreibt. Als Dennings Jagdhund Jason von einem Jaguar angefallen wird, eilt ihm überraschenderweise ein Puma zu Hilfe. Ein erbitterter Kampf der Tiere lässt sich nicht mehr abwenden. |
| 15.11 | 486   | 08. Dezember 1968  | Der Pelikan                                                                         | New Horizon                                                     | Ranger Scott Turner besucht mit Lassie den Wissenschaftler Bob in Kalifornien. Bob arbeitet dort gemeinsam mit der Doktorandin Diane Stafford Ideen für Unterwasserparks aus. Was niemand ahnen kann, seine Unterwasserforschungen bringen Scott und Diane in Lebensgefahr, als sie sich in einem Netz unter Wasser verfangen. Ein Pelikan, dem sie zuvor geholfen hatten, revanchiert sich und hilft nun Bob und Diane aus ihrer gefährlichen Lage. |
| 15.12 | 487   | 15. Dezember 1968  | Vom Regen in die Traufe                                                             | Out of the Frying Pan                                           | Ranger Bob und sein Kollege Al reiten am Strand entlang. Lassie befindet sich in ihrer Begleitung. Sie treffen eine aufgeregte alte Dame, die verzweifelt nach ihrem Kätzchen Ausschau hält. Das kleine Tier ist vor einem Raubfalken geflohen. Lassie bringt das Kätzchen schließlich in eine Gezeitenhöhle, um dann die Stute Starfire zu holen, die hinter dem Kätzchen hergelaufen war. Das Problem ist allerdings, dass sich die kleine weiße Katze in einer Gezeitenhöhle befindet und die Flut bald kommt. |
| 15.13 | 488   | 29. Dezember 1968  | Der Bulle                                                                           | Lassie and the 4-H Boys                                         | Zwei Jungen sind damit beschäftigt, ihren Preisbullen für eine bevorstehende Ausstellung zu trainieren und bekommen zu ihrer Freude Unterstützung von dem Ranger Bob und Lassie. Als der Bulle ausgerechnet in der Nacht vor der Ausstellung in die Berge entflieht, folgt Lassie ihm und schützt ihn vor einem jagenden Berglöwen. |
| 15.14 | 489   | 05. Januar 1969    | Das tödliche Spiel                                                                  | Deadly Game                                                     | Lassie tollt mit dem sogenannten Wunderhund Ingo herum und gerät dabei in ein altes Farmhaus, aus dem er nicht mehr herauskommt. Beängstigend ist, dass das Haus unmittelbar vor dem Abriss mittels eines Bulldozers steht, von dem es niedergewalzt werden soll. |
| 15.15 | 490   | 12. Januar 1969    | Bruno – Teil 1                                                                      | What Price Valor? (1)                                           | Nachdem der Schäferhund Bruno aus einem Zwinger ausgebrochen ist, lässt Ranger Bob sicherheitshalber die Straßenbaukolonne abziehen und gibt zudem Warnungen an alle Farmer der Gegend heraus. Bruno, ein Kriegshund, leidet unter Flashbacks, nachdem er Sprengungen ausgesetzt war. Sein Trainer Mike sowie Bob und Lassie machen sich auf die Suche nach dem Tier, bevor es andere tun, die ihm weniger gut gesinnt sind. |
| 15.16 | 491   | 19. Januar 1969    | Bruno – Teil 2                                                                      | What Price Valor? (2)                                           | Der ausgebrochene Schäferhund Bruno bricht in die Pferdekoppel des Farmers Whiters ein. Whiters und sein Nachbar beschließen daraufhin loszureiten, um das Tier zu erschießen. Lassie spürt Bruno auf und versucht, ihn nach Hause zu lotsen. |
| 15.17 | 492   | 26. Januar 1969    | Öl im Fluss                                                                         | A Chance To Live                                                | Der Ranger Bob ist unterwegs, um Orte zu finden, an denen neue Campingplätze entstehen können. Bei seiner Ausschau nach passendem Land ertappt er einen Autofahrer, der nach einem Ölwechsel das alte Öl einfach in den Fluss schüttet. |
| 15.18 | 493   | 02. Februar 1969   | Sandwanzen                                                                          | The Return Home                                                 | Bob und der Bezirksranger Jack sind bemüht, die Versandung des Campingsplatzes, eines Sees sowie der Autobahn durch Wanderdünen aufzuhalten. Rick Butler setzt jedoch alles daran, sie daran zu hindern. |
| 15.19 | 494   | 09. Februar 1969   | Sturmflut – Teil 1                                                                  | Tempest (1)                                                     | Eine Sturmflut hat dazu geführt, dass die Baumstämme der Holzfirmen ins Meer getrieben wurden. Bob von der Forstverwaltung soll sich um die Schäden kümmern. Bei seiner Tour lernt er Jake kennen, der nur wenig später verunglückt. |
| 15.20 | 495   | 16. Februar 1969   | Sturmflut – Teil 2                                                                  | Tempest (2)                                                     | Jake rammt beim Fischen einen Baumstamm und verletzt sich dabei nicht nur schwer, sondern fällt auch in eine tiefe Ohnmacht. Lassie ist mit dem bewusstlosen und verletzten Mann bei stürmischer See allerdings allein im Boot. |
| 15.21 | 496   | 23. Februar 1969   | Der diebische Rabe                                                                  | To Catch a Crow                                                 | Juke Roberts lebt in einem Jugendcamp. Während der Mittagspause sucht er den nahegelegenen Waldsee auf, um sich dort beim Schwimmen zu erfrischen. Kurz danach vermisst er seine Uhr. |
| 15.22 | 497   | 02. März 1969      | Walden                                                                              | Walden                                                          | Ranger Scott wird vom Sheriff um Hilfe bei der Suche nach einem Mädchen gebeten, das sich selbst „Walden“ nennt. Walden ist von zu Hause weggelaufen. Scott macht sich so seine Gedanken, da ihm der Name „Walden“ als Titel eines Buches geläufig ist, das von einem einfachen Leben im Wald erzählt. Mit Lassies Hilfe findet Scott das Mädchen. |
| 15.23 | 498   | 09. März 1969      | Der Tiger                                                                           | The Stalker                                                     | Ein Tiger soll zum Zoo transportiert werden. Auf dem Weg dorthin kommt es jedoch zu einem Unfall, was dazu führt, dass der Tiger entkommen kann. Lassie nimmt seine Spur auf. |
| 15.24 | 499   | 16. März 1969      | Mein Freund Neeka (Alternativtitel bei ProSieben: Lassie und ihr Freund Neeka)      | Price of Wisdom (Original-Alternativtitel: Adventures of Neeka) | Als Scott und Lassie Neeka und Dean Chalmers in deren provisorischem Zuhause besuchen, nimmt Neeka Lassie mit, die ihm beim Sammeln und Identifizieren von Pflanzen für ein Schulprojekt behilflich sein soll. Unvermittelt treffen beide auf Clay Bowers, einen ehemaligen Bauarbeiter mit einer Beinverletzung, der zum Einsiedler geworden ist. Neeka bittet Bowers, ihm bei seinem Projekt helfen zu dürfen. Der Plan, der dahintersteckt ist, den verbitterten Mann aus seinem Schneckenhaus hervorzuholen. |
| 15.25 | 500   | 23. März 1969      | In der Geisterstadt                                                                 | Night of the Ghost                                              | Ranger Scott Turner befindet sich auf einer Inspektionsreise, gemeinsam mit Lassie und dem Indianerjungen Neeka besucht er mehr zufällig eine Geisterstadt. Die drei verbringen dort eine ziemlich unruhige Nacht. |
| 15.26 | 501   | 30. März 1969      | Der brennende Laster                                                                | Time of Crisis                                                  | Während sein Vater in der Stadt ist, kommt Neeka auf die Idee, dessen Truck zu fahren. Dabei prallt er gegen einen Stein, Gas strömt aus, dem Neeka und Lassie jedoch rechtzeitig entkommen können. Die daraus resultierende Explosion lässt jedoch die Pferde fliehen. Als Neekas Pferd Cloudy gefunden wird, ist es schwer verletzt, im schlimmsten Fall ist ein Bein gebrochen. |
| 15.27 | 502   | 06. April 1969     | Fliegende Eichhörnchen                                                              | Lassie and the Flying Squirrels                                 | Lassie beobachtet gern kleine Flughörnchen und ist begeistert, wie sie springen, fliegen und Haselnüsse knabbern. Als sich eins der Eichhörnchen in einer weggeworfenen Blechdose verfängt, sucht dessen Gefährtin nach Lassie und trotzt dabei sogar einem Rotluchs, um zu Lassie zu gelangen. Das gefangene Eichhörnchen wird inzwischen durch einen hungrigen Kojoten gefährdet und rollt sodann eine Klippe hinunter, die zu einer belebten Parkstraße führt. Lassie und die Gefährtin des Eichhörnchens sind der rollenden Dose inzwischen dicht auf den Fersen. |
| 15.28 | 503   | 13. April 1969     | Die Schnapsbrenner                                                                  | Moonshiners                                                     | Leroy und Woody, zwei Vagabunden, sind extra in den Nationalpark gekommen, um dort heimlich Schnaps zu brennen. Ranger Bob Eriksen ist den beiden jedoch auf der Spur. Um ihn abzuhängen, kommt Leroy auf die gefährliche Idee, auf der anderen Seite des Sees ein Feuer zu legen. Der aufkommende Wind trägt zusätzlich dazu bei, dass ein Waldbrand entsteht. |
| 16.01 | 504   | 28. September 1969 | Eine Chance                                                                         | Last Chance                                                     | Lassie begleitet die Ranger Scott und Bob durch endlose, urwüchsige Wälder. Mehr zufällig erwischen sie einen Jäger dabei, wie er einen Wolfsrüden anschießt. Die Ranger sind bemüht, das Tier zu retten, auch um den Jäger von seiner Meinung über Wölfe abzubringen. Lassie versorgt dessen schwangere Gefährtin inzwischen mit Futter und gibt ihr sogar einen Teil ihrer eigenen Vorräte. |
| 16.02 | 505   | 05. Oktober 1969   | Die Bewährungsprobe                                                                 | Success Story                                                   | Ein Tal, in dem die Freiwilligen des Ranger-Dienstes ihr Quartier haben, wird von einem Tornado verwüstet. Auch die Stromleitungen sind betroffen. Scott Turner ist Anführer eines Hilftrupps, dem auch der ziemlich verwöhnte Cal und dessen Freund Albie angehören. |
| 16.03 | 506   | 12. Oktober 1969   | Patsy kommt unter die Räder                                                         | Patsy                                                           | Tom Hilliard muss sein Haus aufgeben, da auf seinem Grundstück ein Riesenkraftwerk entstehen soll. Ranger Scott, Lassie und die Schimpansin Patsy sind beim Umzug behilflich. Plötzlich läuft Patsy davon, Lassie folgt ihr und kann sie aus großer Gefahr retten. |
| 16.04 | 507   | 19. Oktober 1969   | Kein Spielraum für Fehler                                                           | No Margin for Error                                             | Während einer Vermessungsfahrt, die zu einem ehemaligen Bombenstandort führt, der zu einem nationalen Grasland- und Jagdgebiet umgebaut wurde, muss Scott dort eine nicht explodierte Bombe entschärfen, die sich dicht bei der Behausung eines jungen Mannes befindet. Dieser hatte ihn bei den Vermessungsarbeiten unterstützt. |
| 16.05 | 508   | 26. Oktober 1969   | Ein Rehkitz in Gefahr                                                               | Lassie and the Water Bottles                                    | Der Ranger Scott unterstützt eine Farmerin bei der Einrichtung eines neuen Systems von Tränken für die Tiere auf ihren Weiden. Dafür muss ein größeres Wasserreservoir angelegt werden. Ein Rehkitz fällt dort hinein. |
| 16.06 | 509   | 02. November 1969  | Rettung im letzten Augenblick                                                       | Survival                                                        | Die Ranger Scott und Burt fliegen gemeinsam mit Lassie im Hubschrauber über die verschneiten Wälder. Unvermittelt müssen sie notlanden, wobei Burt schwer und Scott leicht verletzt wird. Dass sie schließlich von Rettungsmannschaften entdeckt werden, verdanken sie wieder einmal Lassie. |
| 16.07 | 510   | 09. November 1969  | Vater und Sohn                                                                      | Father and Son                                                  | Tom hat seine Mutter verloren. Seit ihrem Tod ist er nicht mehr derselbe. So schwänzt er die Schule und streift lieber mit dem Gewehr durch den Wald. |
| 16.08 | 511   | 16. November 1969  | Der Himmel stürzt nicht ein                                                         | The Sky Is Falling                                              | Lassie ist gemeinsam mit Ranger Bob Erikson unterwegs. Auch der Indianerjunge Neeka ist wieder bei ihnen. Als sie ein Waldgebiet durchstreifen, entdeckt Lassie eine Henne und ihre noch ganz jungen Küken. |
| 16.09 | 512   | 23. November 1969  | Kein frohes Wochenende                                                              | No Greater Love                                                 | Während Ranger Bob wieder einmal im Lager bleiben muss, um Papierkram zu erledigen, streift Lassie mit ihrem neuen Freund Neeke durch die Wildnis. |
| 16.10 | 513   | 30. November 1969  | Denn da ist mehr als die Augen sehen                                                | More than Meets the Eye                                         | Sechs blinde Kinder kommen in einem einsamen Bergwald das erste Mal mit den Wundern der Natur in Berührung. Die kleine Kitty hat allerdings Angst vor allem, was ihr fremd ist. Scott und Lassie sind für sie da und helfen ihr. |
| 16.11 | 514   | 14. Dezember 1969  | Die Hetzjagd                                                                        | The Chase                                                       | Im winterlichen Wald herrscht eine wohltuende Stille, die urplötzlich durch zwei Schneemobile zerrissen wird. Zwei Jungen halten es für sportlich, ein junges Reh vor sich her zu hetzen, bis es erschöpft zusammenbricht. Lassie sucht die verantwortungslosen Übeltäter. |
| 16.12 | 515   | 21. Dezember 1969  | Nur ein kleines Wunder                                                              | The Blessing                                                    | Der kleine Manuel aus Mexiko ist mit seinem Hündchen Poco über die Grenze nach Kalifornien gekommen. Das hat einen bestimmten Grund. In einem berühmten Kloster will er ein Wunder erbitten. |
| 16.13 | 516   | 28. Dezember 1969  | Eine kleine Eselei                                                                  | Superstition Canyon                                             | Scott und der Pilot der Maschine sind zu einem Erkundungsflug über ein Goldgräberschürfgebiet unterwegs und stellen fest, dass die Goldgräber dort große Schäden angerichtet haben. Dann sichten sie einen Goldgräber, der neben seinem Esel auf einem Plateau liegt. Alles spricht dafür, dass er krank ist. |
| 16.14 | 517   | 04. Januar 1970    | Verirrt in einer großen Stadt (Titel bei ProSieben: Allein in der großen Stadt (1)) | The Road Back (1)                                               | Scott und Lassie, die für ein kleineres Waldprojekt in Chinatown/San Francisco sind, freunden sich mit den Kindern an, die eine chinesische Schule besuchen. Als Lassie später bei der Rettung eines der Kinder von einem Auto angefahren wird, scheint sie an Amnesie zu leiden. Als dann in der Tierarztpraxis, in der sie gerade ist, ein Feuer ausbricht, flieht Lassie auf die Straße, ohne zu wissen, wo sie eigentlich hingehört. Hilf- und orientierungslos irrt die Hündin durch die Straßen der Stadt. |
| 16.15 | 518   | 11. Januar 1970    | Freunde in der Not (Titel bei ProSieben: Allein in der großen Stadt (2))            | The Road Back (2)                                               | Am nächsten Morgen führt Lassies Suche nach ihrer Identität sie in ein Wachsfigurenkabinett am Fisherman’s Wharf und schließlich ans Ufer, wo die Hündin sich mit einem unglücklichen jungen Fischer anfreundet, der eine Familie hat. Er hat sein Boot beliehen und nun Schwierigkeiten, da er bei seinen Gläubigern mit der Rückzahlung der Raten in Verzug geraten ist. |
| 16.16 | 519   | 18. Januar 1970    | Jenseits der großen Brücke (Titel bei ProSieben: Allein in der großen Stadt (3))    | The Road Back (3)                                               | Auf dem Weg nach San Francisco zurück über die Golden Gate Bridge freundet sich Lassie mit Sue an, einem Mädchen im Teenageralter, das ziemlich einsam ist und das durch auffälliges Verhalten zu verbergen sucht. Lassie bringt das Mädchen mit einem einsamen Soldaten zusammen, während Scott, der müde ist, da er unermüdlich nach Lassie sucht, in der Schule einschläft. Als Lassie wieder allein ist, verwechselt man sie mit einem möglicherweise tollwütigen Collie namens Tawny. |
| 16.17 | 520   | 25. Januar 1970    | Das Dunkel lichtet sich (Titel bei ProSieben: Allein in der großen stadt (4))       | The Road Back (4)                                               | Langsam kehrt Lassies Gedächtnis zurück. Die Hündin hat jedoch ein anderes Problem, von der Gesundheitsbehörde und der Polizei wird sie als tollwutverdächtiger Hund durch die Straßen von San Francisco gejagt, darunter auch die mit Blumen gesäumte und mit Ziegeln gepflasterte Lombard Street, die kurvenreichste Straße der Welt. Unterdessen suchen Scott und Bob nun gemeinsam nach Lassie. |
| 16.18 | 521   | 01. Februar 1970   | Im Navajoland                                                                       | Winged Rescue                                                   | Lassie hilft einer von einem Habicht bedrohten Seemöwe. Nur wenig später revanchiert diese sich und rettet Lassie und einen Indianerjungen davor zu ertrinken. |
| 16.19 | 522   | 08. Februar 1970   | Die Indianerstadt                                                                   | The Cliff                                                       | Lassie und ihr Freund Neeka streunen durch die Ruinen einer alten Indianerstadt. Neela rutscht ab und fällt in eine Schlucht, wobei sie sich verletzt. Lassie bellt solange, bis eine Suchmannschaft auf sie und Neela aufmerksam wird. |
| 16.20 | 523   | 15. Februar 1970   | Warmes Herz und kalte Nase                                                          | Warm Heart--Cold Nose                                           | Ein altes Ehepaar lebt zurückgezogen in der Wildnis. Der Mann ist blind, als die Frau sich ein Bein bricht, benötigt das Paar dringend Hilfe. Lassie und Ranger Bob Erikson sind zur Stelle. |
| 16.21 | 524   | 01. März 1970      | Wildwasserfahrt                                                                     | Whitewater Fury                                                 | Bob Erikson und sein Rangerkollege Dan überprüfen in ihrem Kajak einen reißenden Fluss daraufhin, ob er für Wassersportler tauglich ist und keine Gefahrenstellen enthält, die lebensgefährlich werden könnten. |
| 16.22 | 525   | 08. März 1970      | Chuka                                                                               | Chucka                                                          | Lassie freundet sich mit einem Hund namens Chuka an. Sie trägt entscheidend dazu bei, dass Chuka und sein Herrchen Charlie sich wieder versöhnen. |

### Folgen 526 bis 591 (Lassie allein unterwegs und Lassie auf der Holden-Ranch)
| \| Staffel \| Folge \| Erstausstrahlung \| deutscher Titel \| Originaltitel \| Kurzfassung der Handlung \| \| 17.01 \| 526 \| 20. September 1970 \| Dusty \| Lassie’s Interlude \| Lassie ist inzwischen allein und reist vorübergehend mit einem jungen Mann namens Mark Saunders, der zur Küste will, da er das Meer noch nie gesehen hat. Als Mark Jim und Nancy Pearson, den Eigentümern des Sommercamps, bei der Brandbekämpfung hilft, lernt Lassie deren Collie Duke kennen und bleibt bei den Pearsons, als Mark seine Reise fortsetzt. Duke gibt Lassie das Gefühl, ein neues dauerhaftes Zuhause gefunden zu haben. Die beiden Hunde verstehen sich ausnehmend gut, geraten aber dann in einen Kampf mit einem aggressiven Deutschen Schäferhund. Duke versucht Lassie, die verletzt am Straßenrand zusammenbricht, nach Hause zu bringen, was ihr aber allein nicht gelingt. Während Duke unterwegs ist, um Hilfe zu holeb, wird Lassie von einem mitfühlenden Rancher mitgenommen. \| \| 17.02 \| 527 \| 27. September 1970 \| Drei kleine Collies \| The Birth \| Lassie ist inzwischen meilenweit von den Pearsons entfernt bei ihrem Retter Will Thorne und hütet auf dessen Ranch Schafe. Sie hat sich auch mit Wills Sohn Kerry, der stumm ist, angefreundet. Erneut trifft sie auf den Killerhund, als dieser der Herde ein Lamm stiehlt. Als Lassie einige Zeit später einen Wurf Welpen zur Welt bringt, glaubt Thorne, dass diese von dem Killerhund gezeugt worden sind und bringt sie zum Sterben in die Wüste, da er Angst hat, dass auch die Kleinen zu Killern heranwachsen könnten. Lassie weiß es jedoch besser und entkommt mit Kerrys Hilfe, um ihre Kinder zu finden. \| \| 17.03 \| 528 \| 04. Oktober 1970 \| Auf der Flucht \| The Survival \| Nachdem Lassie ihre drei Welpen gefunden hat, sucht sie mit diesen Zuflucht in der Wüste nahe des Rock Canyon. Unterschlupf finden sie auf einer verlassenen Ranch. Verzweifelt versucht Lassie Nahrung für ihre Welpen aufzutreiben. Sie findet nur Wasser und einen Maiskolben. Zum Glück hat Kerry sich ebenfalls auf die Suche gemacht und taucht mit seinem Schulessen auf. Als der Junge kurz darauf von dem Killerhund angegriffen wird, gelingt es Lassie diesmal, ihn abzuwehren. Kerry ist zudem beunruhigt, weil sein Vater ihn auf eine Schule schicken will, wo er die Gebärdensprache lernen soll. Des Nachts schleicht er sich erneut aus dem Haus, um Lassie und ihre Welpen mit Essen zu versorgen. Als sein Vater sein Verschwinden bemerkt, meldet er ihn als vermisst. \| \| 17.04 \| 529 \| 11. Oktober 1970 \| Kerry \| The Miracle \| Als Sergeant Hayes auf der Suche nach dem Killerhund ist, entdeckt er Lassie und ihre Welpen im Rock Canyon. Kerry hat inzwischen herausgefunden, dass Will und Hayes immer noch entschlossen sind, Lassies Welpen zu töten. Auf seinem Weg zu Lassie und den Kleinen, wird Kerry von einem Puma verfolgt. Nur wenig später rettet Will und Hayes davon, von dem Puma angegriffen zu werden. In der Zwischenzeit ist Jim Pearson auf der Suche nach Lassie auf der Ranch eingetroffen. Als Will und die Holts erfahren, dass Duke der Vater der Welpen ist, ist es fast schon zu spät. \| \| 17.05 \| 530 \| 18. Oktober 1970 \| In der Wildnis \| The Innocents \| Lassie hat einen ihrer Welpen bei Kerry gelassen, der den kleinen Hund Dingaroo nennt. Mit ihren beiden anderen Welpen streift die Hündin durch die Wildnis und beobachtet aufmerksam, wie die Welpen ihre ersten Erfahrungen mit Eichhörnchen und sogar einem Stinktier machen. Als die drei vor einem Sturm Zuflucht in einer alten Festung aus Lehmziegeln suchen, jagt einer der Welpen eine Krähe und bleibt auf einer Zinne stecken, die sich weit über dem Boden befindet. Der Weg nach unten ist für den kleinen Hund zu steil. Lassie zieht die alte Sackmatratze heran, auf der sie geschlafen haben, der Welpe hat jedoch Angst in die Tiefe zu springen. Also bleibt Lassie nur, auf einem anderen Weg zur Zinne heraufzuklettern, um ihrem Kleinen zu helfen. \| \| 17.06 \| 531 \| 25. Oktober 1970 \| Davey \| The Offering \| Lassie und ihre beiden verbliebenen Welpen kommen gerade dann auf dem Grundstück der Braddocks an, als der junge Davey erfährt, dass sein alter Hund Barney an dem Ort gestorben ist, an dem Junge und Hund so gerne zum Angeln waren. In seiner Trauer um Barney ignoriert Davey zunächst die Collies, die auf der Braddock-Ranch Zuflucht suchen. Trotzdem kristallisiert sich nach einiger Zeit heraus, dass er den Welpen, dem er den Namen Dusty gegeben hat, besonders mag und so sorgt Lassie dafür, dass dieser sich besonders wohl auf der Ranch fühlt. Die Frage ist jedoch, wird Davey jemals über Barneys Tod hinwegkommen? \| \| 17.07 \| 532 \| 01. November 1970 \| Jody \| Nature’s Child \| Während sie durch den Wald streifen, treffen Lassie und ihr ihr noch verbliebener Welpe Jody Tyler, ein Mädchen, das „mit Tieren sprechen“ kann. Jody befindet sich gerade in der Gesellschaft eines Rehkitzes. Plötzlich hört man das panische Krächzen einer Krähe und als Jody, Lassie und der Welpe deren Flug folgen, finden sie ein junges Kaninchen, das von einem Fuchs verletzt wurde. Jodys Vater, ein Straßenbauarbeiter, der Jodys Gespräche mit Tieren für Einbildung hält, behandelt das kleine Kaninchen, dem es schon am nächsten Tag wieder so gut geht, dass man es freilassen kann. Dann passiert zur Überraschung von Mister Tyler etwas, was ihn an seiner Meinung über seine Tochter zweifeln lässt. Als sein Bulldozer umkippt und seinen Fuß einklemmt, alarmieren Jodys Tierfreunde das Mädchen, das dann Hilfe holen kann. Von Lassie hat Jody erfahren, dass die Hündin etwas sucht, was es sei, werde sie wissen, wenn sie es gefunden habe. \| \| 17.08 \| 533 \| 08. November 1970 \| Zwei alte Herren \| Flock of Love \| Als Lassie im Park unterwegs ist, lernt sie dort einen älteren Herrn namens Tom Murphy kennen, der Tiere sehr zu lieben scheint. Sein bester Freund und Schachpartner George, ein Zyniker, verspottet ihn aus diesem Grund immer mal wieder. Er meint, die weißen Tauben, die Tom immer füttere, würden ihn nur deshalb mögen, weil sie Futter von ihm bekämen und nicht, wie Tom behauptet, weil sie ihn gern hätten. Als Murphy eines Tages aufgrund eines Schlaganfalles zusammenbricht, holt Lassie George zu Hilfe. Die Tauben hingegen, die George und Andy, ein weiterer Freund Toms an dessen Stelle füttern wollen, verweigern die Nahrung. Es scheint, als hielten sie im Park Mahnwache für Tom. Als George einige Zeit später Lassie mit ins Krankenhaus zu Tom nimmt, sorgt die Hündin dafür, dass auch die weißen Tauben herbeifliegen und macht George dadurch klar, dass Tom mit seiner Meinung durchaus richtig liegt. \| \| 17.09 \| 534 \| 15. November 1970 \| Samariterdienste \| Aftermath \| Eine achtlos weggeworfene noch glimmende Zigarette bedeutet für die Tiere des Waldes und den Wald selbst eine Katastrophe. Bei dem dadurch verursachten Waldbrand schweben Eichhörnchen, Kaninchen, Hirsche und Rehe sowie die weiteren Bewohner des Waldes in Lebensgefahr. Wie immer, ist Lassie zur Stelle, um ihren Freunden zu helfen. \| \| 17.10 \| 535 \| 22. November 1970 \| Glory – Teil 1 \| Here Comes Glory! (1) \| Lassie kommt auf eine große Ranch, auf der Rennpferde gezüchtet werden. Eine braune Stute namens Glory ist das wertvollste der Tiere. Lassie schließt Freundschaft mit dem edlen Pferd. \| \| 17.11 \| 536 \| 29. November 1970 \| Glory – Teil 2 \| Here Comes Glory! (2) \| Das kostbarste Rennpferd von der Hannival-Ranch, die Stute Glory, wurde von einem Puma angefallen. Obwohl Lassie der Stute zu Hilfe eilte, wurde sie schwer verletzt. \| \| 17.12 \| 537 \| 06. Dezember 1970 \| Ein Jahr voll Sonntagen \| A Year of Sundays \| Lassie beobachtet, wie ein Mann aus einem Eisenbahnwaggon springt und danach regungslos liegenbleibt. Die Hündin läuft zur Autobahn und versucht jemanden dazu zu bringen, anzuhalten. Der Fahrer Ramsey erkennt die Not des Tieres fährt auf die Anhaltespur und folgt Lassie sodann. \| \| 17.13 \| 538 \| 13. Dezember 1970 \| Abby \| Any Heart in a Storm \| Lassie gerät in ein schweres Unwetter und findet Schutz im Haus einer Frau namens Abby. Sie lebt mitten in den Bergen ganz allein. In der Nacht wird das Haus von abrutschenden Erdmassen verschüttet. \| \| 17.14 \| 539 \| 10. Januar 1971 \| Sandy und Tom \| Gentle Dawn \| Lassie findet auf ihrem Streifzug ein verletztes Tier, dem sie selbst nicht helfen kann. Sie läuft zu einem Wohnhaus, um von dort Hilfe zu holen. \| \| 17.15 \| 540 \| 17. Januar 1971 \| Ein aufregender Tag \| Lassie’s Busy Day \| Fast immer, wenn Lassie allein durch den Wald läuft, erwartet sie etwas Abenteuerliches. An diesem Tag zum Beispiel, hilft sie zwei Eichhörnchen, von denen sich eins in einer Blechbüchse verfangen hat. \| \| 17.16 \| 541 \| 24. Januar 1971 \| Bob und Tommy \| The River \| Die Brüder Bob und Tommy lieben das Abenteuer. So schnappen sie sich an diesem Tag das Boot ihres Vaters, um damit die Stromschnellen eines reißenden Flusses zu bezwingen. Die Jungen kentern. \| \| 17.17 \| 542 \| 31. Januar 1971 \| Cullen \| Other Pastures, other Fences \| Lassie macht die Bekanntschaft des Jungen Cullen Farrell, dem Sohn eines Rangers. Eines Tages packt Cullen ohne ersichtlichen Grund seine Sachen, sattelt ein Pferd und zieht los. Dass Lassie ihn nicht aus den Augen lässt, ist sein Glück. \| \| 17.18 \| 543 \| 07. Februar 1971 \| Patty \| The Awakening \| Patty muss die Ferien bei ihrer Tante auf einer Berghütte verbringen, wohin sie von ihren Eltern geschickt worden ist. Wäre es nach ihr gegangen, wäre sie viel lieber nach Los Angeles gefahren. \| \| 17.19 \| 544 \| 21. Februar 1971 \| John \| Troubled Waters \| Lassies neuester Freund ist der Jagdhund Skipper. Zusammen strolchen sie durch ein Hafenviertel. Dort lernen sie einige Zeit später einen Polizeibeamten kennen. \| \| 17.20 \| 545 \| 28. Februar 1971 \| Erinnerungen (1) \| For the Love of Lassie (1) \| Lassie kehrt zurück zur Braddock-Ranch, wo sie einen ihrer Welpen bei dem jungen Davey zurückgelassen hat. Während sie mit Dusty spielt, fällt Lassie in einen versteckten Brunnen, wo der Sauerstoff irgendwann nicht mehr ausreichen wird. Die Braddocks beeilen sich, auch mit der Hilfe alter Freunde von Lassie, die sie zufällig auf der Straße treffen, nach ihr graben. \| \| 17.21 \| 546 \| 07. März 1971 \| Erinnerungen (2) \| For the Love of Lassie (2) \| Menschen, denen Lassie in der Vergangenheit geholfen hat, schließen sich zusammen, um die Hündin aus dem Brunnen zu befreien, bevor der Sauerstoff aufgebraucht ist. Das alles dauert länger als erhofft und die Angst, es nicht rechtzeitig zu schaffen, ist spürbar. \| \| 17.22 \| 547 \| 21. März 1971 \| Das Kätzchen \| Sneakers \| Lassie findet bei seinem Streifzug durch den Wald ein niedliches kleines Kätzchen. Auf der Suche nach einem Zuhause für das Tier findet die Hündin ein einsames Farmhaus. Glücklicherweise kann man das Kätzchen dort sehr gut gebrauchen. \| \| 18.01 \| 548 \| 07. Oktober 1971 \| Lassie als Lebensretter \| Fury Falls \| Nachdem Lassie einen Raubvogel aus einer Schlinge befreien konnte, beobachtet sie einen Kojoten, der mit seinen Jungen beschäftigt ist. Als die jungen Tiere von einer plötzlich auftauchenden Schlange bedroht werden, bellt sie so lange, bis der Raubvogel die Schlange tötet und als Leckerbissen mitnimmt. \| \| 18.02 \| 549 \| 14. Oktober 1971 \| Wo einmal Gold war \| Search for Yesterday \| Rond und Dale erstehen einen Plan, auf dem der Weg zu einer Goldmine eingezeichnet ist. Sie opfern dafür zwei Dollar. Nachdem sie dort endlich angekommen sind, müssen sie feststellen, dass die Goldgräber dort alles abgeschürft haben und für sie kein Gold mehr da ist. Noch schlimmer ist allerdings, dass sie stattdessen Dynamit zurückgelassen haben. Wieder einmal muss Lassie rettend eingreifen. \| \| 18.03 \| 550 \| 21. Oktober 1971 \| Gefährliche Schienen \| Trouble Tracks \| Ron und Dale, die ihrem Traum vom Gold weiter nachhängen, finden bei ihrer Suche ein altes Schienenfahrzeug. Natürlich probieren die beiden Freunde das Vehikel sogleich aus. Als eine Strecke kommt, auf der es ziemlich steil nach unten geht, können sie das Fahrzeug nicht stoppen, da die Bremse nicht funktioniert. \| \| 18.04 \| 551 \| 27. Oktober 1971 \| Hotel Dracula \| Wings of the Ghost \| Mr. Maddox hat unsere drei Helden Dale, Ron und Lassie ein Stück mit der Eisenbahn mitgenommen. Dann heißt es jedoch zu Fuß weiter über die Berge, um zur Holden-Ranch zu gelangen. Unterwegs rettet Lassie noch ein Kaninchen sozusagen in letzter Minute. \| \| 18.05 \| 552 \| 04. November 1971 \| Mikes erster Geburtstag \| Homecoming \| Ron und Dale sind auf die Holden-Ranch zurückgekehrt. Rons Vater hat den kleinen Mike Bishop bei sich aufgenommen. Der Junge hatte bis jetzt nicht nur kein Zuhause, er hat auch noch nie Geburtstag gefeiert. Niemand weiß nämlich, wann genau Mike geboren worden ist. Zwischen Lassie und Mike entsteht schnell eine enge Bindung. \| \| 18.06 \| 553 \| 11. November 1971 \| Kind der Wildnis \| Orphan of the Wild \| Garth versucht Mike klarzumachen, ob man einer Eule, die verletzt war, nach ihrer Heilung die Wahl lassen muss, ob sie im Tierpark bleiben will oder lieber davonfliegen möchte. \| \| 18.07 \| 554 \| 18. November 1971 \| Lassie verschwindet \| Day of Disaster \| Ron fährt in der Begleitung von Lassie in die Stadt, um ein Geschenk für seinen Vater abzuholen. Während er das Geschäft betritt, wartet Lassie im Wagen. Plötzlich erschüttert ein kurzes, aber doch heftiges Erdbeben die Stadt. Ron verliert kurzzeitig das Bewusstsein. Als er wieder zu sich kommt, kann er Lassie nicht mehr finden. \| \| 18.08 \| 555 \| 25. November 1971 \| Ein eifersüchtiger Waschbär \| The Schemer \| Mike hat einen neuen Freund, den Waschbären Rags. Das Tier reagiert extrem eifersüchtig auf Mike Zuneigung zu Lassie. Das geht sogar so weit, dass er sein Fressen verweigert und fast jede Nacht Krach schlägt. \| \| 18.09 \| 556 \| 02. Dezember 1971 \| Der fliegende Großvater \| The Flying Grandpa \| Ein alter Doppeldecker muss auf der Holden-Ranch notlanden. Der Pilot stellt sich als ein liebenswerter alter Herr heraus, der sich unter dem Namen Newton vorstellt. Mr. Newton weiß auch eine Menge Geschichten und erzählt Mike von seinen Heldentaten und Abenteuern als Flieger. Garth durchschaut den alten Mann allerdings. \| \| 18.10 \| 557 \| 09. Dezember 1971 \| Der Mustang (1) \| Mustang (1) \| Während eines Ausritts entdecken Garth, Dale und Lassie eine Gruppe von Wildpferden. Offensichtlich will ein junger Mustang dem Leithengst seine Position streitig machen. Bei einem Kampf verletzt er das ältere Tier schwer. Auch Lassie hat diese Auseinandersetzung beobachtet. \| \| 18.11 \| 558 \| 16. Dezember 1971 \| Der Mustang (2) \| Mustang (2) \| Gemeinsam mit Dale und Garth gelingt es Lassie, den verletzten Hengst behutsam immer näher an die Ranch heranzulocken. Dort kümmern sie sich liebevoll um das Tier. Schließlich wird die Holden-Ranch zu seinem neuen Zuhause. \| \| 18.12 \| 559 \| 13. Januar 1972 \| Cowboys \| Roundup \| Ron und Dale haben eine Wette darüber abgeschlossen, wer von ihnen die meisten Rinder einfangen kann. Derjenige, dem das gelingt, bekommt ein Essen in einem mexikanischen Restaurant. Womit sie nicht gerechnet haben, dass sie gleichviel Rinder einfangen und die Wette somit unentschieden endet. \| \| 18.13 \| 560 \| 20. Januar 1972 \| Ein Traum wird wahr \| Dream Seeker \| Dale und Ron wollen einige Tage in den Bergen verbringen. Dort treffen sie auf einen Jungen, der ihnen erzählt, dass er Willy heißt und mit seinem Vater in den Bergen lebe. Lassie findet jedoch heraus, dass das nur ein Wunschtraum von Willy ist, der in Wahrheit aus dem Waisenhaus geflohen ist. \| \| 18.14 \| 561 \| 28. Januar 1972 \| Frieden ist unser Anliegen (1) \| Peace Is our Profession (1) \| Lassie begleitet Garth zur Vandenberg Air Force Base. Dort nimmt Garth als Trauzeuge an der Hochzeit von Pat teil, einem seiner Pflegesöhne. Pat und sein Partner Dave Winton sowie der Kaplan der Air Force, Kenneth Stone, nehmen Garth mit, da man einem Raketenabschuss beiwohnen will. Lassie gerät derweil an eine Schneegans, die ihre Eier ausgerechnet in einem Raketenabschussbereich abgelegt hat. \| \| 18.15 \| 562 \| 04. Februar 1972 \| Frieden ist unser Anliegen (2) \| Peace Is our Profession (2) \| Lassie ignoriert, dass man den Raketenabschussbereich nicht betreten darf, um die Gans in Sicherheit zu bringen, bevor wieder ein Raketenstart erfolgt. Nachdem die Gänschen sicher geschlüpft sind, begleitet Lassie Chaplain Stone, um ihm bei seinem Kinderhilfsprojekt zu unterstützen. Est muss Stone aber noch einmal zurück zu seinem Posten in Offut. Dort freundet sich Lassie mit einem diabetischen Pudel namens Sparky an, der sich als blinder Passagier auf dem Looking Glass, den Kommandoposten des Strategic Air Command in der Luft, geschmuggelt hat, um bei seinem Besitzer zu sein. Gefährlich ist allerdings, dass er dadurch seine tägliche Insulinspritze nicht bekommt. \| \| 18.16 \| 563 \| 11. Februar 1972 \| Frieden ist unser Anliegen (3) \| Peace Is our Profession (3) \| Sparky wird an Bord der Looking Glass gefunden, doch im weiteren Verlauf der achtstündigen Dienstreise deutet sich an, dass er in ein diabetisches Koma gefallen ist. Man macht es möglich, dass Camerons Looking-Glass-Flug früher landen kann, sodass Sparky gerettet wird. Später, auf seinem neuen Posten auf der March Air Force Base, treffen Lassie und Col. Stone Jimmy Fredericks, einen Jungen, der eine Beinschiene trägt und wegen seines lahmen Beines mit Gott hadert. \| \| 18.17 \| 564 \| 18. Februar 1972 \| Frieden ist unser Anliegen (4) \| Peace Is our Profession (4) \| Als im Flugzeug von Jimmys Vater ein Stromausfall auftritt, der das Ausfahren des Fahrwerks behindern und schlimmstenfalls zum Absturz des Flugzeugs führen kann, muss Jimmy seinen Glauben überdenken, während er um seinen Vater bangt. \| \| 18.18 \| 565 \| 25. Februar 1972 \| Jimmy und der Wolfshund (1) \| Paths of Courage (1) \| Jimmy ist zu Gast auf der Holden-Ranch, wo er sich mit Lucy anfreundet, der Tochter von einer Nachbarranch. Lucy besitzt Mountie, einen zahmen Wolf, der angeschossen wird, als er mit Lassie unterwegs ist. \| \| 18.19 \| 566 \| 03. März 1972 \| Jimmy und der Wolfshund (2) \| Paths of Courage (2) \| Lucy und Jimmy machen Mountie in seiner ehemaligen Höhle ausfindig, wobei Jimmy seine Angst überwunden und sich auf ein Pferd geschwungen hat. Lassie läuft indessen zur Ranch, um Garth zu Hilfe zu holen. \| \| 18.20 \| 567 \| 10. März 1972 \| So ist das Leben \| Circle of Life \| Lucy wohnt auf der Holden-Ranch, solange ihre Mutter verreist ist. Als sie einen Brief von Jimmy erhält, wird ihr bewusst, dass sie sich in ihn verliebt hat. \| \| 19.01 \| 568 \| 16. September 1972 \| Der Blitzschlag \| Lightning \| Eine Stute wird von einem Blitz gestreift. Ihr noch sehr junges Fohlen läuft vor Schreck davon. Während sich die Tierärztin Sue Lambert um die Stute kümmert, versuchen Lucy und Lassie, das Fohlen aufzuspüren. \| \| 19.02 \| 569 \| 23. September 1972 \| Die Tauben von Santa Ines \| The Doves of Santa Inez \| Die Tauben der Mission sind in diesem Jahr noch nicht zurückgekehrt. Johann, der Missionsgärtner sorgt sich um die Tiere. Währenddessen müssen Lucy und Lassie ein grausames Schauspiel mit ansehen. Ein Raubvogel greift die Spähertaube an, sodass sie zu Boden fällt. Lassie gelingt es, die Taube zu retten. \| \| 19.03 \| 570 \| 30. September 1972 \| Ersatz für Garth \| For Those who Follow \| Garth Holden wird in Zukunft im Auftrag der Regierung durch die Welt reisen. Er soll überall Häuser nach dem Modell der Holden-Ranch errichten, die Waisenkindern ein neues Zuhause bieten sollen. Besonders Dale hat Schwierigkeiten, Keith, Garths Bruder, als Ersatz zu akzeptieren. \| \| 19.04 \| 571 \| 14. Oktober 1972 \| Die Vogelscheuche \| Scarecrow \| Auf der Holden-Ranch steigt eine Grillparty, auch Lucy ist dazu eingeladen. Vorsichtshalber haben die Jungen in einem nahegelegenen Maisfeld eine Vogelscheuche aufgestellt, um die vielen Krähen zu vertreiben, die sich dort gern aufhalten. Allerdings gibt es eine besonders vorwitzige Krähe, die sich daran überhaupt nicht stört. \| \| 19.05 \| 572 \| 21. Oktober 1972 \| Lucy und der kleine Fremde – Teil 1 \| A Girl and a Boy (1) \| Lassie findet einen tauben Jungen, der völlig erschöpft ist. Er scheint irgendwo ausgerissen zu sein. Als er mitbekommt, dass die Polizei ihn zurückbringen will, läuft er abermals auf und davon. Lassie gelingt es, ihn wiederum zu finden. \| \| 19.06 \| 573 \| 28. Oktober 1972 \| Lucy und der kleine Fremde – Teil 2 \| A Girl and a Boy (2) \| Es stellt sich heraus, dass der kleine Ausreißer Tommy heißt. Nachdem er erfahren hat, dass man den Pater, dem er sein ganzes Vertrauen geschenkt hat, nach Südamerika versetzen will, ist er Hals über Kopf von seiner Schule weggelaufen. Überraschend wendet sich doch noch alles zum Guten: Der Pater darf bleiben und Tommy erhält als Ersatz für den Polizeihund, den er nicht behalten durfte, einen Welpen, den Lassie ihm bringt. \| \| 19.07 \| 574 \| 04. November 1972 \| Drei Kätzchen in Not \| Deadly Surf \| Lassie läuft zum Strand, um den alten Sam zu besuchen, der dort in einer Hütte lebt. Sam ist nicht da, dafür aber seine drei Kätzchen und die befinden sich in Gefahr. Zum Glück kann Lassie den Katzenkindern aus der Patsche helfen. \| \| 19.08 \| 575 \| 11. November 1972 \| Rettet die Steinadler \| Golden Eagle \| Nachdem Lassie ein verletztes Adlerweibchen entdeckt hat, bringen Keith und Ron das Tier zum Tierarzt. Allerdings gibt es ein weiteres Problem, das Adlermännchen muss sich nun um ein Nest kümmern, in dem zwei Eier zurückgeblieben sind. Lassie hat schließlich den rettenden Einfall, wie man beide Küken durchbringen kann. \| \| 19.09 \| 576 \| 18. November 1972 \| Drang nach Freiheit \| A Taste of Freedom \| Als Mr. Dobbs mit seinem Rassepferd Rascal zu einem Rennen unterwegs ist, macht sich das Tier plötzlich selbstständig. Lassie findet das Pferd und bringt es zur Holden-Ranch. Ab diesem Zeitpunkt sind beide fast unzertrennlich. \| \| 19.10 \| 577 \| 25. November 1972 \| Flucht ins Ungewisse – Teil 1 \| Run to Nowhere (1) \| Mehr zufällig stößt Lucy auf Joey Greer, der aus einem Kinderheim weggelaufen ist. Da er verletzt ist, bringt Lucy ihn zur Holden-Ranch, damit man seine Wunde dort behandeln kann. Lucy, die Joey sozusagen geschworen hatte, ihn nicht zu verraten, hat aber doch mit Keith über ihn gesprochen. \| \| 19.11 \| 578 \| 02. Dezember 1972 \| Flucht ins Ungewisse – Teil 2 \| Run to Nowhere (2) \| Am nächsten Morgen ist Joey verschwunden. Während Andy und Lane sich um die Ranch kümmern, reiten alle anderen sofort los, um nach Joey zu suchen. Als man ihn bei Anbruch der Dunkelheit noch immer nicht gefunden hat, machen sich weitere Suchtrupps auf den Weg. \| \| 19.12 \| 579 \| 09. Dezember 1972 \| Störche bringen Glück \| Vigil of the Stork \| Lucy erfährt von Mr. Birkholm, dass man in seiner alten Heimat Dänemark daran glaube, dass Störche Glück bringen würden. Nur wenig später bricht er aufgrund eines Herzanfalls zusammen. Es scheint so, als bringe ihm ein Storch tatsächlich viel Glück. \| \| 19.13 \| 580 \| 16. Dezember 1972 \| Wo ein Wille ist, ist auch Wasser \| Dream Builder \| Ein alter Mann hat beschlossen mitsamt seinem Esel auf einem als unfruchtbar geltenden Stück Land anzusiedeln und dort einen Brunnen zu bauen. Jeder, den man fragt oder auch nicht, schüttelt mit dem Kopf und zeigt sich davon überzeugt, dass der alte Herr dort niemals Wasser finden werde. Das Wunder geschieht: Der Alte macht das als unmöglich geltende möglich. \| \| 19.14 \| 581 \| 13. Januar 1973 \| Besuch von einem Stadthund \| The Visitor \| Der kleine Hund Muffin hat bisher in der Stadt gelebt und tut sich ziemlich schwer mit dem Landleben. Er hat einfach Angst vor fast allem, vor Enten, Pferden und vor allem vor Wasser. Doch Lassie wäre nicht Lassie würde sie es nicht schaffen, dem kleinen Tier behutsam erstaunliche Dinge beizubringen. \| \| 19.15 \| 582 \| 16. Januar 1973 \| Der Vogelfreund \| Tell it to the Birds \| Ein alter Indianer, der Tiere sehr liebt, findet Lassie, die in eine Falle geraten ist. Er hilft dem Tier sofort und versorgt Lassies Wunden. Als der alte Mann später selbst einen Unfall hat, ist Lassie zur Stelle, um sich zu revanchieren. \| \| 19.16 \| 583 \| 24. Januar 1973 \| Gefahr in den Bergen – Teil 1 \| Challenge of the Mountain (1) \| Dale hat nicht nur viel Zeit, sondern auch Geld in sein Modellflugzeug gesteckt. Als das Modell durch einen Fehler in der Fernsteuerung in den Bergen verloren geht, macht Dale sich sofort auf die Suche. Gemeinsam mit Lassie entdeckt er das Flugzeug auf einem ziemlich hohen Felsen. Für Dale ist klar, dass er dort hochklettern muss. \| \| 19.17 \| 584 \| 03. Februar 1973 \| Gefahr in den Bergen – Teil 2 \| Challenge of the Mountain (2) \| Dale ist bei dem Versuch, sein Modellflugzeug von dem Felsen zu holen, gestürzt. Er hat dadurch eine Menge Geröll in Bewegung gesetzt, das zusammen mit ihm den Berg heruntergekommen ist. Dadurch wurde Lassie an der Vorderpfote verletzt. Trotzdem gelingt es der Hündin Dales Pferd dabei zu unterstützen, das Seil, mit dem es angepflockt ist, zu lösen, um zur Ranch zu laufen und Hilfe zu holen. \| \| 19.18 \| 585 \| 10. Februar 1973 \| Jagd auf Kojoten \| Legend of the Coyote \| In der Scheune der Holden-Ranch findet Lassie eine Hündin mit ihren Jungen. Keith beschließt, sie dort zu lassen. Lassie soll auf sie aufpassen. Als sich am nächsten Morgen jedoch ein Kojote eines der Tierbabys schnappt, nehmen Keith, Dale und Lassie die Spur auf. \| \| 19.19 \| 586 \| 17. Februar 1973 \| Pferdediebe \| Horsenappers \| Zwei Pferdediebe treiben in der Gegend schon länger ihr Unwesen. Eines Tages suchen sie auch die Holden-Ranch auf, um sich an Midnight, einem schwarzen Hengst, zu vergreifen. Zum Verhängnis wird ihnen allerdings, dass Lassie auf der Hut ist und schlauer als sie. \| \| 19.20 \| 587 \| 24. Februar 1973 \| Ein fröhlicher Klang (1) \| A Joyous Sound (1) \| Ein Chirurg macht Lucy und ihrer Mutter Hoffnung, dass sie nach einer Operation wieder hören könne. Keith und Lassie haben Elaine und ihre Tochter zum Operationstermin nach Los Angeles begleitet. Als Lassie versucht, einem Kleinkind zu helfen, wird ihr vorgeworfen, das Kind angegriffe zu haben. Lassie muss das Krankenhaus verlassen, man jagt sie davon. \| \| 19.21 \| 588 \| 03. März 1973 \| Ein fröhlicher Klang (2) \| A Joyous Sound (2) \| Lassie, die Zuflucht vor der Verfolgung in einem Wäschewagen gesucht hatte, entkommt diesem und stürzt sich in den Tumult der Stadt. Unterdessen übersteht Lucy die Operation erfolgreich, ob sie tatsächlich wieder wird hören können, ist aber noch ungewiss, da erst einige Tage vergehen müssen und die Schwellung abgeklungen sein muss. Keith, der ohne Ergebnis nach Lassie gesucht hatte, weiß nun nicht, was er Lucy sagen soll. \| \| 19.22 \| 589 \| 10. März 1973 \| Ein fröhlicher Klang (3) \| A Joyous Sound (3) \| Nachdem Lassie auf einem Schießstand gelandet und diesem nur knapp entkommen ist, freundet sie sich mit zwei jungen Männern an, die in ihrem Van am Strand campen. Während sie sich um den verletzten Collie kümmern, betet Lucy, die inzwischen nach Hause zurückgekehrt ist, um zwei Wunder, nämlich, dass ihr Gehör und Lassie zurückkehren mögen. Und genau das tritt ein. Als Lucy einige Zeit später unter einer Kiefer sitzt, meint sie, ein Geräusch vernommen zu haben und tatsächlich, plötzlich hört sie das Zwitschern der Vögel und den Wind, der durch die Blätter streift und dann hört sie noch etwas, dreht sich um und sieht wie ein Hund übers Feld rennt direkt auf sie zu – Lassie ist wieder da! \| \| 19.23 \| 590 \| 17. März \| Johnny Piper \| Johnny Piper \| Lucy, die mit Lassie unterwegs ist, lernt auf ihrem Spaziergang Johnny Piper kennen. Er zieht gemeinsam mit seinem Hund Smokey durch die Welt. Lucy ist überzeugt davon, dass Johnny einsam ist und möchte ihm daher helfen. So überredet sie ihre Mutter, Johnny auf der Farm Arbeit zu geben, wodurch er seine Reisekasse aufbessern könne. \| \| 19.24 \| 591 \| 24. März 1973 \| Der kleine Ausreißer \| The Dawning \| Keith und Dale sind zeitig aufgestanden, um die Zäune an der Ostweide zu kontrollieren und nachzuziehen. Ausnahmsweise will Lassie nicht mitkommen, sondern lieber die Bakers und deren neugeborenes Kalb besuchen. Als das Kälbchen sich auf Wanderschaft begibt, bemerkt das niemand – außer Lassie. \| |       |                    |                                     |                               | |
| Staffel | Folge | Erstausstrahlung   | deutscher Titel                     | Originaltitel                 | Kurzfassung der Handlung |
| 17.01 | 526   | 20. September 1970 | Dusty                               | Lassie’s Interlude            | Lassie ist inzwischen allein und reist vorübergehend mit einem jungen Mann namens Mark Saunders, der zur Küste will, da er das Meer noch nie gesehen hat. Als Mark Jim und Nancy Pearson, den Eigentümern des Sommercamps, bei der Brandbekämpfung hilft, lernt Lassie deren Collie Duke kennen und bleibt bei den Pearsons, als Mark seine Reise fortsetzt. Duke gibt Lassie das Gefühl, ein neues dauerhaftes Zuhause gefunden zu haben. Die beiden Hunde verstehen sich ausnehmend gut, geraten aber dann in einen Kampf mit einem aggressiven Deutschen Schäferhund. Duke versucht Lassie, die verletzt am Straßenrand zusammenbricht, nach Hause zu bringen, was ihr aber allein nicht gelingt. Während Duke unterwegs ist, um Hilfe zu holeb, wird Lassie von einem mitfühlenden Rancher mitgenommen. |
| 17.02 | 527   | 27. September 1970 | Drei kleine Collies                 | The Birth                     | Lassie ist inzwischen meilenweit von den Pearsons entfernt bei ihrem Retter Will Thorne und hütet auf dessen Ranch Schafe. Sie hat sich auch mit Wills Sohn Kerry, der stumm ist, angefreundet. Erneut trifft sie auf den Killerhund, als dieser der Herde ein Lamm stiehlt. Als Lassie einige Zeit später einen Wurf Welpen zur Welt bringt, glaubt Thorne, dass diese von dem Killerhund gezeugt worden sind und bringt sie zum Sterben in die Wüste, da er Angst hat, dass auch die Kleinen zu Killern heranwachsen könnten. Lassie weiß es jedoch besser und entkommt mit Kerrys Hilfe, um ihre Kinder zu finden. |
| 17.03 | 528   | 04. Oktober 1970   | Auf der Flucht                      | The Survival                  | Nachdem Lassie ihre drei Welpen gefunden hat, sucht sie mit diesen Zuflucht in der Wüste nahe des Rock Canyon. Unterschlupf finden sie auf einer verlassenen Ranch. Verzweifelt versucht Lassie Nahrung für ihre Welpen aufzutreiben. Sie findet nur Wasser und einen Maiskolben. Zum Glück hat Kerry sich ebenfalls auf die Suche gemacht und taucht mit seinem Schulessen auf. Als der Junge kurz darauf von dem Killerhund angegriffen wird, gelingt es Lassie diesmal, ihn abzuwehren. Kerry ist zudem beunruhigt, weil sein Vater ihn auf eine Schule schicken will, wo er die Gebärdensprache lernen soll. Des Nachts schleicht er sich erneut aus dem Haus, um Lassie und ihre Welpen mit Essen zu versorgen. Als sein Vater sein Verschwinden bemerkt, meldet er ihn als vermisst. |
| 17.04 | 529   | 11. Oktober 1970   | Kerry                               | The Miracle                   | Als Sergeant Hayes auf der Suche nach dem Killerhund ist, entdeckt er Lassie und ihre Welpen im Rock Canyon. Kerry hat inzwischen herausgefunden, dass Will und Hayes immer noch entschlossen sind, Lassies Welpen zu töten. Auf seinem Weg zu Lassie und den Kleinen, wird Kerry von einem Puma verfolgt. Nur wenig später rettet Will und Hayes davon, von dem Puma angegriffen zu werden. In der Zwischenzeit ist Jim Pearson auf der Suche nach Lassie auf der Ranch eingetroffen. Als Will und die Holts erfahren, dass Duke der Vater der Welpen ist, ist es fast schon zu spät. |
| 17.05 | 530   | 18. Oktober 1970   | In der Wildnis                      | The Innocents                 | Lassie hat einen ihrer Welpen bei Kerry gelassen, der den kleinen Hund Dingaroo nennt. Mit ihren beiden anderen Welpen streift die Hündin durch die Wildnis und beobachtet aufmerksam, wie die Welpen ihre ersten Erfahrungen mit Eichhörnchen und sogar einem Stinktier machen. Als die drei vor einem Sturm Zuflucht in einer alten Festung aus Lehmziegeln suchen, jagt einer der Welpen eine Krähe und bleibt auf einer Zinne stecken, die sich weit über dem Boden befindet. Der Weg nach unten ist für den kleinen Hund zu steil. Lassie zieht die alte Sackmatratze heran, auf der sie geschlafen haben, der Welpe hat jedoch Angst in die Tiefe zu springen. Also bleibt Lassie nur, auf einem anderen Weg zur Zinne heraufzuklettern, um ihrem Kleinen zu helfen. |
| 17.06 | 531   | 25. Oktober 1970   | Davey                               | The Offering                  | Lassie und ihre beiden verbliebenen Welpen kommen gerade dann auf dem Grundstück der Braddocks an, als der junge Davey erfährt, dass sein alter Hund Barney an dem Ort gestorben ist, an dem Junge und Hund so gerne zum Angeln waren. In seiner Trauer um Barney ignoriert Davey zunächst die Collies, die auf der Braddock-Ranch Zuflucht suchen. Trotzdem kristallisiert sich nach einiger Zeit heraus, dass er den Welpen, dem er den Namen Dusty gegeben hat, besonders mag und so sorgt Lassie dafür, dass dieser sich besonders wohl auf der Ranch fühlt. Die Frage ist jedoch, wird Davey jemals über Barneys Tod hinwegkommen? |
| 17.07 | 532   | 01. November 1970  | Jody                                | Nature’s Child                | Während sie durch den Wald streifen, treffen Lassie und ihr ihr noch verbliebener Welpe Jody Tyler, ein Mädchen, das „mit Tieren sprechen“ kann. Jody befindet sich gerade in der Gesellschaft eines Rehkitzes. Plötzlich hört man das panische Krächzen einer Krähe und als Jody, Lassie und der Welpe deren Flug folgen, finden sie ein junges Kaninchen, das von einem Fuchs verletzt wurde. Jodys Vater, ein Straßenbauarbeiter, der Jodys Gespräche mit Tieren für Einbildung hält, behandelt das kleine Kaninchen, dem es schon am nächsten Tag wieder so gut geht, dass man es freilassen kann. Dann passiert zur Überraschung von Mister Tyler etwas, was ihn an seiner Meinung über seine Tochter zweifeln lässt. Als sein Bulldozer umkippt und seinen Fuß einklemmt, alarmieren Jodys Tierfreunde das Mädchen, das dann Hilfe holen kann. Von Lassie hat Jody erfahren, dass die Hündin etwas sucht, was es sei, werde sie wissen, wenn sie es gefunden habe. |
| 17.08 | 533   | 08. November 1970  | Zwei alte Herren                    | Flock of Love                 | Als Lassie im Park unterwegs ist, lernt sie dort einen älteren Herrn namens Tom Murphy kennen, der Tiere sehr zu lieben scheint. Sein bester Freund und Schachpartner George, ein Zyniker, verspottet ihn aus diesem Grund immer mal wieder. Er meint, die weißen Tauben, die Tom immer füttere, würden ihn nur deshalb mögen, weil sie Futter von ihm bekämen und nicht, wie Tom behauptet, weil sie ihn gern hätten. Als Murphy eines Tages aufgrund eines Schlaganfalles zusammenbricht, holt Lassie George zu Hilfe. Die Tauben hingegen, die George und Andy, ein weiterer Freund Toms an dessen Stelle füttern wollen, verweigern die Nahrung. Es scheint, als hielten sie im Park Mahnwache für Tom. Als George einige Zeit später Lassie mit ins Krankenhaus zu Tom nimmt, sorgt die Hündin dafür, dass auch die weißen Tauben herbeifliegen und macht George dadurch klar, dass Tom mit seiner Meinung durchaus richtig liegt.                                  |
| 17.09 | 534   | 15. November 1970  | Samariterdienste                    | Aftermath                     | Eine achtlos weggeworfene noch glimmende Zigarette bedeutet für die Tiere des Waldes und den Wald selbst eine Katastrophe. Bei dem dadurch verursachten Waldbrand schweben Eichhörnchen, Kaninchen, Hirsche und Rehe sowie die weiteren Bewohner des Waldes in Lebensgefahr. Wie immer, ist Lassie zur Stelle, um ihren Freunden zu helfen. |
| 17.10 | 535   | 22. November 1970  | Glory – Teil 1                      | Here Comes Glory! (1)         | Lassie kommt auf eine große Ranch, auf der Rennpferde gezüchtet werden. Eine braune Stute namens Glory ist das wertvollste der Tiere. Lassie schließt Freundschaft mit dem edlen Pferd. |
| 17.11 | 536   | 29. November 1970  | Glory – Teil 2                      | Here Comes Glory! (2)         | Das kostbarste Rennpferd von der Hannival-Ranch, die Stute Glory, wurde von einem Puma angefallen. Obwohl Lassie der Stute zu Hilfe eilte, wurde sie schwer verletzt. |
| 17.12 | 537   | 06. Dezember 1970  | Ein Jahr voll Sonntagen             | A Year of Sundays             | Lassie beobachtet, wie ein Mann aus einem Eisenbahnwaggon springt und danach regungslos liegenbleibt. Die Hündin läuft zur Autobahn und versucht jemanden dazu zu bringen, anzuhalten. Der Fahrer Ramsey erkennt die Not des Tieres fährt auf die Anhaltespur und folgt Lassie sodann. |
| 17.13 | 538   | 13. Dezember 1970  | Abby                                | Any Heart in a Storm          | Lassie gerät in ein schweres Unwetter und findet Schutz im Haus einer Frau namens Abby. Sie lebt mitten in den Bergen ganz allein. In der Nacht wird das Haus von abrutschenden Erdmassen verschüttet. |
| 17.14 | 539   | 10. Januar 1971    | Sandy und Tom                       | Gentle Dawn                   | Lassie findet auf ihrem Streifzug ein verletztes Tier, dem sie selbst nicht helfen kann. Sie läuft zu einem Wohnhaus, um von dort Hilfe zu holen. |
| 17.15 | 540   | 17. Januar 1971    | Ein aufregender Tag                 | Lassie’s Busy Day             | Fast immer, wenn Lassie allein durch den Wald läuft, erwartet sie etwas Abenteuerliches. An diesem Tag zum Beispiel, hilft sie zwei Eichhörnchen, von denen sich eins in einer Blechbüchse verfangen hat. |
| 17.16 | 541   | 24. Januar 1971    | Bob und Tommy                       | The River                     | Die Brüder Bob und Tommy lieben das Abenteuer. So schnappen sie sich an diesem Tag das Boot ihres Vaters, um damit die Stromschnellen eines reißenden Flusses zu bezwingen. Die Jungen kentern. |
| 17.17 | 542   | 31. Januar 1971    | Cullen                              | Other Pastures, other Fences  | Lassie macht die Bekanntschaft des Jungen Cullen Farrell, dem Sohn eines Rangers. Eines Tages packt Cullen ohne ersichtlichen Grund seine Sachen, sattelt ein Pferd und zieht los. Dass Lassie ihn nicht aus den Augen lässt, ist sein Glück. |
| 17.18 | 543   | 07. Februar 1971   | Patty                               | The Awakening                 | Patty muss die Ferien bei ihrer Tante auf einer Berghütte verbringen, wohin sie von ihren Eltern geschickt worden ist. Wäre es nach ihr gegangen, wäre sie viel lieber nach Los Angeles gefahren. |
| 17.19 | 544   | 21. Februar 1971   | John                                | Troubled Waters               | Lassies neuester Freund ist der Jagdhund Skipper. Zusammen strolchen sie durch ein Hafenviertel. Dort lernen sie einige Zeit später einen Polizeibeamten kennen. |
| 17.20 | 545   | 28. Februar 1971   | Erinnerungen (1)                    | For the Love of Lassie (1)    | Lassie kehrt zurück zur Braddock-Ranch, wo sie einen ihrer Welpen bei dem jungen Davey zurückgelassen hat. Während sie mit Dusty spielt, fällt Lassie in einen versteckten Brunnen, wo der Sauerstoff irgendwann nicht mehr ausreichen wird. Die Braddocks beeilen sich, auch mit der Hilfe alter Freunde von Lassie, die sie zufällig auf der Straße treffen, nach ihr graben. |
| 17.21 | 546   | 07. März 1971      | Erinnerungen (2)                    | For the Love of Lassie (2)    | Menschen, denen Lassie in der Vergangenheit geholfen hat, schließen sich zusammen, um die Hündin aus dem Brunnen zu befreien, bevor der Sauerstoff aufgebraucht ist. Das alles dauert länger als erhofft und die Angst, es nicht rechtzeitig zu schaffen, ist spürbar. |
| 17.22 | 547   | 21. März 1971      | Das Kätzchen                        | Sneakers                      | Lassie findet bei seinem Streifzug durch den Wald ein niedliches kleines Kätzchen. Auf der Suche nach einem Zuhause für das Tier findet die Hündin ein einsames Farmhaus. Glücklicherweise kann man das Kätzchen dort sehr gut gebrauchen. |
| 18.01 | 548   | 07. Oktober 1971   | Lassie als Lebensretter             | Fury Falls                    | Nachdem Lassie einen Raubvogel aus einer Schlinge befreien konnte, beobachtet sie einen Kojoten, der mit seinen Jungen beschäftigt ist. Als die jungen Tiere von einer plötzlich auftauchenden Schlange bedroht werden, bellt sie so lange, bis der Raubvogel die Schlange tötet und als Leckerbissen mitnimmt. |
| 18.02 | 549   | 14. Oktober 1971   | Wo einmal Gold war                  | Search for Yesterday          | Rond und Dale erstehen einen Plan, auf dem der Weg zu einer Goldmine eingezeichnet ist. Sie opfern dafür zwei Dollar. Nachdem sie dort endlich angekommen sind, müssen sie feststellen, dass die Goldgräber dort alles abgeschürft haben und für sie kein Gold mehr da ist. Noch schlimmer ist allerdings, dass sie stattdessen Dynamit zurückgelassen haben. Wieder einmal muss Lassie rettend eingreifen. |
| 18.03 | 550   | 21. Oktober 1971   | Gefährliche Schienen                | Trouble Tracks                | Ron und Dale, die ihrem Traum vom Gold weiter nachhängen, finden bei ihrer Suche ein altes Schienenfahrzeug. Natürlich probieren die beiden Freunde das Vehikel sogleich aus. Als eine Strecke kommt, auf der es ziemlich steil nach unten geht, können sie das Fahrzeug nicht stoppen, da die Bremse nicht funktioniert. |
| 18.04 | 551   | 27. Oktober 1971   | Hotel Dracula                       | Wings of the Ghost            | Mr. Maddox hat unsere drei Helden Dale, Ron und Lassie ein Stück mit der Eisenbahn mitgenommen. Dann heißt es jedoch zu Fuß weiter über die Berge, um zur Holden-Ranch zu gelangen. Unterwegs rettet Lassie noch ein Kaninchen sozusagen in letzter Minute. |
| 18.05 | 552   | 04. November 1971  | Mikes erster Geburtstag             | Homecoming                    | Ron und Dale sind auf die Holden-Ranch zurückgekehrt. Rons Vater hat den kleinen Mike Bishop bei sich aufgenommen. Der Junge hatte bis jetzt nicht nur kein Zuhause, er hat auch noch nie Geburtstag gefeiert. Niemand weiß nämlich, wann genau Mike geboren worden ist. Zwischen Lassie und Mike entsteht schnell eine enge Bindung. |
| 18.06 | 553   | 11. November 1971  | Kind der Wildnis                    | Orphan of the Wild            | Garth versucht Mike klarzumachen, ob man einer Eule, die verletzt war, nach ihrer Heilung die Wahl lassen muss, ob sie im Tierpark bleiben will oder lieber davonfliegen möchte. |
| 18.07 | 554   | 18. November 1971  | Lassie verschwindet                 | Day of Disaster               | Ron fährt in der Begleitung von Lassie in die Stadt, um ein Geschenk für seinen Vater abzuholen. Während er das Geschäft betritt, wartet Lassie im Wagen. Plötzlich erschüttert ein kurzes, aber doch heftiges Erdbeben die Stadt. Ron verliert kurzzeitig das Bewusstsein. Als er wieder zu sich kommt, kann er Lassie nicht mehr finden. |
| 18.08 | 555   | 25. November 1971  | Ein eifersüchtiger Waschbär         | The Schemer                   | Mike hat einen neuen Freund, den Waschbären Rags. Das Tier reagiert extrem eifersüchtig auf Mike Zuneigung zu Lassie. Das geht sogar so weit, dass er sein Fressen verweigert und fast jede Nacht Krach schlägt. |
| 18.09 | 556   | 02. Dezember 1971  | Der fliegende Großvater             | The Flying Grandpa            | Ein alter Doppeldecker muss auf der Holden-Ranch notlanden. Der Pilot stellt sich als ein liebenswerter alter Herr heraus, der sich unter dem Namen Newton vorstellt. Mr. Newton weiß auch eine Menge Geschichten und erzählt Mike von seinen Heldentaten und Abenteuern als Flieger. Garth durchschaut den alten Mann allerdings. |
| 18.10 | 557   | 09. Dezember 1971  | Der Mustang (1)                     | Mustang (1)                   | Während eines Ausritts entdecken Garth, Dale und Lassie eine Gruppe von Wildpferden. Offensichtlich will ein junger Mustang dem Leithengst seine Position streitig machen. Bei einem Kampf verletzt er das ältere Tier schwer. Auch Lassie hat diese Auseinandersetzung beobachtet. |
| 18.11 | 558   | 16. Dezember 1971  | Der Mustang (2)                     | Mustang (2)                   | Gemeinsam mit Dale und Garth gelingt es Lassie, den verletzten Hengst behutsam immer näher an die Ranch heranzulocken. Dort kümmern sie sich liebevoll um das Tier. Schließlich wird die Holden-Ranch zu seinem neuen Zuhause. |
| 18.12 | 559   | 13. Januar 1972    | Cowboys                             | Roundup                       | Ron und Dale haben eine Wette darüber abgeschlossen, wer von ihnen die meisten Rinder einfangen kann. Derjenige, dem das gelingt, bekommt ein Essen in einem mexikanischen Restaurant. Womit sie nicht gerechnet haben, dass sie gleichviel Rinder einfangen und die Wette somit unentschieden endet. |
| 18.13 | 560   | 20. Januar 1972    | Ein Traum wird wahr                 | Dream Seeker                  | Dale und Ron wollen einige Tage in den Bergen verbringen. Dort treffen sie auf einen Jungen, der ihnen erzählt, dass er Willy heißt und mit seinem Vater in den Bergen lebe. Lassie findet jedoch heraus, dass das nur ein Wunschtraum von Willy ist, der in Wahrheit aus dem Waisenhaus geflohen ist. |
| 18.14 | 561   | 28. Januar 1972    | Frieden ist unser Anliegen (1)      | Peace Is our Profession (1)   | Lassie begleitet Garth zur Vandenberg Air Force Base. Dort nimmt Garth als Trauzeuge an der Hochzeit von Pat teil, einem seiner Pflegesöhne. Pat und sein Partner Dave Winton sowie der Kaplan der Air Force, Kenneth Stone, nehmen Garth mit, da man einem Raketenabschuss beiwohnen will. Lassie gerät derweil an eine Schneegans, die ihre Eier ausgerechnet in einem Raketenabschussbereich abgelegt hat. |
| 18.15 | 562   | 04. Februar 1972   | Frieden ist unser Anliegen (2)      | Peace Is our Profession (2)   | Lassie ignoriert, dass man den Raketenabschussbereich nicht betreten darf, um die Gans in Sicherheit zu bringen, bevor wieder ein Raketenstart erfolgt. Nachdem die Gänschen sicher geschlüpft sind, begleitet Lassie Chaplain Stone, um ihm bei seinem Kinderhilfsprojekt zu unterstützen. Est muss Stone aber noch einmal zurück zu seinem Posten in Offut. Dort freundet sich Lassie mit einem diabetischen Pudel namens Sparky an, der sich als blinder Passagier auf dem Looking Glass, den Kommandoposten des Strategic Air Command in der Luft, geschmuggelt hat, um bei seinem Besitzer zu sein. Gefährlich ist allerdings, dass er dadurch seine tägliche Insulinspritze nicht bekommt. |
| 18.16 | 563   | 11. Februar 1972   | Frieden ist unser Anliegen (3)      | Peace Is our Profession (3)   | Sparky wird an Bord der Looking Glass gefunden, doch im weiteren Verlauf der achtstündigen Dienstreise deutet sich an, dass er in ein diabetisches Koma gefallen ist. Man macht es möglich, dass Camerons Looking-Glass-Flug früher landen kann, sodass Sparky gerettet wird. Später, auf seinem neuen Posten auf der March Air Force Base, treffen Lassie und Col. Stone Jimmy Fredericks, einen Jungen, der eine Beinschiene trägt und wegen seines lahmen Beines mit Gott hadert. |
| 18.17 | 564   | 18. Februar 1972   | Frieden ist unser Anliegen (4)      | Peace Is our Profession (4)   | Als im Flugzeug von Jimmys Vater ein Stromausfall auftritt, der das Ausfahren des Fahrwerks behindern und schlimmstenfalls zum Absturz des Flugzeugs führen kann, muss Jimmy seinen Glauben überdenken, während er um seinen Vater bangt. |
| 18.18 | 565   | 25. Februar 1972   | Jimmy und der Wolfshund (1)         | Paths of Courage (1)          | Jimmy ist zu Gast auf der Holden-Ranch, wo er sich mit Lucy anfreundet, der Tochter von einer Nachbarranch. Lucy besitzt Mountie, einen zahmen Wolf, der angeschossen wird, als er mit Lassie unterwegs ist. |
| 18.19 | 566   | 03. März 1972      | Jimmy und der Wolfshund (2)         | Paths of Courage (2)          | Lucy und Jimmy machen Mountie in seiner ehemaligen Höhle ausfindig, wobei Jimmy seine Angst überwunden und sich auf ein Pferd geschwungen hat. Lassie läuft indessen zur Ranch, um Garth zu Hilfe zu holen. |
| 18.20 | 567   | 10. März 1972      | So ist das Leben                    | Circle of Life                | Lucy wohnt auf der Holden-Ranch, solange ihre Mutter verreist ist. Als sie einen Brief von Jimmy erhält, wird ihr bewusst, dass sie sich in ihn verliebt hat. |
| 19.01 | 568   | 16. September 1972 | Der Blitzschlag                     | Lightning                     | Eine Stute wird von einem Blitz gestreift. Ihr noch sehr junges Fohlen läuft vor Schreck davon. Während sich die Tierärztin Sue Lambert um die Stute kümmert, versuchen Lucy und Lassie, das Fohlen aufzuspüren. |
| 19.02 | 569   | 23. September 1972 | Die Tauben von Santa Ines           | The Doves of Santa Inez       | Die Tauben der Mission sind in diesem Jahr noch nicht zurückgekehrt. Johann, der Missionsgärtner sorgt sich um die Tiere. Währenddessen müssen Lucy und Lassie ein grausames Schauspiel mit ansehen. Ein Raubvogel greift die Spähertaube an, sodass sie zu Boden fällt. Lassie gelingt es, die Taube zu retten. |
| 19.03 | 570   | 30. September 1972 | Ersatz für Garth                    | For Those who Follow          | Garth Holden wird in Zukunft im Auftrag der Regierung durch die Welt reisen. Er soll überall Häuser nach dem Modell der Holden-Ranch errichten, die Waisenkindern ein neues Zuhause bieten sollen. Besonders Dale hat Schwierigkeiten, Keith, Garths Bruder, als Ersatz zu akzeptieren. |
| 19.04 | 571   | 14. Oktober 1972   | Die Vogelscheuche                   | Scarecrow                     | Auf der Holden-Ranch steigt eine Grillparty, auch Lucy ist dazu eingeladen. Vorsichtshalber haben die Jungen in einem nahegelegenen Maisfeld eine Vogelscheuche aufgestellt, um die vielen Krähen zu vertreiben, die sich dort gern aufhalten. Allerdings gibt es eine besonders vorwitzige Krähe, die sich daran überhaupt nicht stört. |
| 19.05 | 572   | 21. Oktober 1972   | Lucy und der kleine Fremde – Teil 1 | A Girl and a Boy (1)          | Lassie findet einen tauben Jungen, der völlig erschöpft ist. Er scheint irgendwo ausgerissen zu sein. Als er mitbekommt, dass die Polizei ihn zurückbringen will, läuft er abermals auf und davon. Lassie gelingt es, ihn wiederum zu finden. |
| 19.06 | 573   | 28. Oktober 1972   | Lucy und der kleine Fremde – Teil 2 | A Girl and a Boy (2)          | Es stellt sich heraus, dass der kleine Ausreißer Tommy heißt. Nachdem er erfahren hat, dass man den Pater, dem er sein ganzes Vertrauen geschenkt hat, nach Südamerika versetzen will, ist er Hals über Kopf von seiner Schule weggelaufen. Überraschend wendet sich doch noch alles zum Guten: Der Pater darf bleiben und Tommy erhält als Ersatz für den Polizeihund, den er nicht behalten durfte, einen Welpen, den Lassie ihm bringt. |
| 19.07 | 574   | 04. November 1972  | Drei Kätzchen in Not                | Deadly Surf                   | Lassie läuft zum Strand, um den alten Sam zu besuchen, der dort in einer Hütte lebt. Sam ist nicht da, dafür aber seine drei Kätzchen und die befinden sich in Gefahr. Zum Glück kann Lassie den Katzenkindern aus der Patsche helfen. |
| 19.08 | 575   | 11. November 1972  | Rettet die Steinadler               | Golden Eagle                  | Nachdem Lassie ein verletztes Adlerweibchen entdeckt hat, bringen Keith und Ron das Tier zum Tierarzt. Allerdings gibt es ein weiteres Problem, das Adlermännchen muss sich nun um ein Nest kümmern, in dem zwei Eier zurückgeblieben sind. Lassie hat schließlich den rettenden Einfall, wie man beide Küken durchbringen kann. |
| 19.09 | 576   | 18. November 1972  | Drang nach Freiheit                 | A Taste of Freedom            | Als Mr. Dobbs mit seinem Rassepferd Rascal zu einem Rennen unterwegs ist, macht sich das Tier plötzlich selbstständig. Lassie findet das Pferd und bringt es zur Holden-Ranch. Ab diesem Zeitpunkt sind beide fast unzertrennlich. |
| 19.10 | 577   | 25. November 1972  | Flucht ins Ungewisse – Teil 1       | Run to Nowhere (1)            | Mehr zufällig stößt Lucy auf Joey Greer, der aus einem Kinderheim weggelaufen ist. Da er verletzt ist, bringt Lucy ihn zur Holden-Ranch, damit man seine Wunde dort behandeln kann. Lucy, die Joey sozusagen geschworen hatte, ihn nicht zu verraten, hat aber doch mit Keith über ihn gesprochen. |
| 19.11 | 578   | 02. Dezember 1972  | Flucht ins Ungewisse – Teil 2       | Run to Nowhere (2)            | Am nächsten Morgen ist Joey verschwunden. Während Andy und Lane sich um die Ranch kümmern, reiten alle anderen sofort los, um nach Joey zu suchen. Als man ihn bei Anbruch der Dunkelheit noch immer nicht gefunden hat, machen sich weitere Suchtrupps auf den Weg. |
| 19.12 | 579   | 09. Dezember 1972  | Störche bringen Glück               | Vigil of the Stork            | Lucy erfährt von Mr. Birkholm, dass man in seiner alten Heimat Dänemark daran glaube, dass Störche Glück bringen würden. Nur wenig später bricht er aufgrund eines Herzanfalls zusammen. Es scheint so, als bringe ihm ein Storch tatsächlich viel Glück. |
| 19.13 | 580   | 16. Dezember 1972  | Wo ein Wille ist, ist auch Wasser   | Dream Builder                 | Ein alter Mann hat beschlossen mitsamt seinem Esel auf einem als unfruchtbar geltenden Stück Land anzusiedeln und dort einen Brunnen zu bauen. Jeder, den man fragt oder auch nicht, schüttelt mit dem Kopf und zeigt sich davon überzeugt, dass der alte Herr dort niemals Wasser finden werde. Das Wunder geschieht: Der Alte macht das als unmöglich geltende möglich. |
| 19.14 | 581   | 13. Januar 1973    | Besuch von einem Stadthund          | The Visitor                   | Der kleine Hund Muffin hat bisher in der Stadt gelebt und tut sich ziemlich schwer mit dem Landleben. Er hat einfach Angst vor fast allem, vor Enten, Pferden und vor allem vor Wasser. Doch Lassie wäre nicht Lassie würde sie es nicht schaffen, dem kleinen Tier behutsam erstaunliche Dinge beizubringen. |
| 19.15 | 582   | 16. Januar 1973    | Der Vogelfreund                     | Tell it to the Birds          | Ein alter Indianer, der Tiere sehr liebt, findet Lassie, die in eine Falle geraten ist. Er hilft dem Tier sofort und versorgt Lassies Wunden. Als der alte Mann später selbst einen Unfall hat, ist Lassie zur Stelle, um sich zu revanchieren. |
| 19.16 | 583   | 24. Januar 1973    | Gefahr in den Bergen – Teil 1       | Challenge of the Mountain (1) | Dale hat nicht nur viel Zeit, sondern auch Geld in sein Modellflugzeug gesteckt. Als das Modell durch einen Fehler in der Fernsteuerung in den Bergen verloren geht, macht Dale sich sofort auf die Suche. Gemeinsam mit Lassie entdeckt er das Flugzeug auf einem ziemlich hohen Felsen. Für Dale ist klar, dass er dort hochklettern muss. |
| 19.17 | 584   | 03. Februar 1973   | Gefahr in den Bergen – Teil 2       | Challenge of the Mountain (2) | Dale ist bei dem Versuch, sein Modellflugzeug von dem Felsen zu holen, gestürzt. Er hat dadurch eine Menge Geröll in Bewegung gesetzt, das zusammen mit ihm den Berg heruntergekommen ist. Dadurch wurde Lassie an der Vorderpfote verletzt. Trotzdem gelingt es der Hündin Dales Pferd dabei zu unterstützen, das Seil, mit dem es angepflockt ist, zu lösen, um zur Ranch zu laufen und Hilfe zu holen. |
| 19.18 | 585   | 10. Februar 1973   | Jagd auf Kojoten                    | Legend of the Coyote          | In der Scheune der Holden-Ranch findet Lassie eine Hündin mit ihren Jungen. Keith beschließt, sie dort zu lassen. Lassie soll auf sie aufpassen. Als sich am nächsten Morgen jedoch ein Kojote eines der Tierbabys schnappt, nehmen Keith, Dale und Lassie die Spur auf. |
| 19.19 | 586   | 17. Februar 1973   | Pferdediebe                         | Horsenappers                  | Zwei Pferdediebe treiben in der Gegend schon länger ihr Unwesen. Eines Tages suchen sie auch die Holden-Ranch auf, um sich an Midnight, einem schwarzen Hengst, zu vergreifen. Zum Verhängnis wird ihnen allerdings, dass Lassie auf der Hut ist und schlauer als sie. |
| 19.20 | 587   | 24. Februar 1973   | Ein fröhlicher Klang (1)            | A Joyous Sound (1)            | Ein Chirurg macht Lucy und ihrer Mutter Hoffnung, dass sie nach einer Operation wieder hören könne. Keith und Lassie haben Elaine und ihre Tochter zum Operationstermin nach Los Angeles begleitet. Als Lassie versucht, einem Kleinkind zu helfen, wird ihr vorgeworfen, das Kind angegriffe zu haben. Lassie muss das Krankenhaus verlassen, man jagt sie davon. |
| 19.21 | 588   | 03. März 1973      | Ein fröhlicher Klang (2)            | A Joyous Sound (2)            | Lassie, die Zuflucht vor der Verfolgung in einem Wäschewagen gesucht hatte, entkommt diesem und stürzt sich in den Tumult der Stadt. Unterdessen übersteht Lucy die Operation erfolgreich, ob sie tatsächlich wieder wird hören können, ist aber noch ungewiss, da erst einige Tage vergehen müssen und die Schwellung abgeklungen sein muss. Keith, der ohne Ergebnis nach Lassie gesucht hatte, weiß nun nicht, was er Lucy sagen soll. |
| 19.22 | 589   | 10. März 1973      | Ein fröhlicher Klang (3)            | A Joyous Sound (3)            | Nachdem Lassie auf einem Schießstand gelandet und diesem nur knapp entkommen ist, freundet sie sich mit zwei jungen Männern an, die in ihrem Van am Strand campen. Während sie sich um den verletzten Collie kümmern, betet Lucy, die inzwischen nach Hause zurückgekehrt ist, um zwei Wunder, nämlich, dass ihr Gehör und Lassie zurückkehren mögen. Und genau das tritt ein. Als Lucy einige Zeit später unter einer Kiefer sitzt, meint sie, ein Geräusch vernommen zu haben und tatsächlich, plötzlich hört sie das Zwitschern der Vögel und den Wind, der durch die Blätter streift und dann hört sie noch etwas, dreht sich um und sieht wie ein Hund übers Feld rennt direkt auf sie zu – Lassie ist wieder da! |
| 19.23 | 590   | 17. März           | Johnny Piper                        | Johnny Piper                  | Lucy, die mit Lassie unterwegs ist, lernt auf ihrem Spaziergang Johnny Piper kennen. Er zieht gemeinsam mit seinem Hund Smokey durch die Welt. Lucy ist überzeugt davon, dass Johnny einsam ist und möchte ihm daher helfen. So überredet sie ihre Mutter, Johnny auf der Farm Arbeit zu geben, wodurch er seine Reisekasse aufbessern könne. |
| 19.24 | 591   | 24. März 1973      | Der kleine Ausreißer                | The Dawning                   | Keith und Dale sind zeitig aufgestanden, um die Zäune an der Ostweide zu kontrollieren und nachzuziehen. Ausnahmsweise will Lassie nicht mitkommen, sondern lieber die Bakers und deren neugeborenes Kalb besuchen. Als das Kälbchen sich auf Wanderschaft begibt, bemerkt das niemand – außer Lassie. |

## DVDs
Die Serie wurde zwischen 2001 und 2007 im Original auf DVD veröffentlicht.
- Am 9. September 2005 gab Warner Home Video unter dem Titel Lassie Collection – Box 1 (4 DVDs) die Episoden
  - Die Eule (Staffel 5.04/Folge 147)
  - Die Lehrerin (5.03/Folge 146)
  - Ein Kostüm mit Trick (5.19/Folge 162)
  - Kleiner Hund im Wind (5.01/Folge 144)
  - Käthie das Borstenvieh (5.09/Folge 152)
  - Der Angsthase (5.10/Folge 153)
  - Die Goldsucher (5.05/Folge 148)
  - Die Bogenschützen (5.12/Folge 155)
  - Der klügste Hund der Welt (5.07/Folge 150)
  - Timmys größter Wunsch (5.02/Folge 145)
  - Der Schaukelstuhl (4.05/Folge 149)
  - Der Silberreiher (5.11/Folge 154)
  - Das Kätzchen (2.03/Folge 29)
  - Besuch aus England (5.13/Folge 156)
  - Der bockige Lucky (5.24/Folge 167)
  - Der Marienkäfer (5.17/Folge 160)

mit einer deutschen Tonspur auf DVD heraus (in Klammern Staffel/Folge, Gesamtfolge).
- Lassie Collection – Box 2 (herausgegeben am 26. September 2008 von Plaion Pictures)[6] enthält die Episoden
  - Der Drachen (5.28/171)
  - Die Rauchzeichen (5.14/1957)
  - Der kleine Millionär (5.21/164)
  - Das Lotterielos (5.15/158)
  - Der neue Hut (5.26/169)
  - Der Weihnachtswunsch (5.16/159)
  - Der Apfelbaum (5.20/163)
  - Die kleinen Detektive (5.22/165)
  - Der Schimpanse (5.29/172)
  - In der Falle (5.08/151)
  - Die Höhle im Wald (533/176)
  - Der Stoffhund
  - Der neue Fotoapparat (5.35/178)
  - Stallgefährten (5.34/177)
  - Die Schleuder
  - Hundekinder (5.27/170)

- Lassie Collection – Box 3 (herausgegeben am 26. September 2008 von Plaion Pictures)[7] enthält die Episoden
  - Der Wahrsager (5.37/180)
  - Der Gast (5.39/182)
  - Die Wildnis ruft (5.38/181)
  - Der Bodenspekulant (6.12/194)
  - Der neue Kühlschrank (6.01/183)
  - Preisausschreiben (6.03/185)
  - Der Kampfhahn (6.27/209)
  - Heuschrecken (6.20/202)
  - Der Aufschub (6.23/205)
  - Der Sonderling (6.37/219)
  - Timmys Stolz (6.29/211)
  - Der Elefant (6.26/208)
  - Das falsche Geschenk (6.35/217)
  - Der kleine Skunk (7.03/222)
  - Der Tiger (7.06/225)

- Lassie Collection – Box 4 (herausgegeben am 26. September 2008 von Plaion Pictures)[8] enthält die Episoden
  - Der Stammbaum (5.23/166)
  - Die Brieftaube (6.21/203)
  - Der Talisman (5.32/175)
  - Der kleine Jerry (7.01/220)
  - Der alte Henry (6.02/184)
  - Das Maskottchen (6.04/186)
  - Trabrennen (6.05/187)
  - Kleiner Junge ganz groß (6.06/188)
  - Der Testpilot (6.07/189)
  - Der Wünschelrutengänger (6.09/191)
  - Der kleine Aufschneider (6.10/192)
  - Der Puma Satan (6.11/193)
  - Der Mann vom Mars (6.13/195)
  - Wer nicht hören will, muss fühlen (6.14/196)
  - Der kleine Reporter (6.15/197)
  - Der Ausreißer (6.16/198)

- Lassies neue Freunde, Box 1, herausgegeben am 13. April 2007 von Warner Home Video,[9] enthält die folgenden Episoden:
  - Das verletzte Reh (12.01/386)
  - Gefahr in Canyon (12.02/387)
  - Um 10 Uhr wird gesprengt (12.03/388)
  - Die Möwe (12.04/389)
  - Charlie Banana (12.05/390)
  - Nimm doch Vernunft an, Mike (12.06/391)
  - Hilfe für einen alten Freund (12.07/392)
  - Tracky, der Ausreißer (12.08/393)
  - Das Wasser steigt (12.09/394)
  - Uralte Bäume (12.10/395)
  - Gefahr für Tomme Driscill (12.11/396)
  - Kaninchen auf der Flucht (12.12/397)
  - Die Frau des Rangers (12.13/398)
  - Museumsbesuch (12.14/399)
  - Wenn sich der Wind dreht (12.15/400)
  - Fischräuber (12.17/402)

- Lassies neue Freunde, Box 2, herausgegeben am 27. März 2009 von Plaion Pictures,[10] enthält die folgenden Episoden:
  - Auf der Suche nach Wasser (12.18/403)
  - Meine gute alte Clementine (12.19/404)
  - Ein Morgen im Wald (12.20/405)
  - Ferien am Meer (12/21/406)
  - Tante Samanthas Hund (12.22/407)
  - Auf der Borrego Ranch (12.23/408)
  - Ein Collie für Dr. Reynolds (12.24/409)
  - Lawinengefahr (12.25/410)
  - Ein anstrengender Tag (12.26/411)
  - Schneeblind (12.27/412)
  - Die verlorene Puppe (12.28/413)
  - Boone Sawyers Sorgen (12.29/414)
  - Sorgenkinder (12.30/415)
  - Mut am falschen Platz (12.32/417)
  - Büffel (Lassie und der Büffel) (13.01/418)
  - Schlamperei (13.02/419)

## Rezeption

### Kritik
Im Fernsehlexikon wird die Serie als „eine der langlebigsten und erfolgreichsten Fernsehserien der Welt“ bezeichnet. Sie gilt als Musterbeispiel für Serien, in denen schlaue Tiere an der Seite ihrer menschlichen Freunde gute Taten vollbringen.

### Auszeichnungen
Die Serie wurde mit zwei Primetime Emmy Awards ausgezeichnet, 1955 als Best Children's Program und 1956 als Best Children's Series. Bis einschließlich 1960 gab es jedes Jahr weitere Nominierungen in unterschiedlichen Kategorien.